# タイム100
「タイム 100」（TIME 100）は、アメリカの雑誌『タイム』が2004年（第1回は1999年）から毎年発表している「世界で最も影響力のある100人のリスト」、およびその企画である。世界で最も影響力のある100人の名前でも知られる。何名かの有識者による議論により、その年における100人が選ばれる。
最初の企画は1999年に行われた「タイム100: 今世紀最も重要な人物」で、1回限りのものであったが大きな反響を受け、2004年から、その年の100人を選ぶ毎年の企画として行われている。

## 沿革と形式
リストは、1998年2月1日、ワシントンD.C.のジョン・F・ケネディ・センターでのシンポジウムにおける討議とともに開始した。パネルの参加者は、CBSニュースのアンカーパーソンのダン・ラザー、歴史家のドリス・カーンズ・グッドウィン（en:Doris Kearns Goodwin）、元ニューヨーク州知事マリオ・クオモ、その当時政治学教授であったコンドリーザ・ライス、新保守主義の出版事業家アーヴィング・クリストル、タイム誌編集者ウォルター・アイザックソン（en:Walter Isaacson）である。
リストが初めて発行されたのは1999年である。その時タイム誌は「20世紀の最も影響力のある100人」を選考していた。1回分で博した人気に基づき、2004年、 タイム誌は世界で最も影響力のある100人のリストを毎年発行することにした。リストの製作には栄誉を伴う失敗が度々ある。しかしながら、タイム誌が極めて明らかにしたことは、人間は、より良い世界かより悪い世界に変えることへの認定を受ける、ということである。認定される人々は5つのカテゴリーのうちの1つに配属する。カテゴリーはPioneer（パイオニア）、Artists（アーティスト）、Leaders（リーダー）、Titans（タイタン）、Icons（アイコン）である。それぞれのカテゴリーのなかで、最も影響力のある20人（時々2人組または小グループ）が選ばれ、トータルで毎年100人である。

## 複数回掲載の人物
いずれの年にも、それぞれのカテゴリーに平等な比重があるが、異なる年のリストに再掲載される傾向がより強いカテゴリーがある。「タイム 100」に繰り返し掲載されるのは稀である。2回以上登場しているのは以下の各人である。
注: 以下のリストの順序は各人物の「タイム 100」に登場した回数を基準にしている。ボールド体の人物はタイム誌の「20世紀の最も影響力のある100人」のランキングを含めて複数回掲載された少数の人物である。

### 5回以上

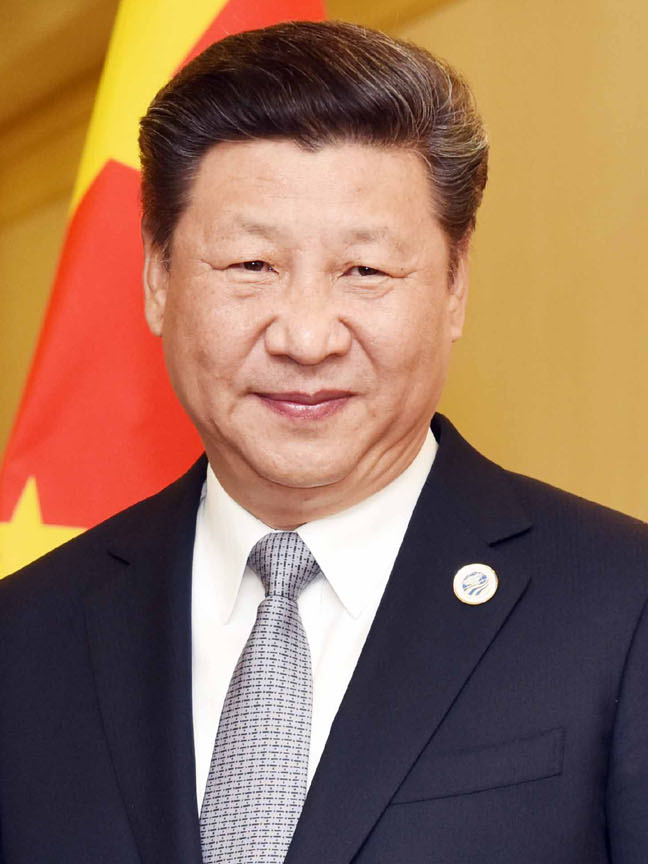
習近平 13回 2022, 2021, 2020, 2019, 2018, 2017, 2016, 2015, 2014, 2013, 2012, 2011 & 2009 (2023は最終選考)
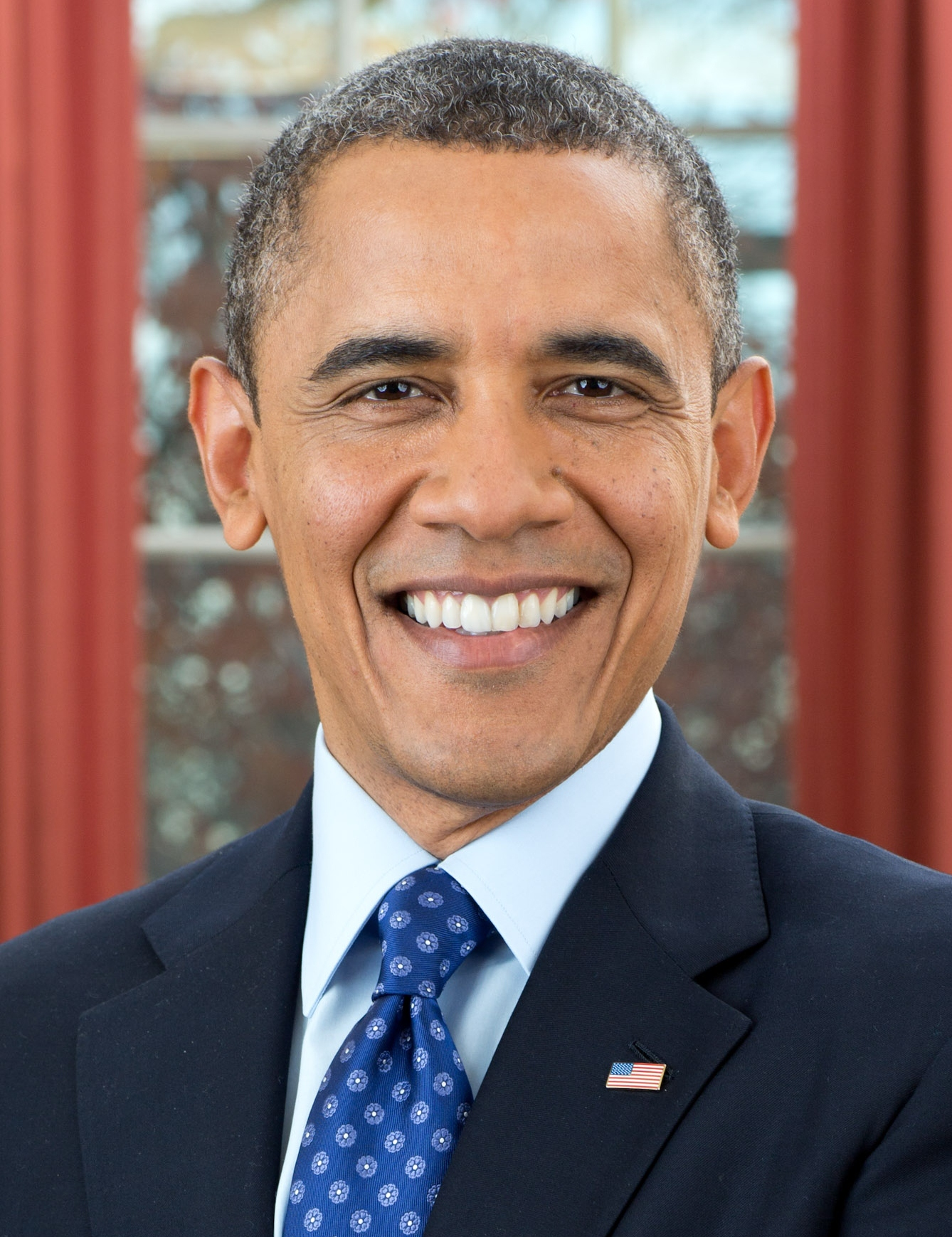
バラク・オバマ 11回 2016, 2015, 2014, 2013, 2012, 2011, 2010, 2009, 2008, 2007 & 2005 (2018は最終選考)
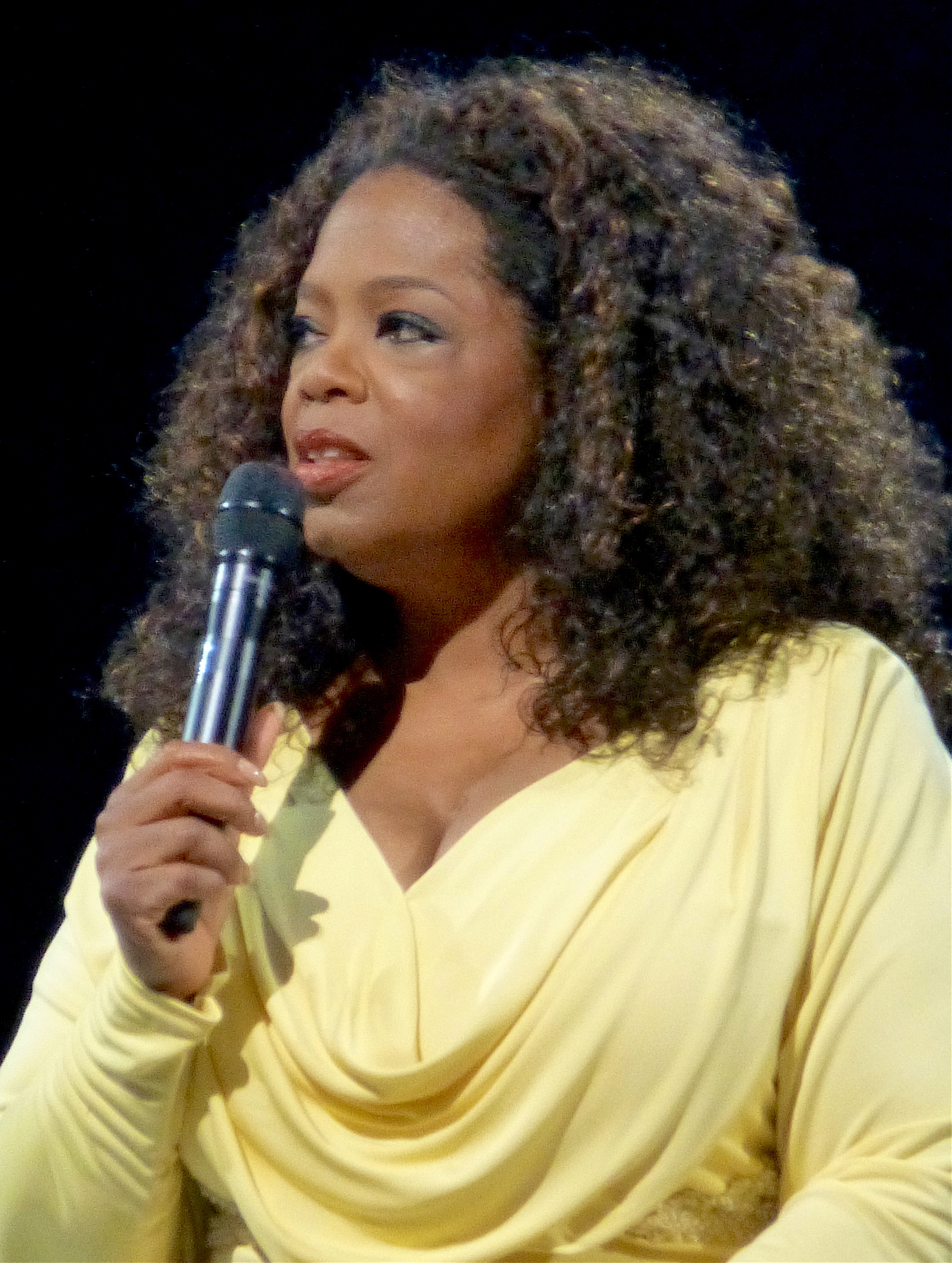
オプラ・ウィンフリー 11回 2022, 2018, 2011, 2010, 2009, 2008, 2007, 2006, 2005, 2004 & 20世紀 (2023, 2021, 2020, 2019, 2017, 2015, 2014, 2012は最終選考)
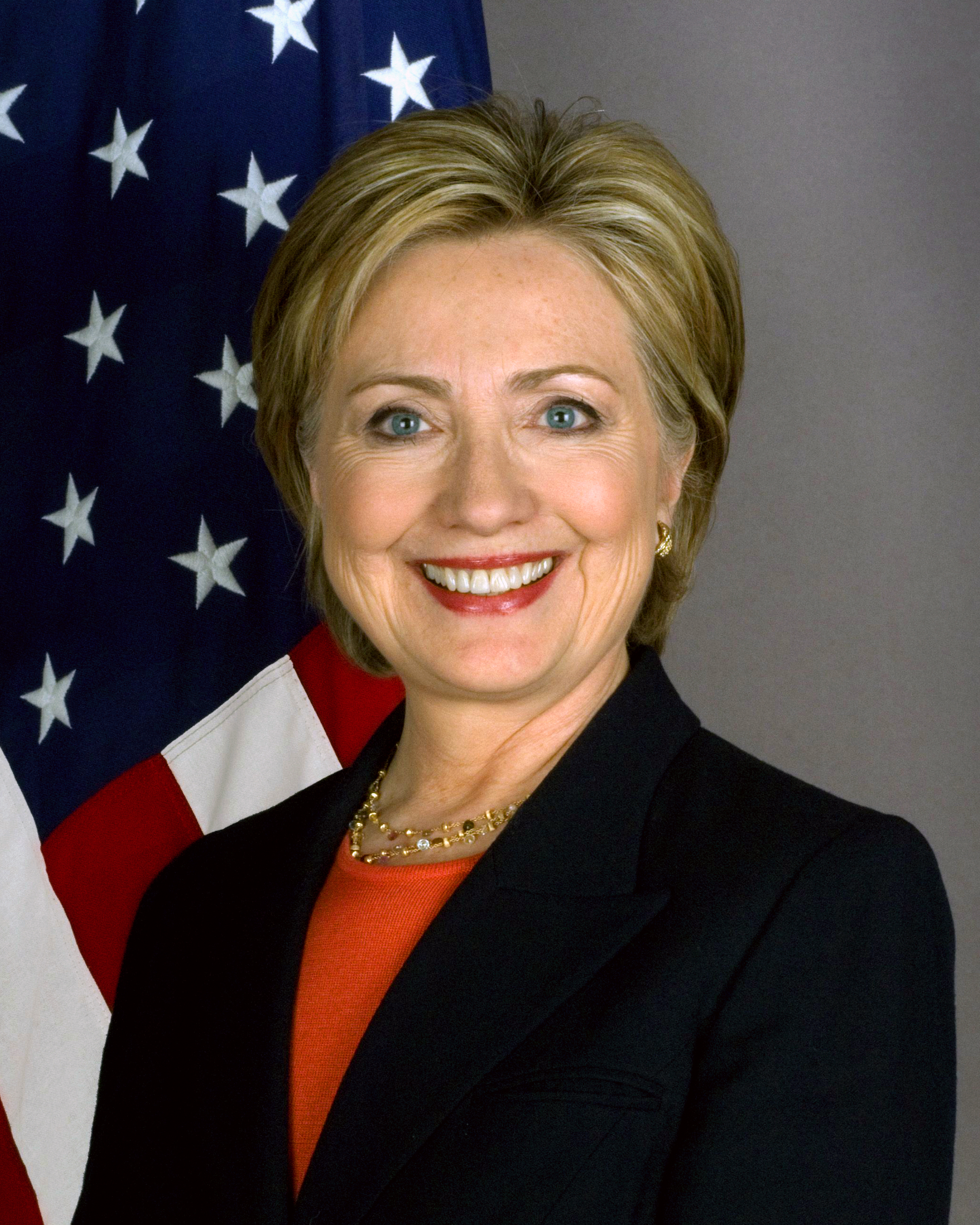
ヒラリー・クリントン 10回 2016, 2015, 2014, 2012, 2011, 2009, 2008, 2007, 2006 & 2004 (2004はクリントン夫妻として掲載) (2013, 2010は最終選考)
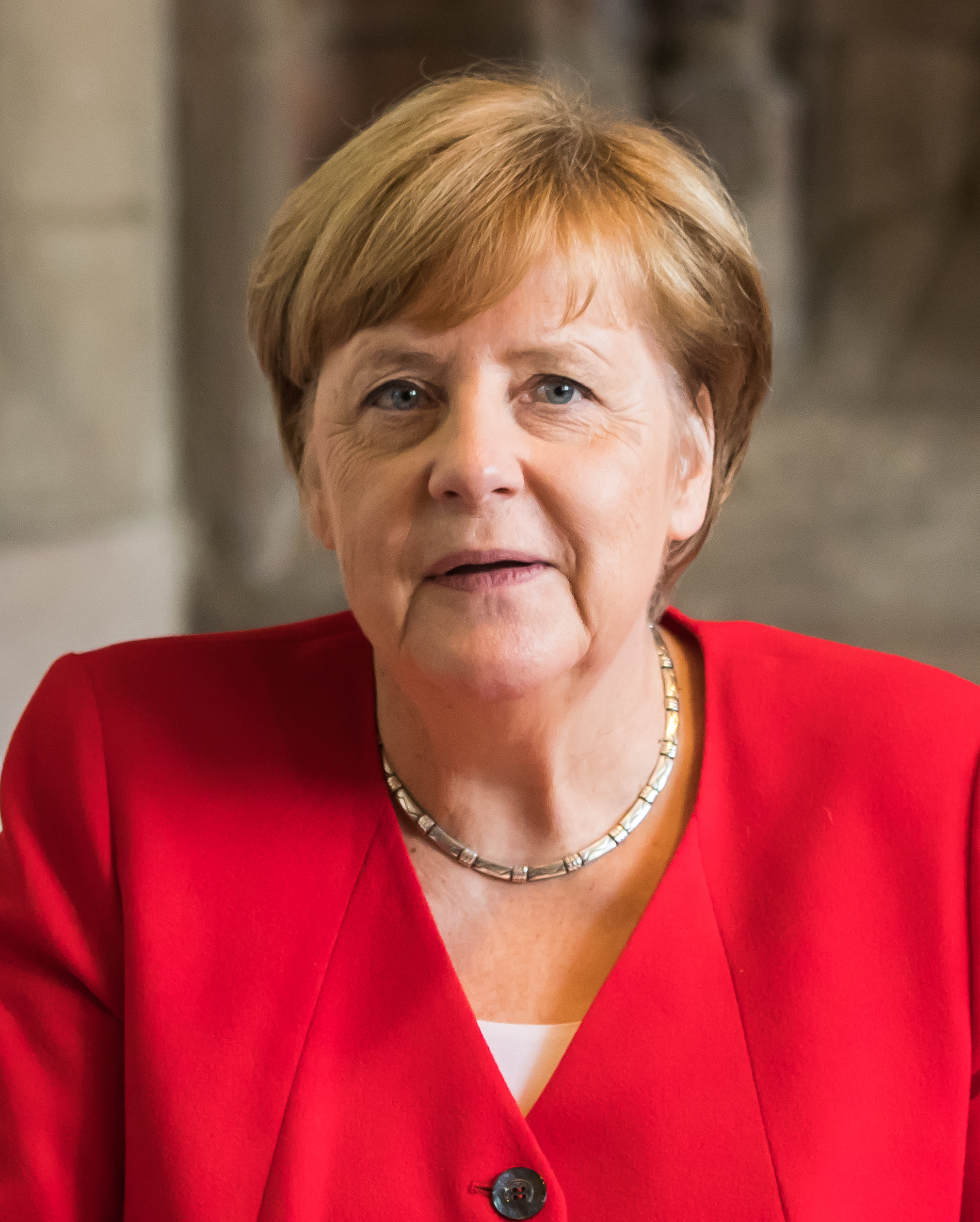
アンゲラ・メルケル 9回 2020, 2016, 2015, 2014, 2012, 2011, 2009, 2007 & 2006 (2021, 2019, 2018, 2017, 2013, 2010, 2008は最終選考)
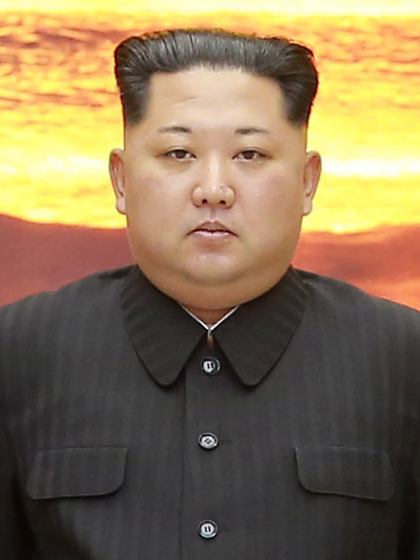
金正恩 8回 2018, 2017, 2016, 2015, 2014, 2013, 2012 & 2011 (2023, 2022, 2021, 2020, 2019は最終選考)
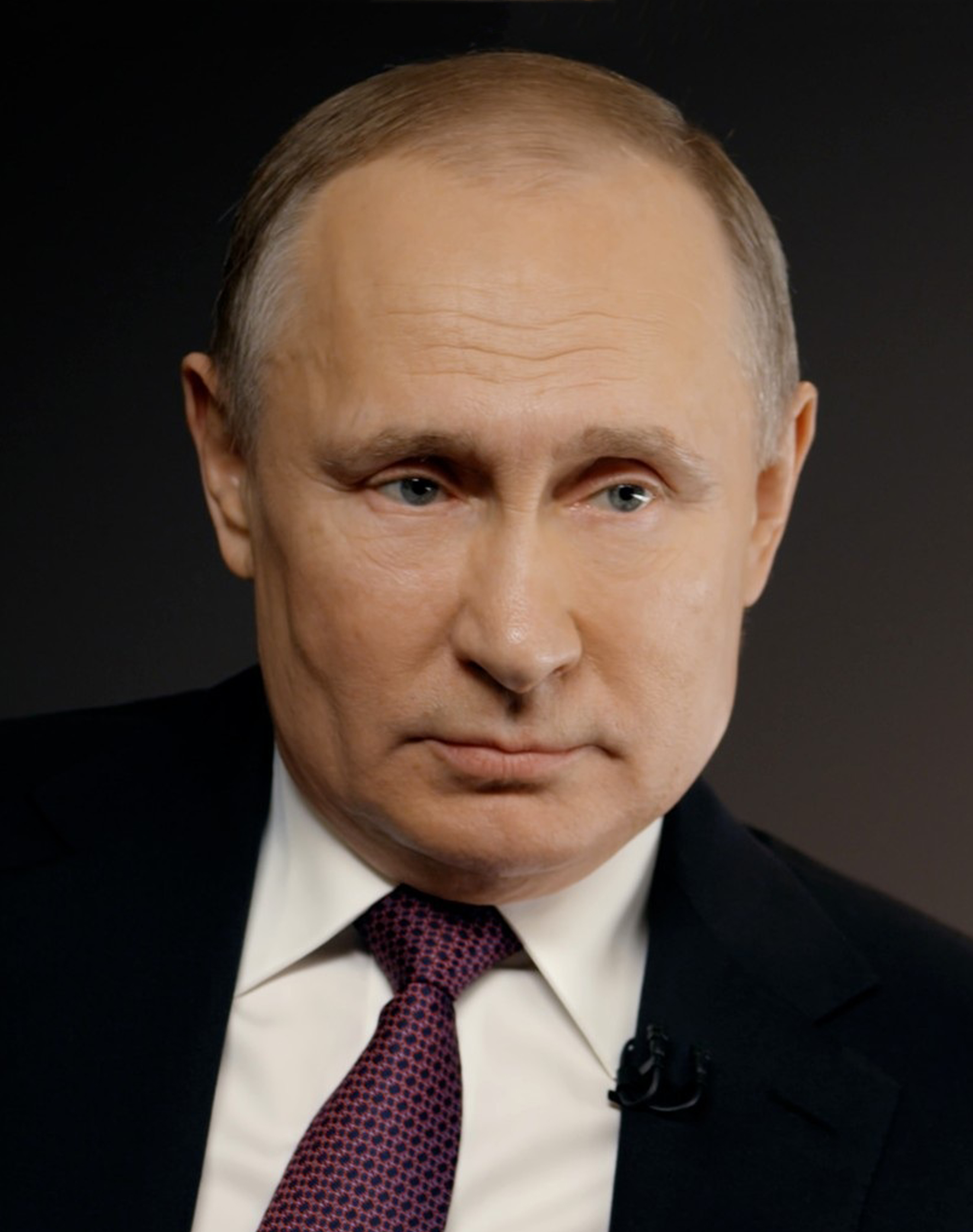
ウラジーミル・プーチン 7回 2022, 2017, 2016, 2015, 2014, 2008 & 2004 (2023, 2021, 2020, 2019, 2018, 2012, 2011, 2009, 2007は最終選考)
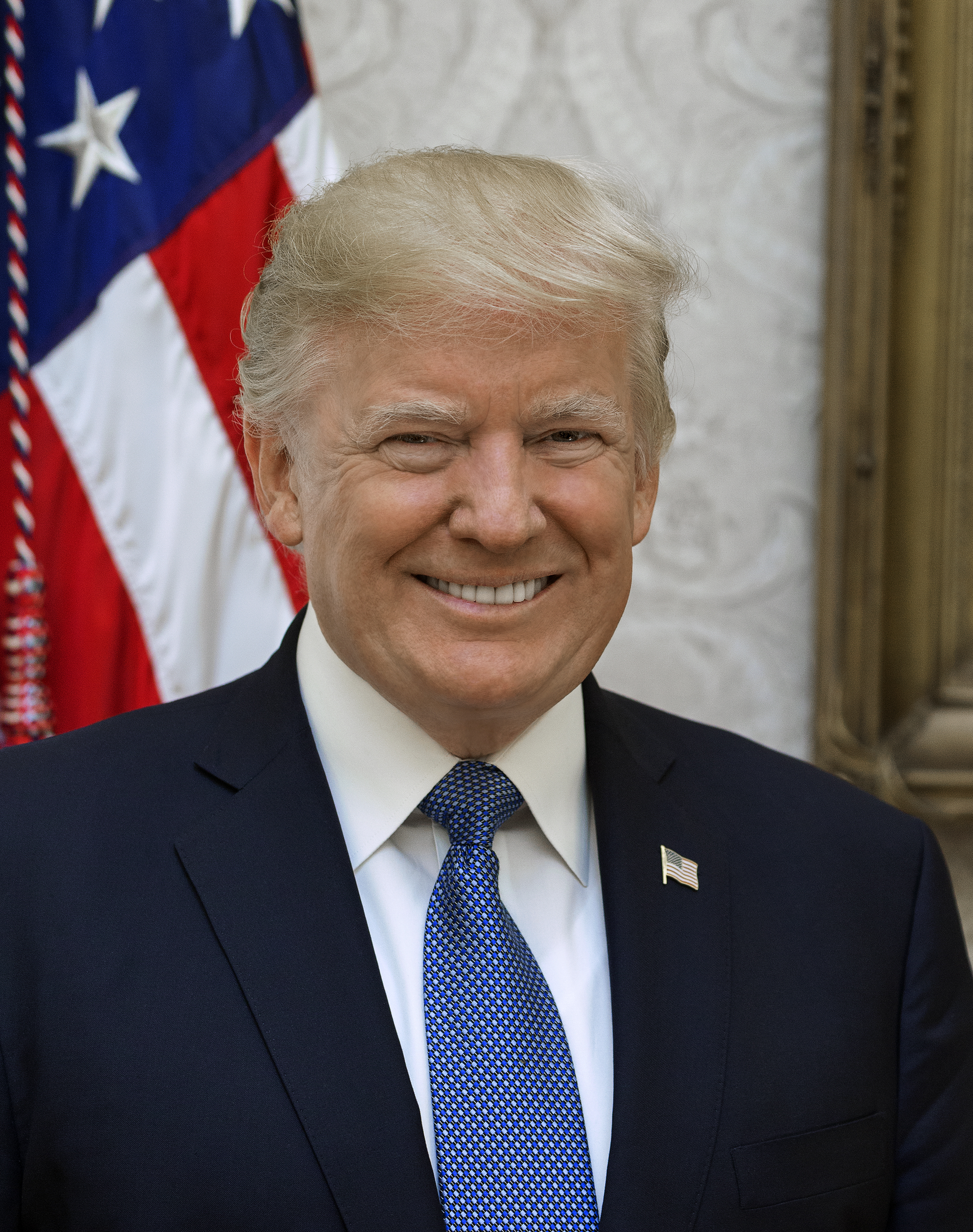
ドナルド・トランプ 7回 2025, 2021, 2020, 2019, 2018, 2017 & 2016 (2023, 2022は最終選考)
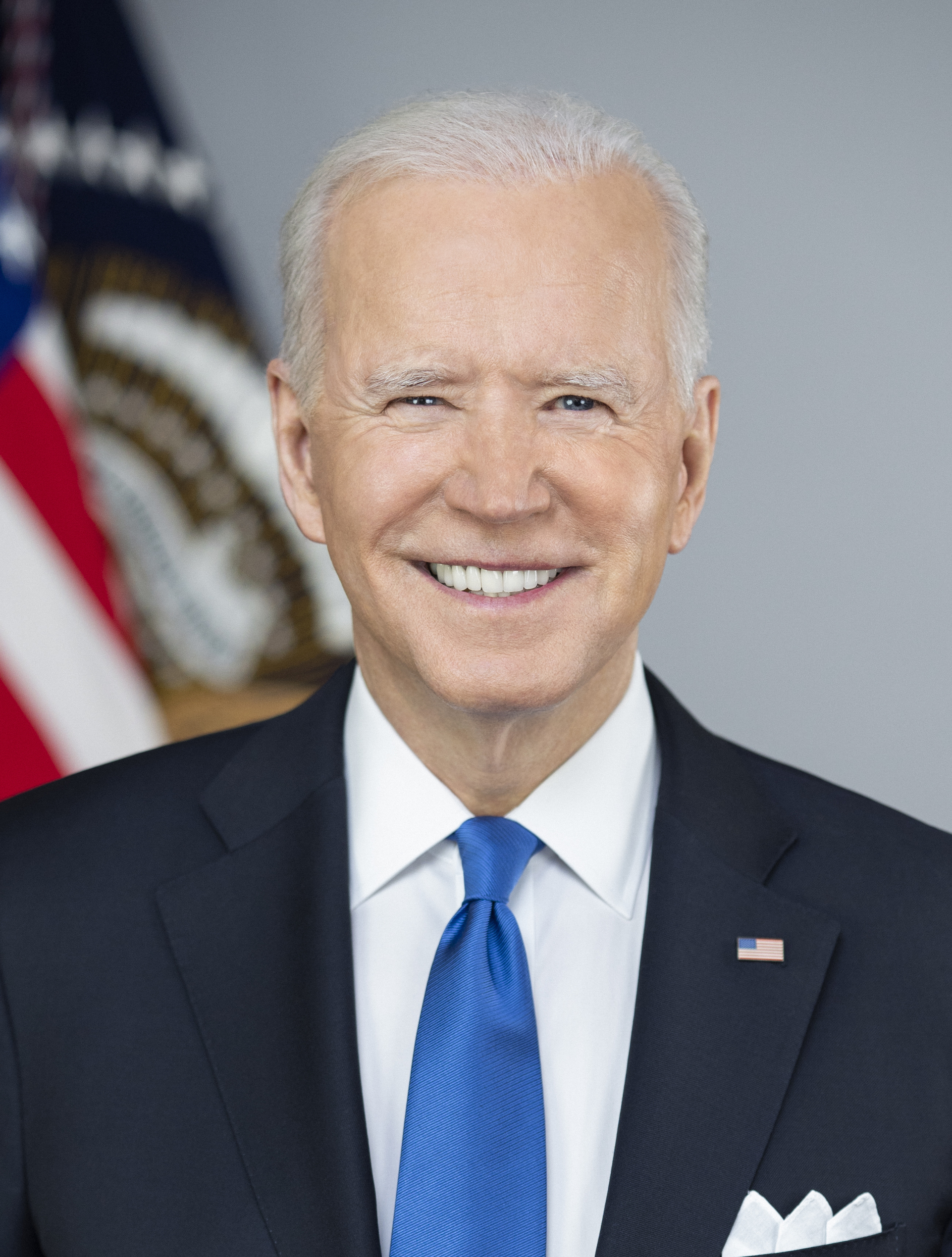
ジョー・バイデン 6回 2023, 2022, 2021, 2020, 2013 & 2011 (2016は最終選考)
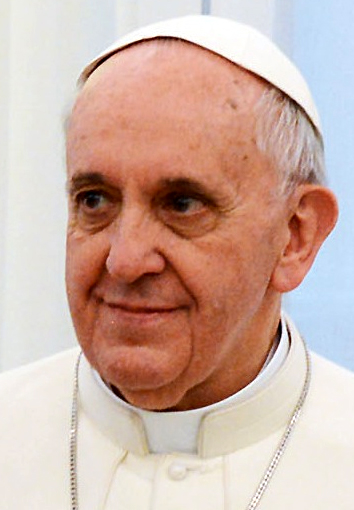
ローマ教皇フランシスコ 6回 2019, 2017, 2016, 2015, 2014 & 2013 (2023, 2022, 2021, 2020, 2018は最終選考)
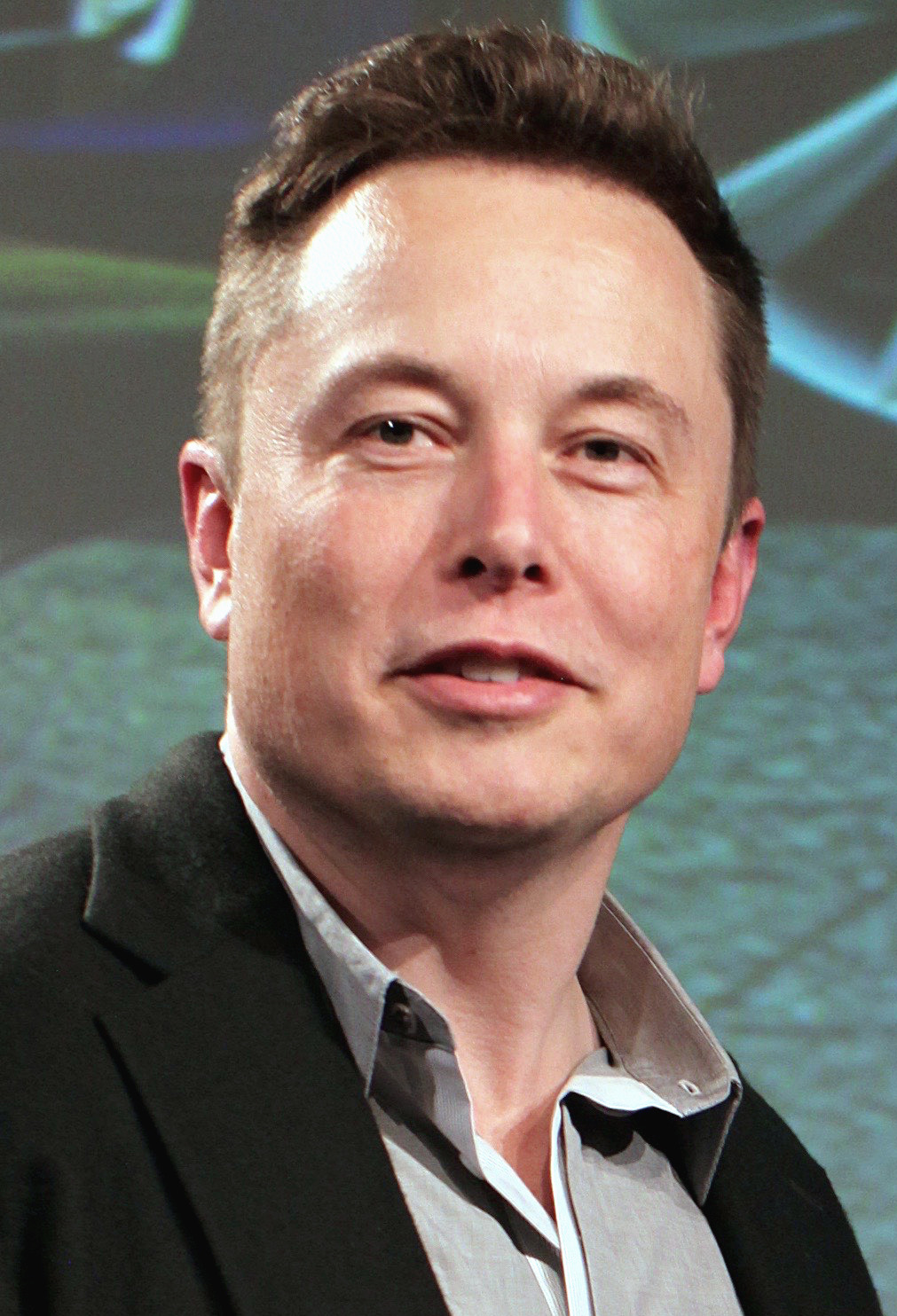
イーロン・マスク 6回 2025, 2023, 2021, 2018, 2013 & 2010 (2022, 2020, 2019, 2017, 2016, 2015は最終選考)
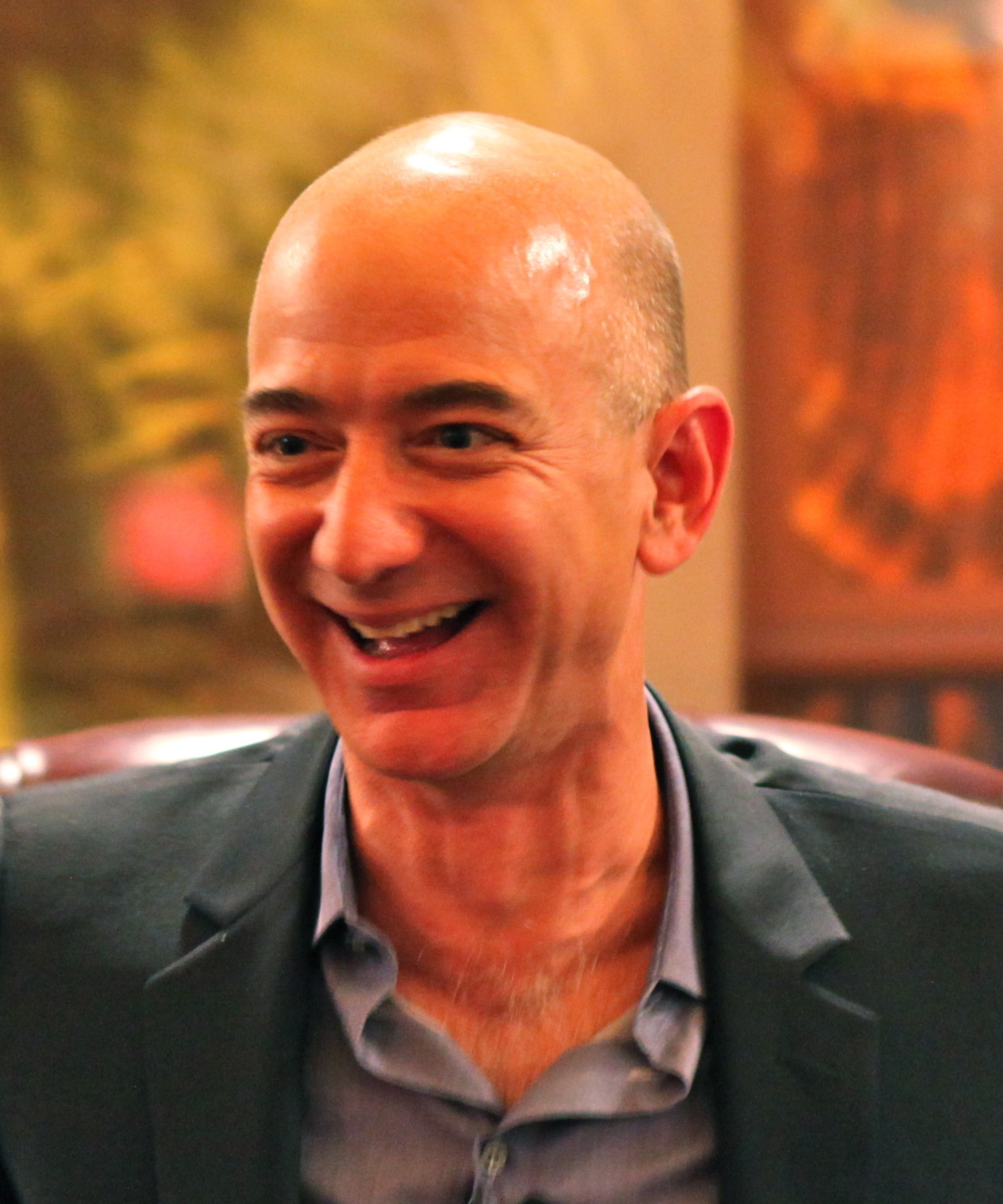
ジェフ・ベゾス 5回 2018, 2017, 2014, 2009 & 2008 (2021, 2020, 2019, 2016, 2015, 2013, 2012は最終選考)
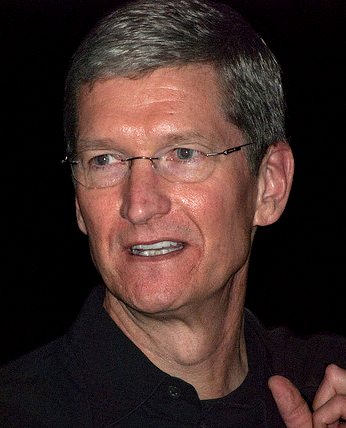
ティム・クック 5回 2022, 2021, 2016, 2015 & 2012 (2023, 2020, 2019, 2018, 2017, 2014は最終選考)
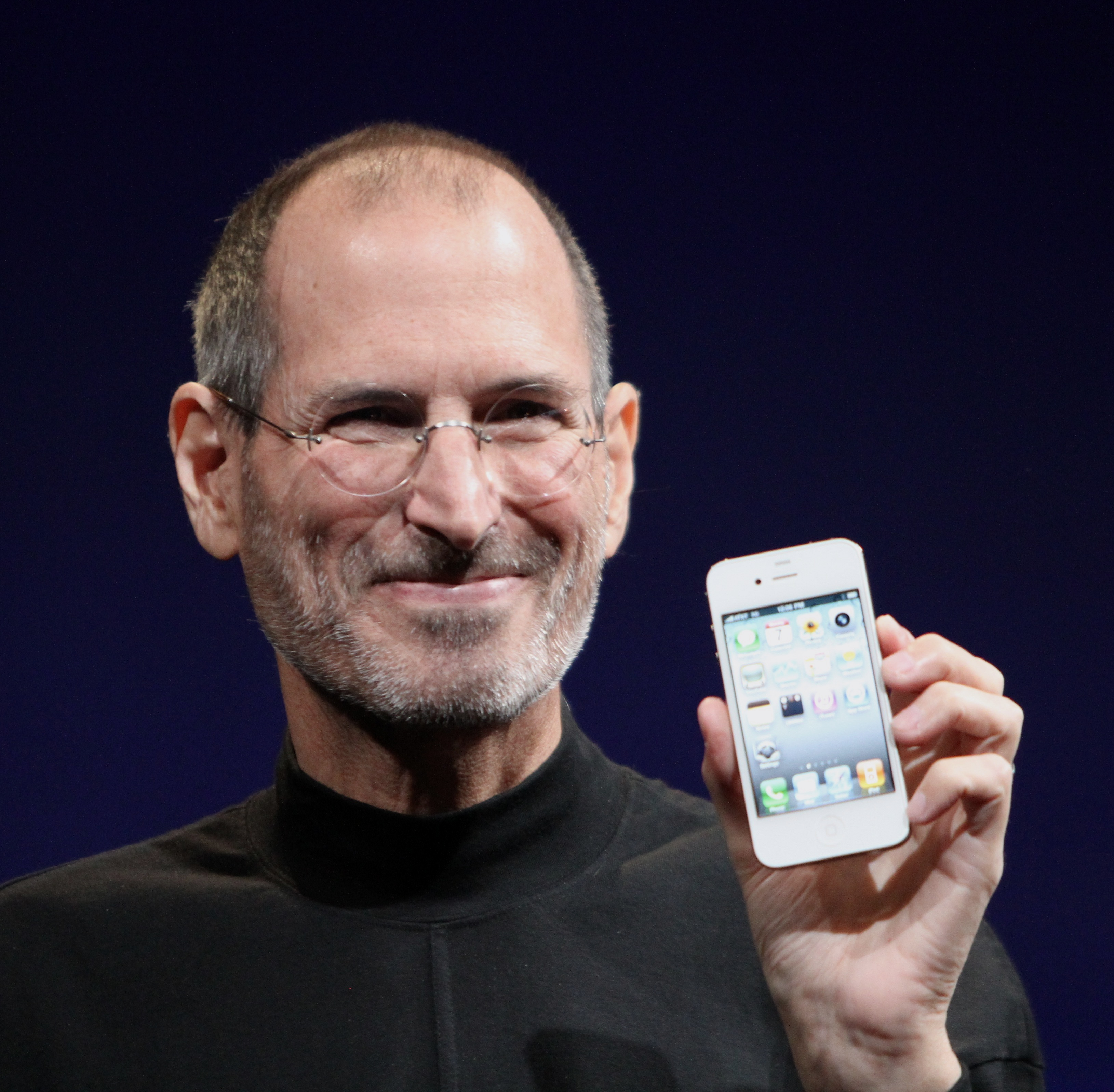
スティーブ・ジョブズ 5回 2010, 2008, 2007, 2005 & 2004 (2011, 2009は最終選考)
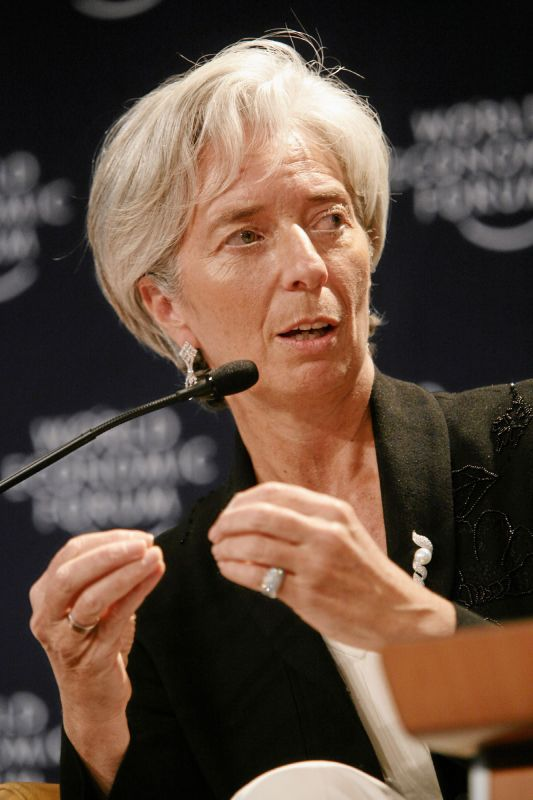
クリスティーヌ・ラガルド 5回 2022, 2016, 2012, 2010 & 2009 (2014は最終選考)
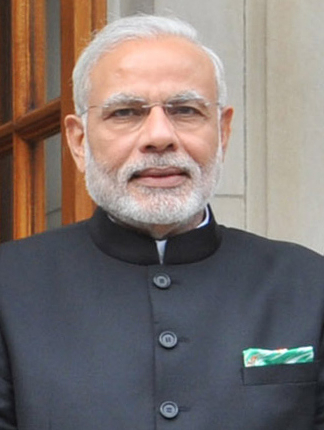
ナレンドラ・モディ 5回 2021, 2020, 2017, 2015 & 2014 (2023, 2022, 2019, 2018, 2016, 2012は最終選考)
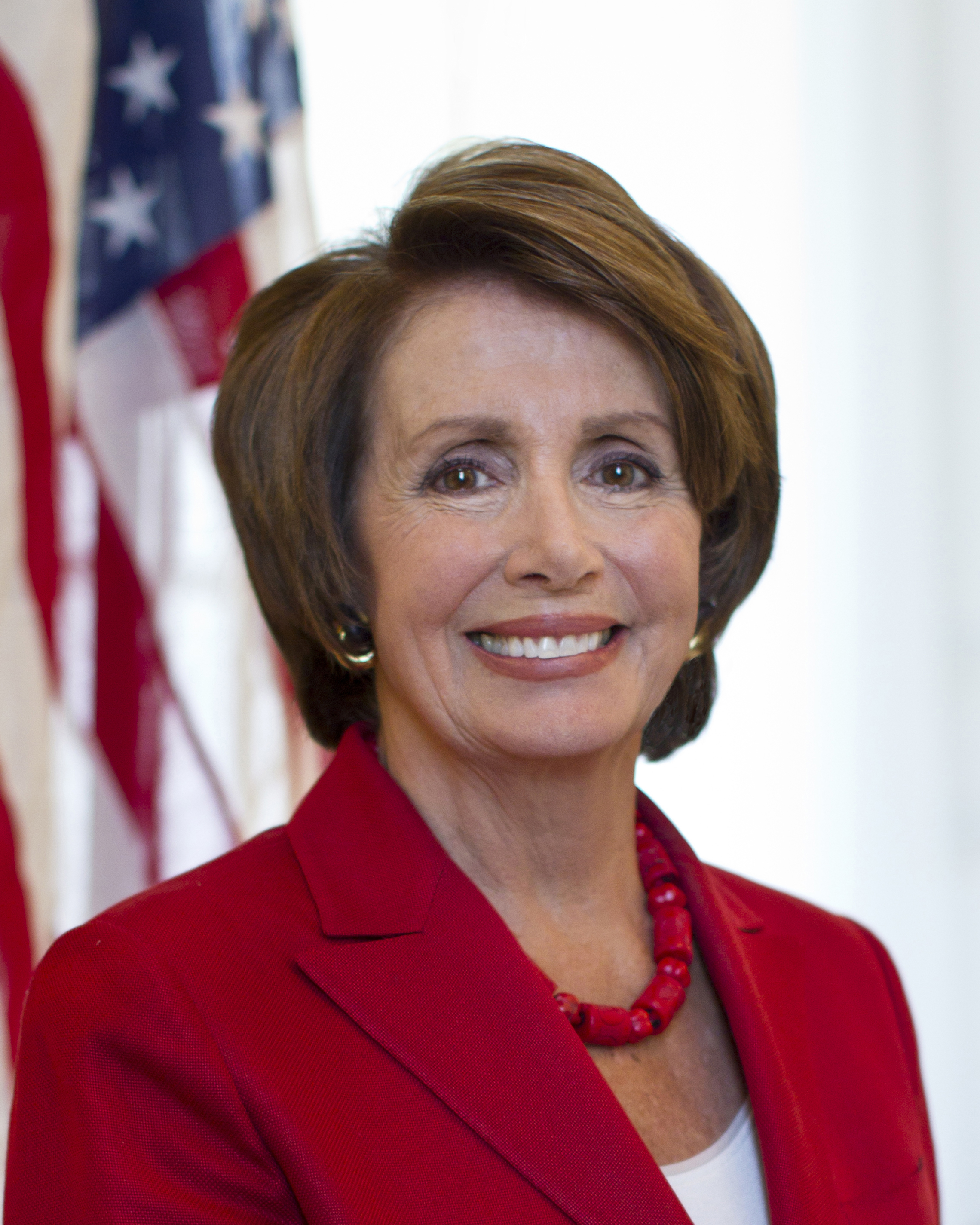
ナンシー・ペロシ 5回 2020, 2019, 2018, 2010 & 2007 (2023, 2022, 2021, 2013, 2009, 2008は最終選考)
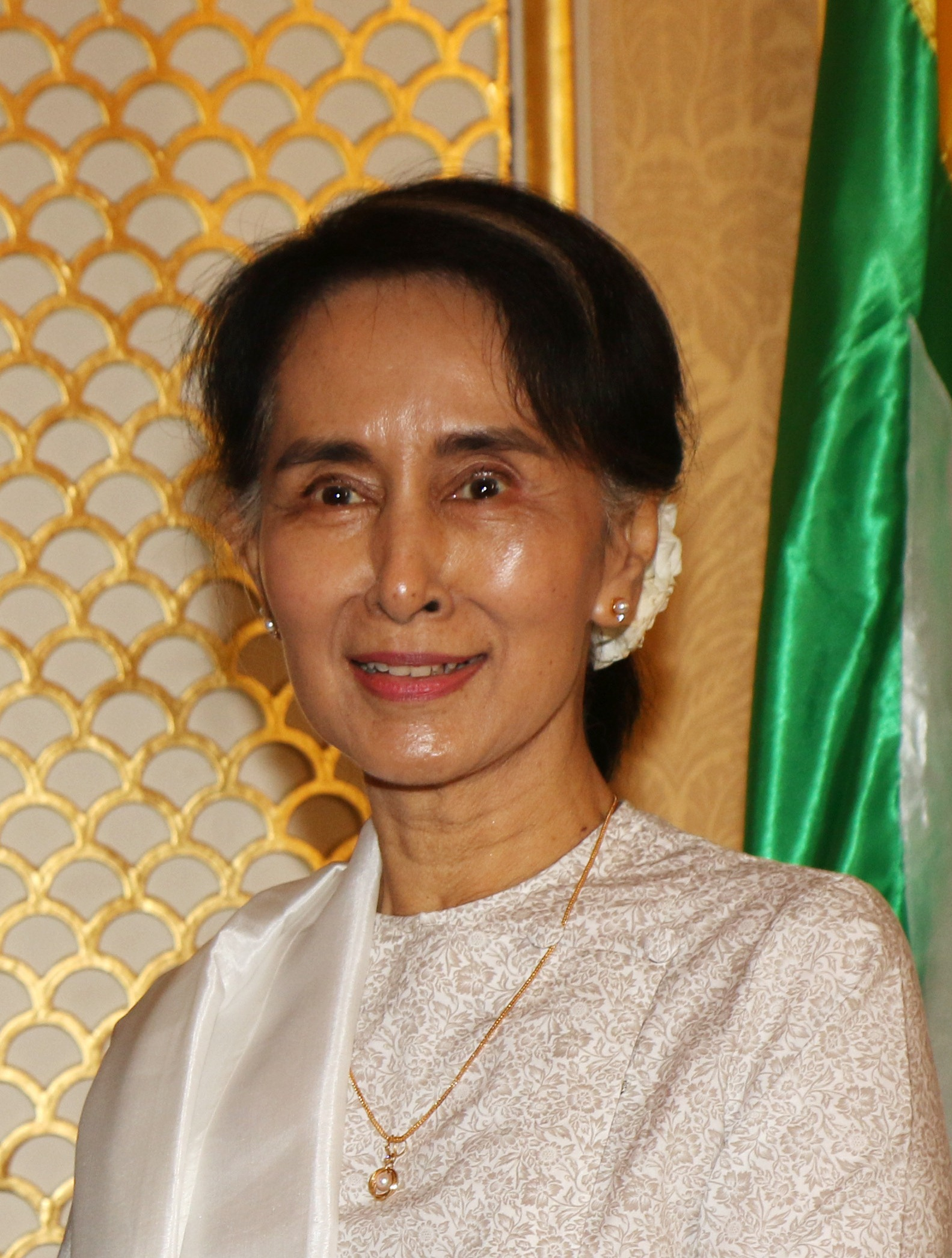
アウンサンスーチー 5回 2016, 2013, 2011, 2008 & 2004 (2012, 2009は最終選考)
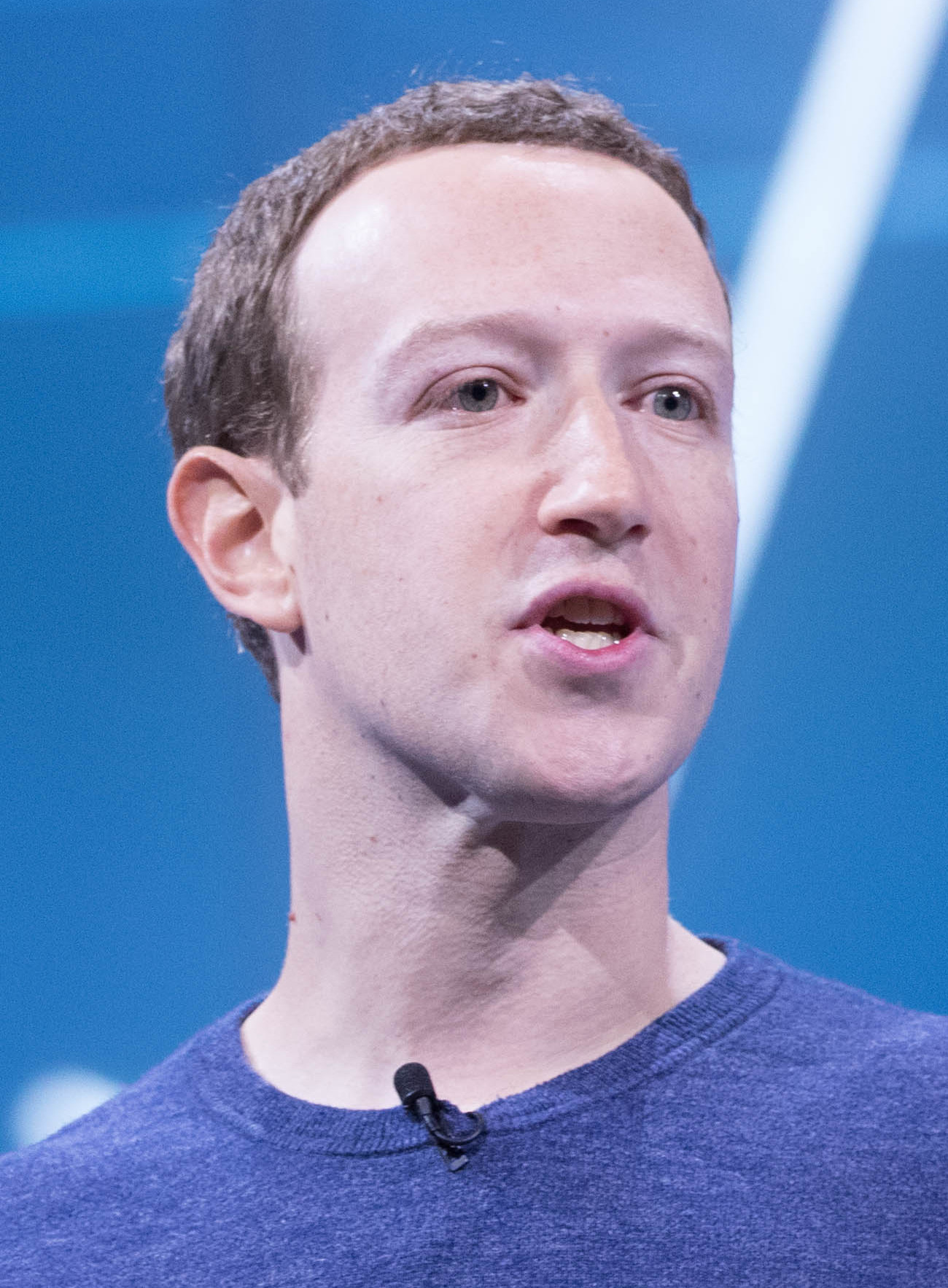
マーク・ザッカーバーグ 5回 2025, 2019, 2016, 2011 & 2008 (2016はプリシラ・チャンと共に掲載) (2023, 2022, 2021, 2020, 2018, 2017, 2015, 2014, 2012, 2009は最終選考)

- ヒラリー・クリントン
10回
2016, 2015, 2014, 2012, 2011, 2009, 2008, 2007, 2006 & 2004
(2004はクリントン夫妻として掲載)
(2013, 2010は最終選考)
- アンゲラ・メルケル
9回
2020, 2016, 2015, 2014, 2012, 2011, 2009, 2007 & 2006
(2021, 2019, 2018, 2017, 2013, 2010, 2008は最終選考)
- 金正恩
8回
2018, 2017, 2016, 2015, 2014, 2013, 2012 & 2011
(2023, 2022, 2021, 2020, 2019は最終選考)
- ウラジーミル・プーチン
7回
2022, 2017, 2016, 2015, 2014, 2008 & 2004
(2023, 2021, 2020, 2019, 2018, 2012, 2011, 2009, 2007は最終選考)
- ドナルド・トランプ
7回
2025, 2021, 2020, 2019, 2018, 2017 & 2016
(2023, 2022は最終選考)
- ジョー・バイデン
6回
2023, 2022, 2021, 2020, 2013 & 2011
(2016は最終選考)
- ローマ教皇フランシスコ
6回
2019, 2017, 2016, 2015, 2014 & 2013
(2023, 2022, 2021, 2020, 2018は最終選考)
- イーロン・マスク
6回
2025, 2023, 2021, 2018, 2013 & 2010
(2022, 2020, 2019, 2017, 2016, 2015は最終選考)
- ジェフ・ベゾス
5回
2018, 2017, 2014, 2009 & 2008
(2021, 2020, 2019, 2016, 2015, 2013, 2012は最終選考)
- ティム・クック
5回
2022, 2021, 2016, 2015 & 2012
(2023, 2020, 2019, 2018, 2017, 2014は最終選考)
- スティーブ・ジョブズ
5回
2010, 2008, 2007, 2005 & 2004
(2011, 2009は最終選考)
- クリスティーヌ・ラガルド
5回
2022, 2016, 2012, 2010 & 2009
(2014は最終選考)
- ナレンドラ・モディ
5回
2021, 2020, 2017, 2015 & 2014
(2023, 2022, 2019, 2018, 2016, 2012は最終選考)
- ナンシー・ペロシ
5回
2020, 2019, 2018, 2010 & 2007
(2023, 2022, 2021, 2013, 2009, 2008は最終選考)
- アウンサンスーチー
5回
2016, 2013, 2011, 2008 & 2004
(2012, 2009は最終選考)
- マーク・ザッカーバーグ
5回
2025, 2019, 2016, 2011 & 2008
(2016はプリシラ・チャンと共に掲載)
(2023, 2022, 2021, 2020, 2018, 2017, 2015, 2014, 2012, 2009は最終選考)

### 4回

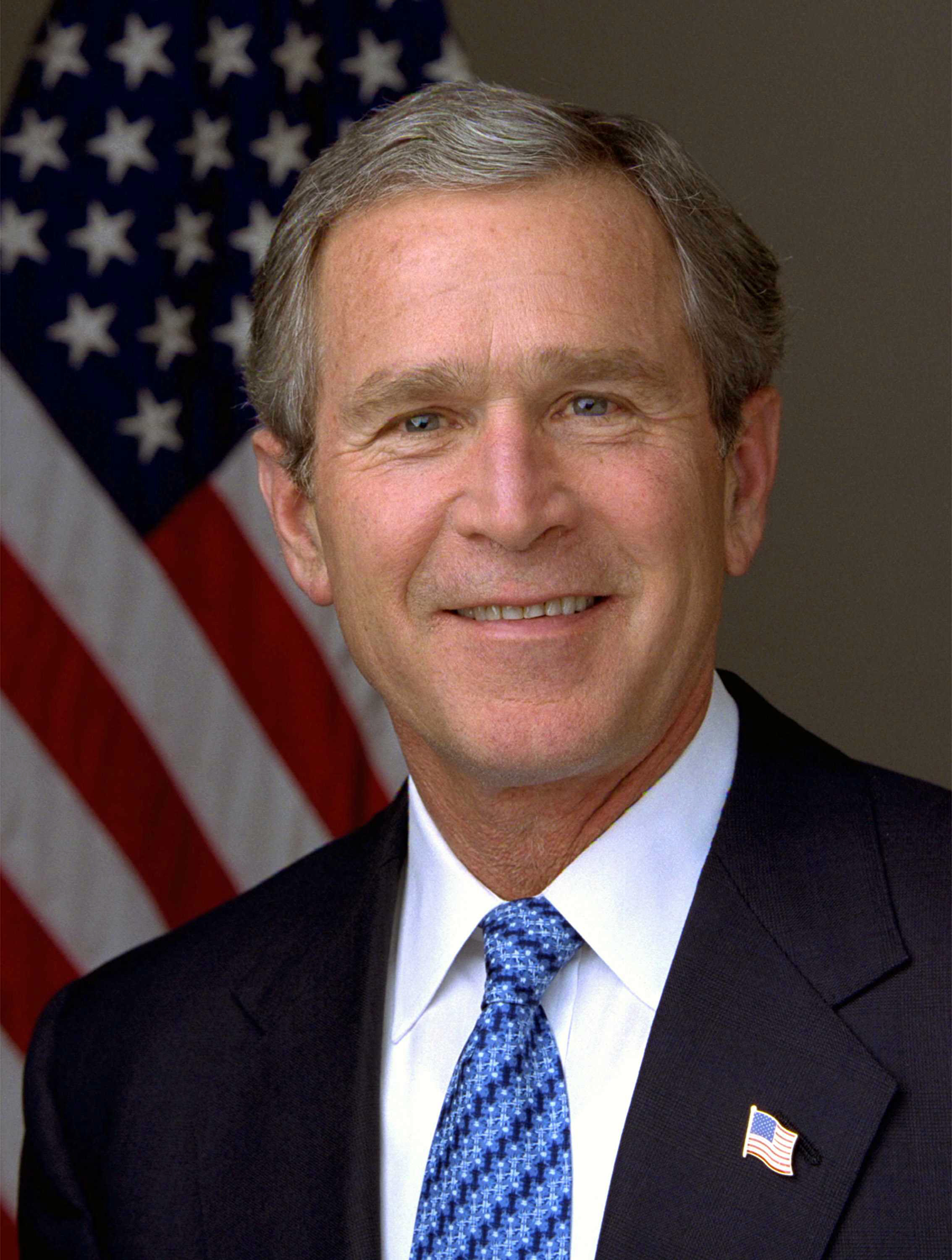
ジョージ・W・ブッシュ 2008, 2006, 2005 & 2004 (2009, 2007は最終選考)
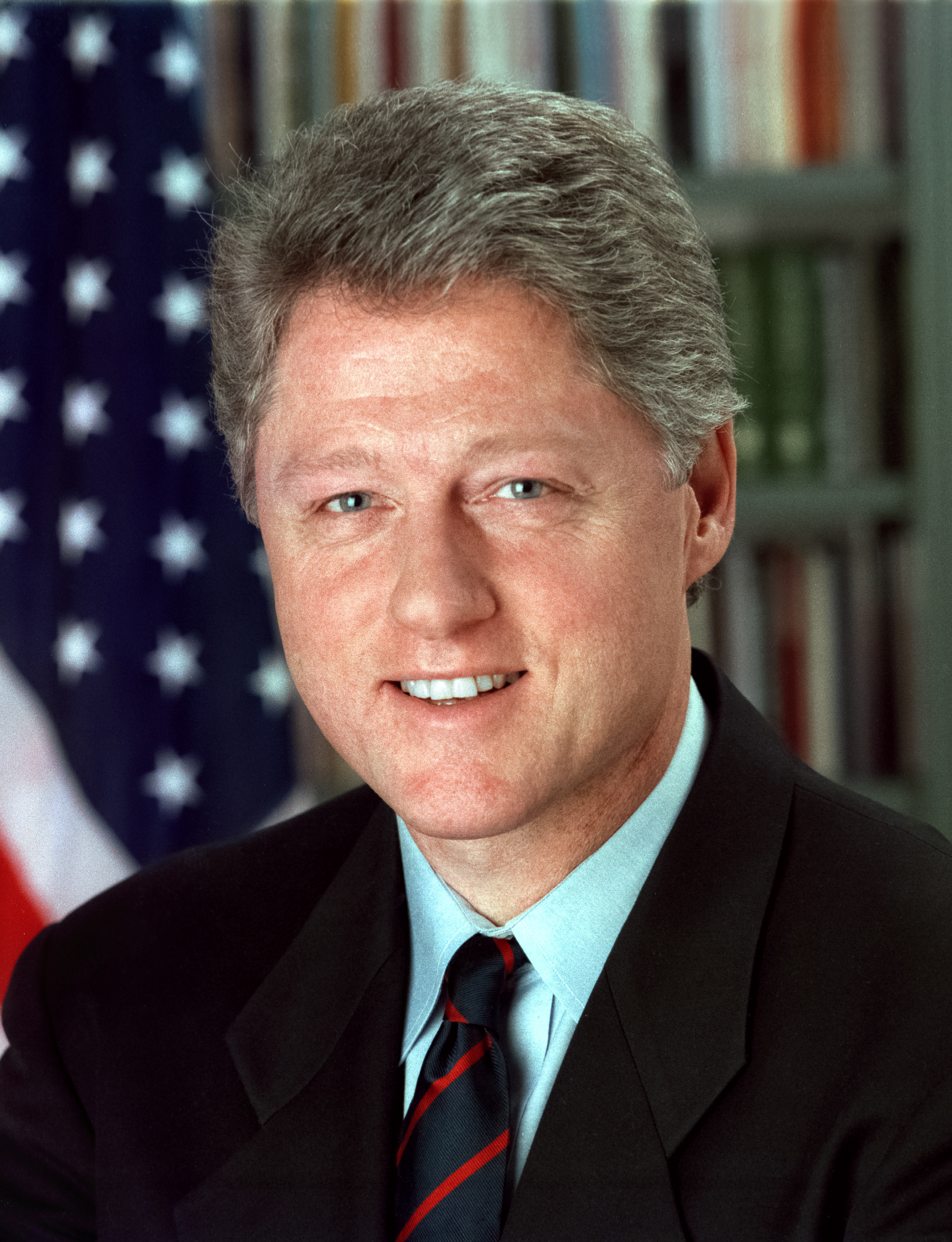
ビル・クリントン 2010, 2006, 2005 & 2004 (2006はジョージ・H・W・ブッシュと共に、2004はクリントン夫妻として掲載) (2015, 2013, 2007は最終選考)
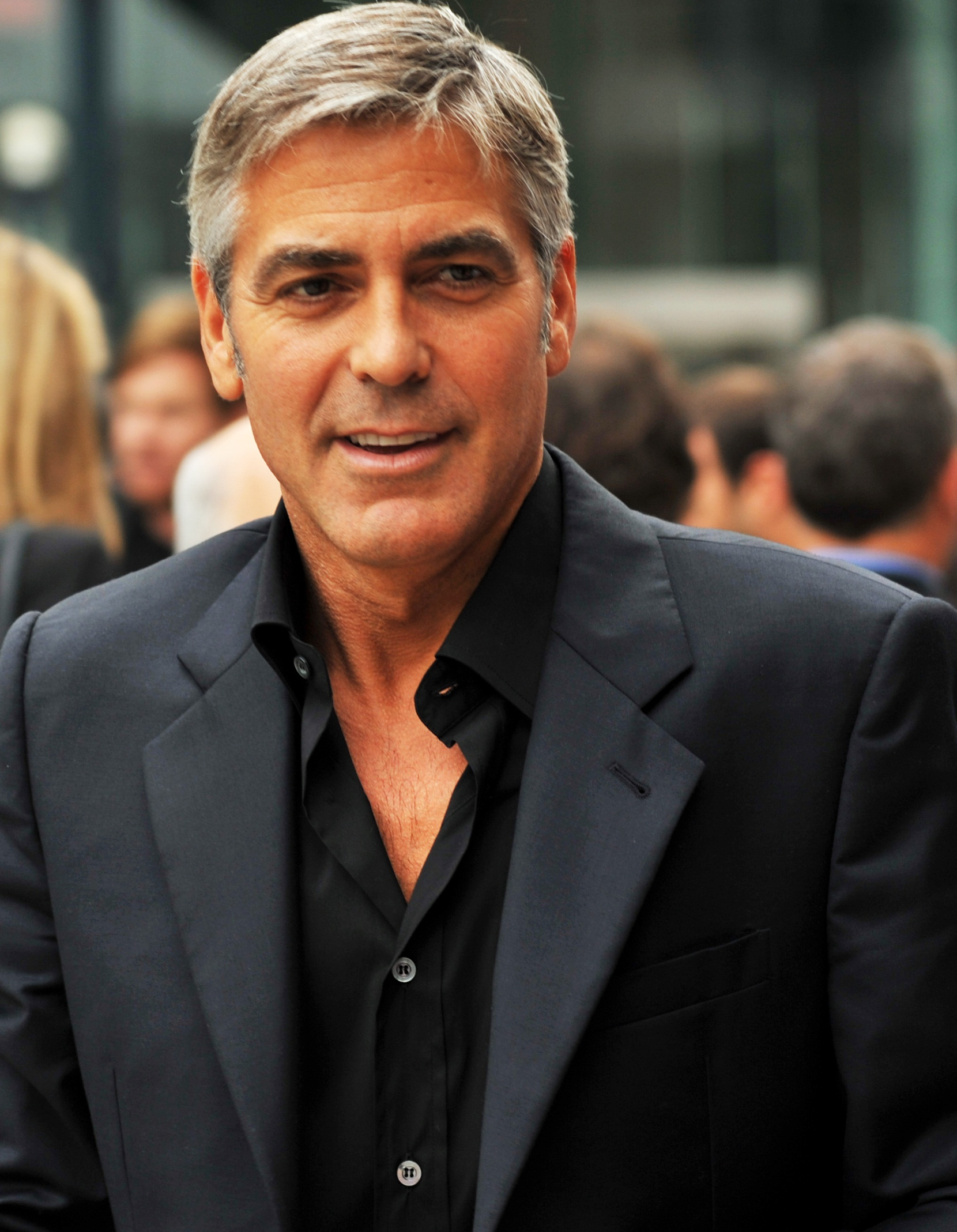
ジョージ・クルーニー 2009, 2008, 2007 & 2006 (2012, 2011, 2010は最終選考)
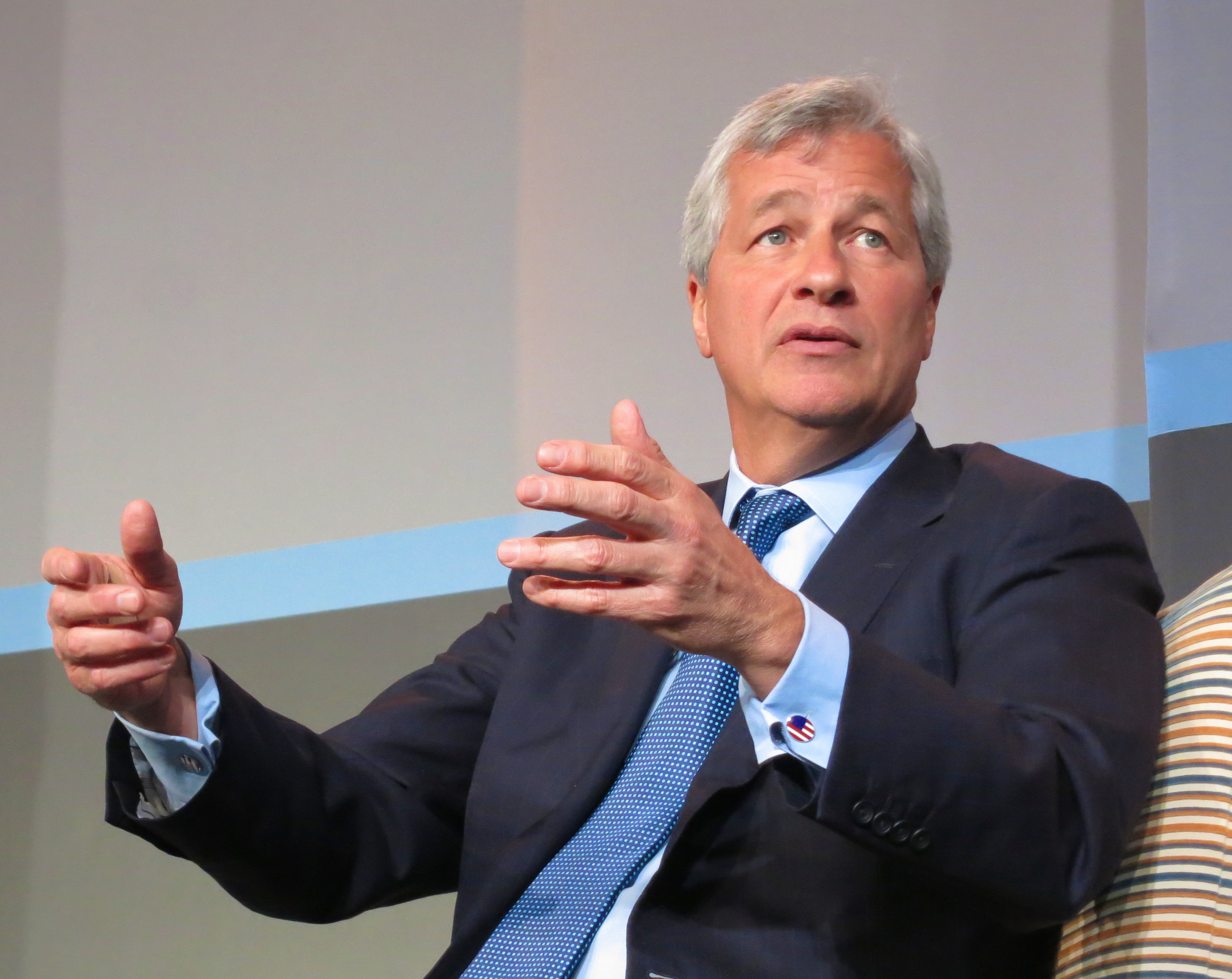
ジェームズ・ダイモン 2011, 2009, 2008 & 2006 (2015, 2012は最終選考)
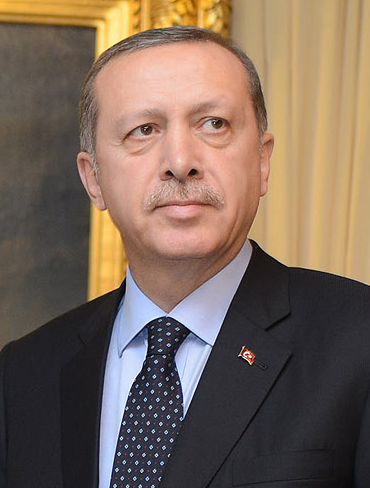
レジェップ・タイイップ・エルドアン 2017, 2016, 2010 & 2004 (2023, 2022, 2021, 2019, 2018, 2015, 2014, 2012は最終選考)
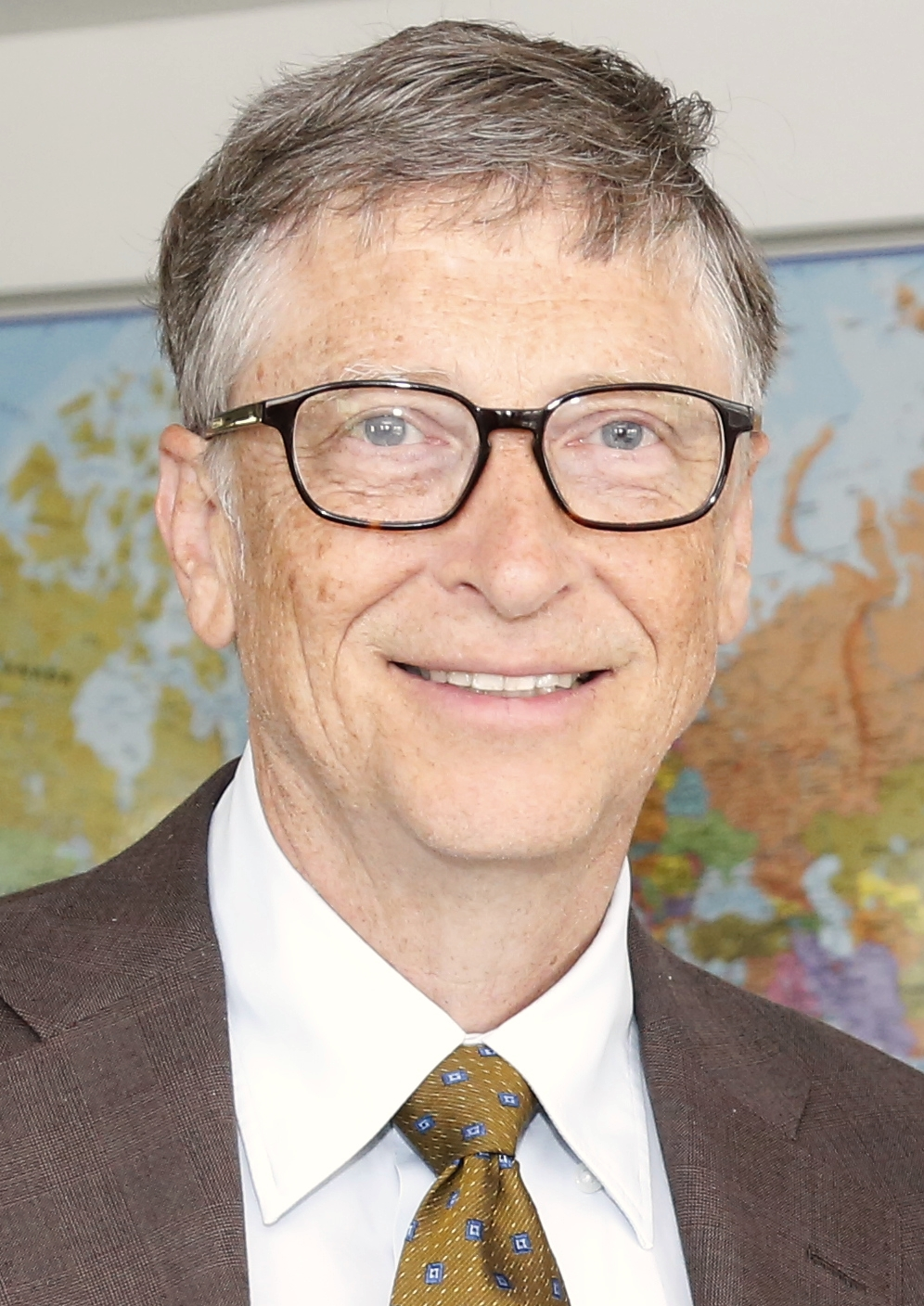
ビル・ゲイツ 2006, 2005, 2004 & 20世紀 (2006はメリンダ・ゲイツと共に掲載) (2019, 2018, 2017, 2016, 2014, 2010, 2008, 2007は最終選考)
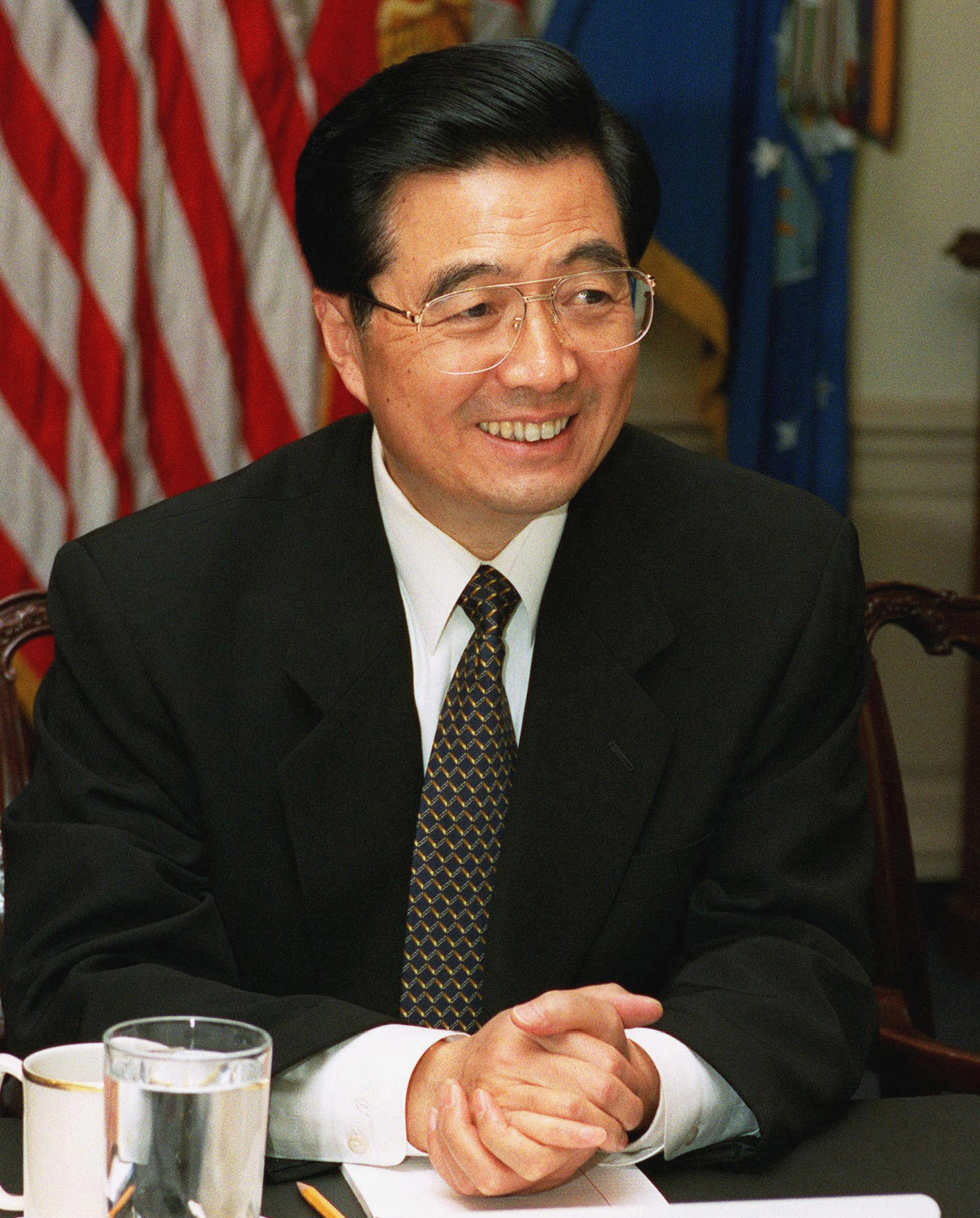
胡錦濤 2008, 2007, 2005 & 2004 (2011, 2009は最終選考)
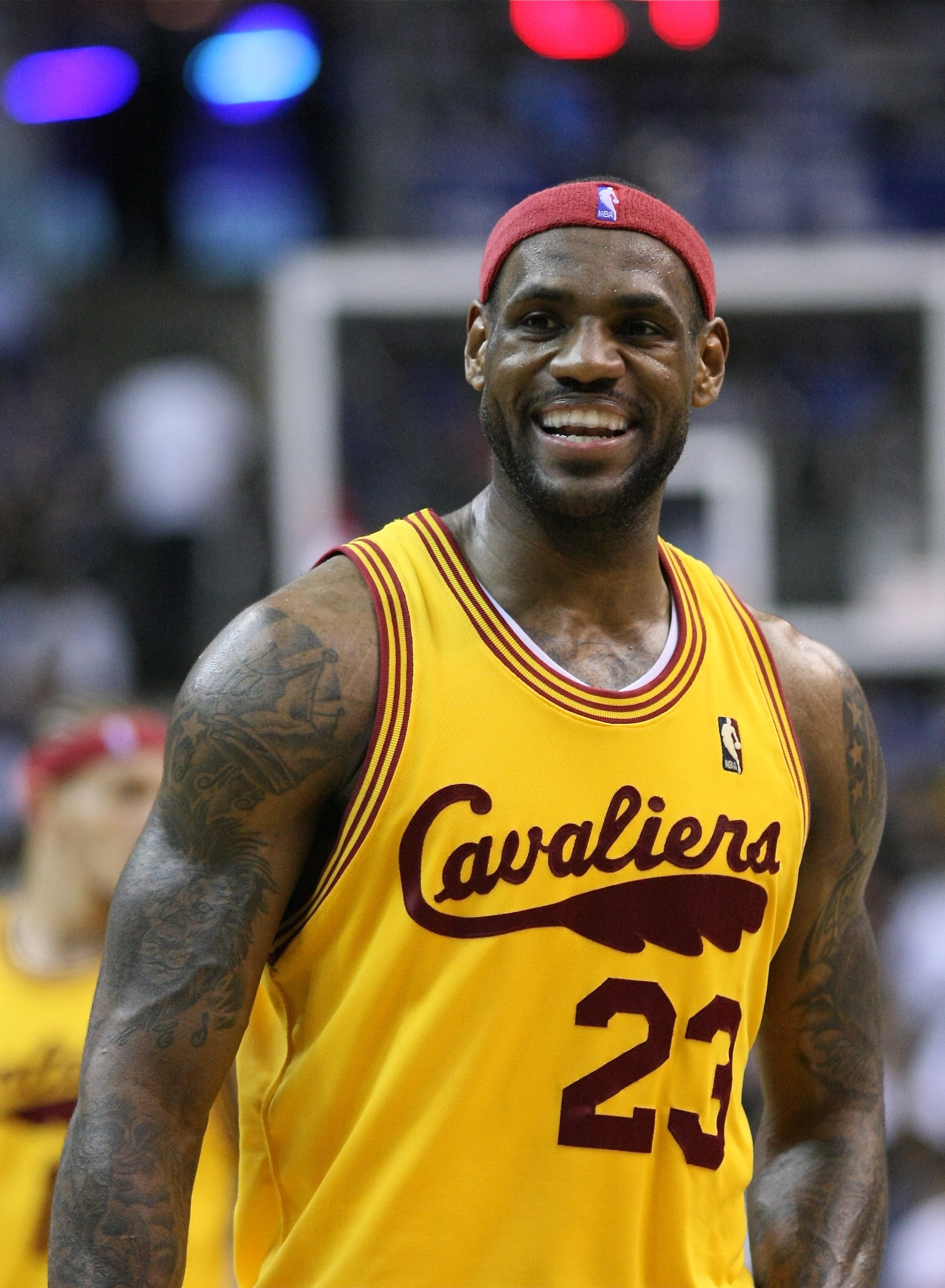
レブロン・ジェームズ 2019, 2017, 2013 & 2005 (2021, 2020, 2018, 2015は最終選考)
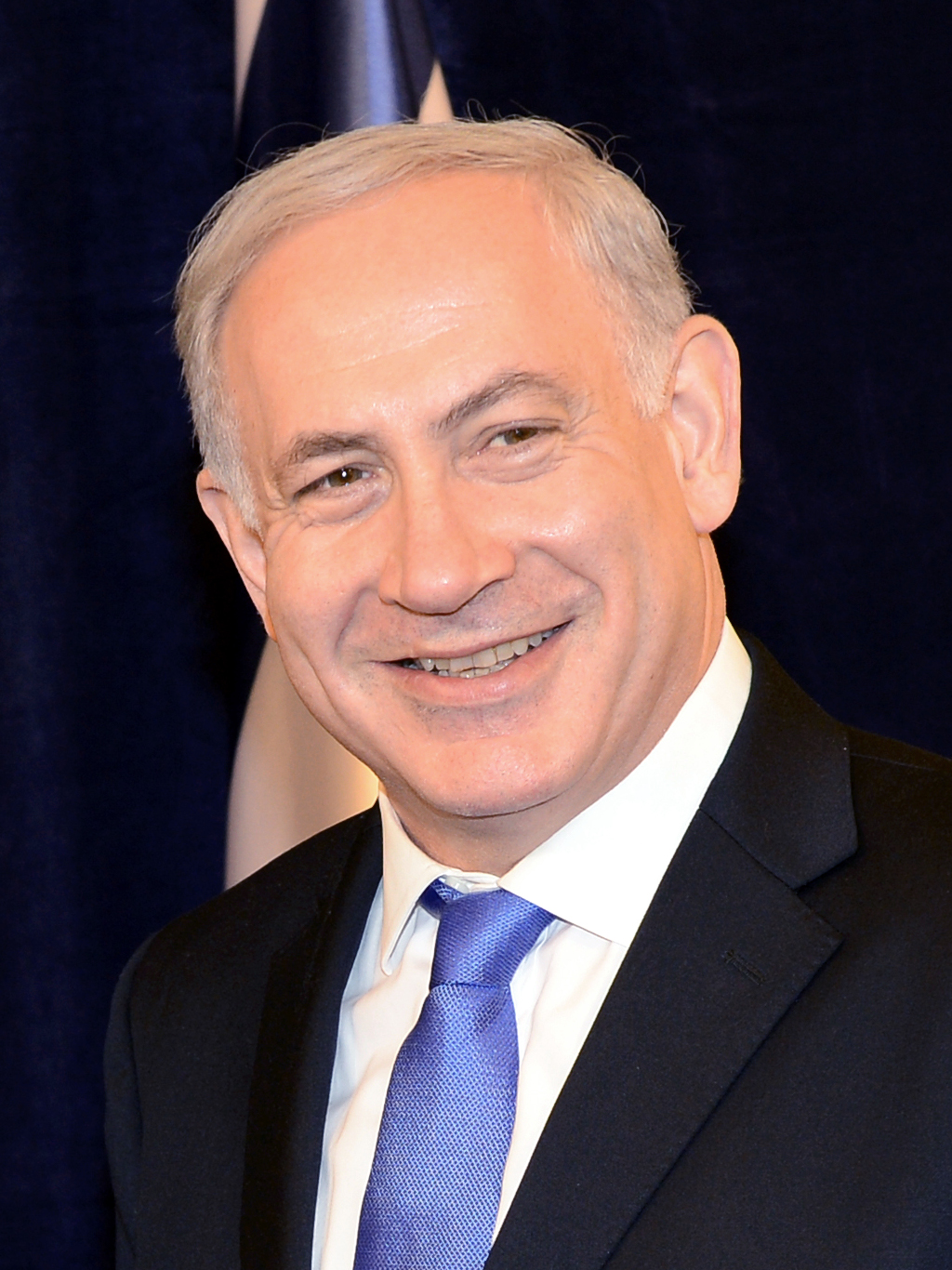
ベンヤミン・ネタニヤフ 2019, 2015, 2012 & 2011 (2023, 2020, 2017, 2013, 2010, 2009は最終選考)
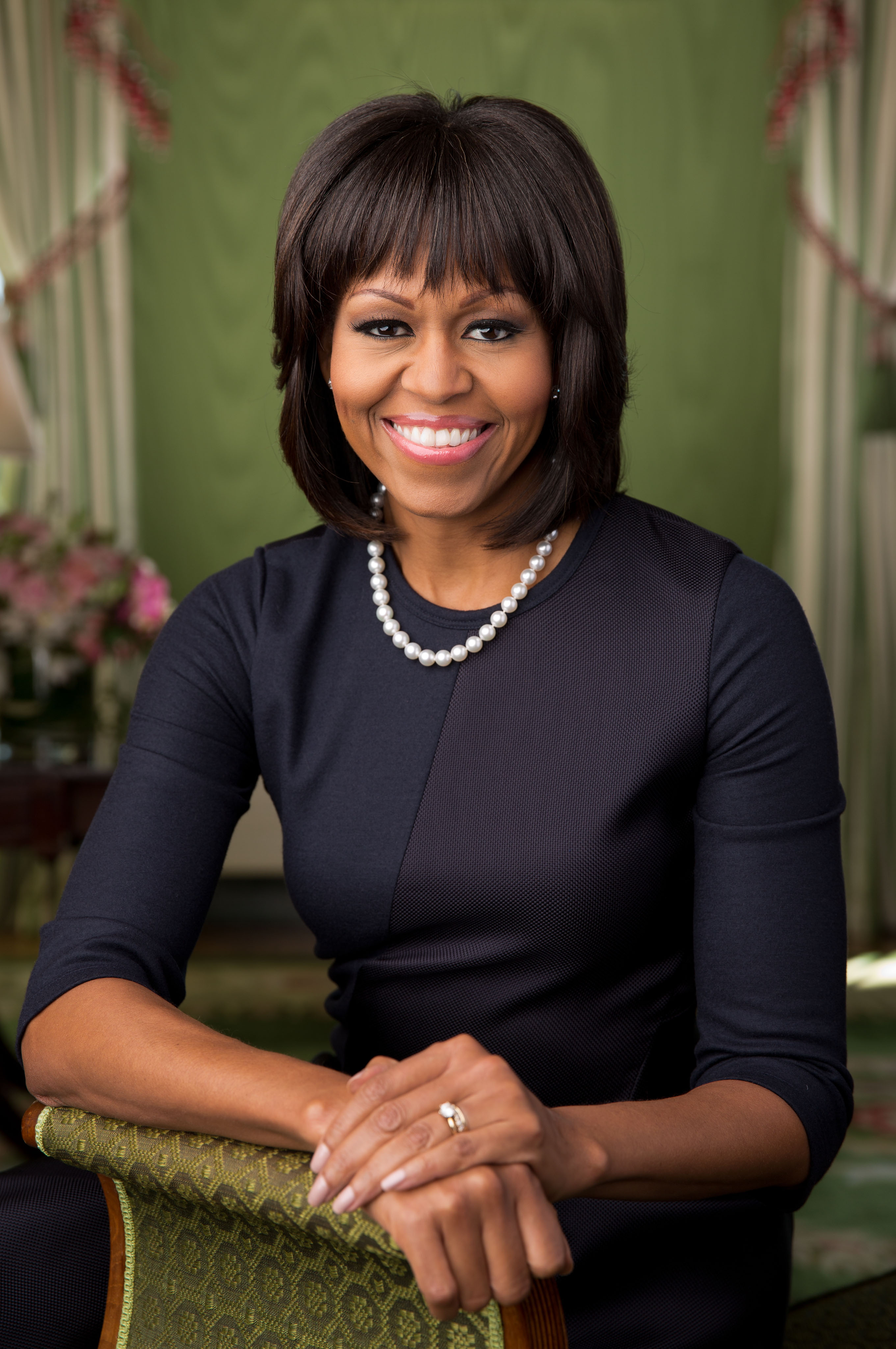
ミシェル・オバマ 2019, 2013, 2011 & 2009 (2016, 2015, 2014, 2012, 2010は最終選考)
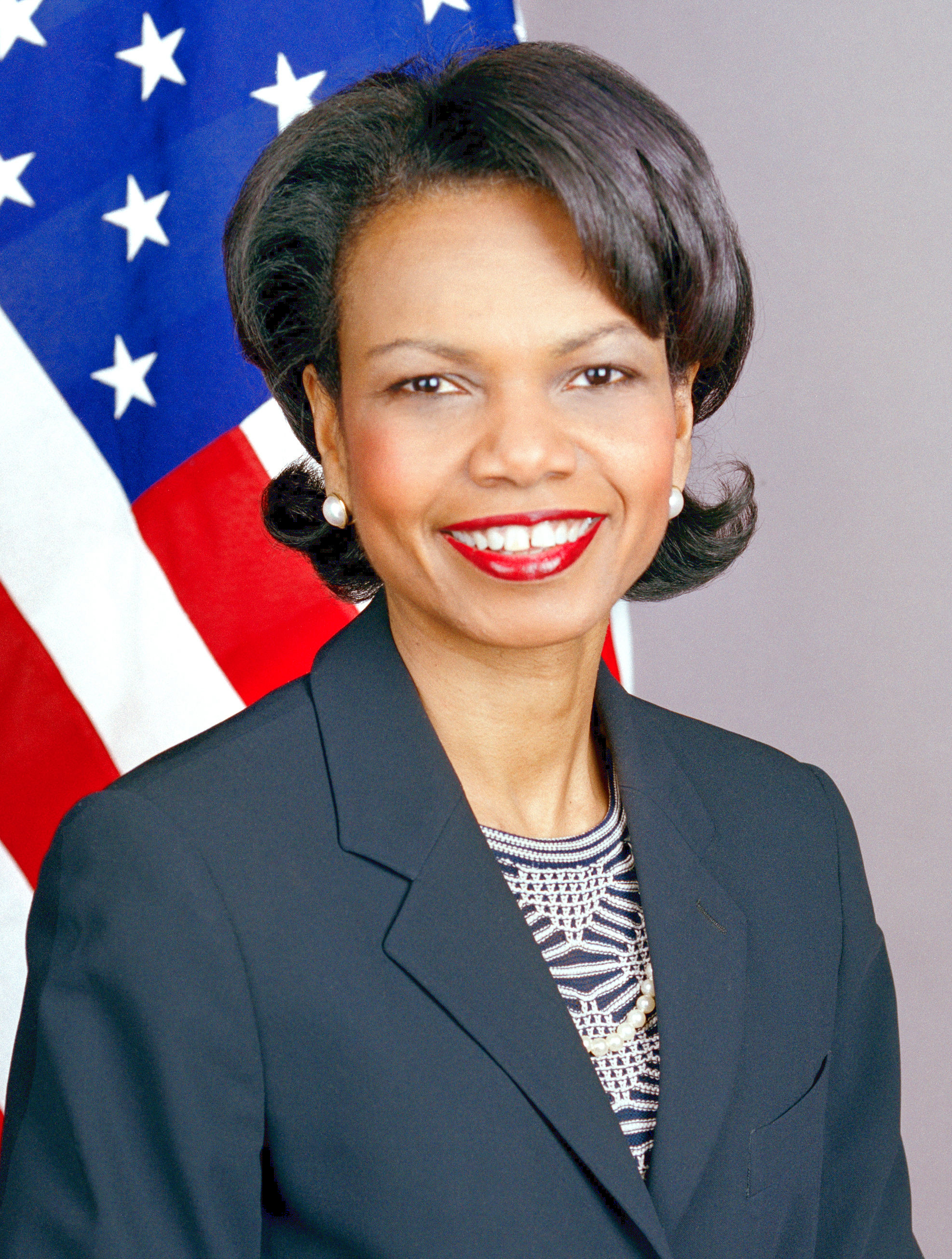
コンドリーザ・ライス 2007, 2006, 2005 & 2004 (2008は最終選考)
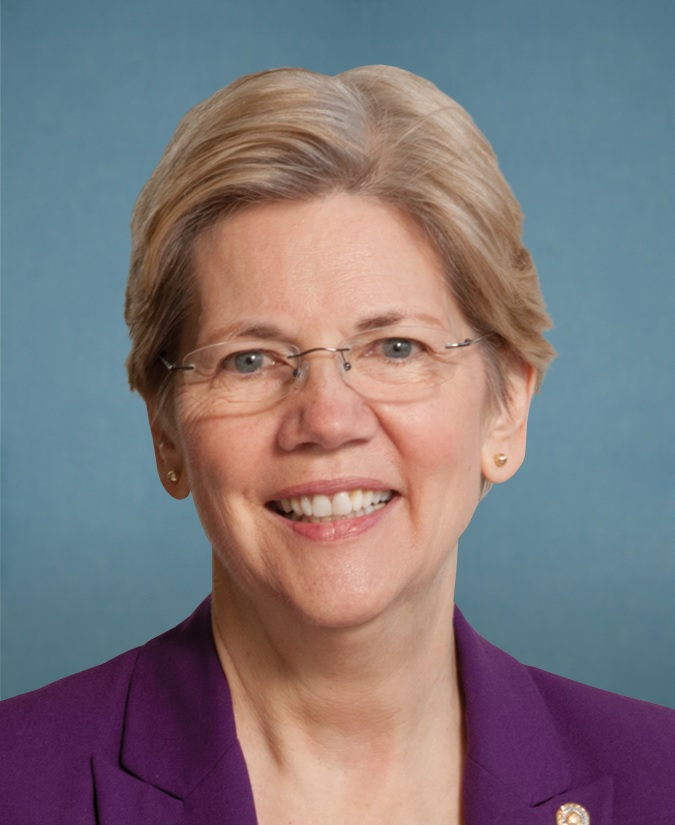
エリザベス・ウォーレン 2017, 2015, 2010 & 2009 (2020, 2019, 2018, 2016, 2014, 2013, 2011は最終選考)
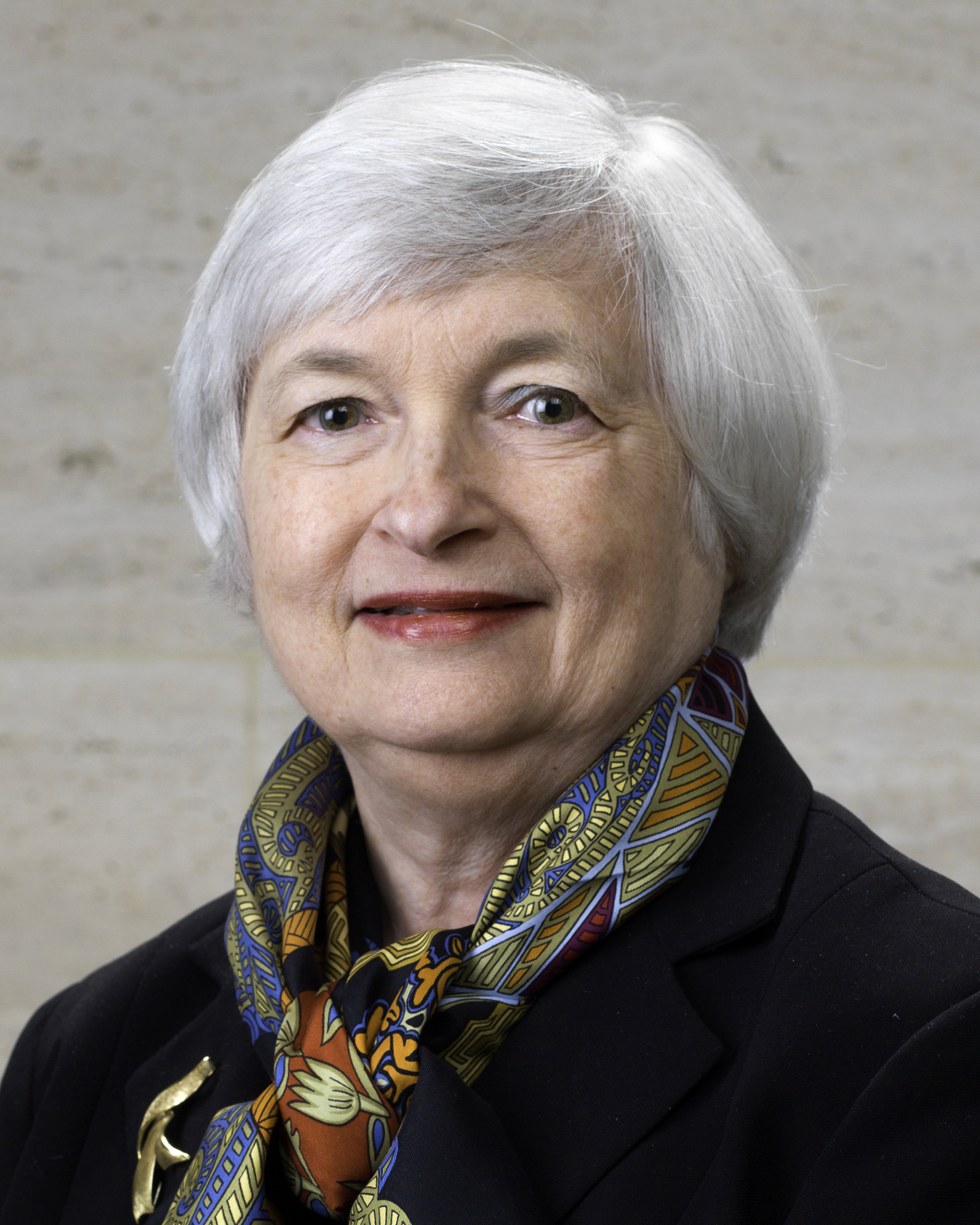
ジャネット・イエレン 2023, 2017, 2015 & 2014 (2016は最終選考)

### 3回

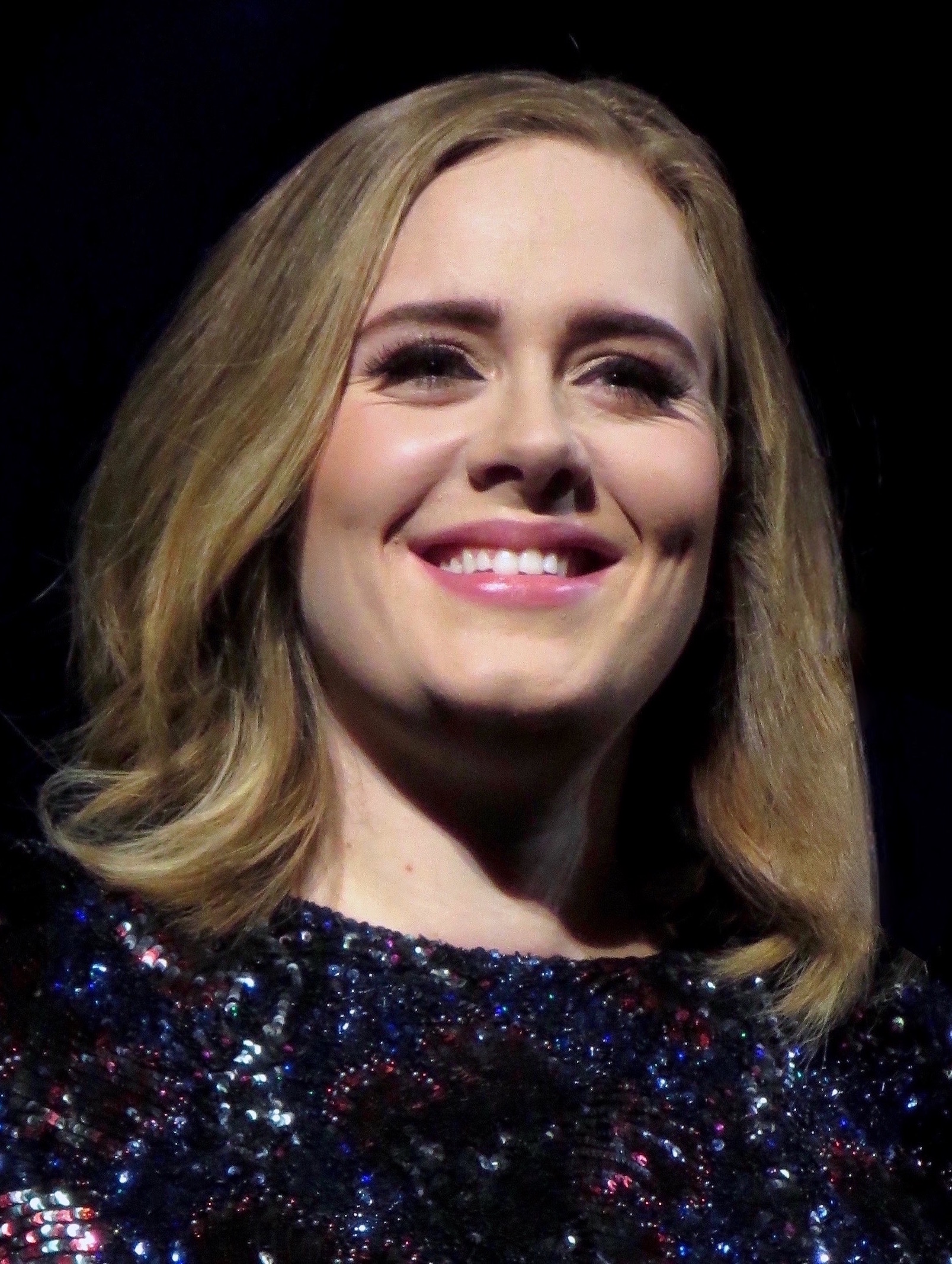
アデル 2022, 2016 & 2012 (2023は最終選考)
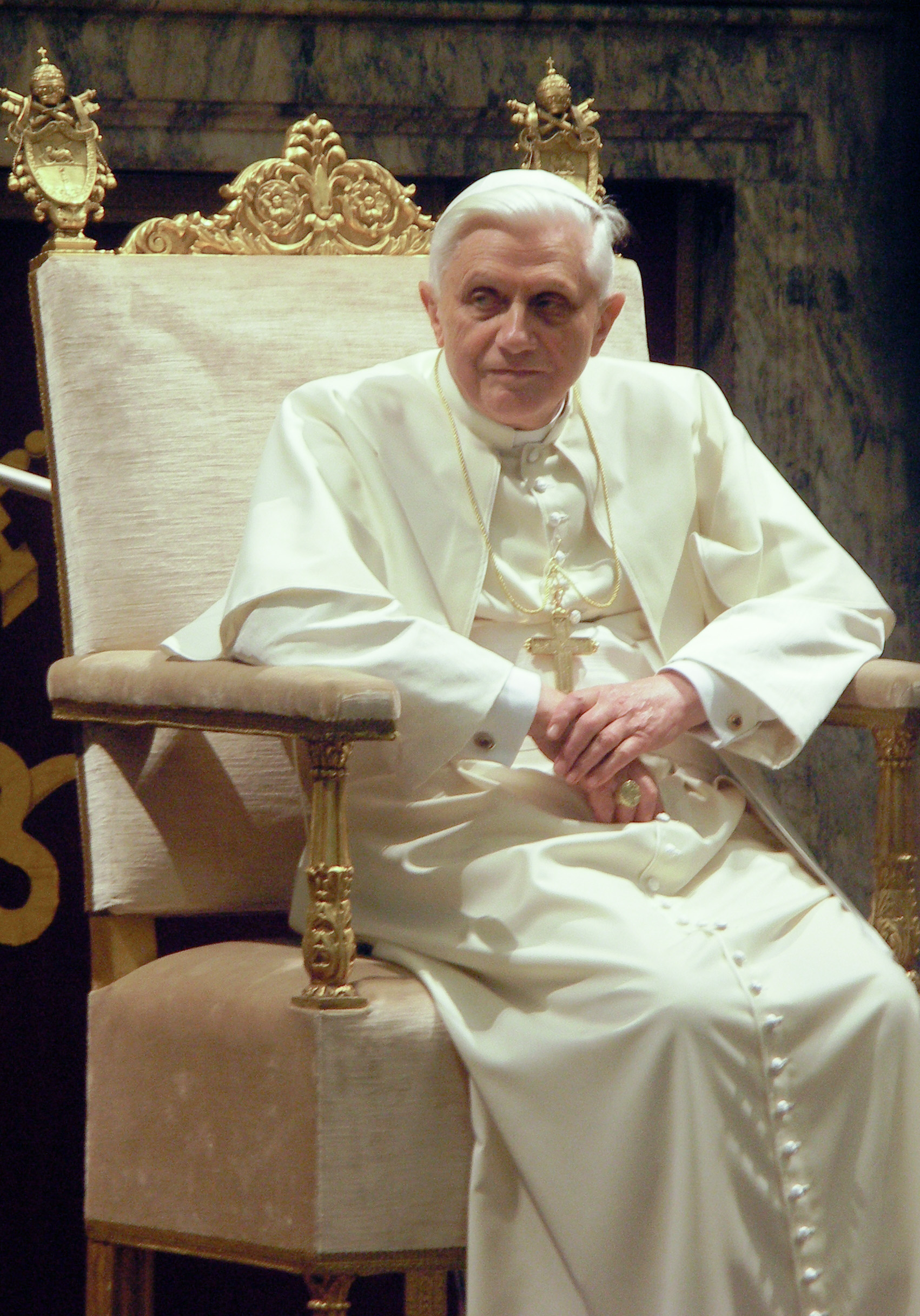
ローマ教皇ベネディクト16世 2007, 2006 & 2005 (2005は本名ヨーゼフ・アロイス・ラッツィンガーとして掲載) (2013, 2009, 2008は最終選考)
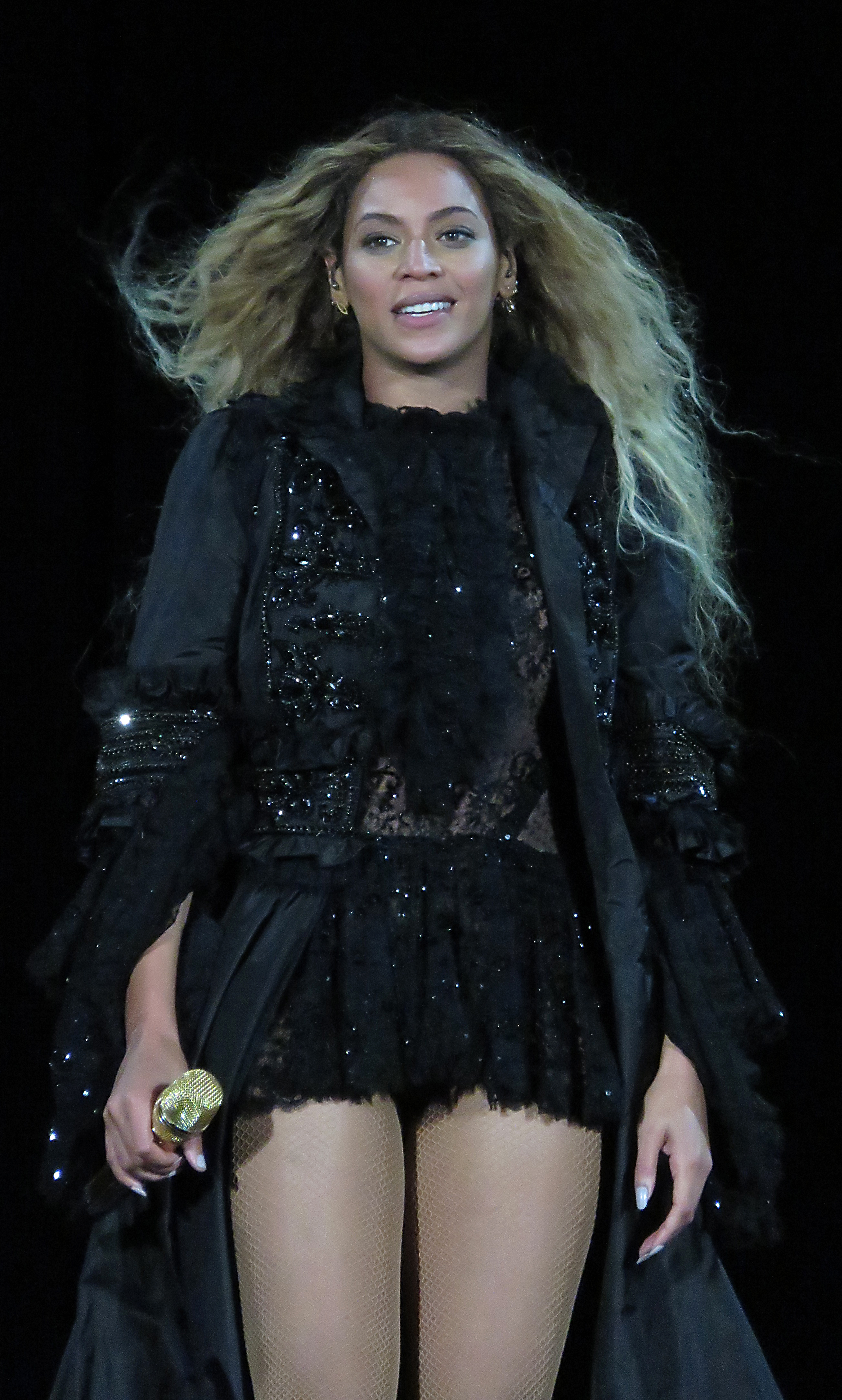
ビヨンセ 2023, 2014 & 2013 (2021, 2020, 2019, 2018, 2017, 2016, 2015, 2012, 2011, 2010は最終選考)
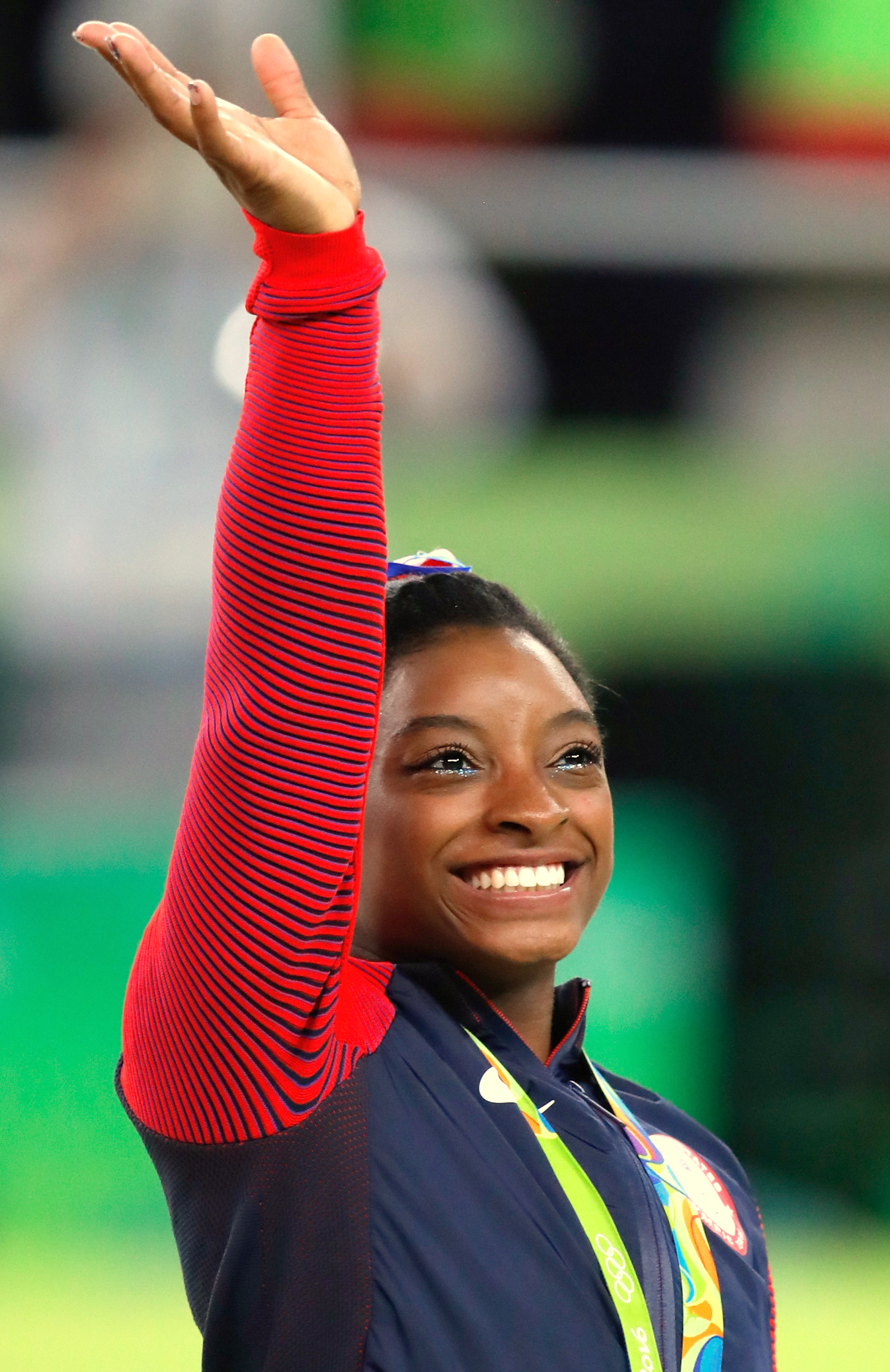
シモーネ・バイルズ 2025, 2021 & 2017 (2019は最終選考)
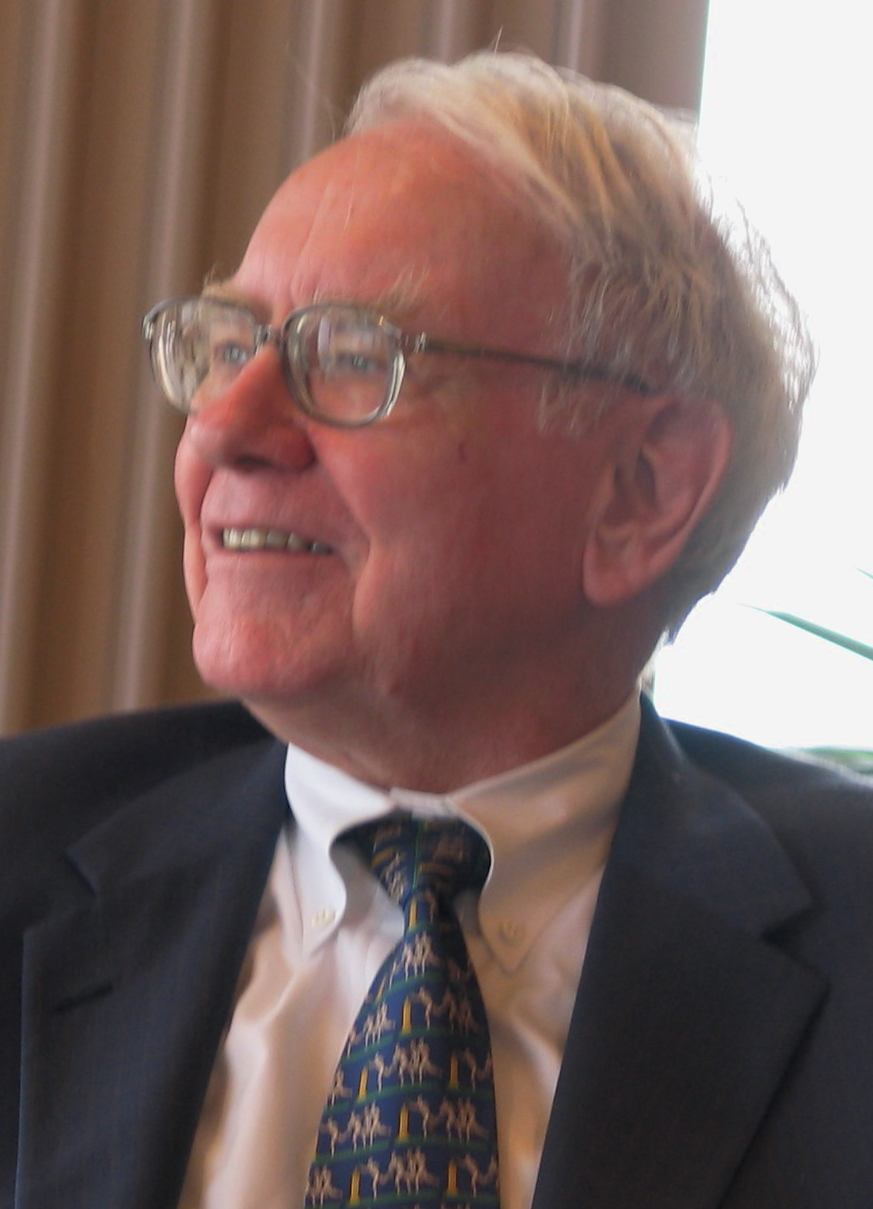
ウォーレン・バフェット 2012, 2007 & 2004 (2016, 2013, 2011, 2010, 2009, 2008は最終選考)
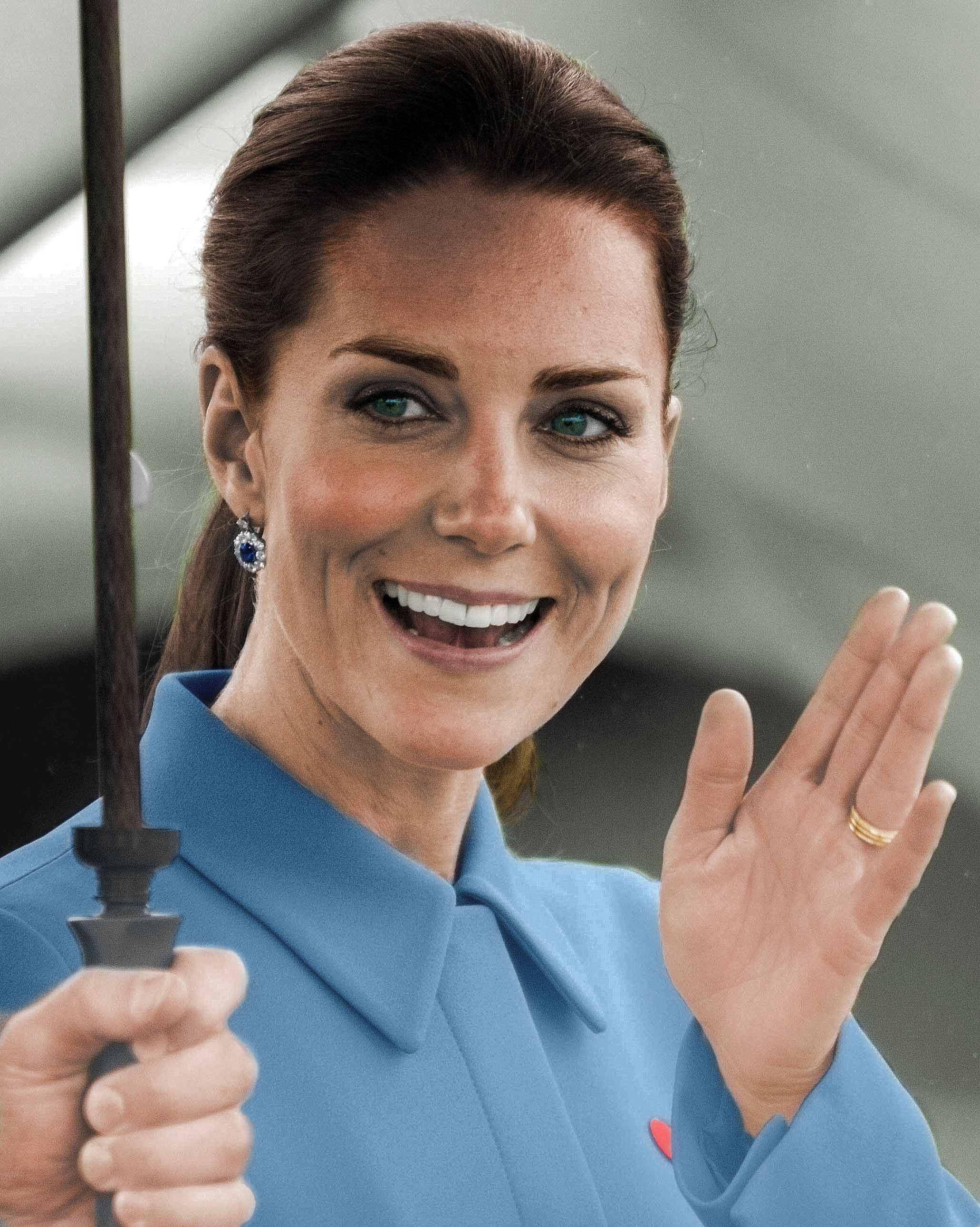
ケンブリッジ公爵夫人キャサリン 2013, 2012 & 2011 (2012はピッパ・ミドルトンと共に、2011はウィリアム王子と共に掲載) (2018は最終選考)
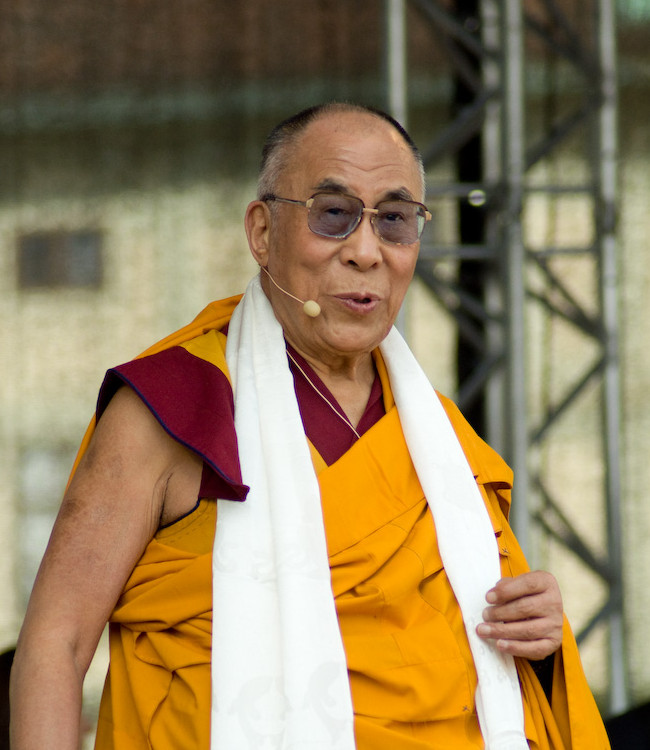
ダライ・ラマ14世 2008, 2005 & 2004 (2015, 2009は最終選考)
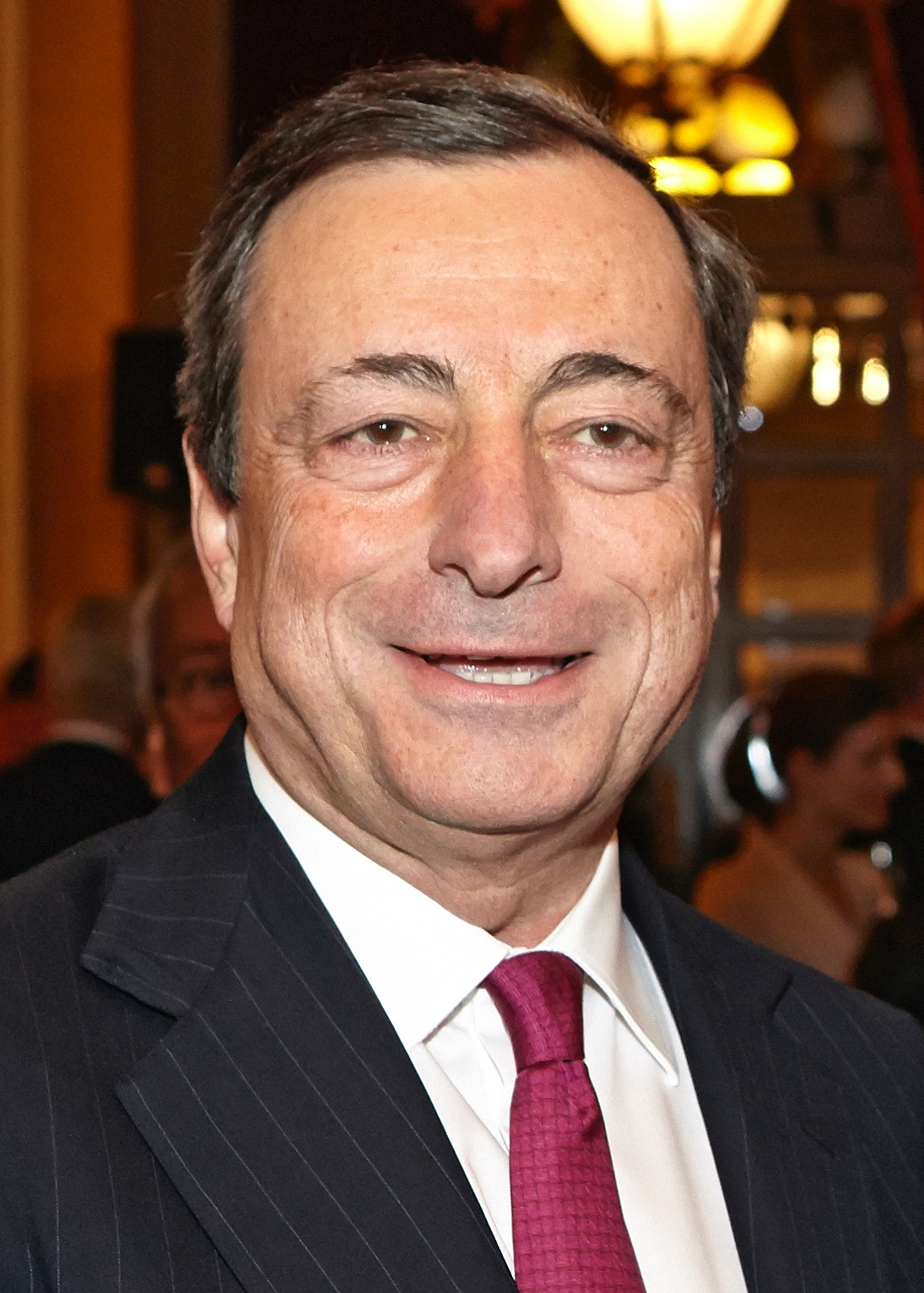
マリオ・ドラギ 2021, 2013 & 2012
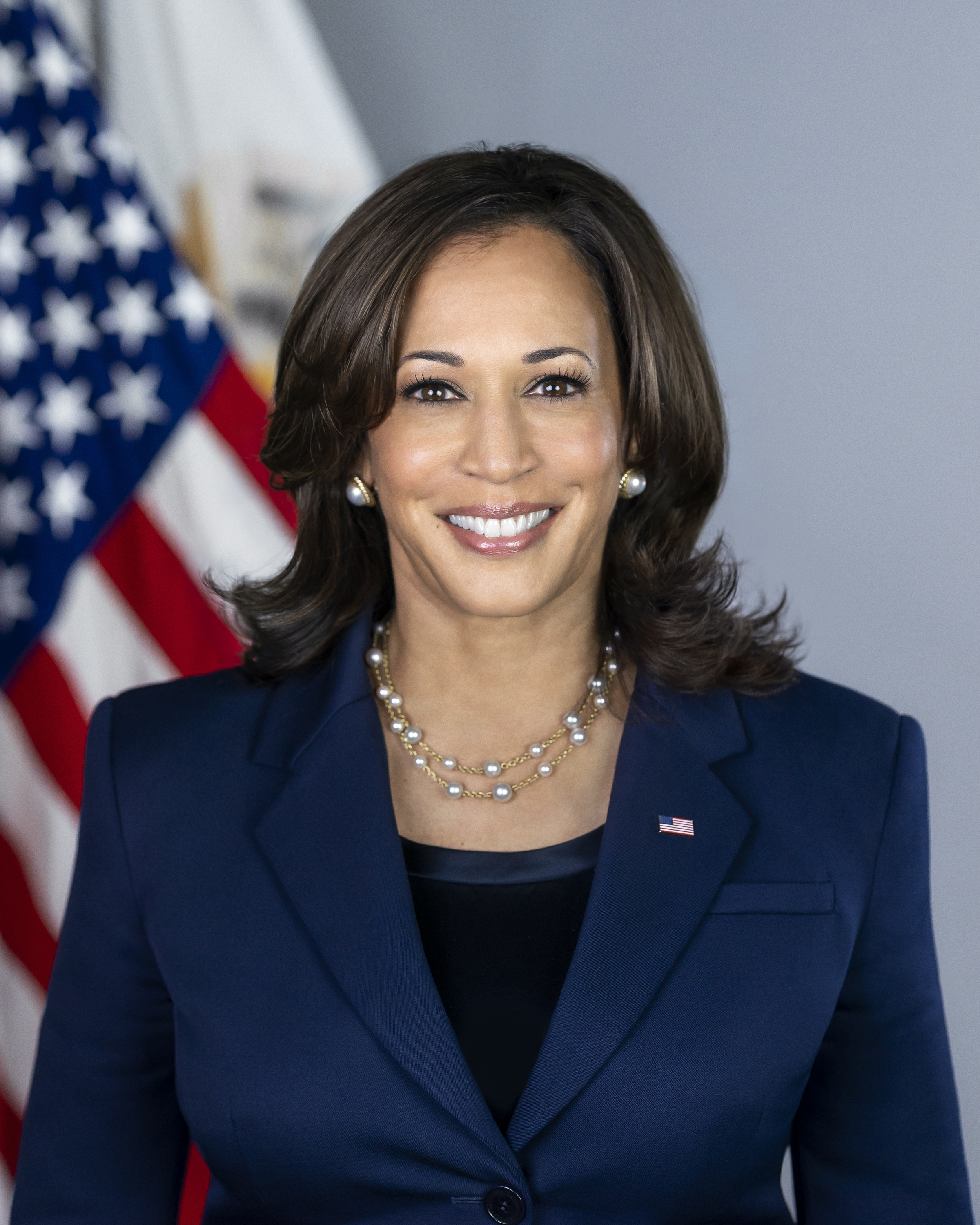
カマラ・ハリス 2021, 2020 & 2013 (2023, 2022, 2019, 2017, 2012, 2011は最終選考)
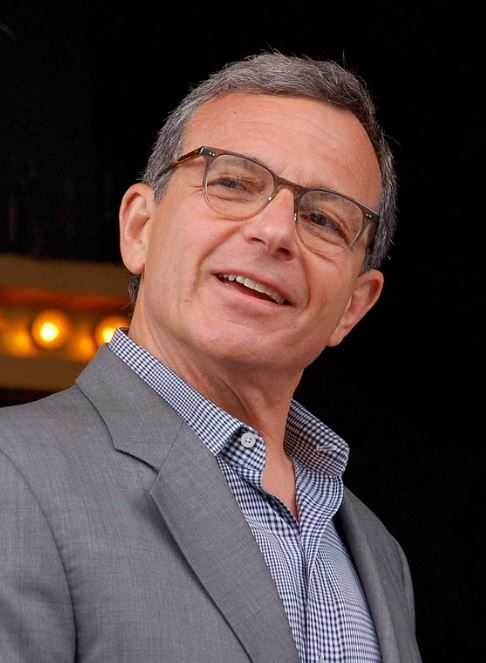
ボブ・アイガー 2023, 2019 & 2015 (2018は最終選考)
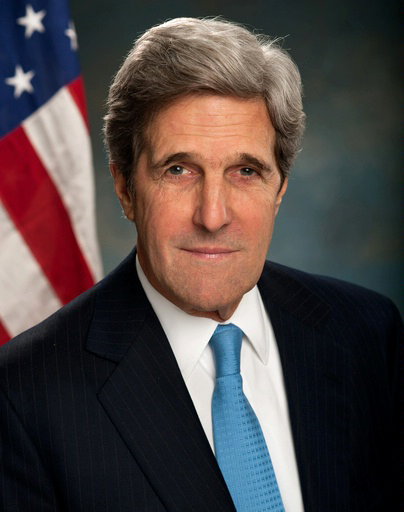
ジョン・ケリー 2016, 2014 & 2004 (2015, 2013は最終選考)
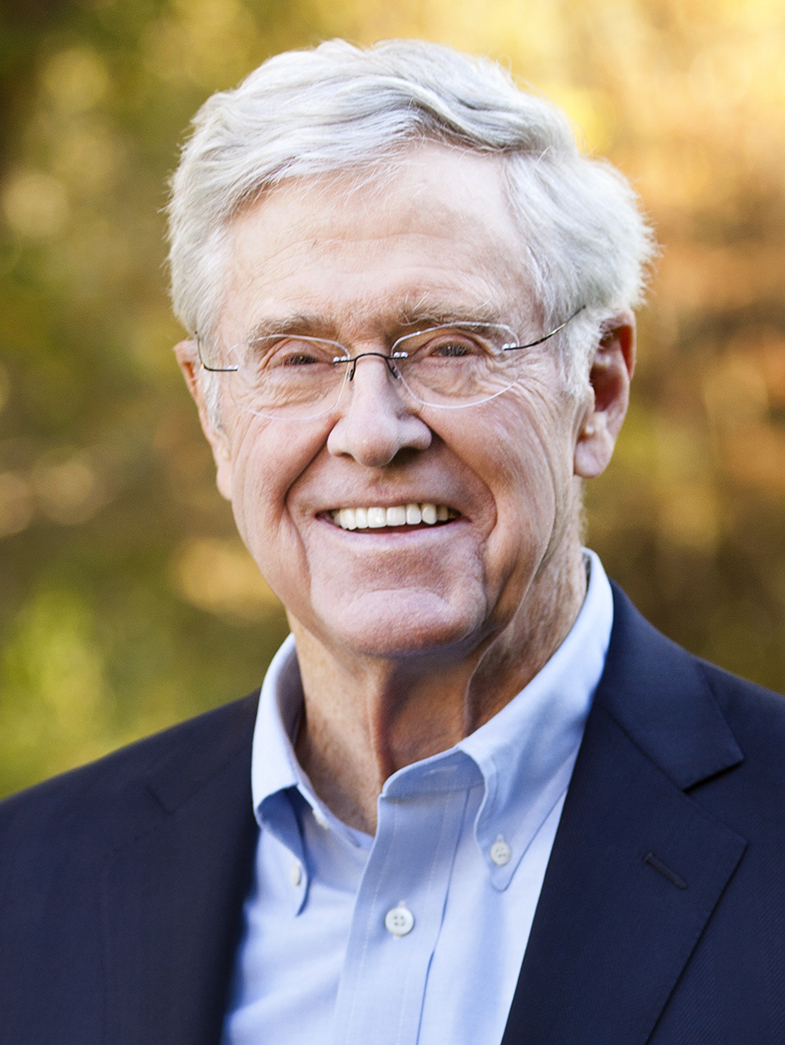
チャールズ・コーク 2015, 2014 & 2011 (いずれの年もデイビッド・コークと共に掲載) (2016, 2012は最終選考)
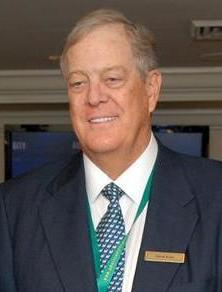
デイビッド・コーク 2015, 2014 & 2011 (いずれの年もチャールズ・コークと共に掲載) (2016, 2012は最終選考)
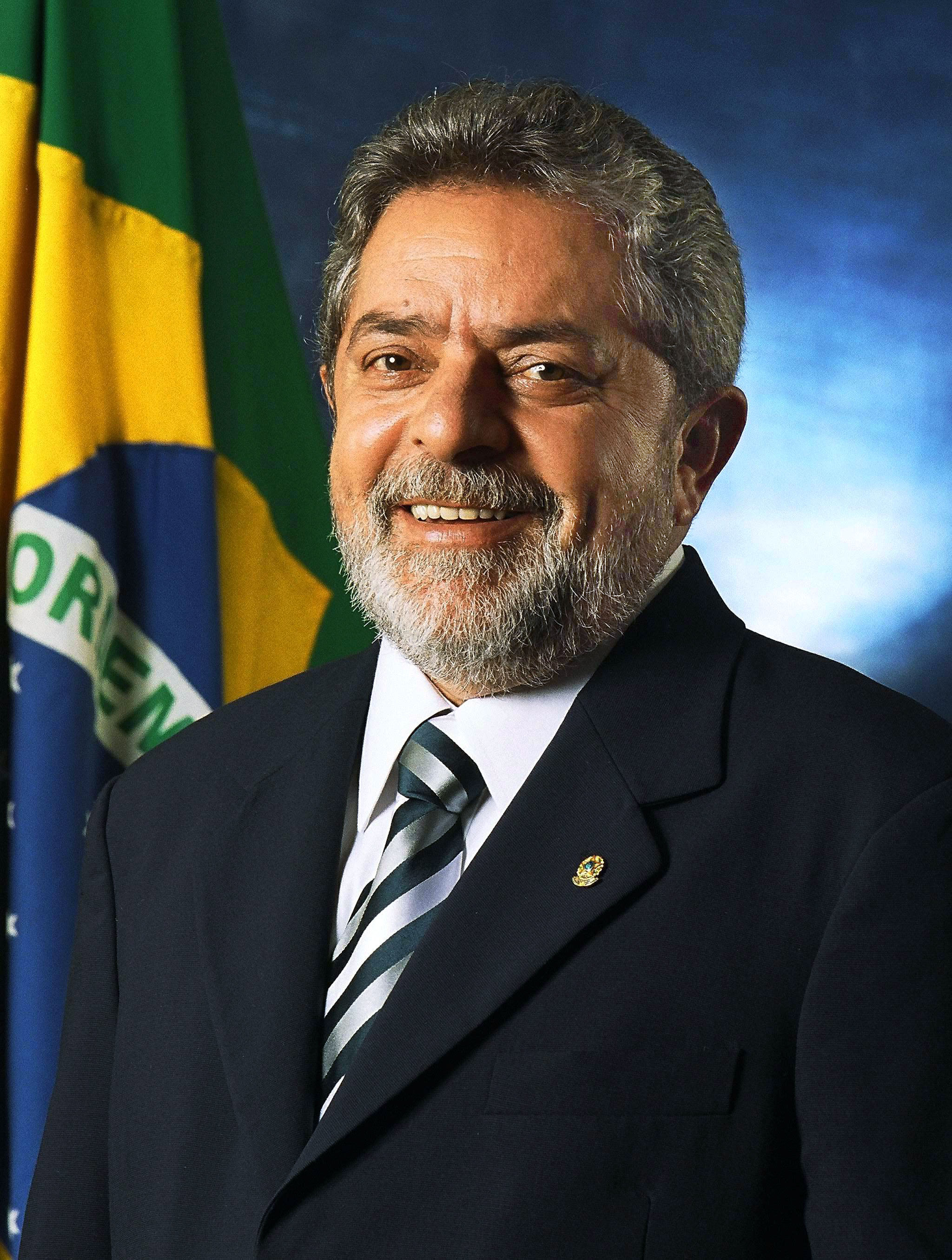
ルイス・イナシオ・ルーラ・ダ・シルヴァ 2023, 2010 & 2004
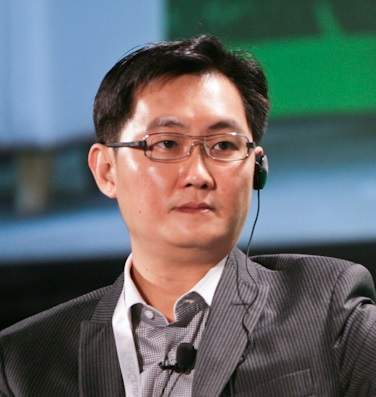
ポニー・マー 2018, 2014 & 2007 (2022, 2021, 2019は最終選考)
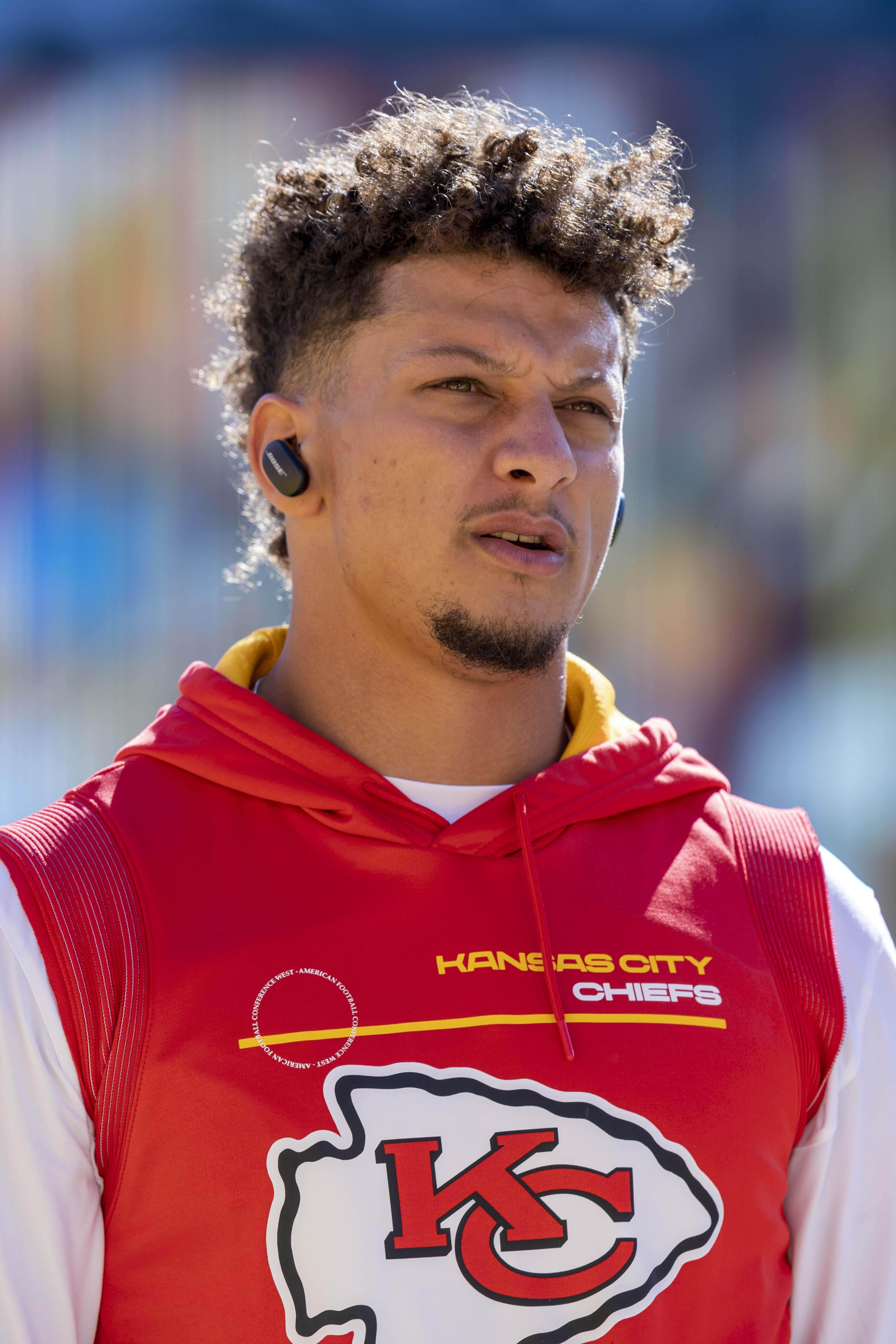
パトリック・マホームズ 2024, 2023 & 2020 (2019は最終選考)
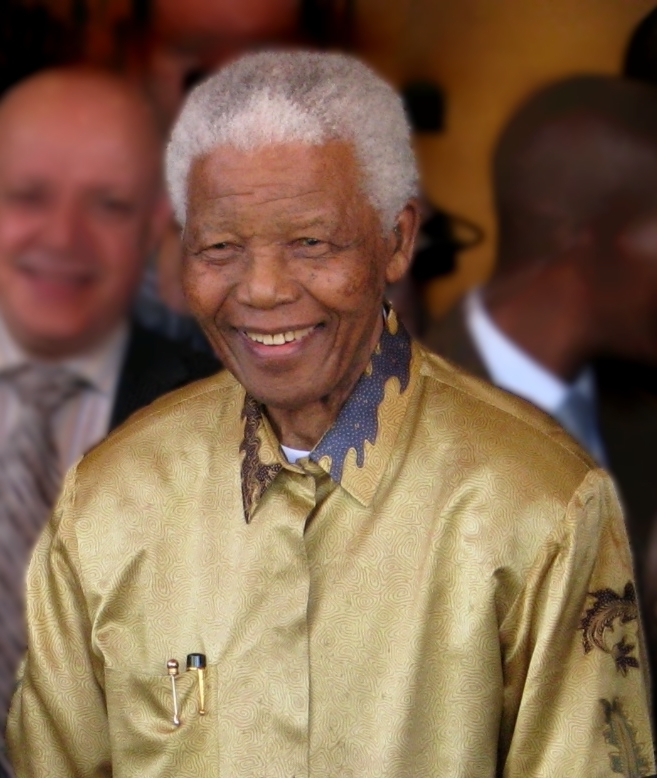
ネルソン・マンデラ 2005, 2004 & 20世紀 (2008, 2007は最終選考)
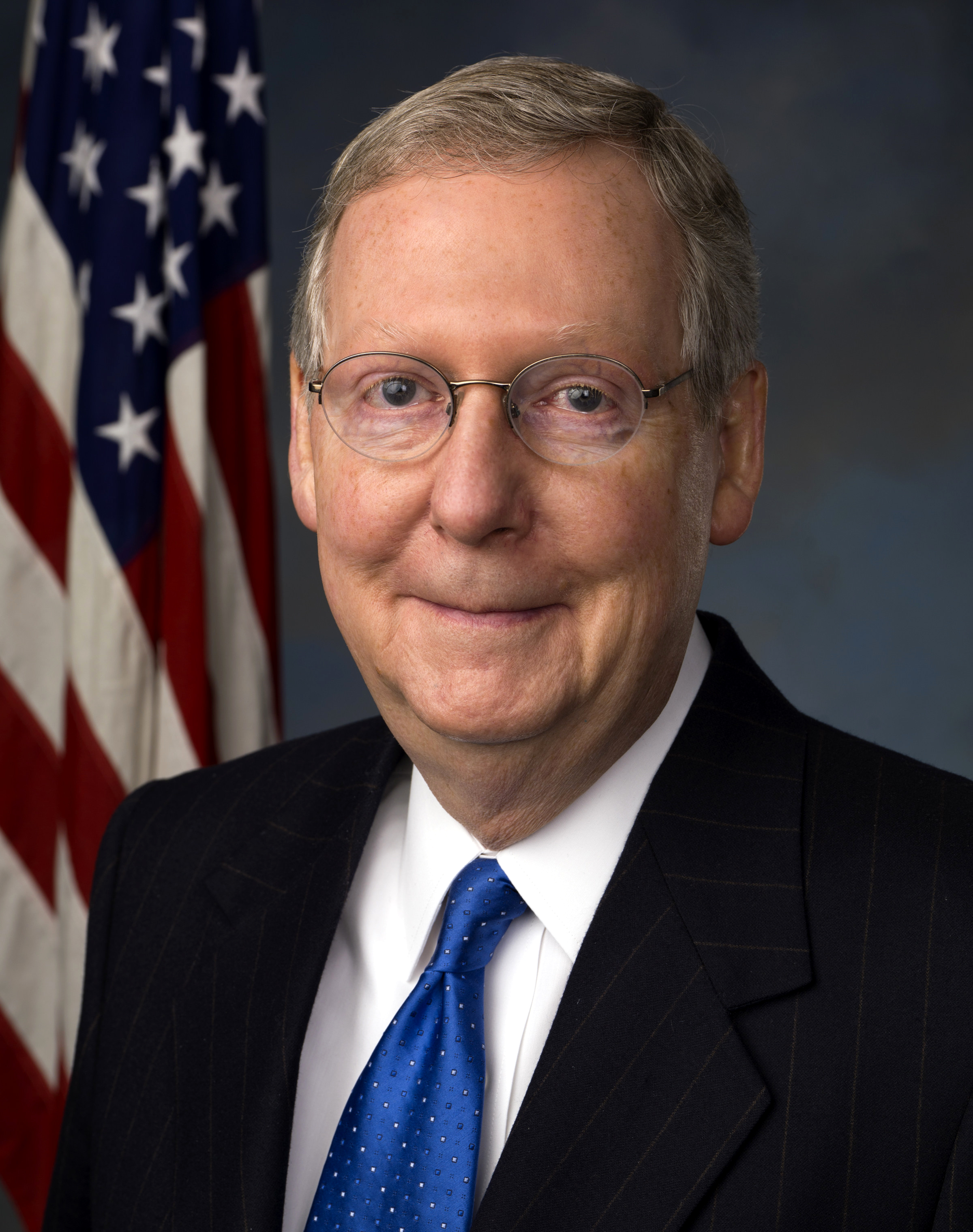
ミッチ・マコーネル 2023, 2019 & 2015 (2022, 2021, 2014は最終選考)
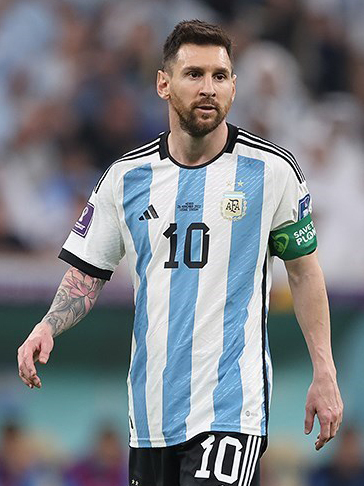
リオネル・メッシ 2023, 2012 & 2011 (2022, 2021, 2016は最終選考)
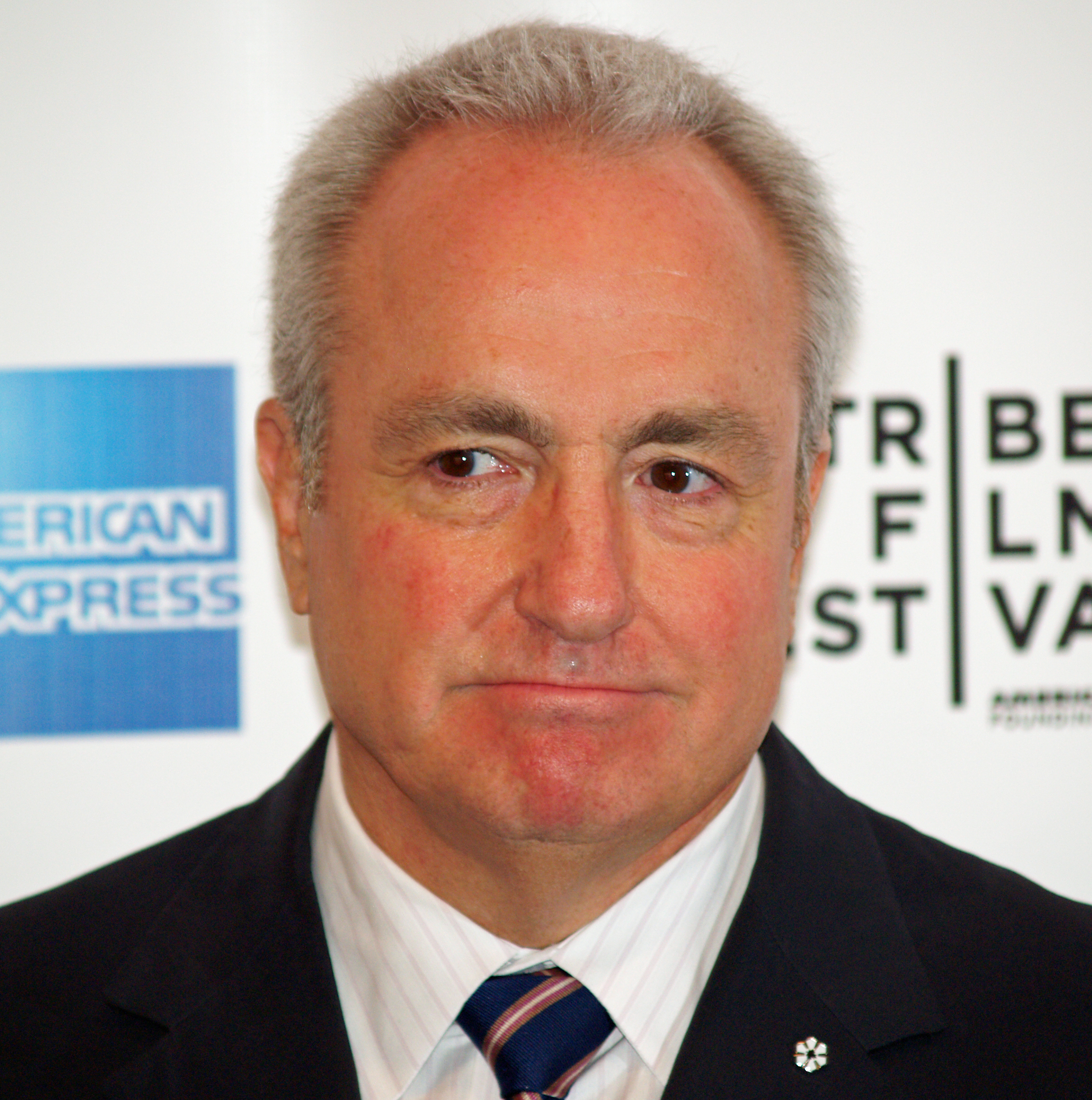
ローン・マイケルズ 2025, 2015 & 2008
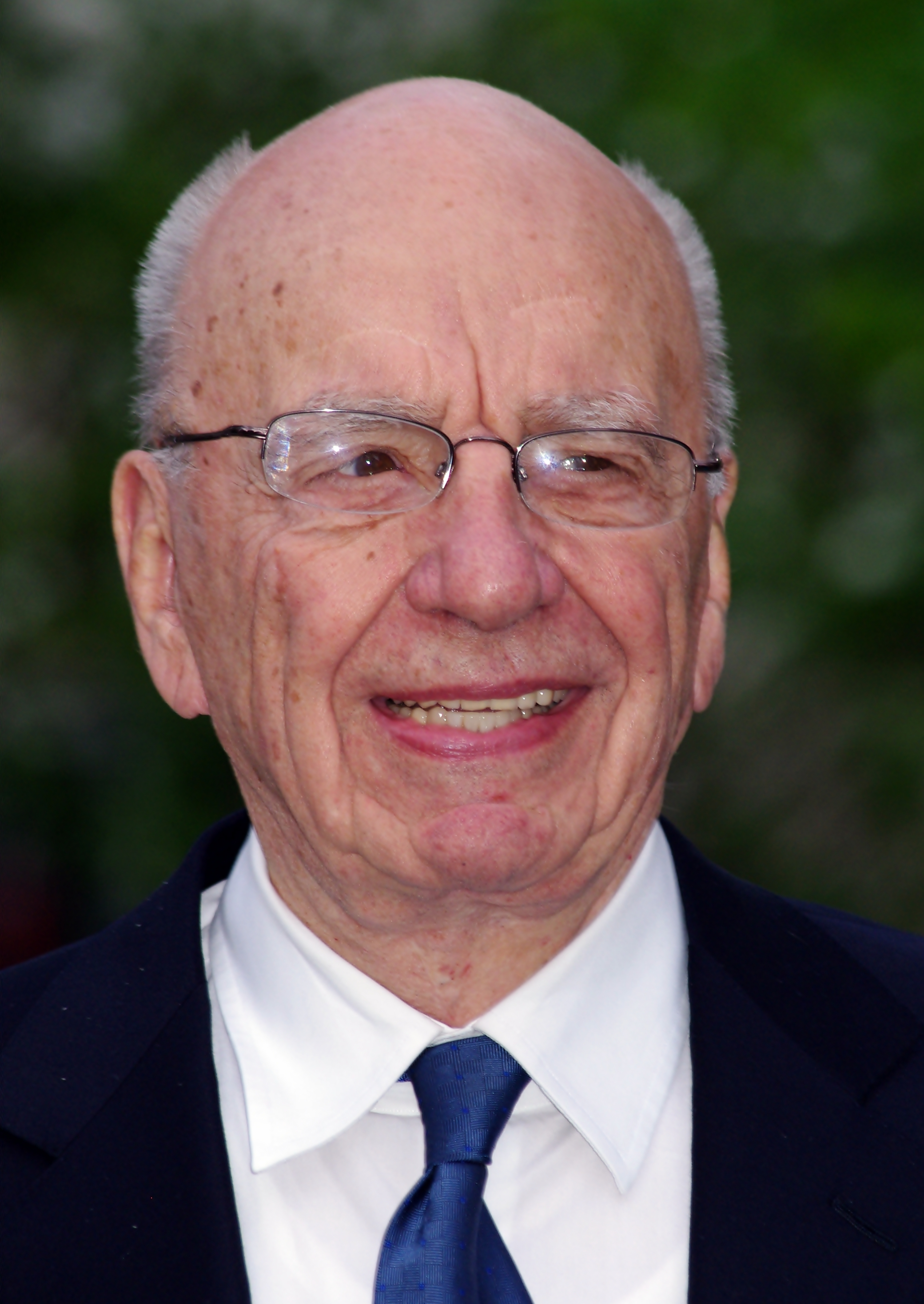
ルパート・マードック 2008, 2005 & 2004 (2012, 2010, 2009は最終選考)
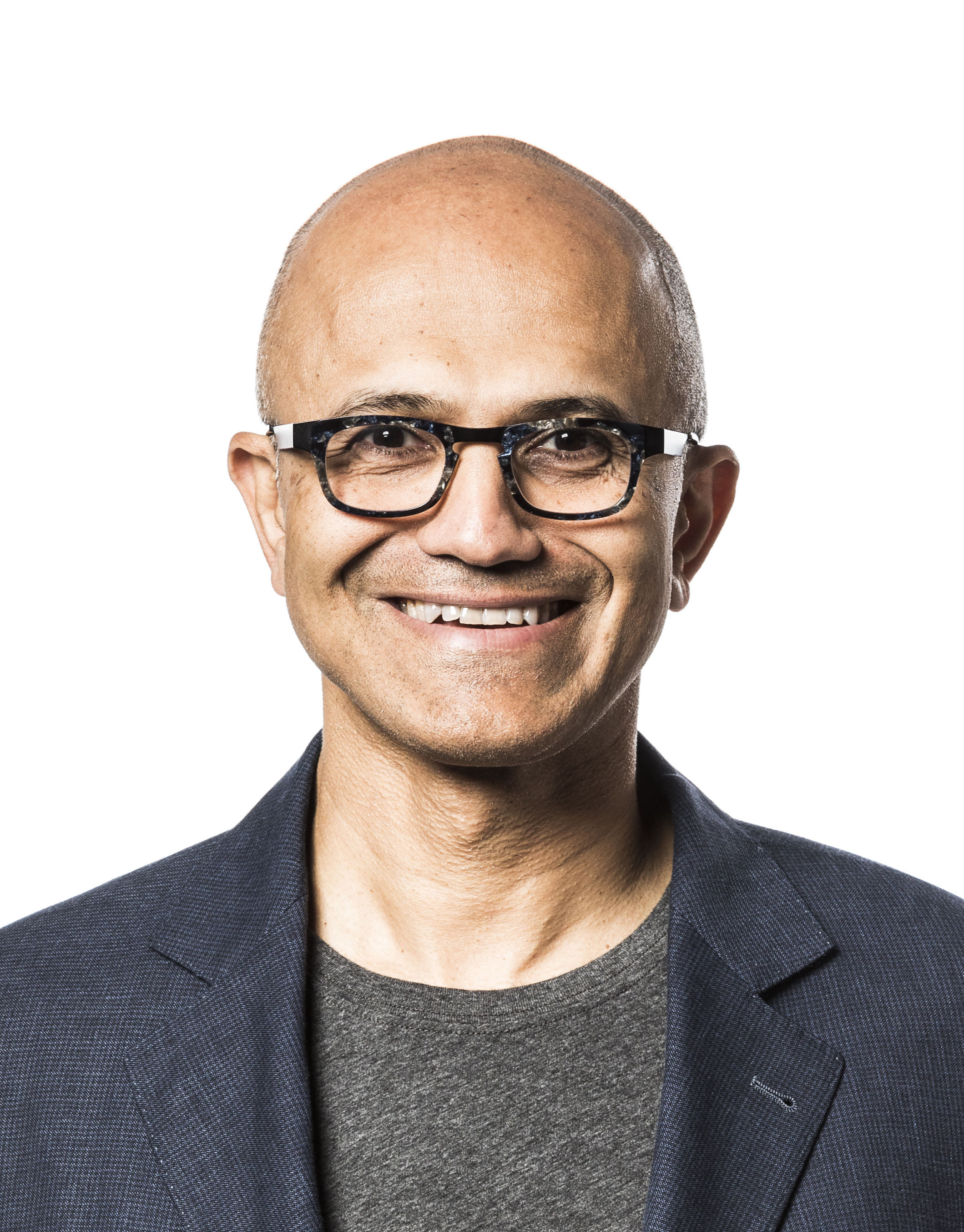
サティア・ナデラ 2024, 2018 & 2015 (2023, 2022, 2021, 2020, 2019, 2017, 2016, 2014は最終選考)
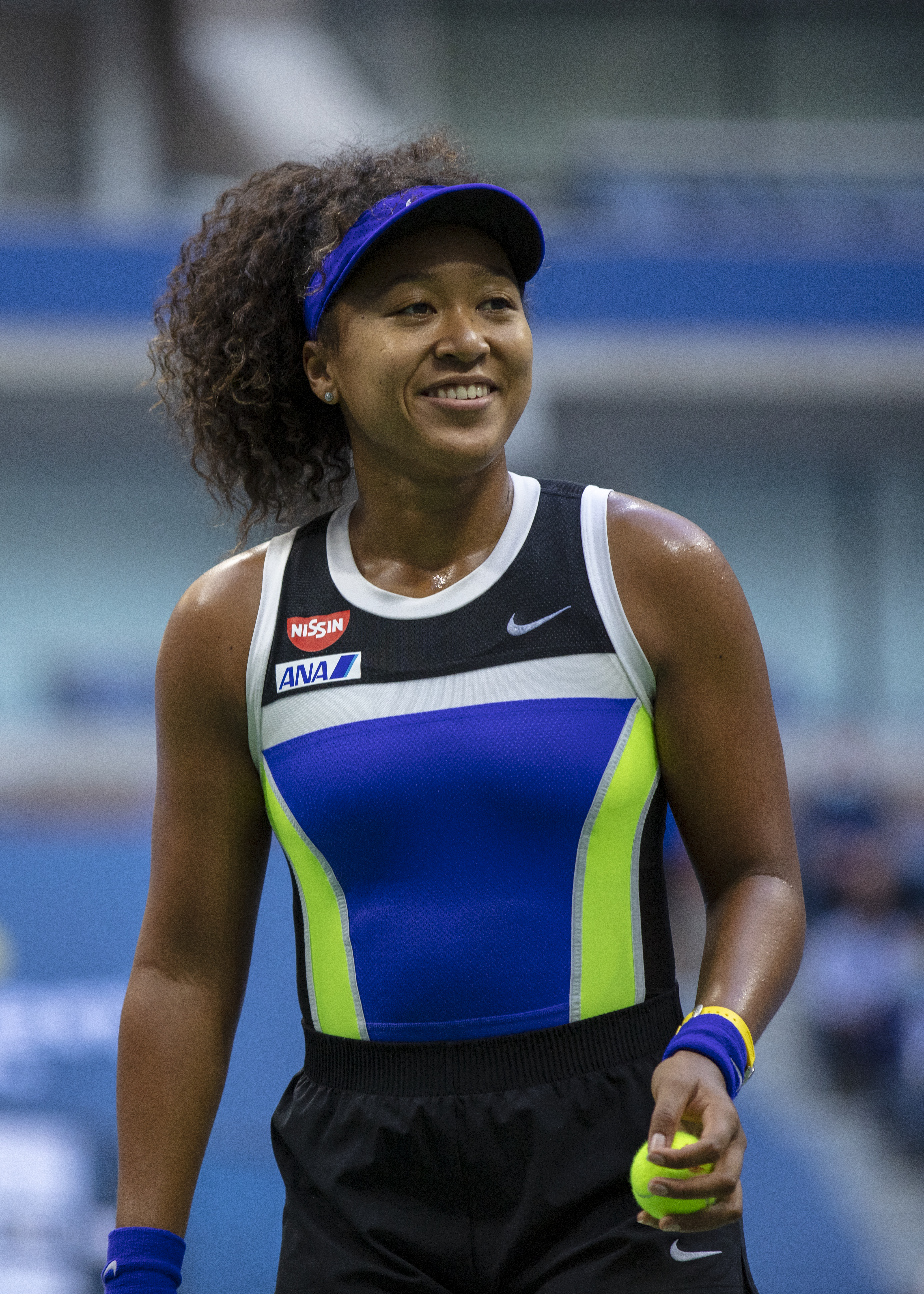
大坂なおみ 2021, 2020 & 2019
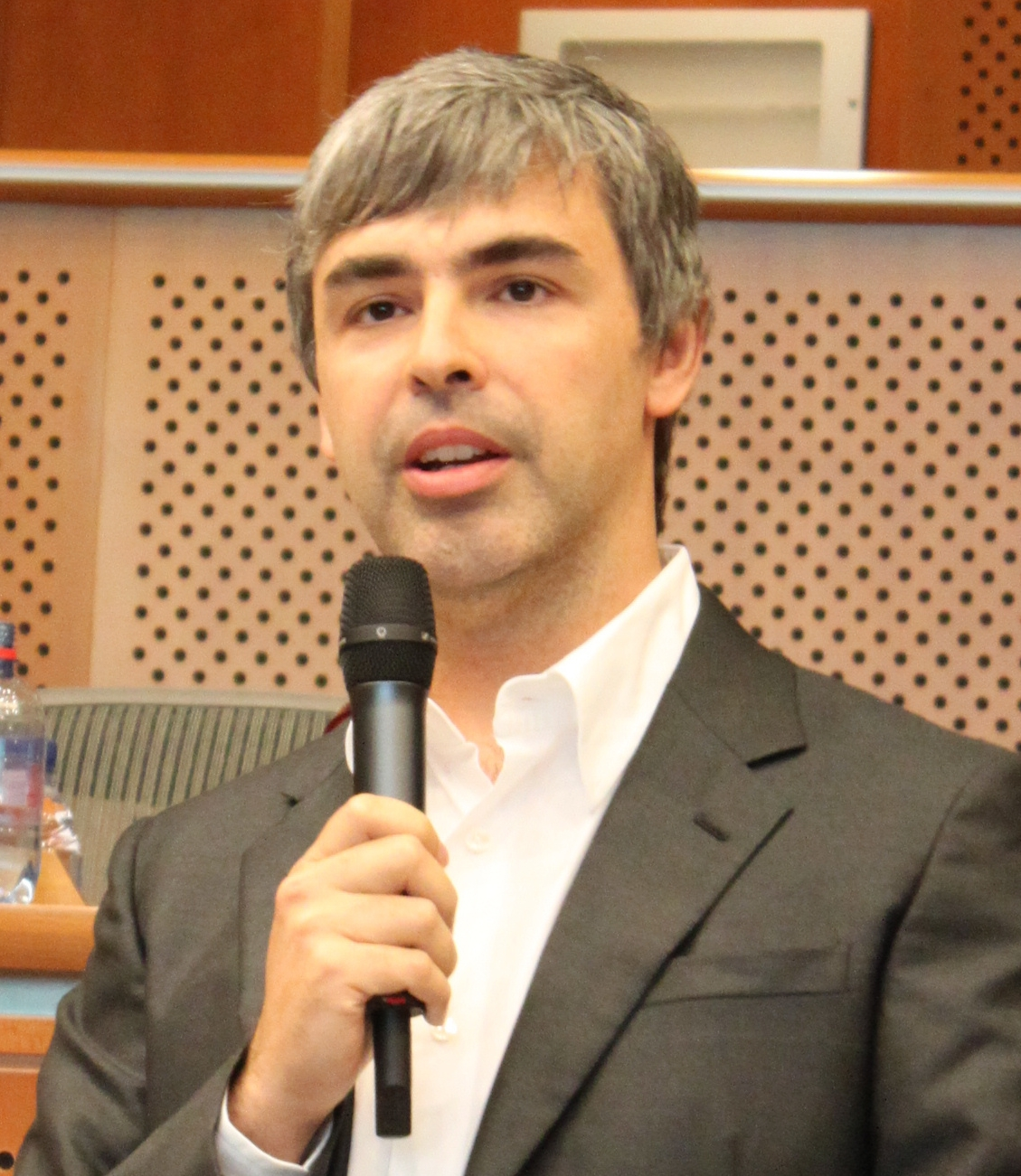
ラリー・ペイジ 2011, 2005 & 2004 (2005はThe Google Guysとして、2004はセルゲイ・ブリンと共に掲載) (2014, 2012, 2008は最終選考)
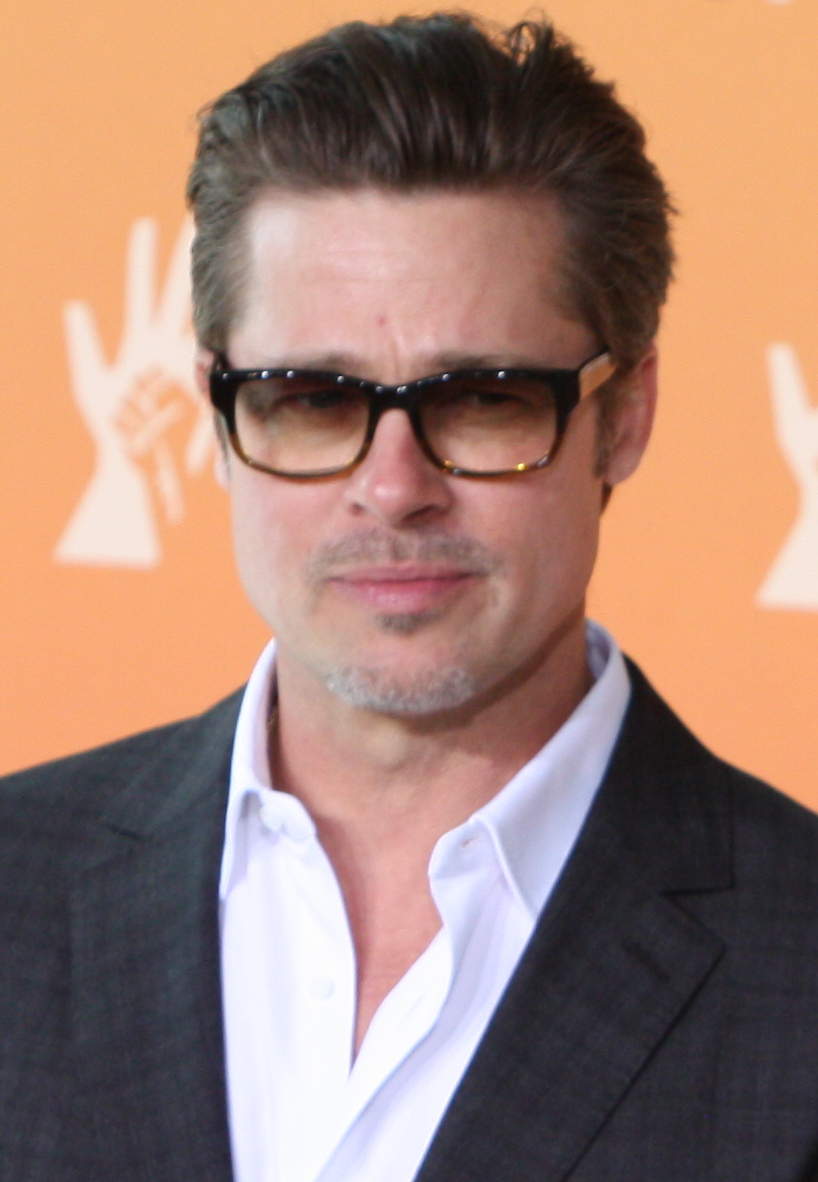
ブラッド・ピット 2009, 2008 & 2007 (2008はアンジェリーナ・ジョリーと共に掲載) (2012, 2011は最終選考)
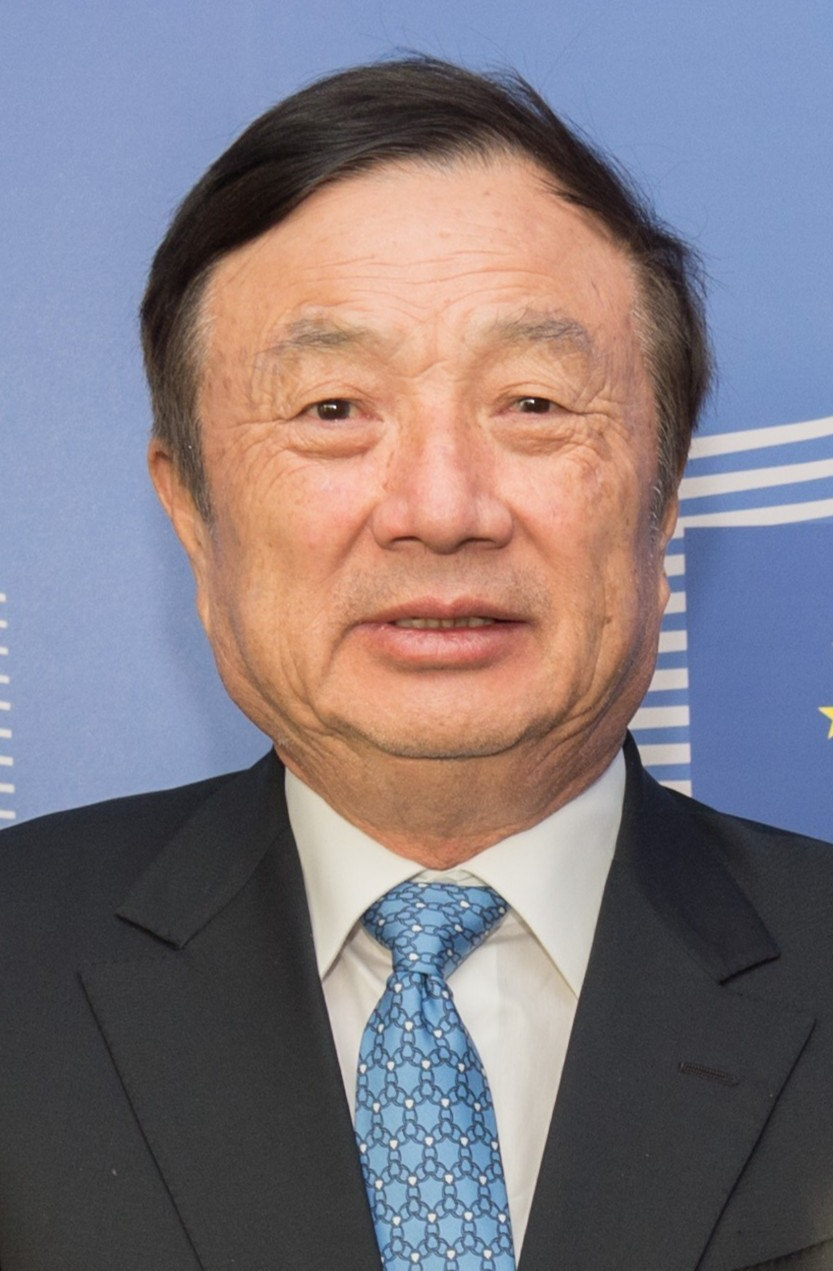
任正非 2019, 2013 & 2005
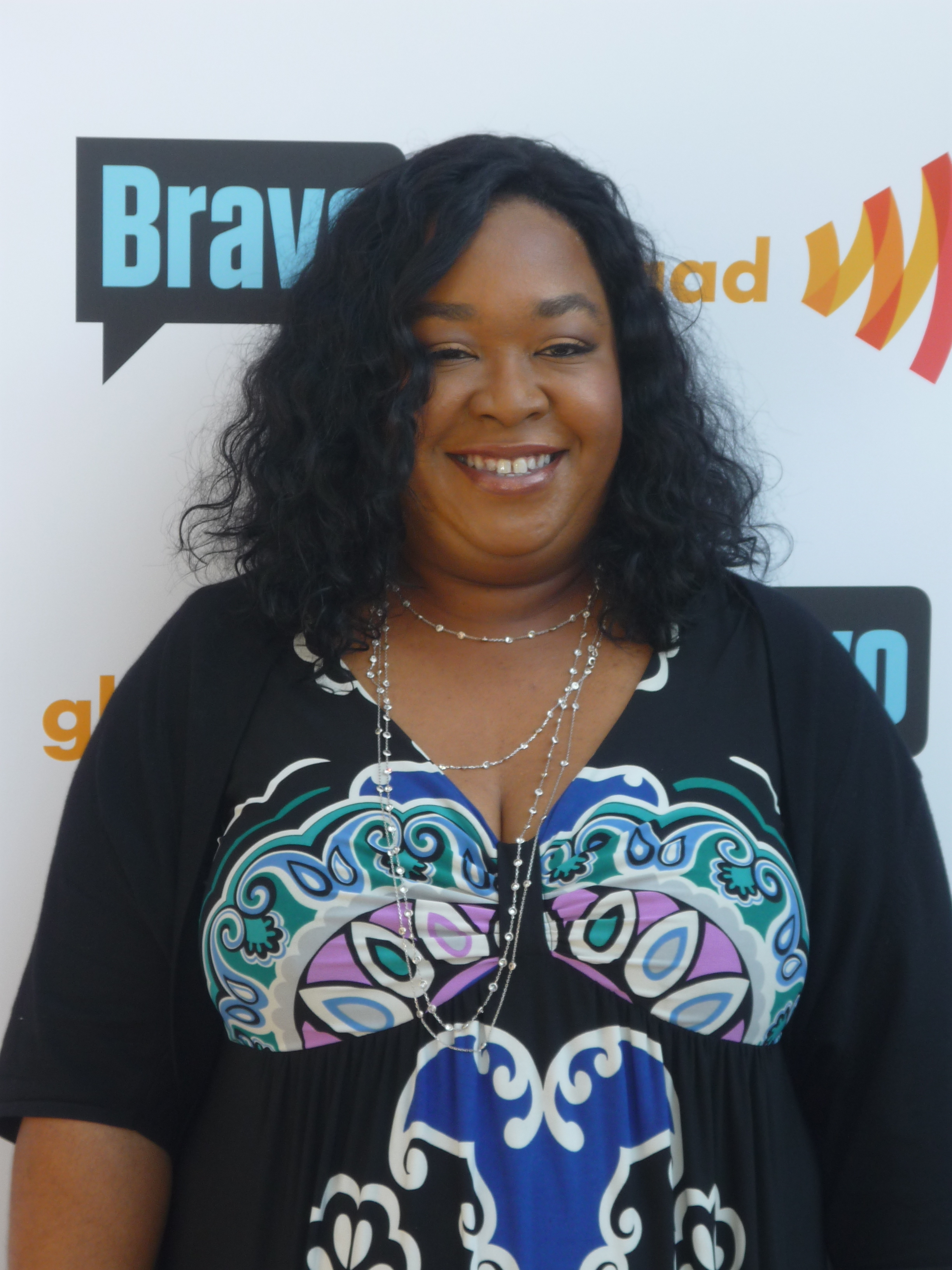
ションダ・ライムズ 2021, 2013 & 2007 (2023, 2022, 2016, 2015は最終選考)
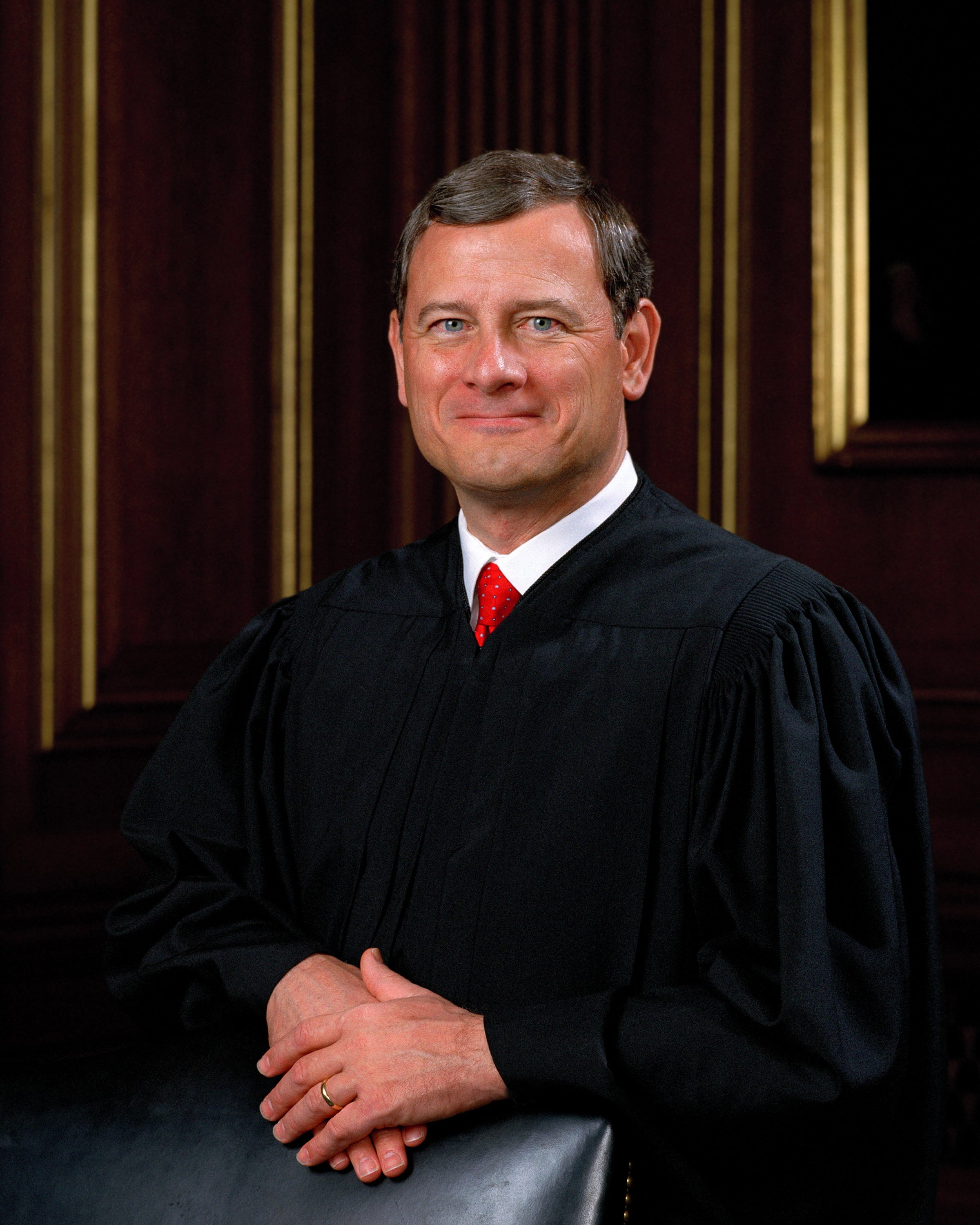
ジョン・ロバーツ 2020, 2007 & 2006 (2015, 2013, 2012, 2008は最終選考)
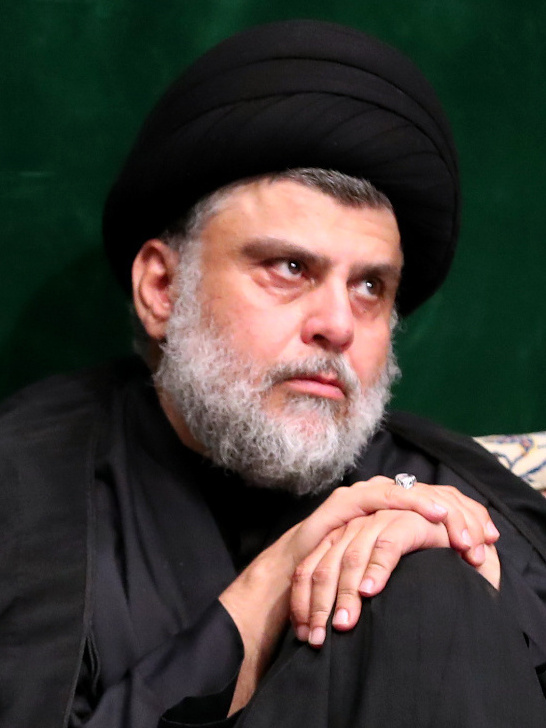
ムクタダー・アッ＝サドル 2011, 2008 & 2006 (2009, 2007は最終選考)
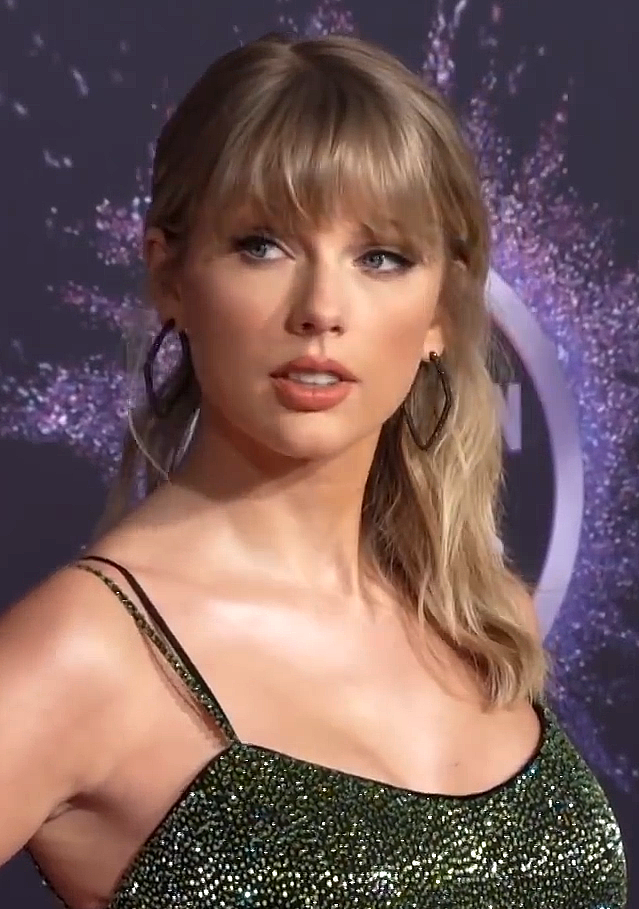
テイラー・スウィフト 2019, 2015 & 2010 (2023, 2022, 2021, 2020, 2016, 2014, 2009は最終選考)
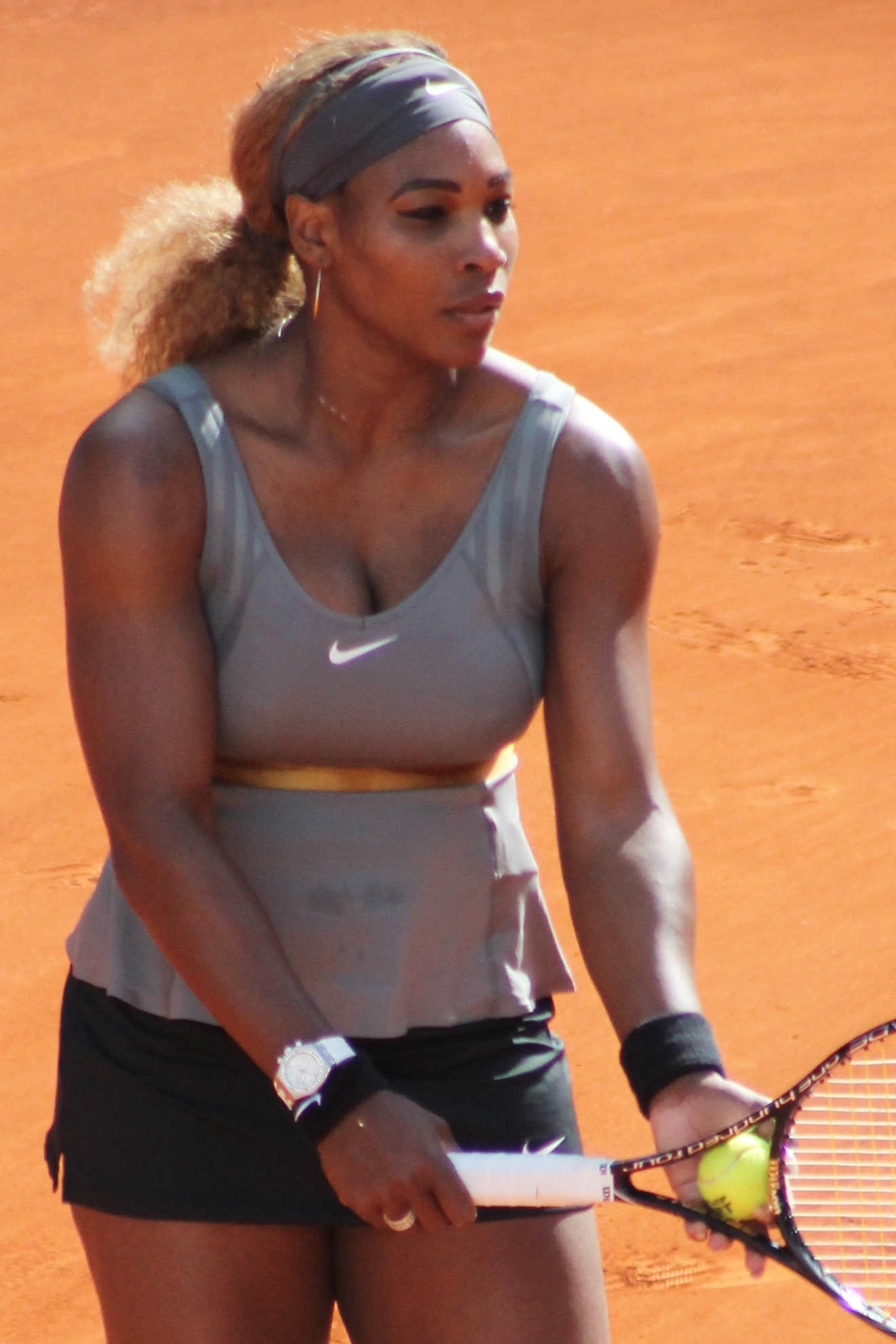
セリーナ・ウィリアムズ 2025, 2014 & 2010 (2023, 2020, 2019, 2018, 2017, 2016, 2013は最終選考)
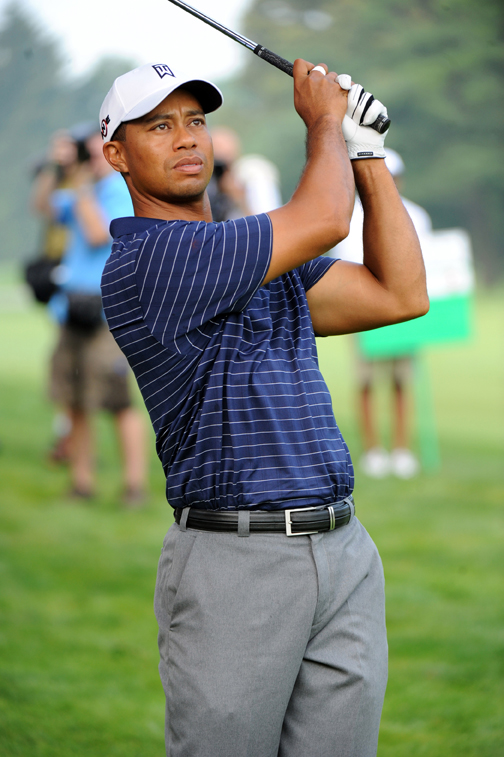
タイガー・ウッズ 2019, 2009 & 2004 (2010, 2008, 2007は最終選考)
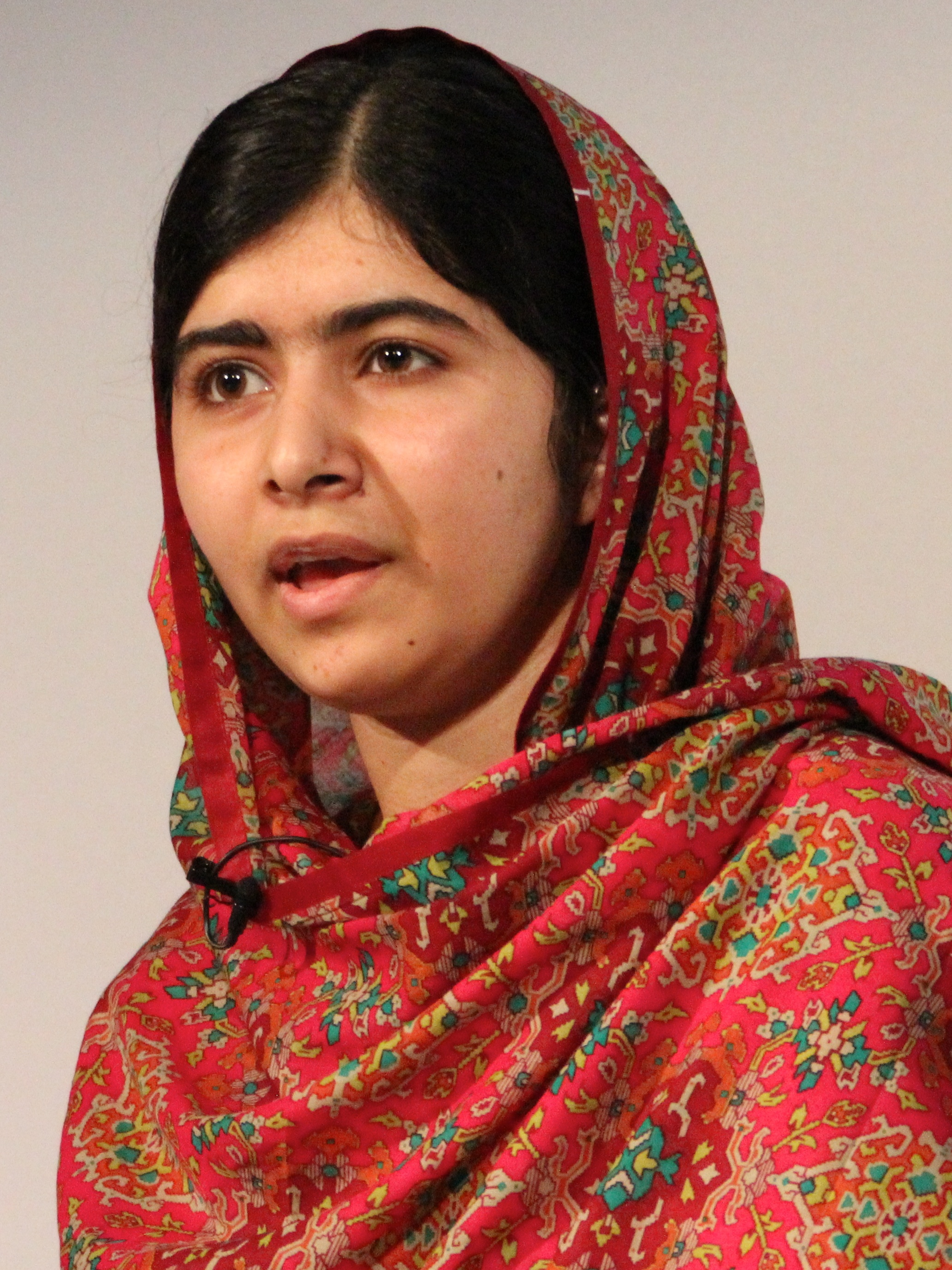
マララ・ユスフザイ 2015, 2014 & 2013 (2016は最終選考)

### 2回

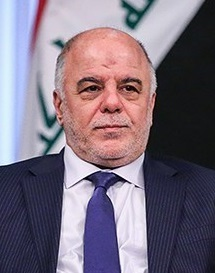
ハイダル・アル＝アバーディ 2018 & 2015
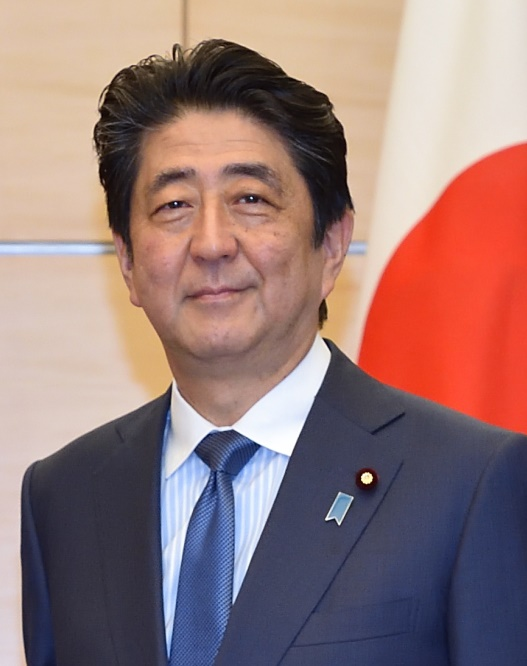
安倍晋三 2018 & 2014 (2019, 2016, 2015は最終選考)
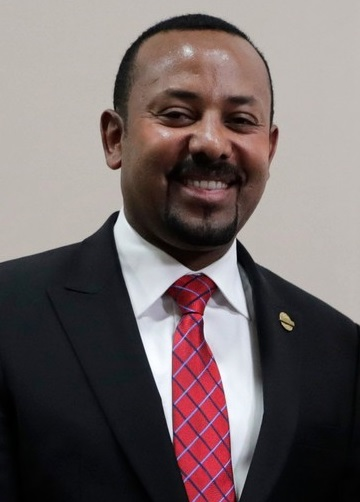
アビィ・アハメド 2022 & 2019 (2023, 2021, 2020は最終選考)
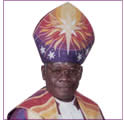
ピーター・アキノラ（英語: Peter Akinola） 2007 & 2006
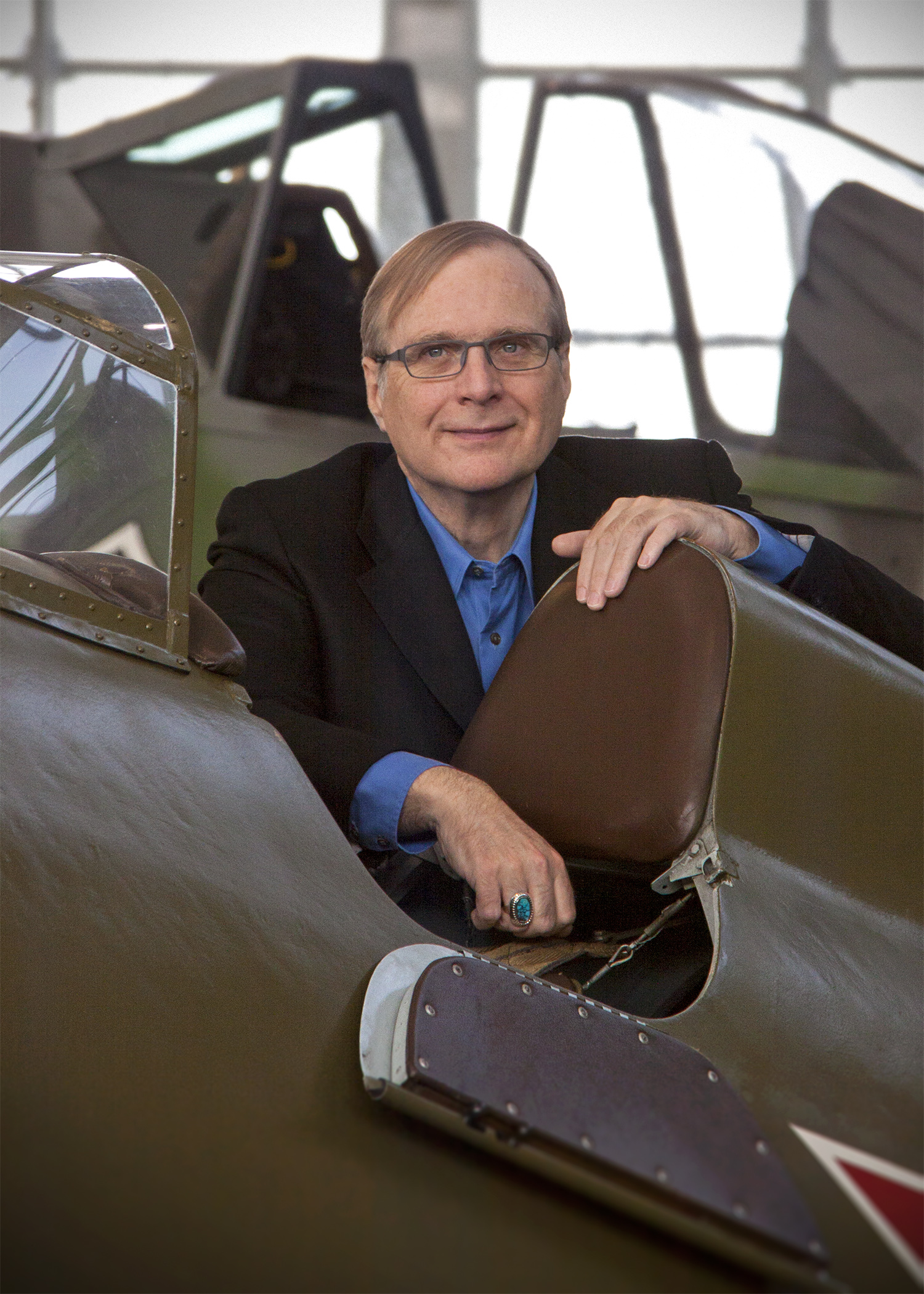
ポール・アレン 2008 & 2007
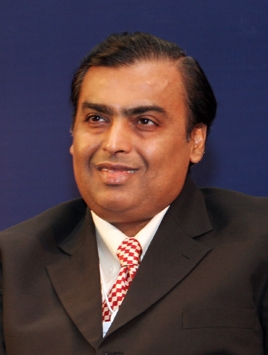
ムケシュ・アンバニ 2019 & 2011 (2009は最終選考)
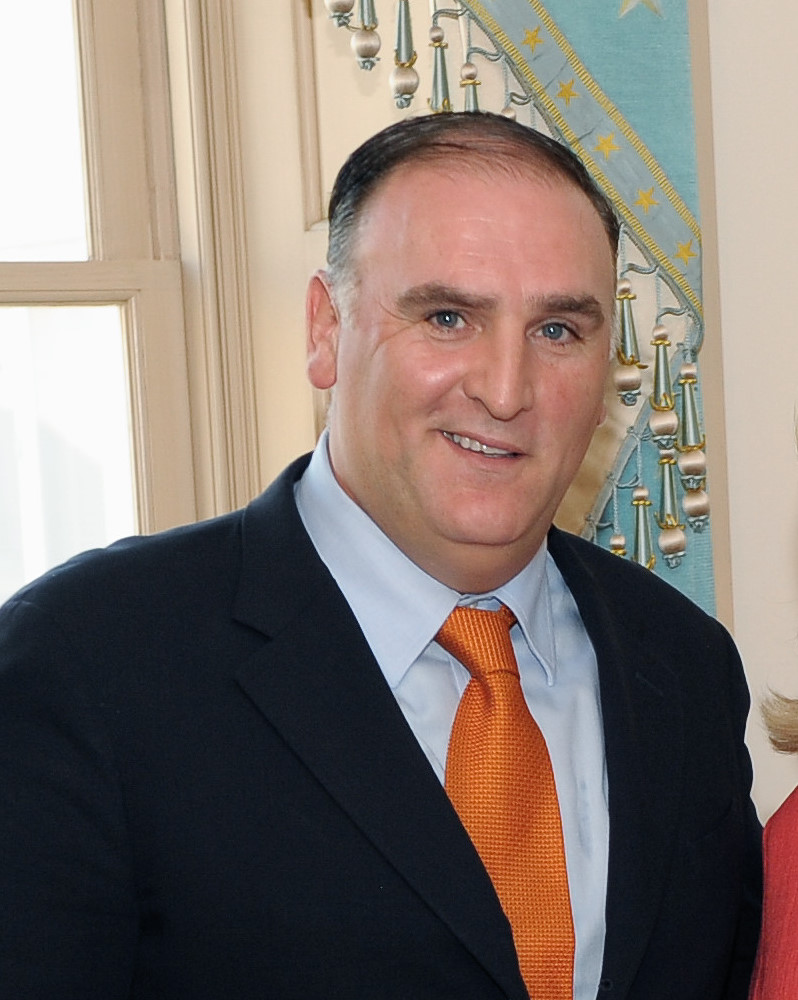
ホセ・アンドレス（英語: José Andrés） 2018 & 2012 (2023, 2022, 2021, 2020は最終選考)
ジャシンダ・アーダーン 2019 & 2018 (2022, 2021, 2020は最終選考)
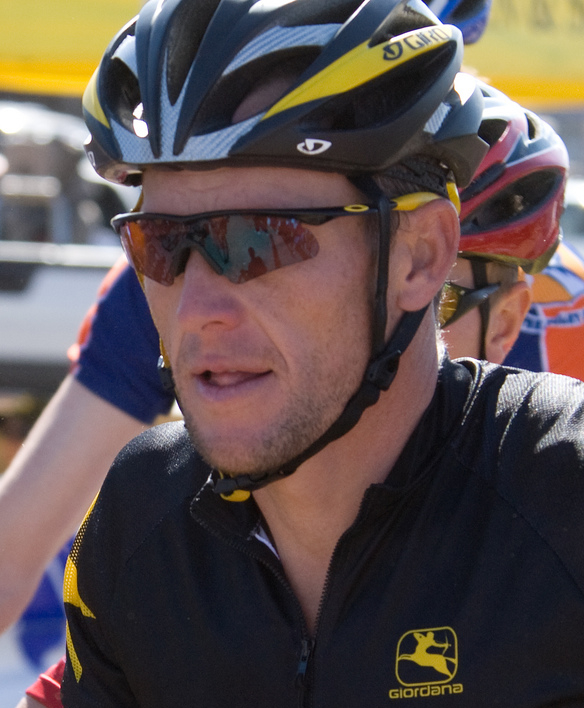
ランス・アームストロング 2008 & 2004 (2009は最終選考)
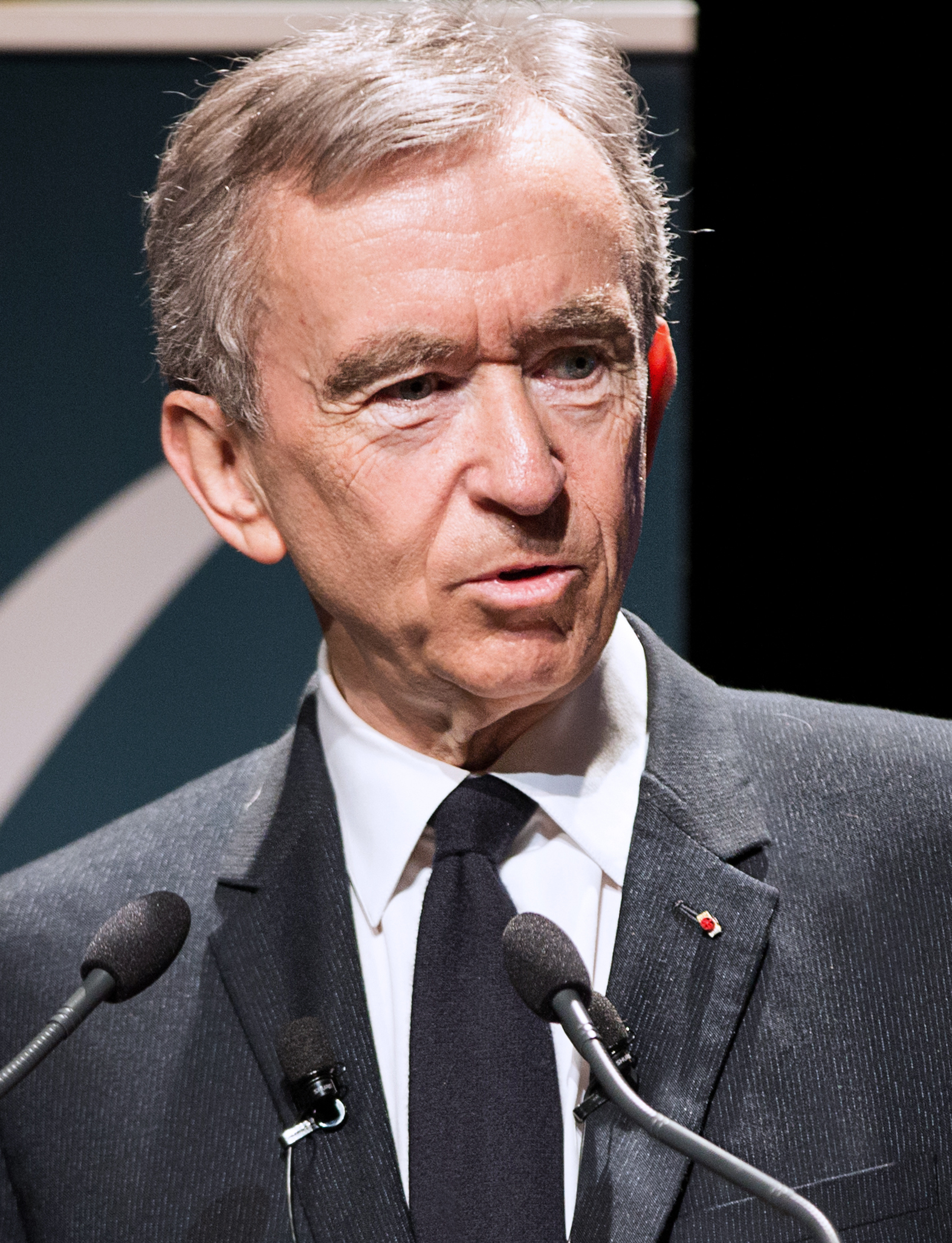
ベルナール・アルノー 2007 & 2004
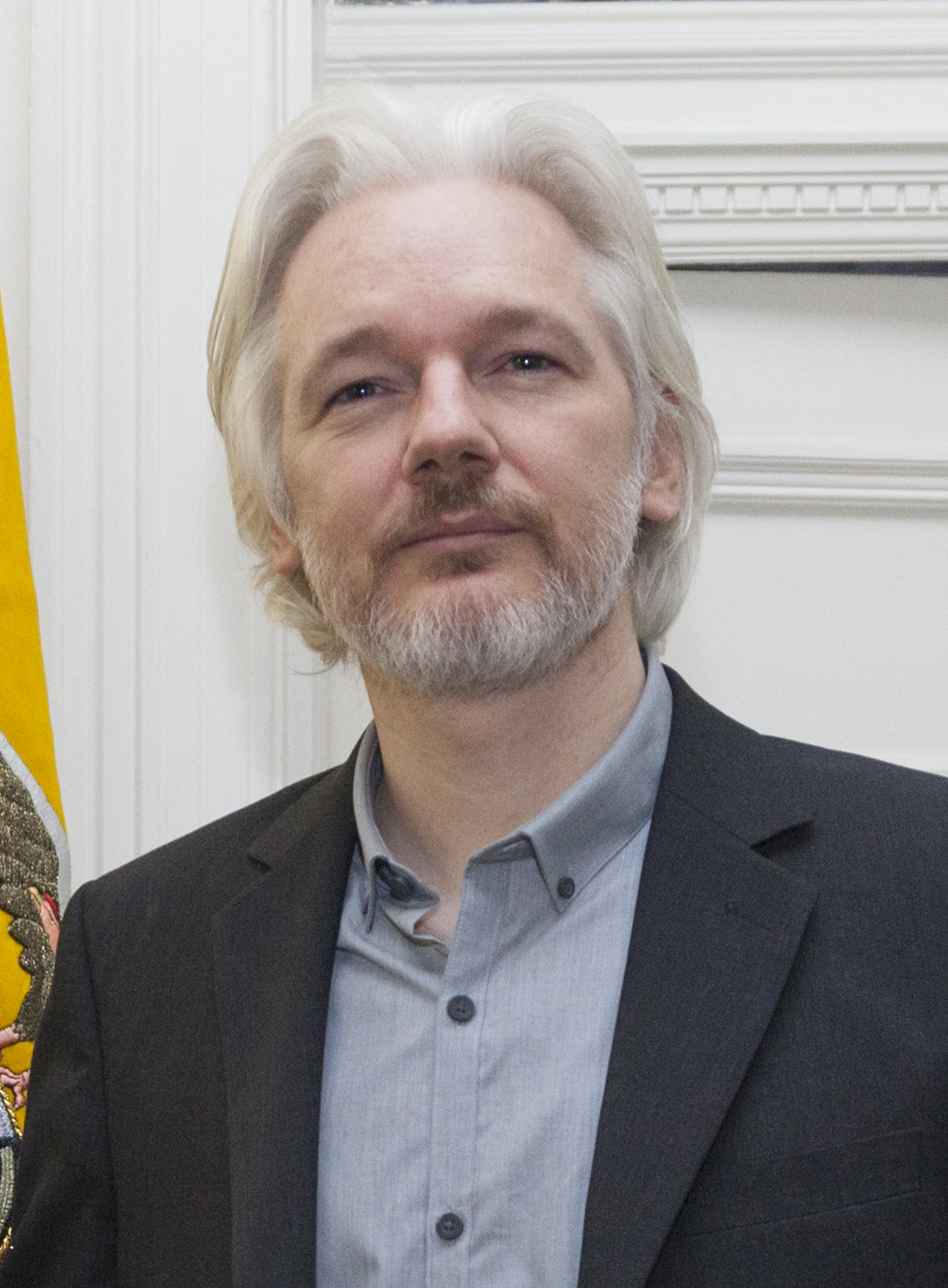
ジュリアン・アサンジ 2017 & 2011
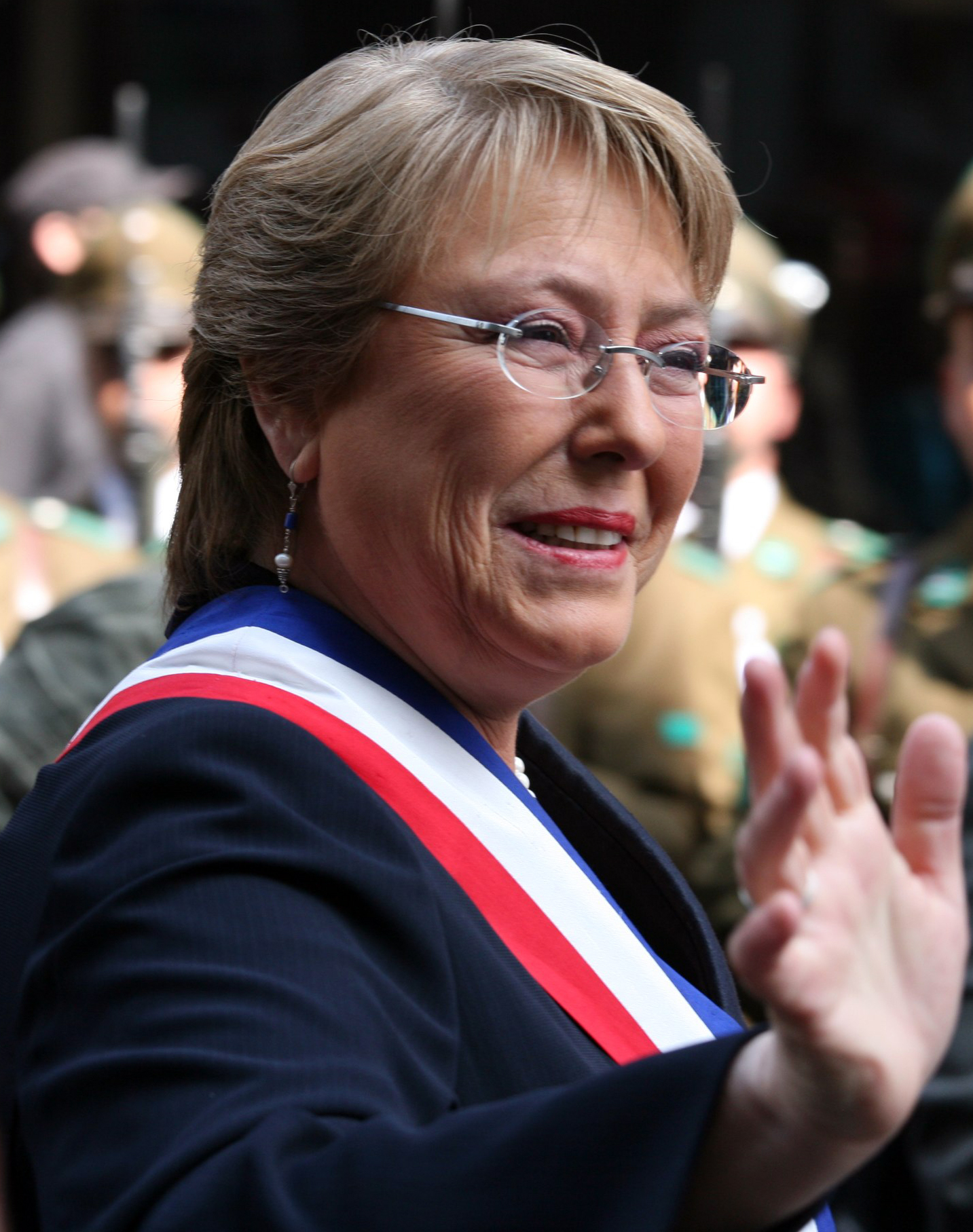
ミシェル・バチェレ 2014 & 2008
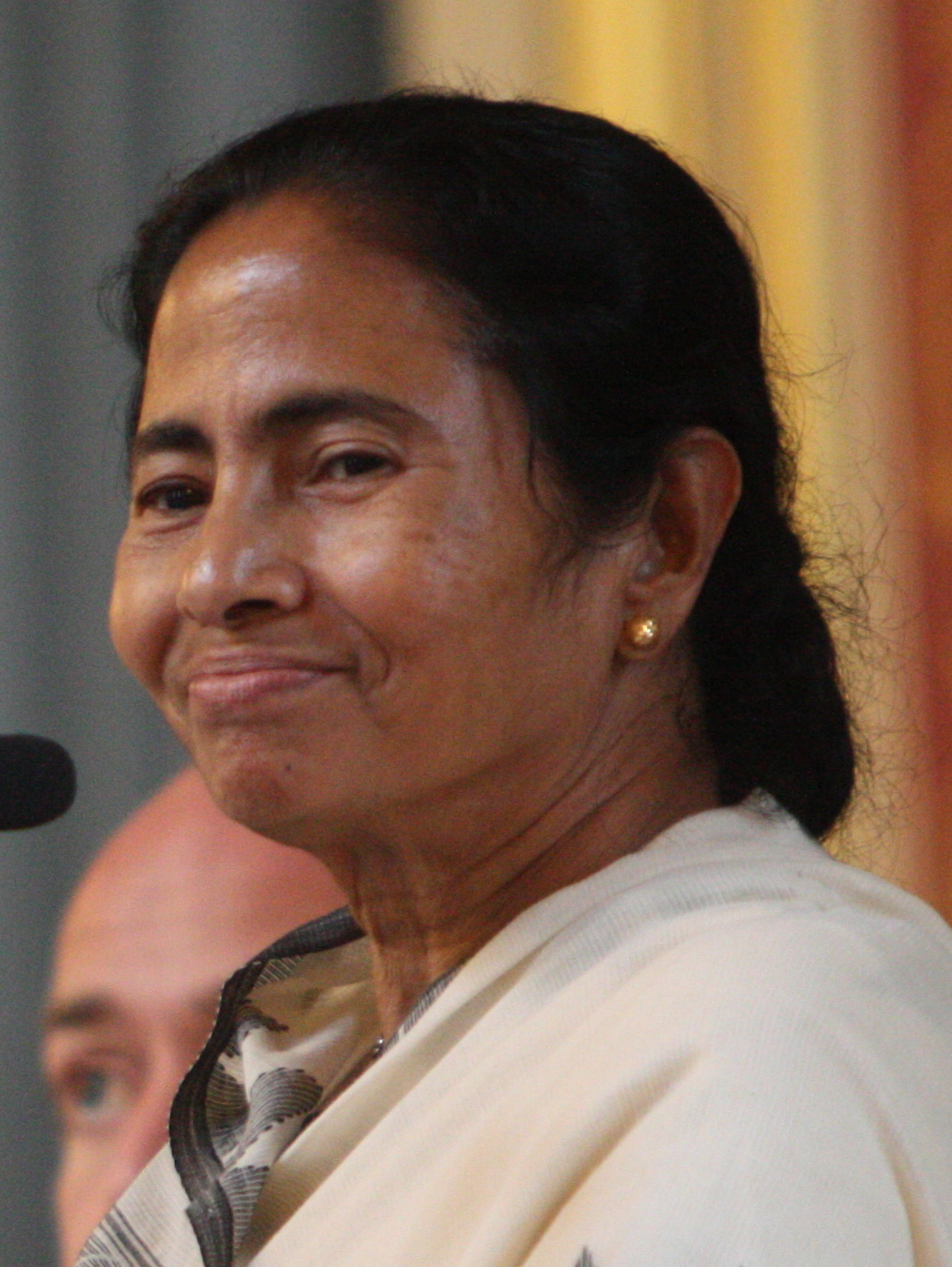
マムター・バナルジー 2021 & 2012
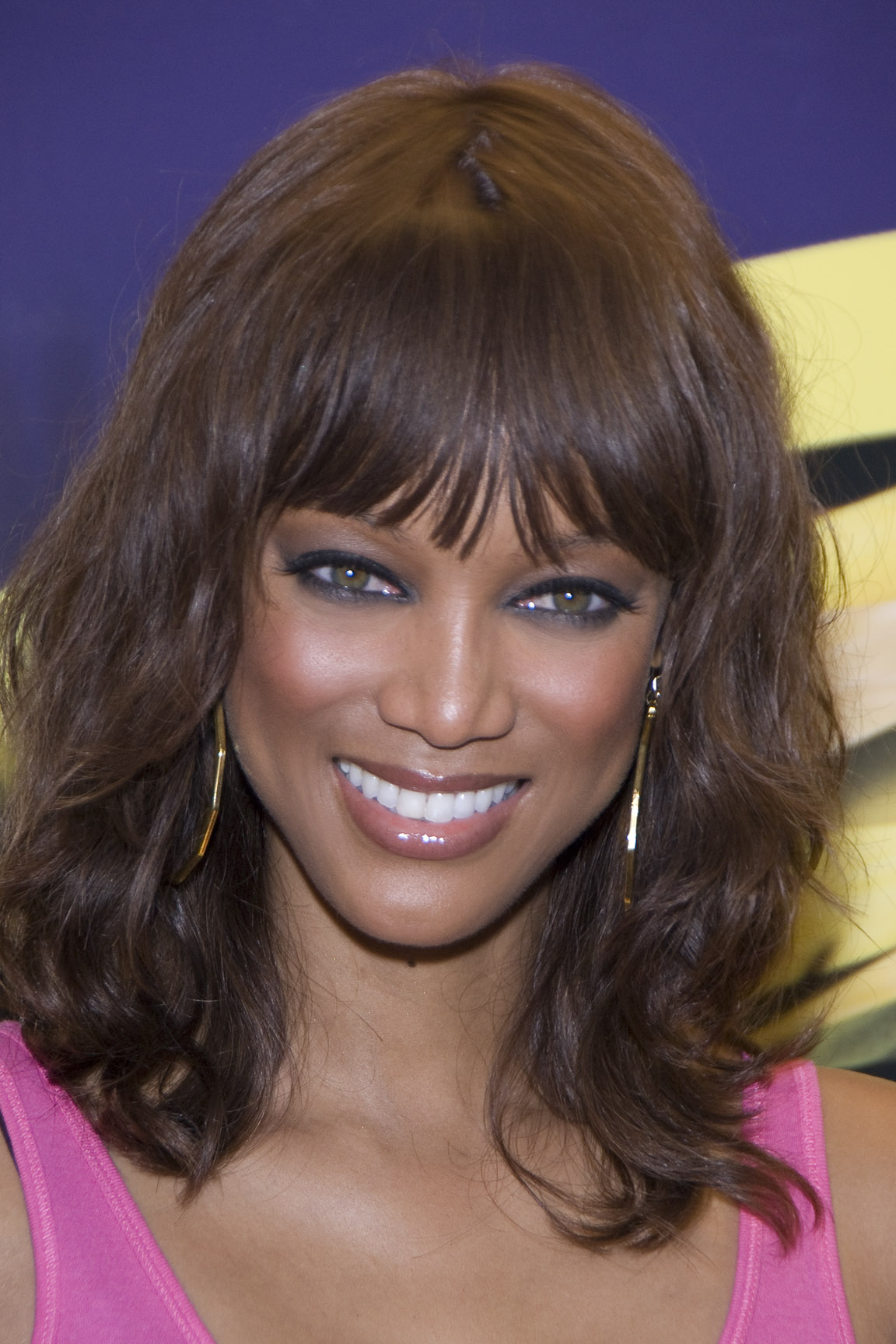
タイラ・バンクス 2007 & 2006 (2008は最終選考)
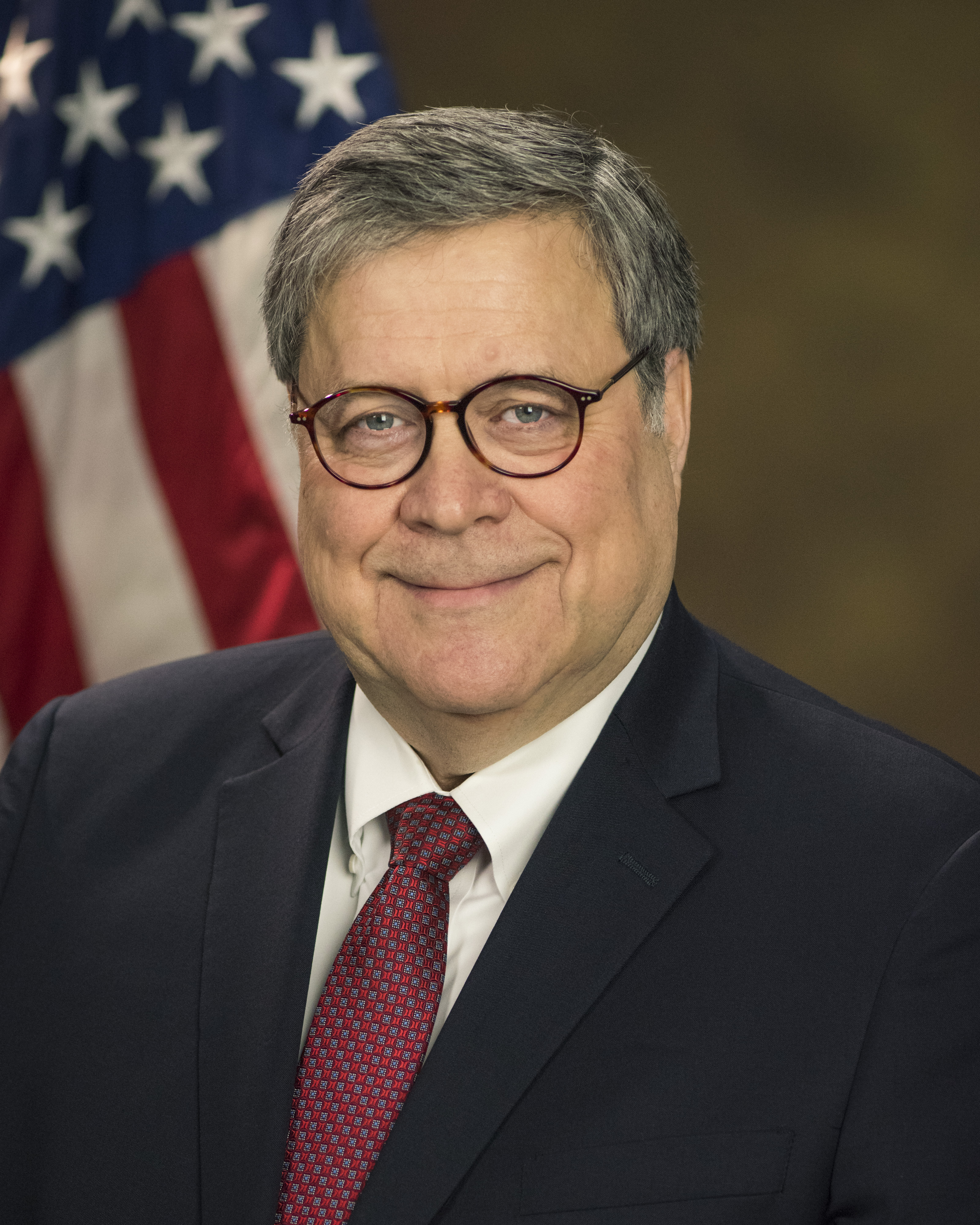
ウィリアム・バー 2020 & 2019
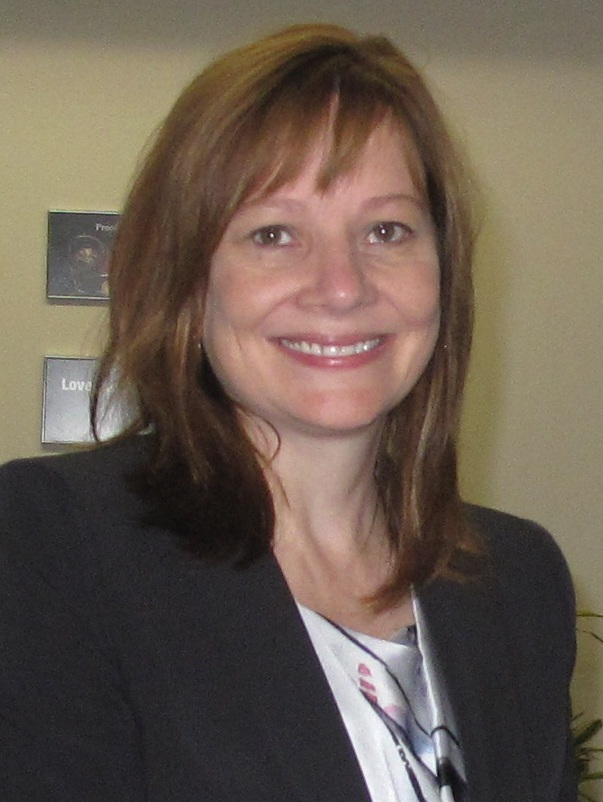
メアリー・バーラ 2021 & 2014 (2023, 2022, 2020, 2016, 2015は最終選考)
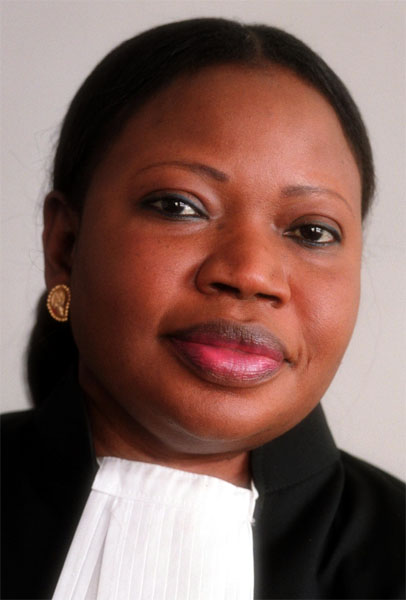
ファトゥ・ベンソーダ（英語: Fatou Bensouda） 2017 & 2012 (2013は最終選考)
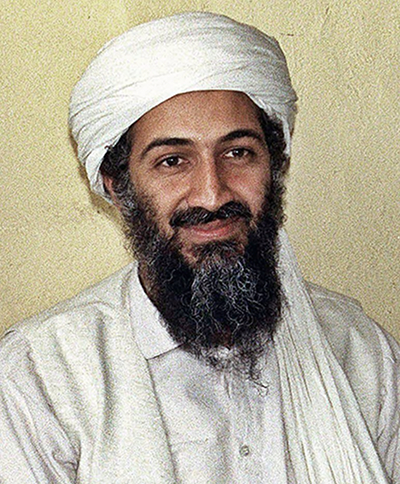
ウサーマ・ビン・ラーディン 2007 & 2004
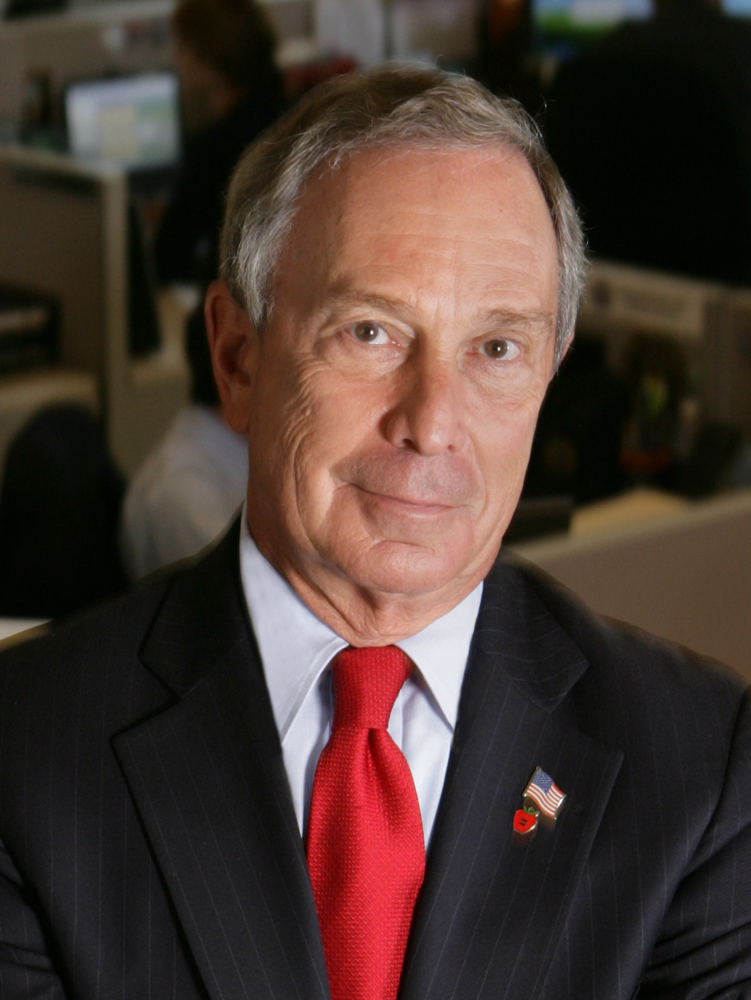
マイケル・ブルームバーグ 2008 & 2007 (2014, 2013, 2009は最終選考)
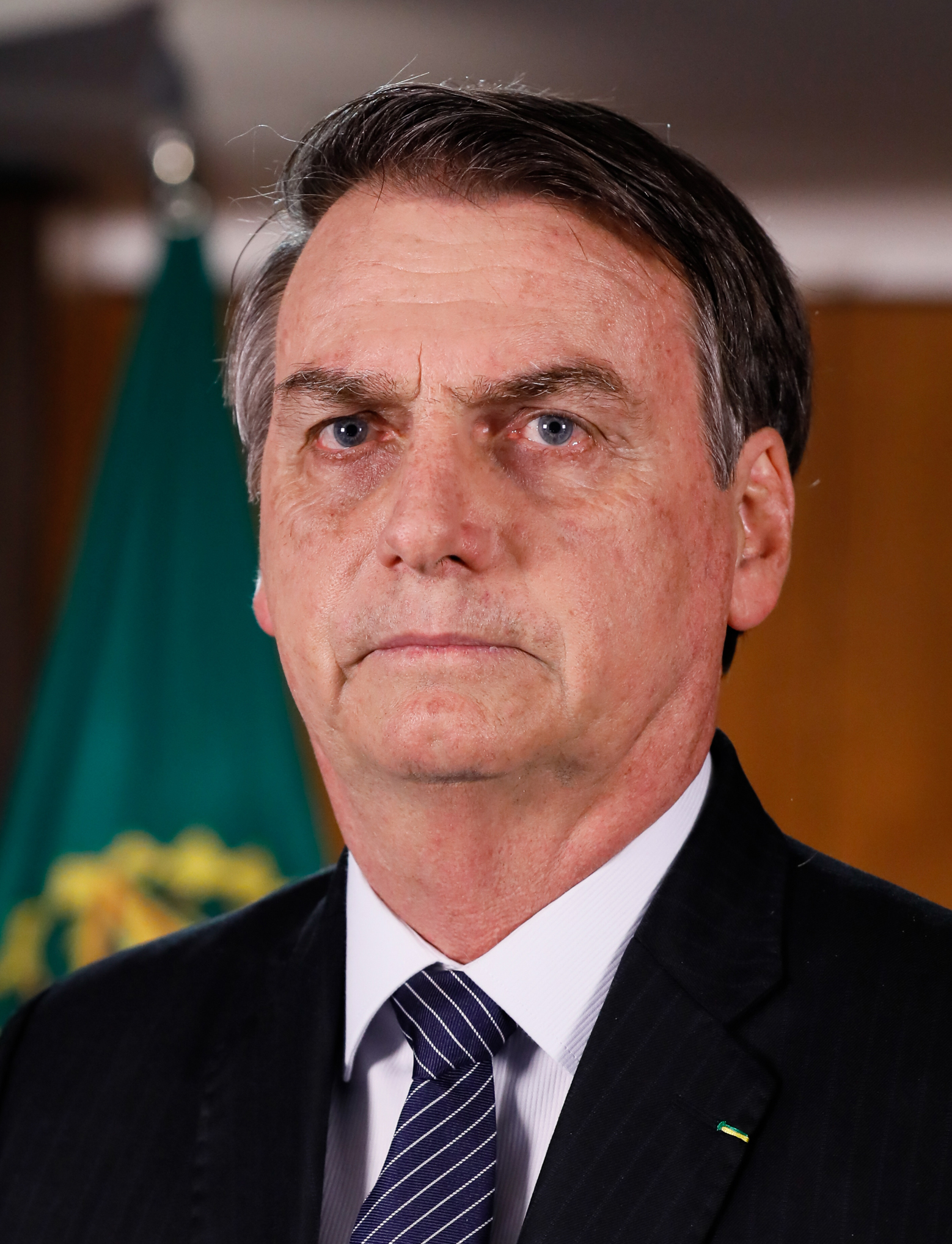
ジャイール・ボルソナーロ 2020 & 2019 (2022, 2021は最終選考)
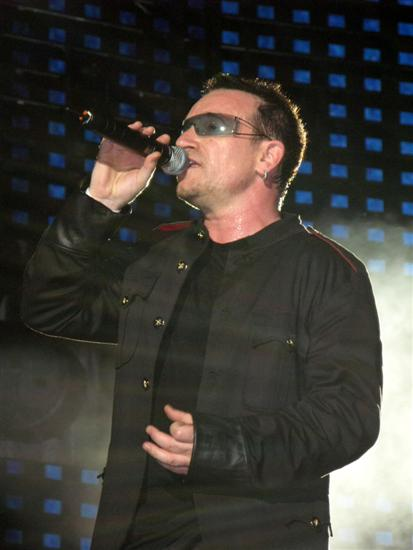
ボノ 2006 & 2004 (2008, 2007は最終選考)
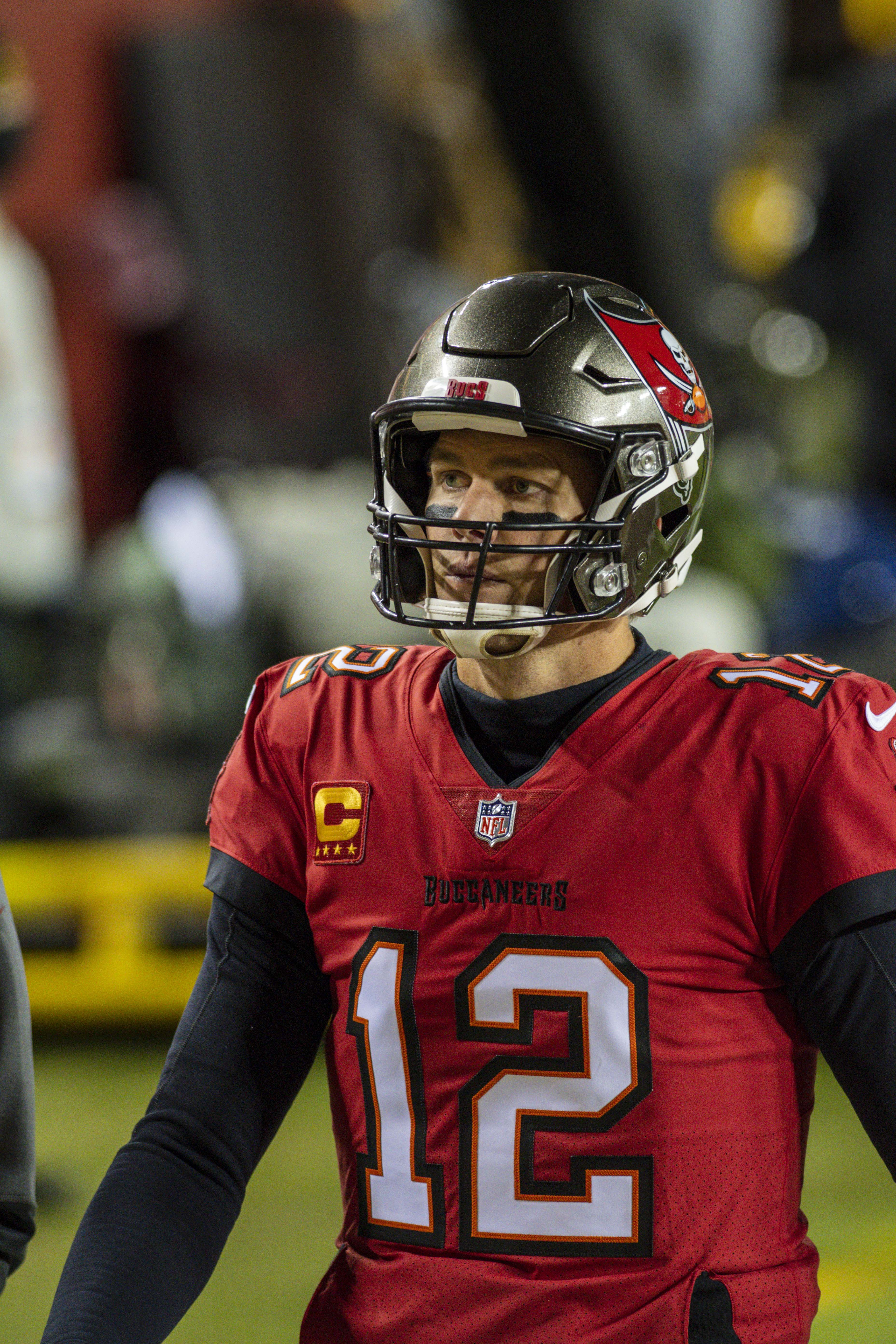
トム・ブレイディ 2021 & 2017 (2020, 2019, 2015は最終選考)
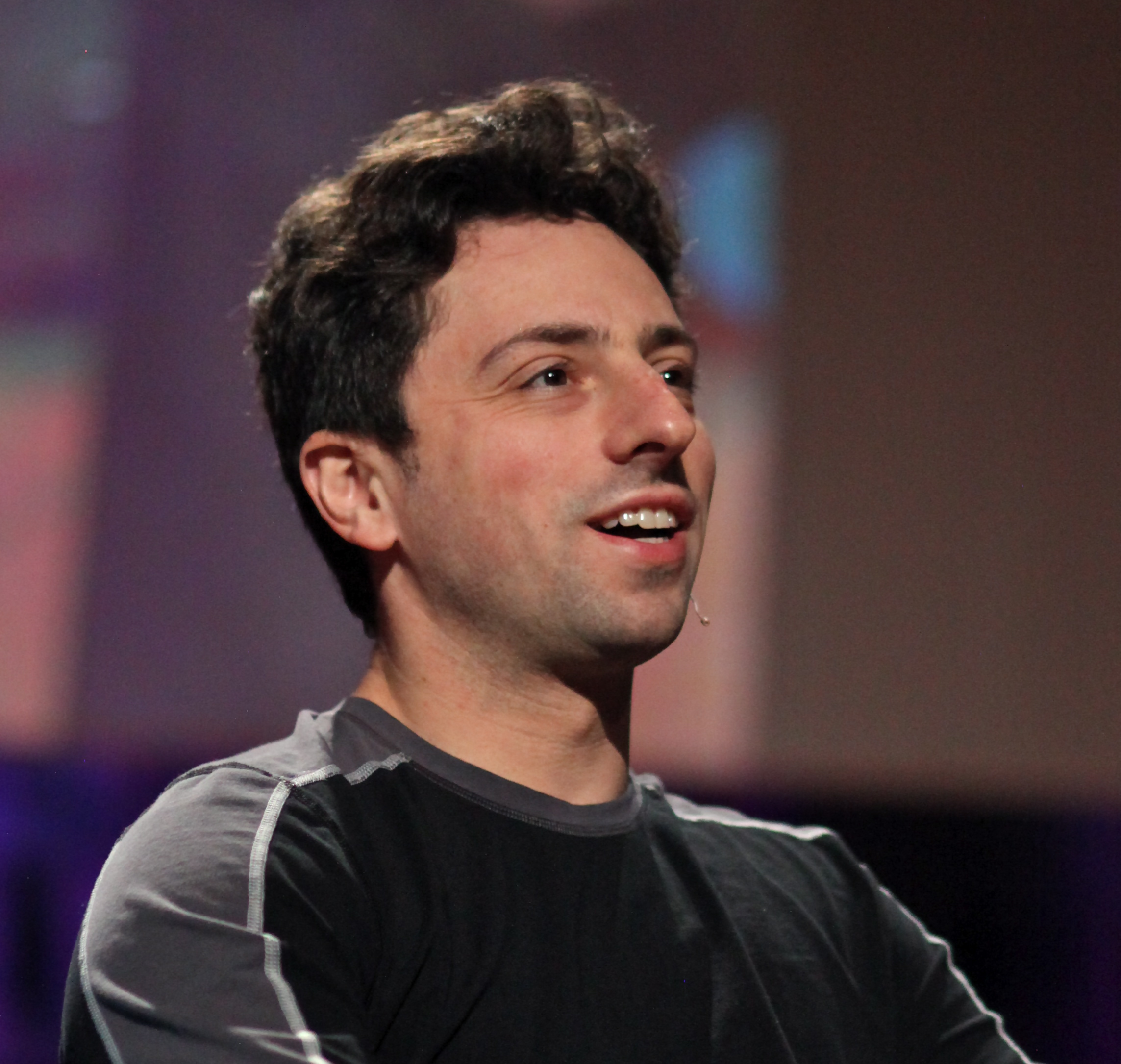
セルゲイ・ブリン 2005 & 2004 (2005はThe Google Guysとして、2004はラリー・ペイジと共に掲載) (2013, 2008は最終選考)
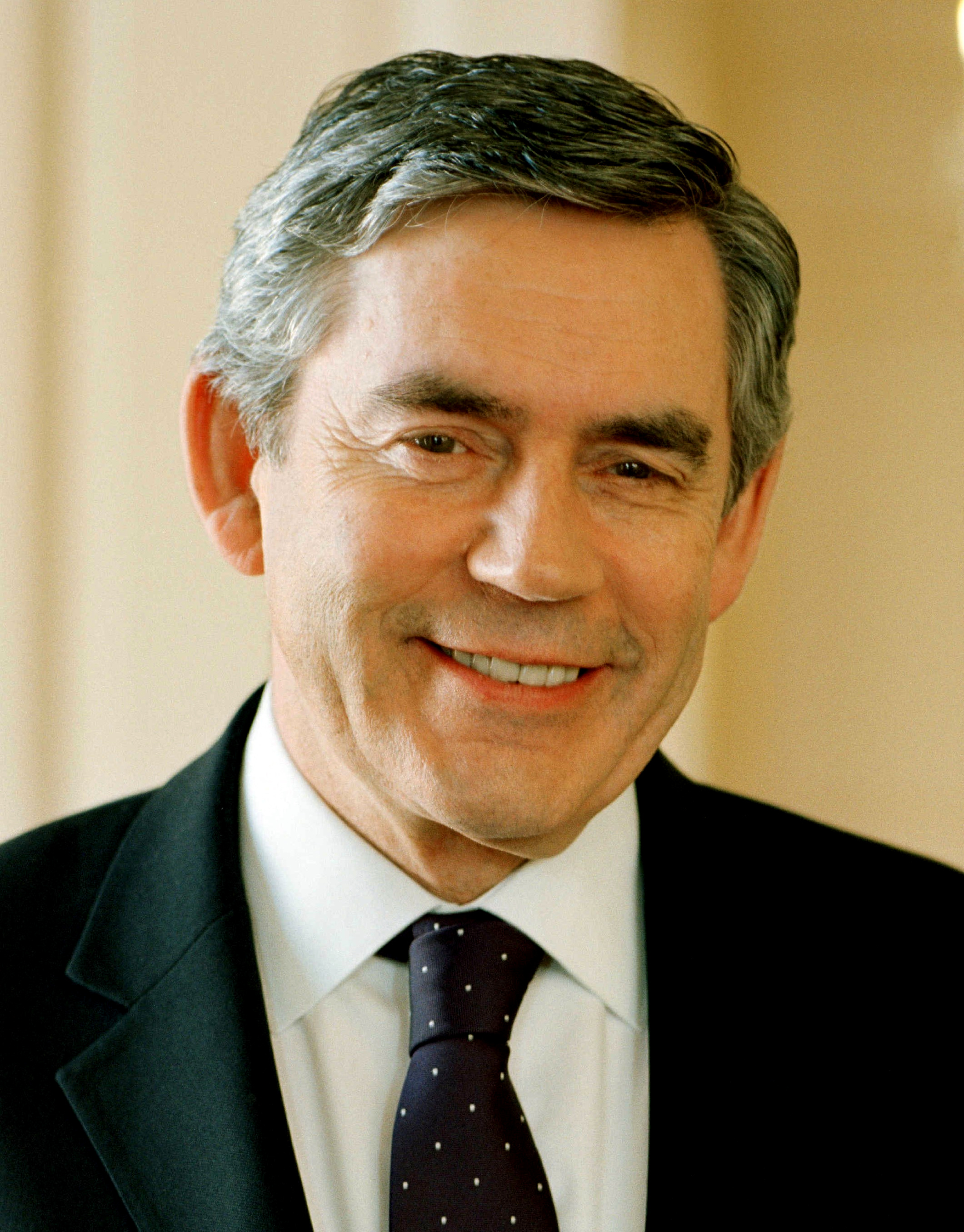
ゴードン・ブラウン 2009 & 2005 (2008, 2007は最終選考)
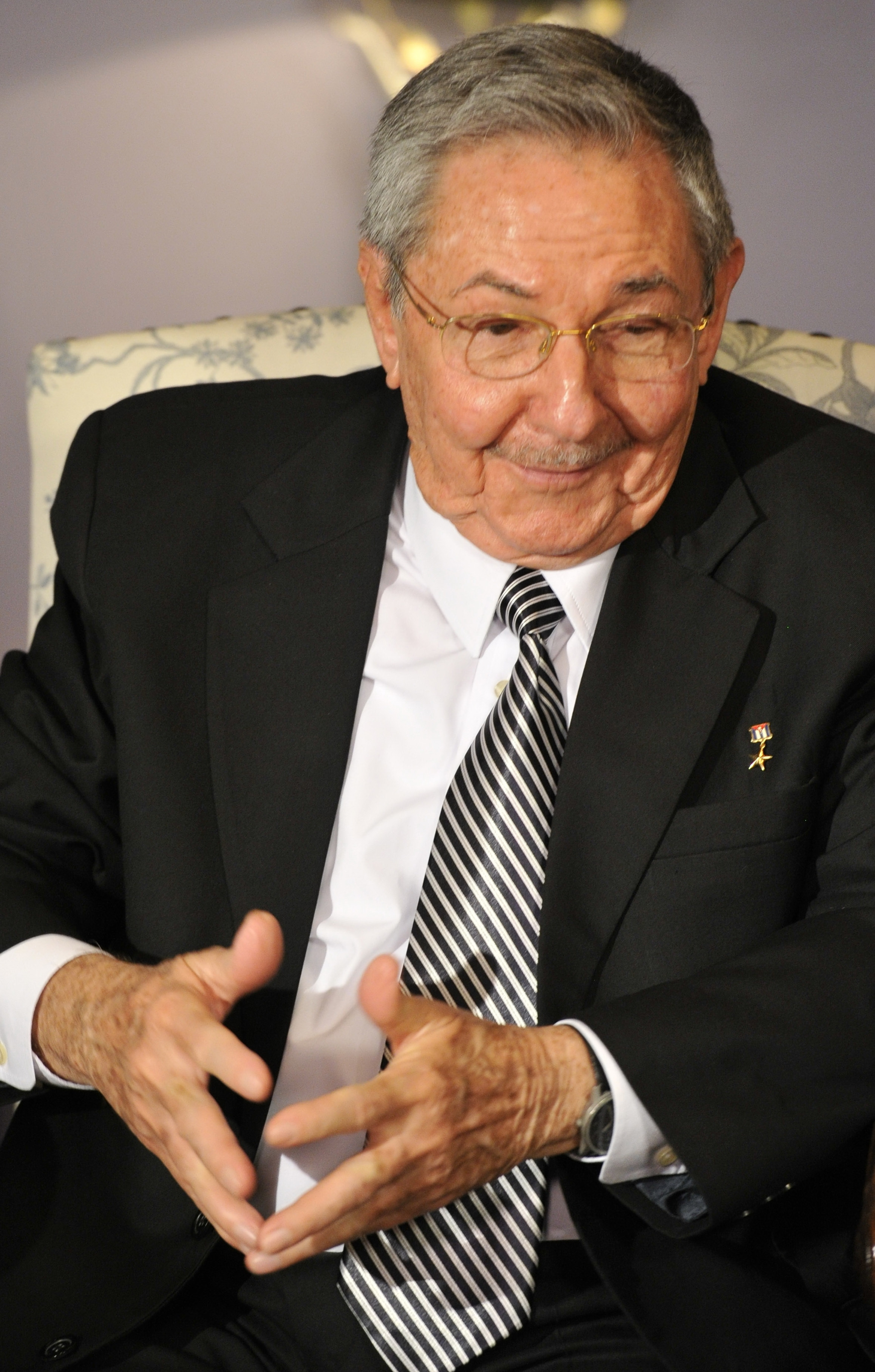
ラウル・カストロ 2015 & 2007 (2008は最終選考)
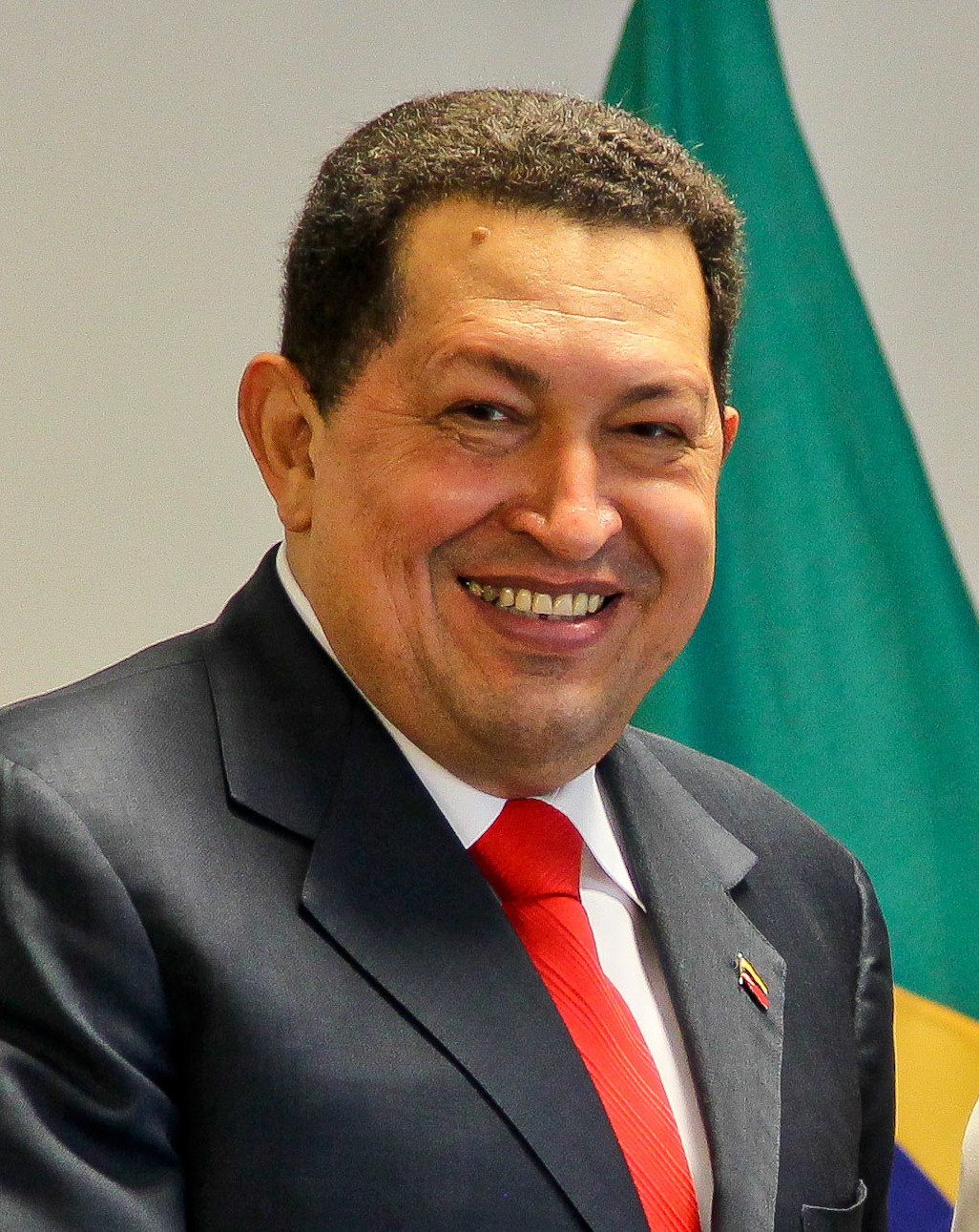
ウゴ・チャベス 2006 & 2005 (2010, 2008, 2007は最終選考)
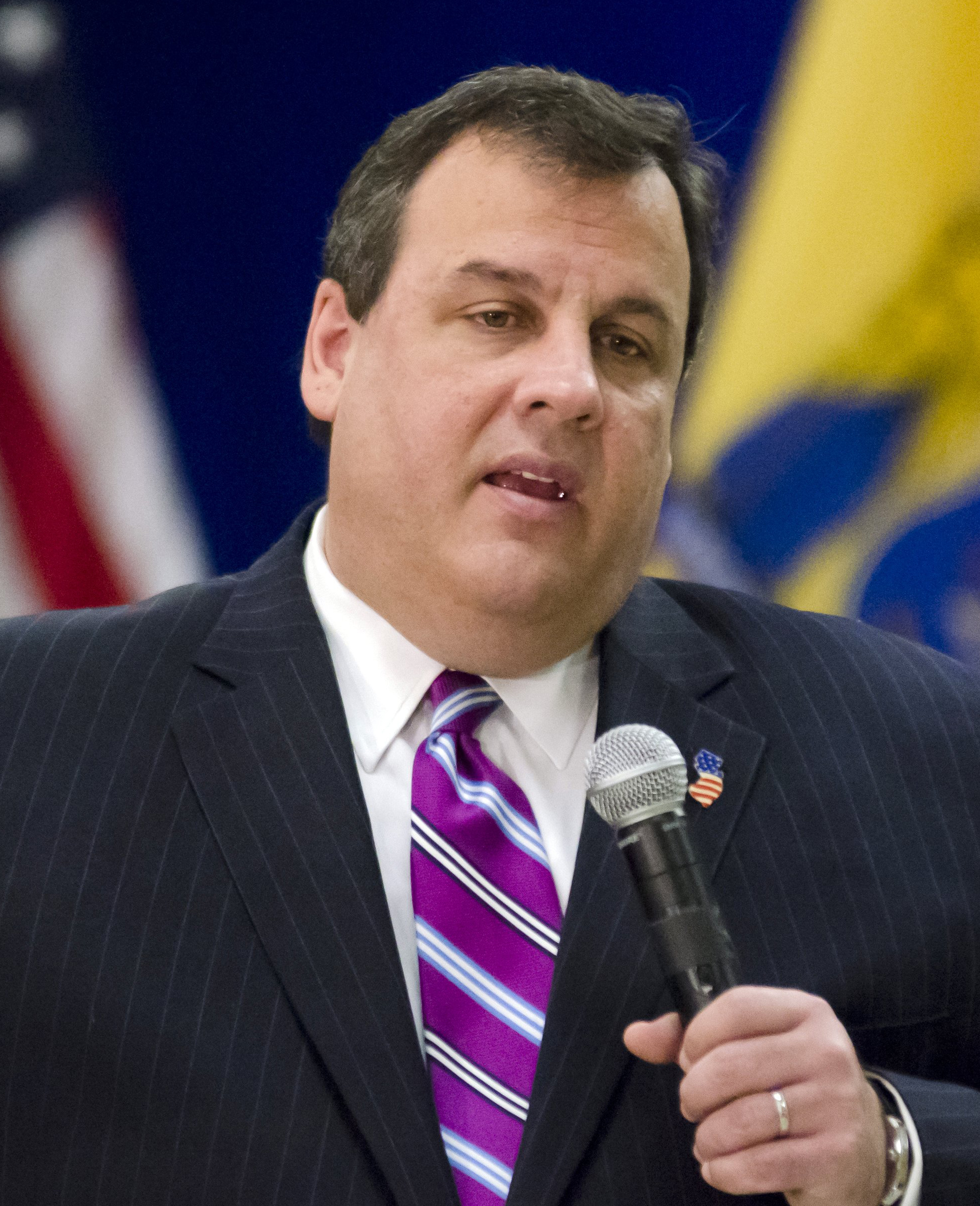
クリス・クリスティ 2013 & 2011 (2014, 2012は最終選考)
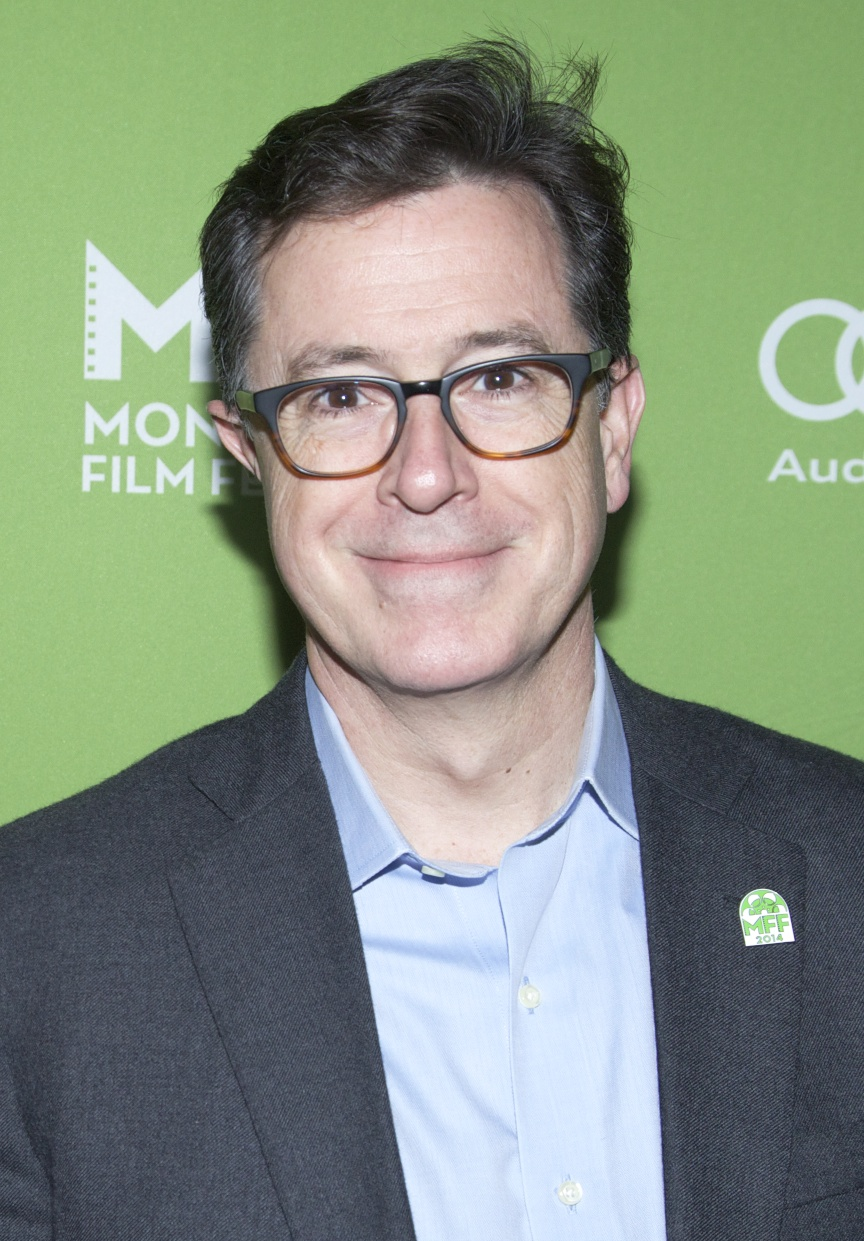
スティーヴン・コルベア 2012 & 2006 (2019, 2018, 2017, 2016, 2011, 2010, 2009, 2008, 2007は最終選考)
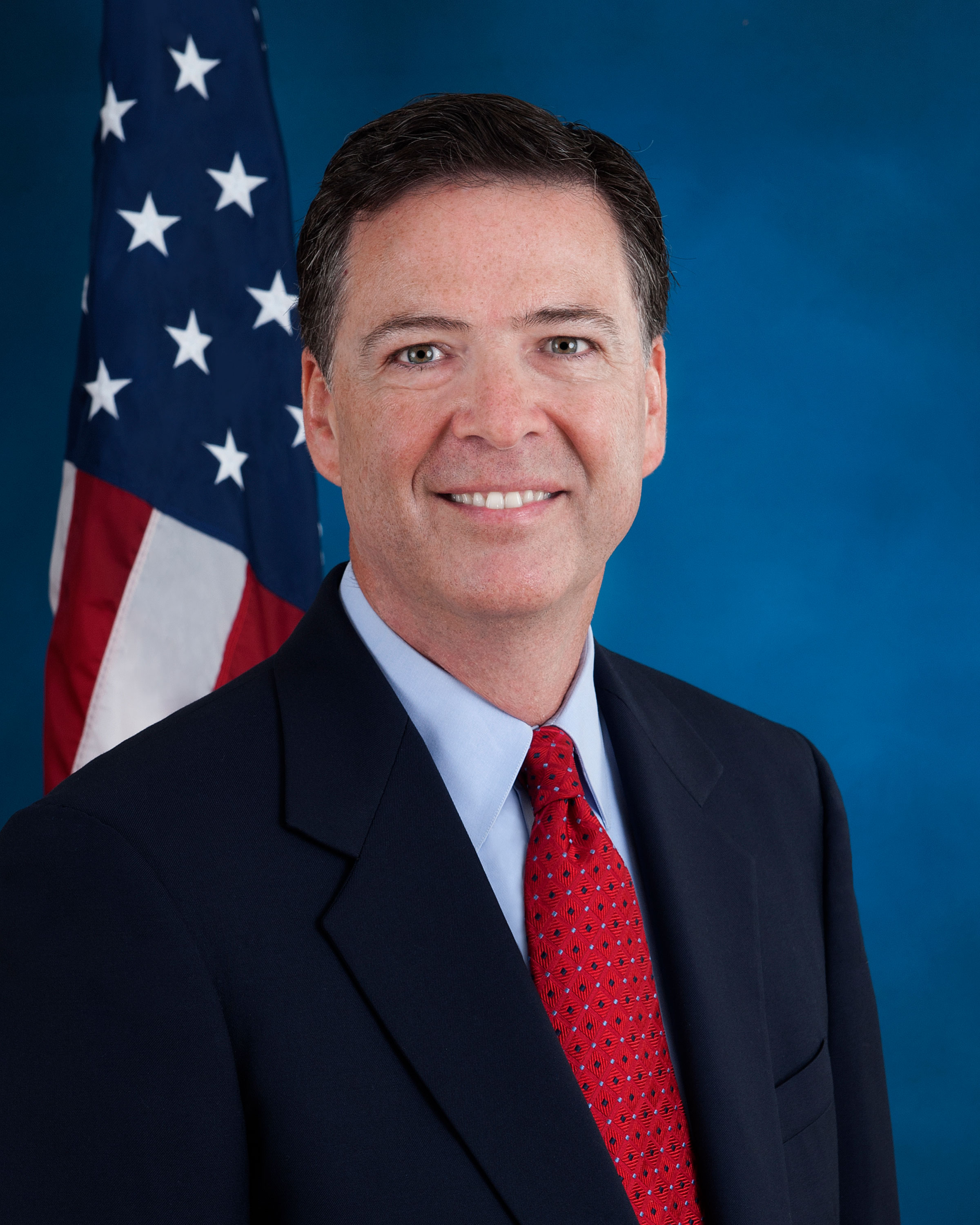
ジェームズ・コミー 2017 & 2016 (2018は最終選考)
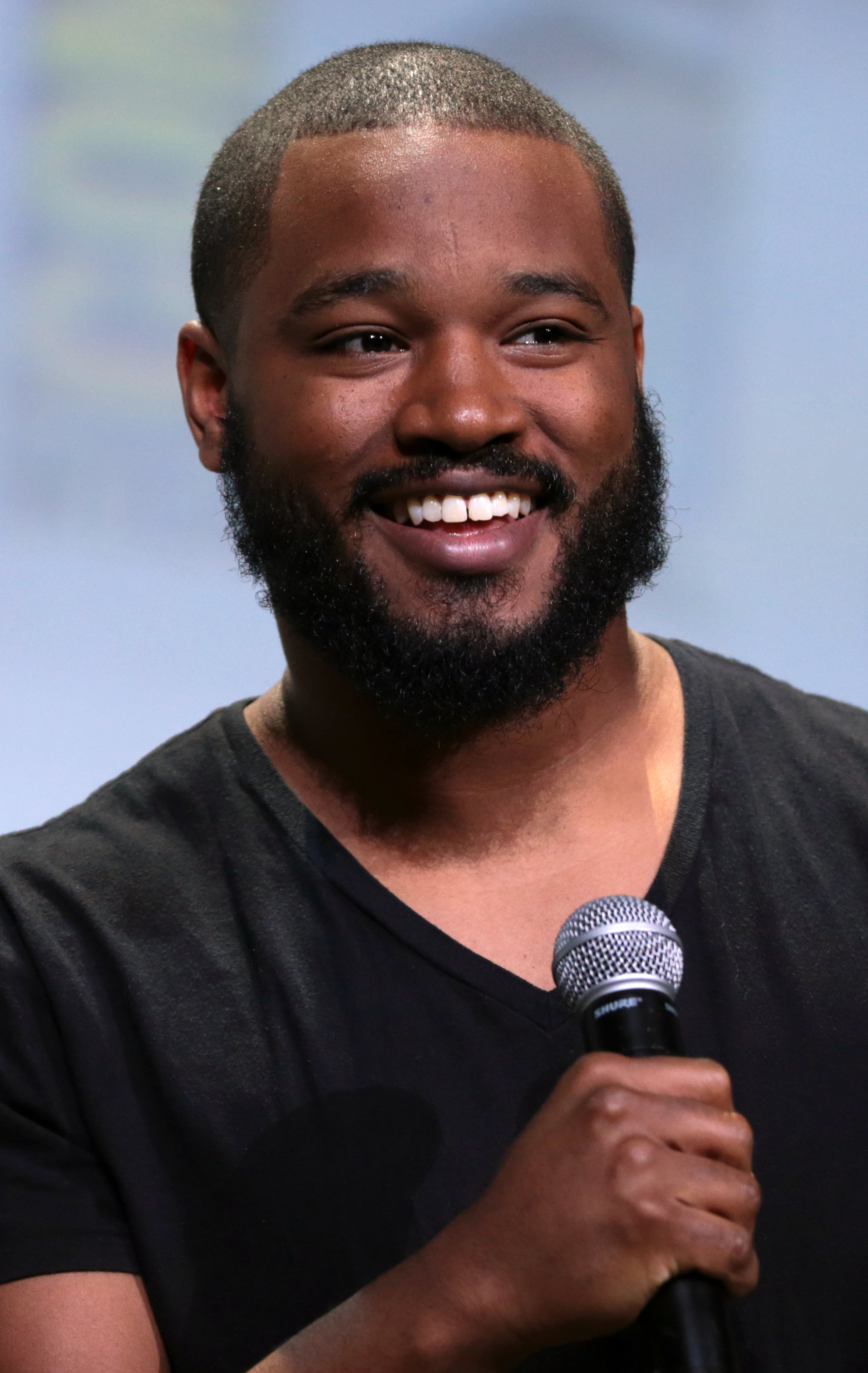
ライアン・クーグラー 2018 & 2016
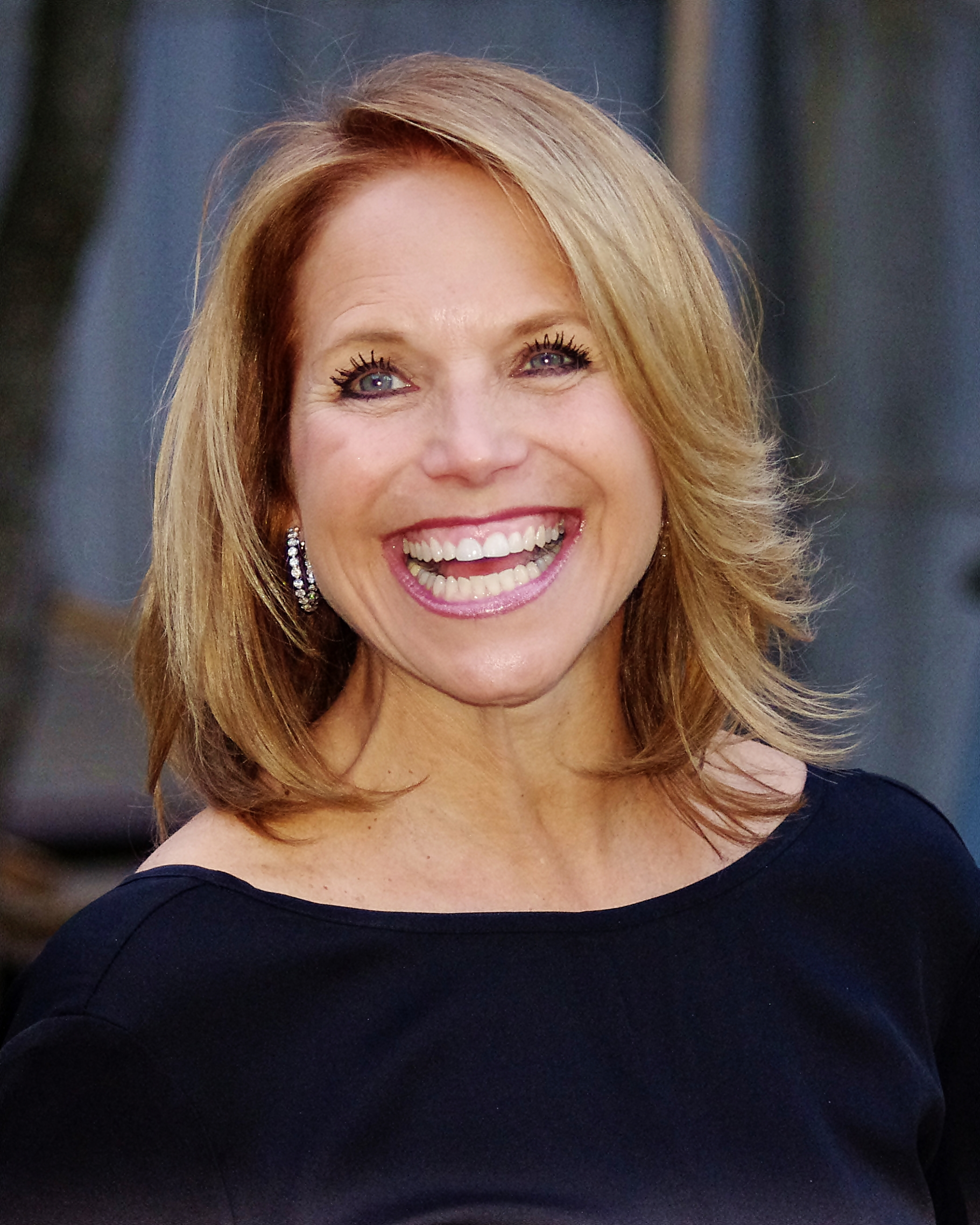
ケイティ・クーリック 2006 & 2004 (2009, 2007は最終選考)
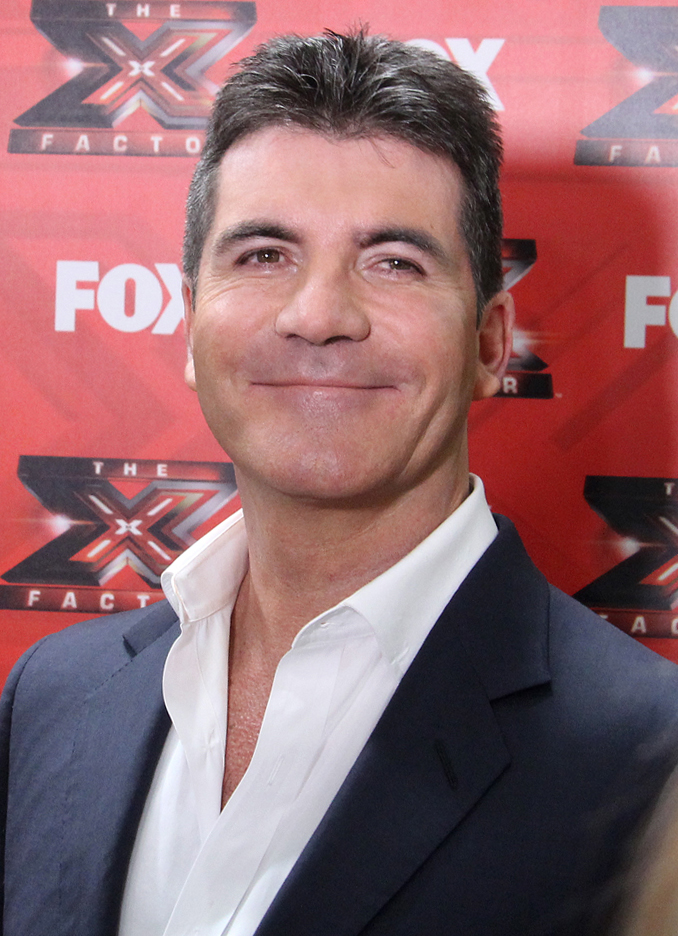
サイモン・コーウェル 2010 & 2004 (2008, 2007は最終選考)
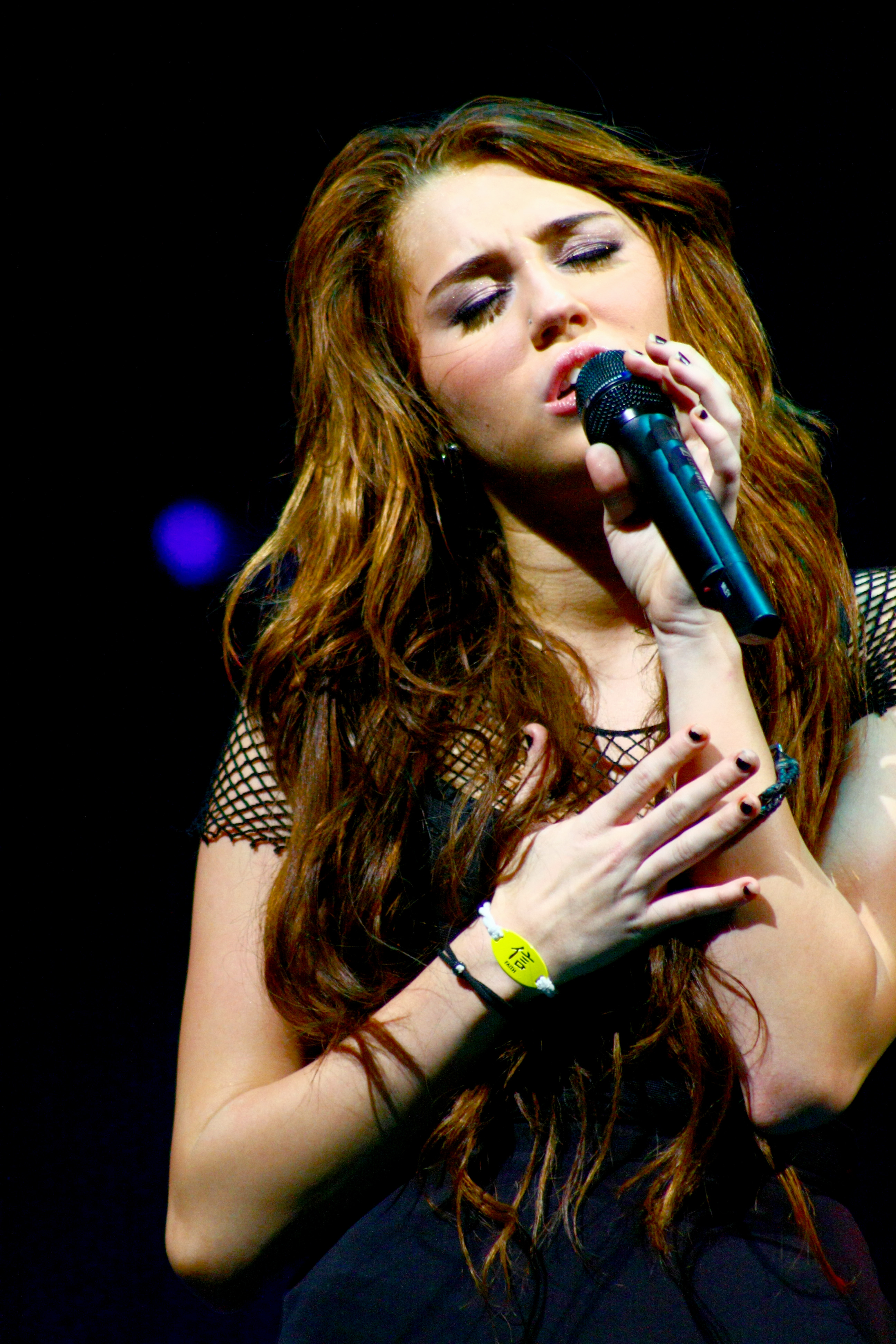
マイリー・サイラス 2014 & 2008 (2023, 2009は最終選考)
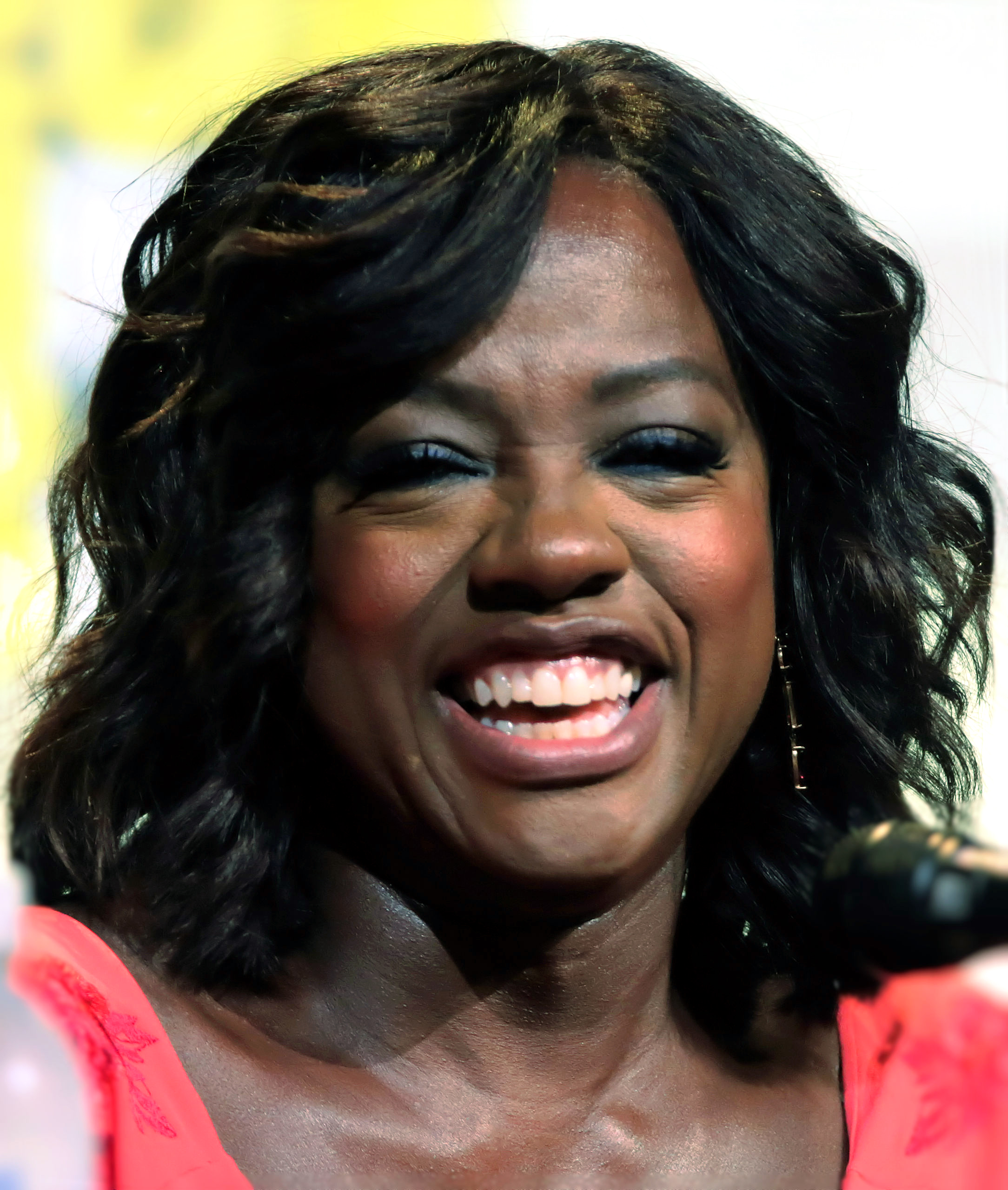
ヴィオラ・デイヴィス 2017 & 2012 (2023, 2021, 2020, 2015は最終選考)
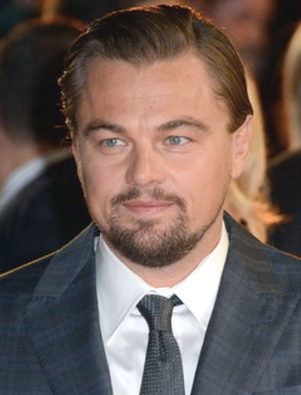
レオナルド・ディカプリオ 2016 & 2007
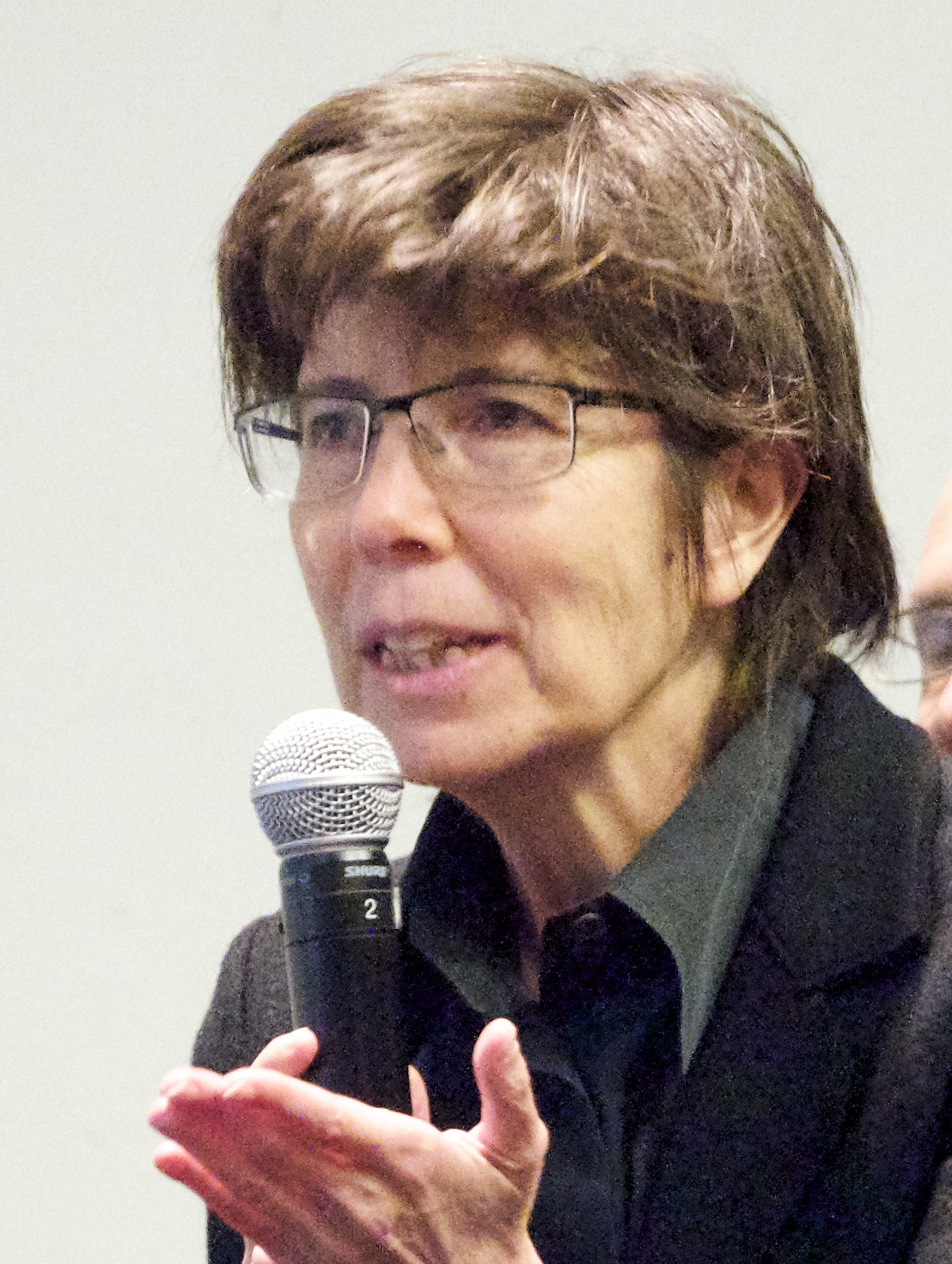
エリザベス・ディラー（英語: Elizabeth Diller） 2018 & 2009 (2009はリカルド・スコフィディオと共に掲載)
ダニエル・エク（英語: Daniel Ek） 2017 & 2012 (2019, 2013は最終選考)
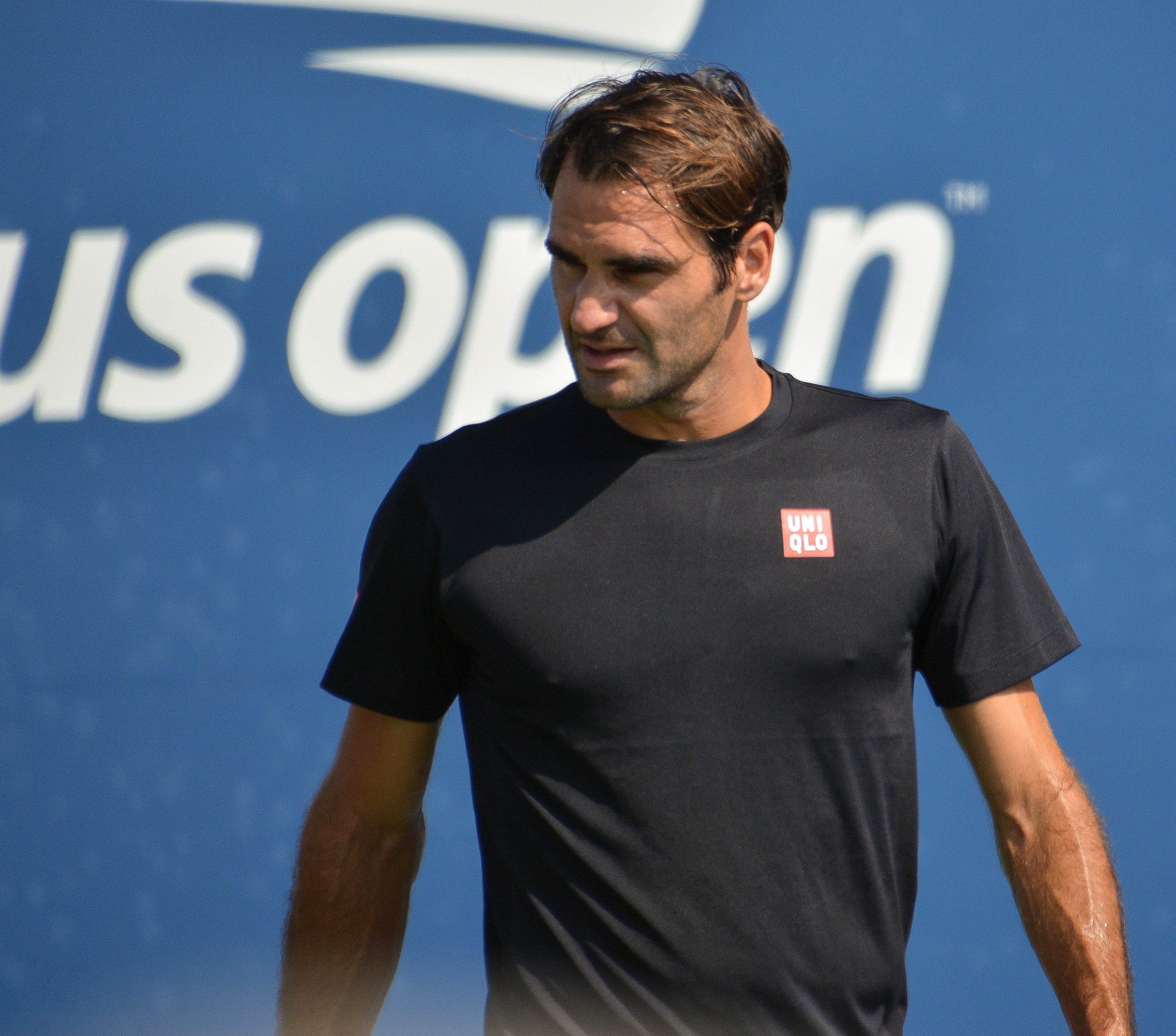
ロジャー・フェデラー 2018 & 2007 (2019, 2010, 2008は最終選考)
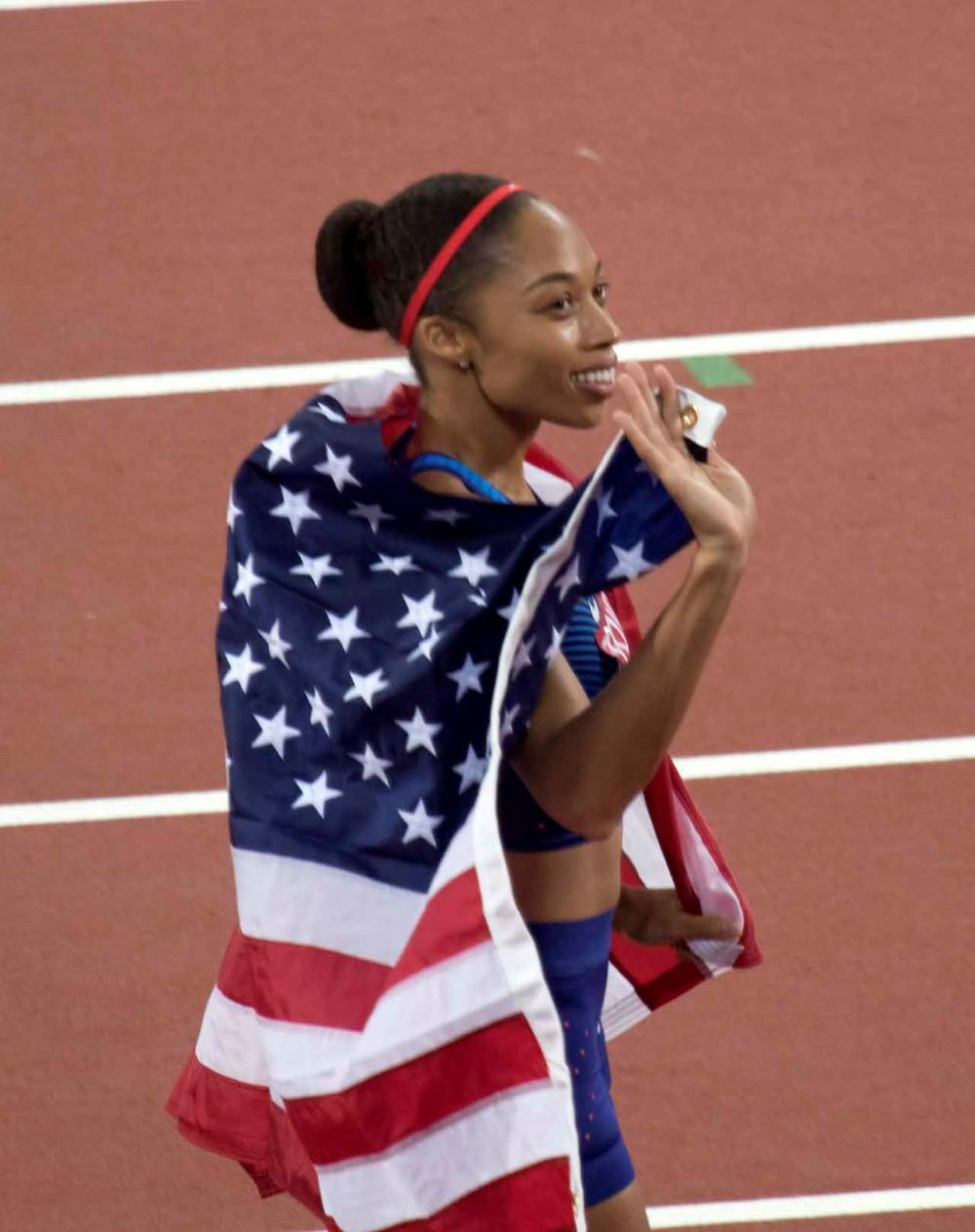
アリソン・フェリックス 2021 & 2020
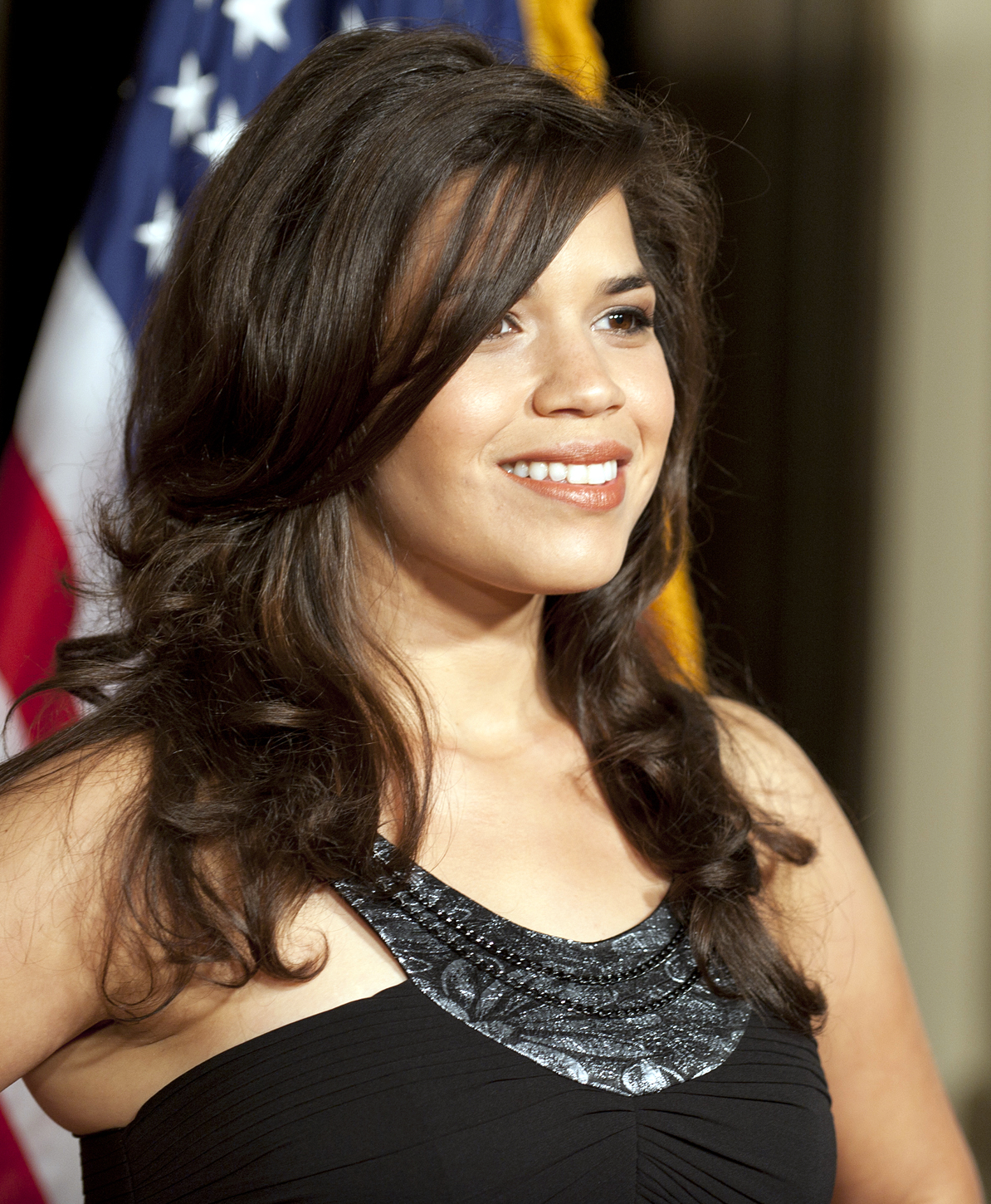
アメリカ・フェレーラ 2024 & 2007
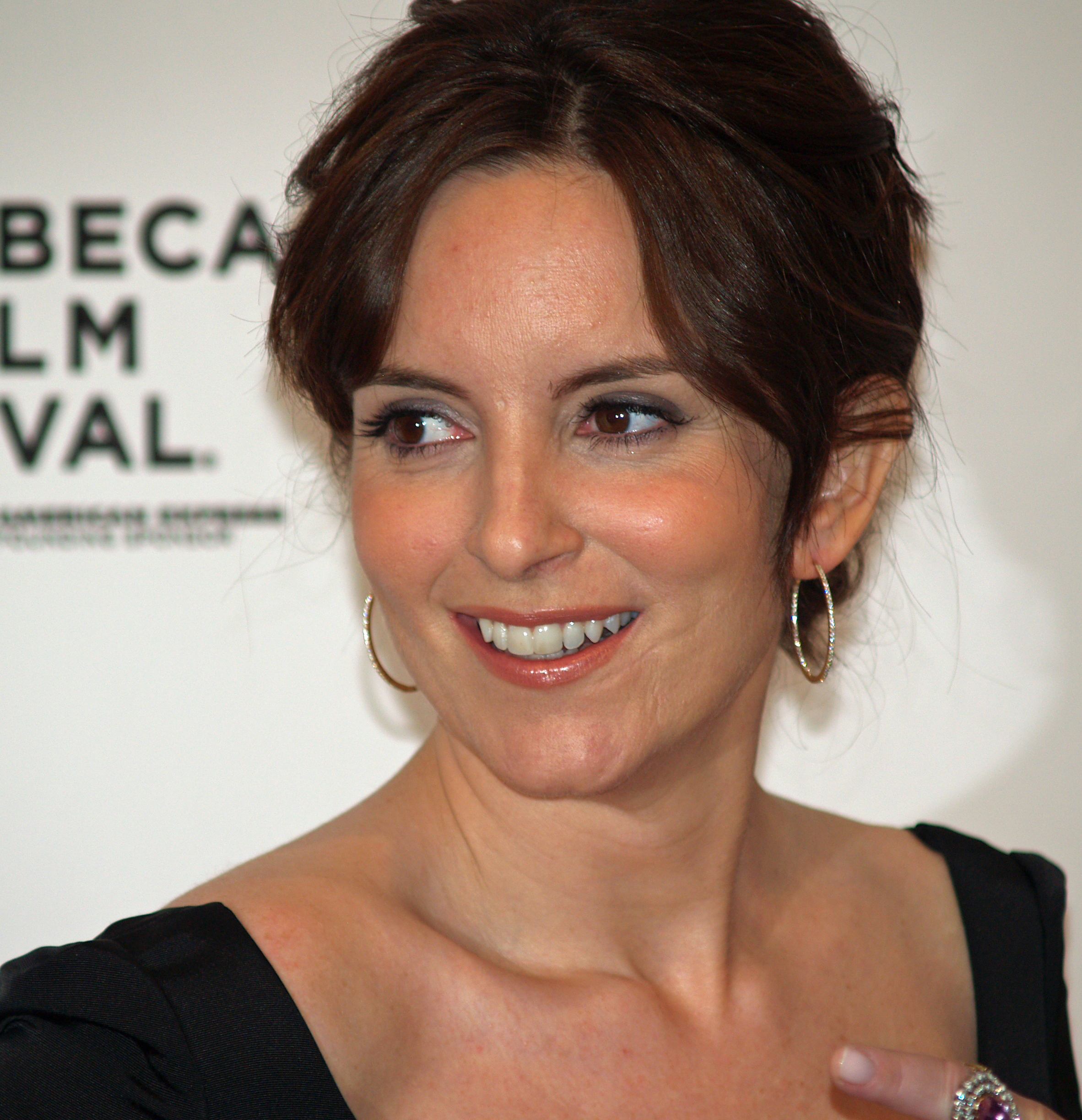
ティナ・フェイ 2009 & 2007 (2013, 2008は最終選考)
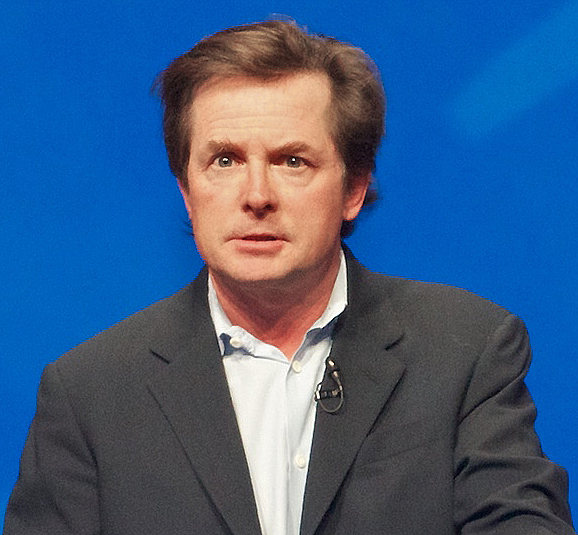
マイケル・J・フォックス 2024 & 2007
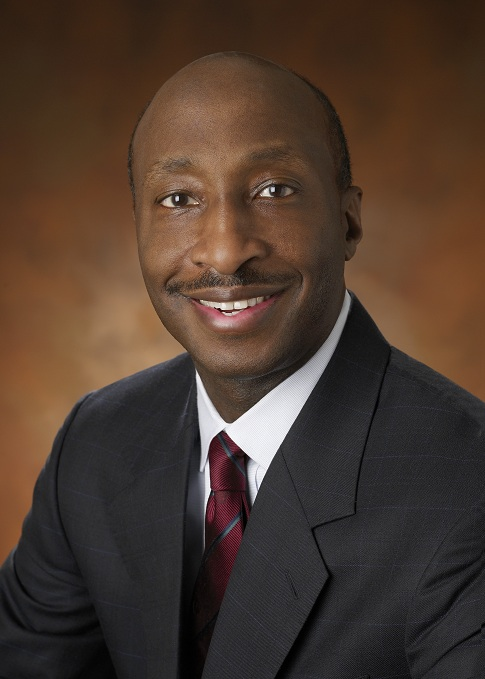
ケネス・C・フレージャー（英語: Kenneth Frazier） 2021 & 2018 (2021はケネス・シュノールトと共に掲載)
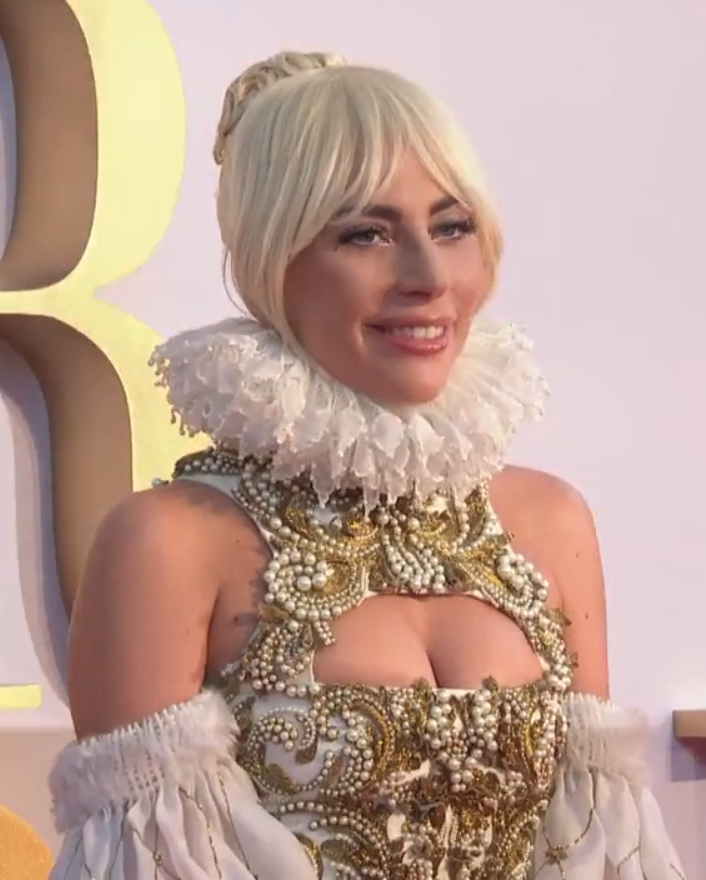
レディー・ガガ 2019 & 2010 (2020, 2017, 2016, 2015, 2014, 2012, 2011は最終選考)
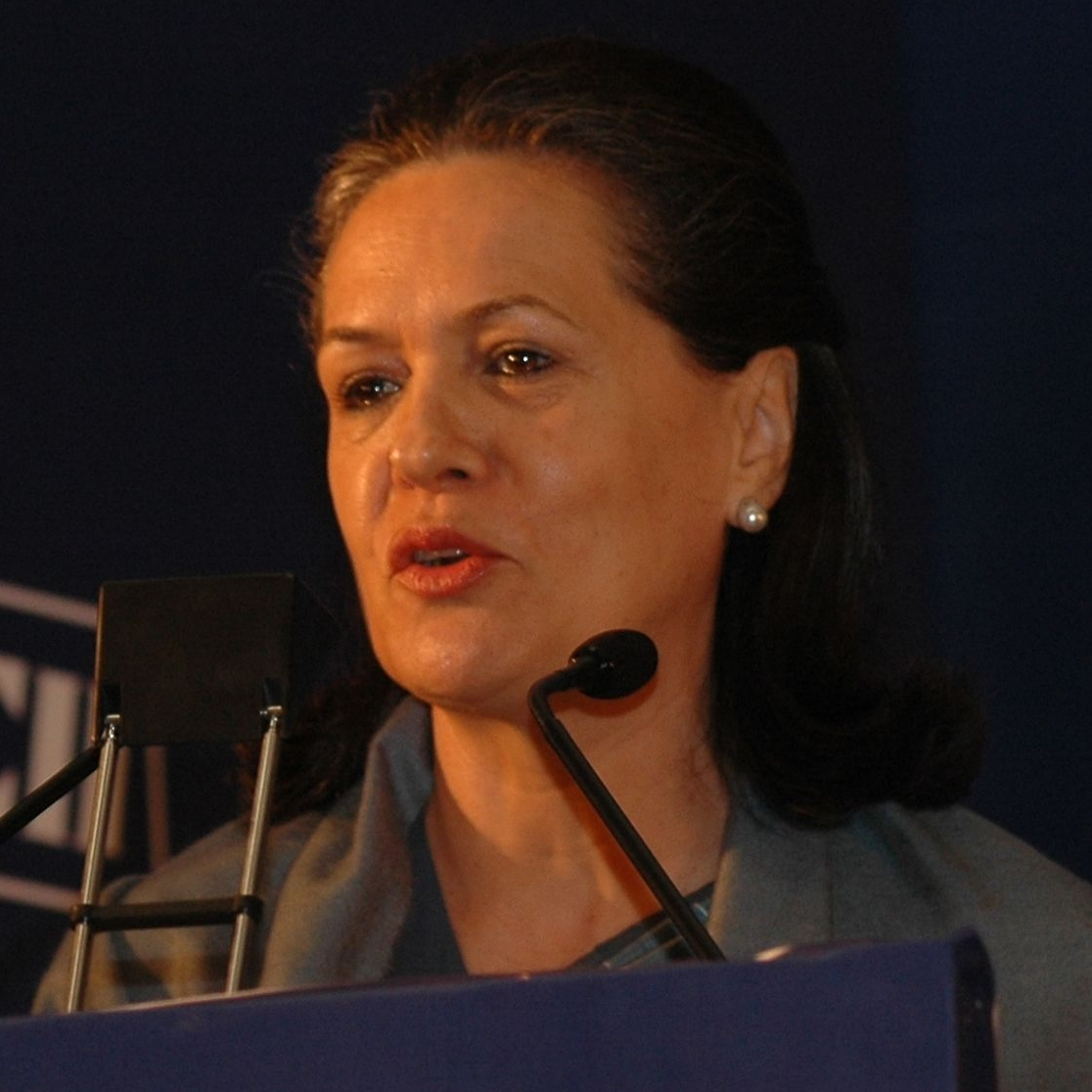
ソニア・ガンディー 2008 & 2007 (2011, 2009は最終選考)
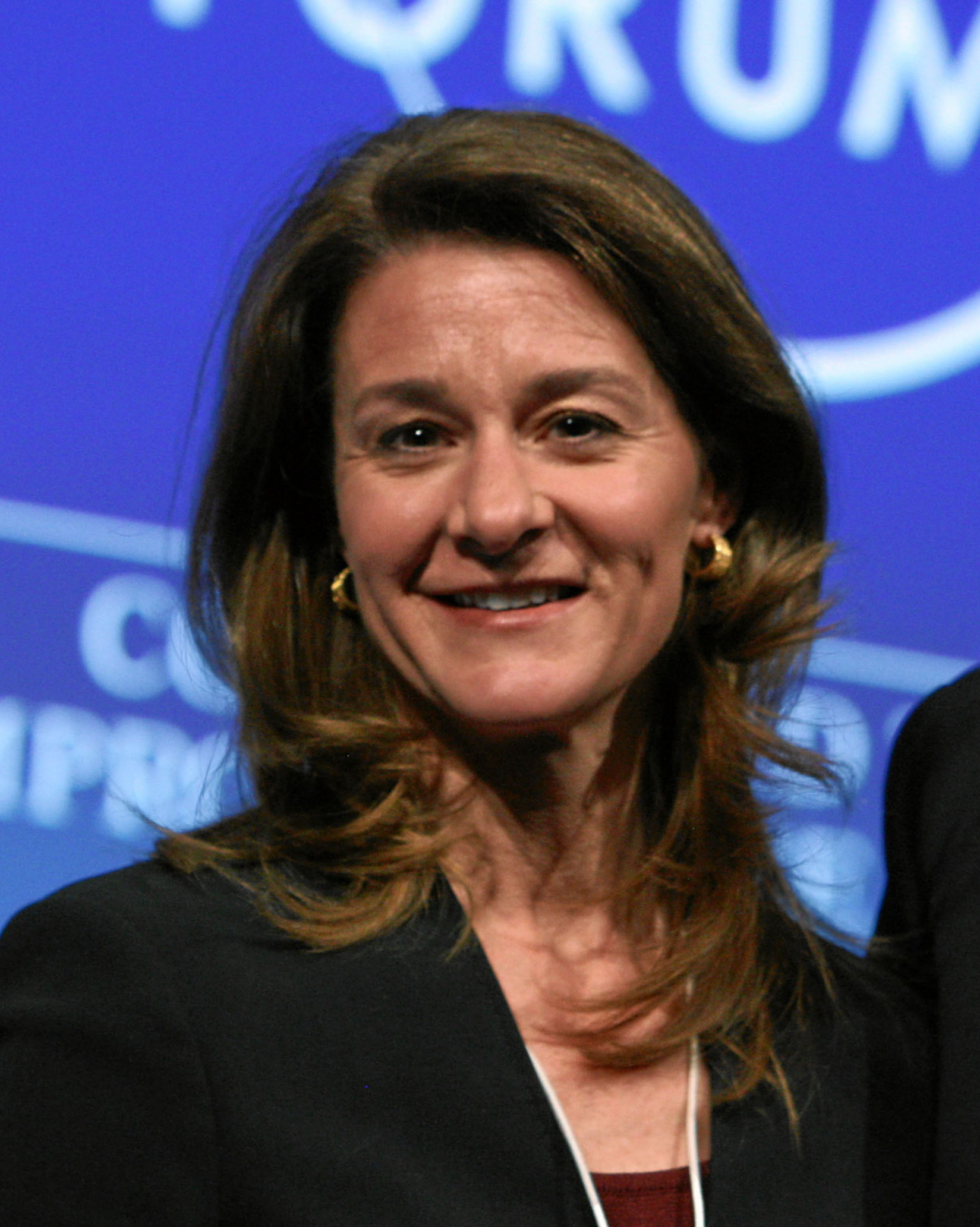
メリンダ・ゲイツ 2017 & 2006 (2006はビル・ゲイツと共に掲載) (2023, 2022, 2021, 2019, 2013, 2010は最終選考)
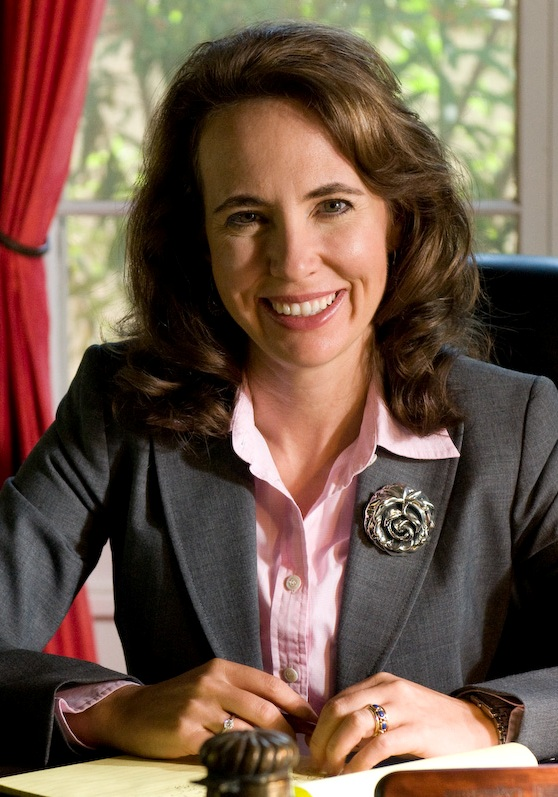
ガブリエル・ギフォーズ 2013 & 2011
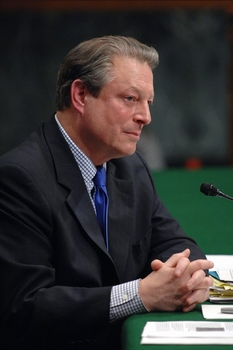
アル・ゴア 2007 & 2006 (2008は最終選考)
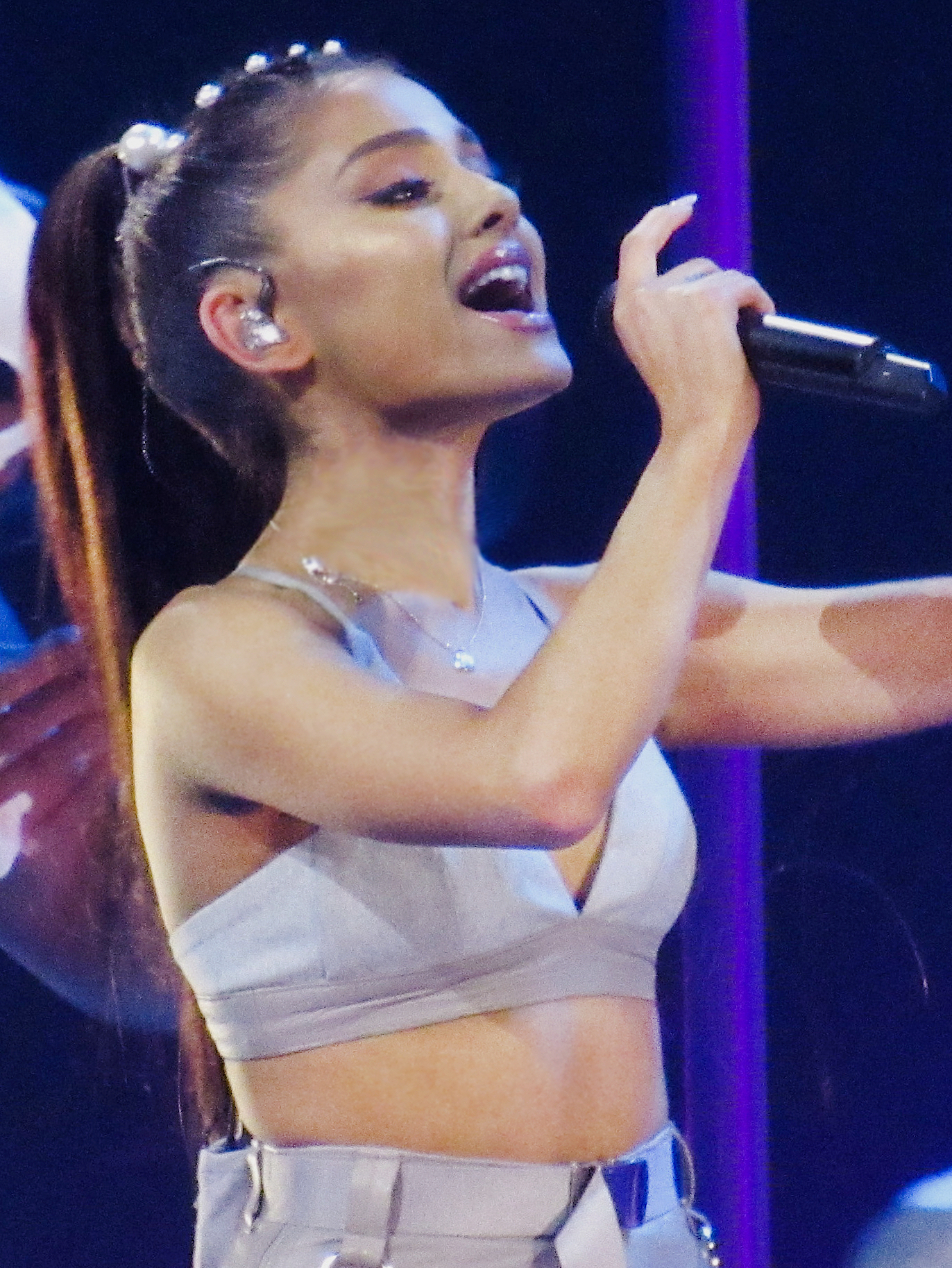
アリアナ・グランデ 2019 & 2016 (2015は最終選考)
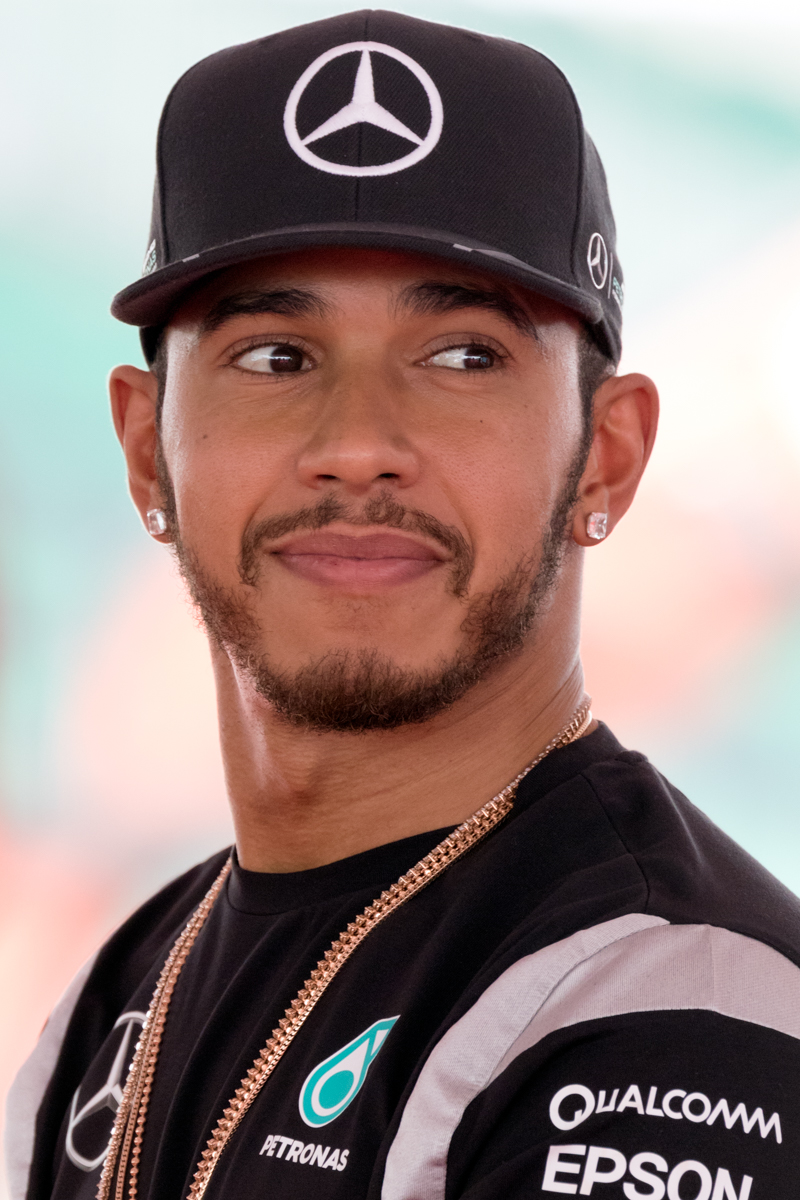
ルイス・ハミルトン 2020 & 2016 (2019, 2008は最終選考)
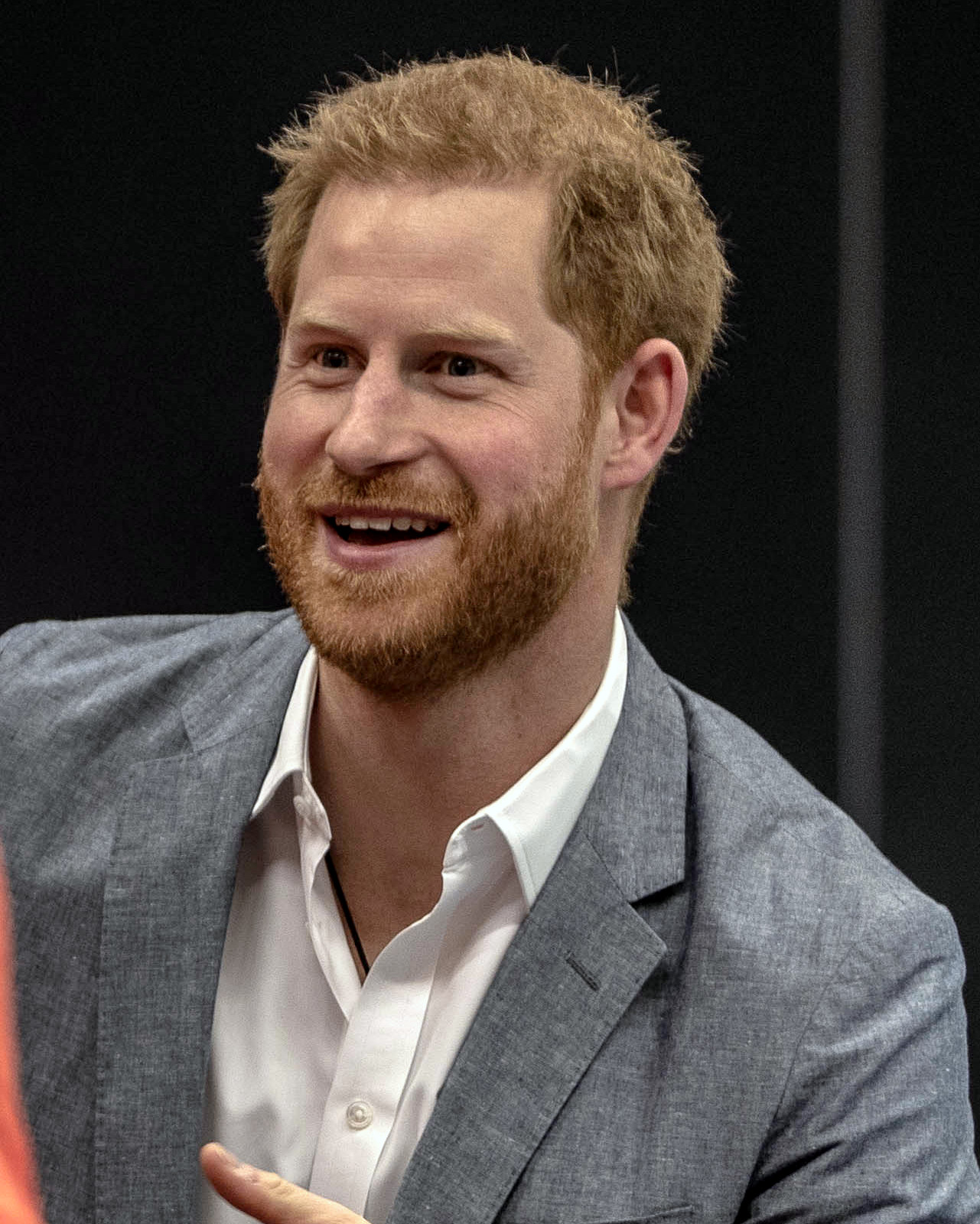
サセックス公爵ヘンリー王子 2021 & 2018 (2021はメーガンと共に掲載) (2023, 2022, 2020, 2019は最終選考)
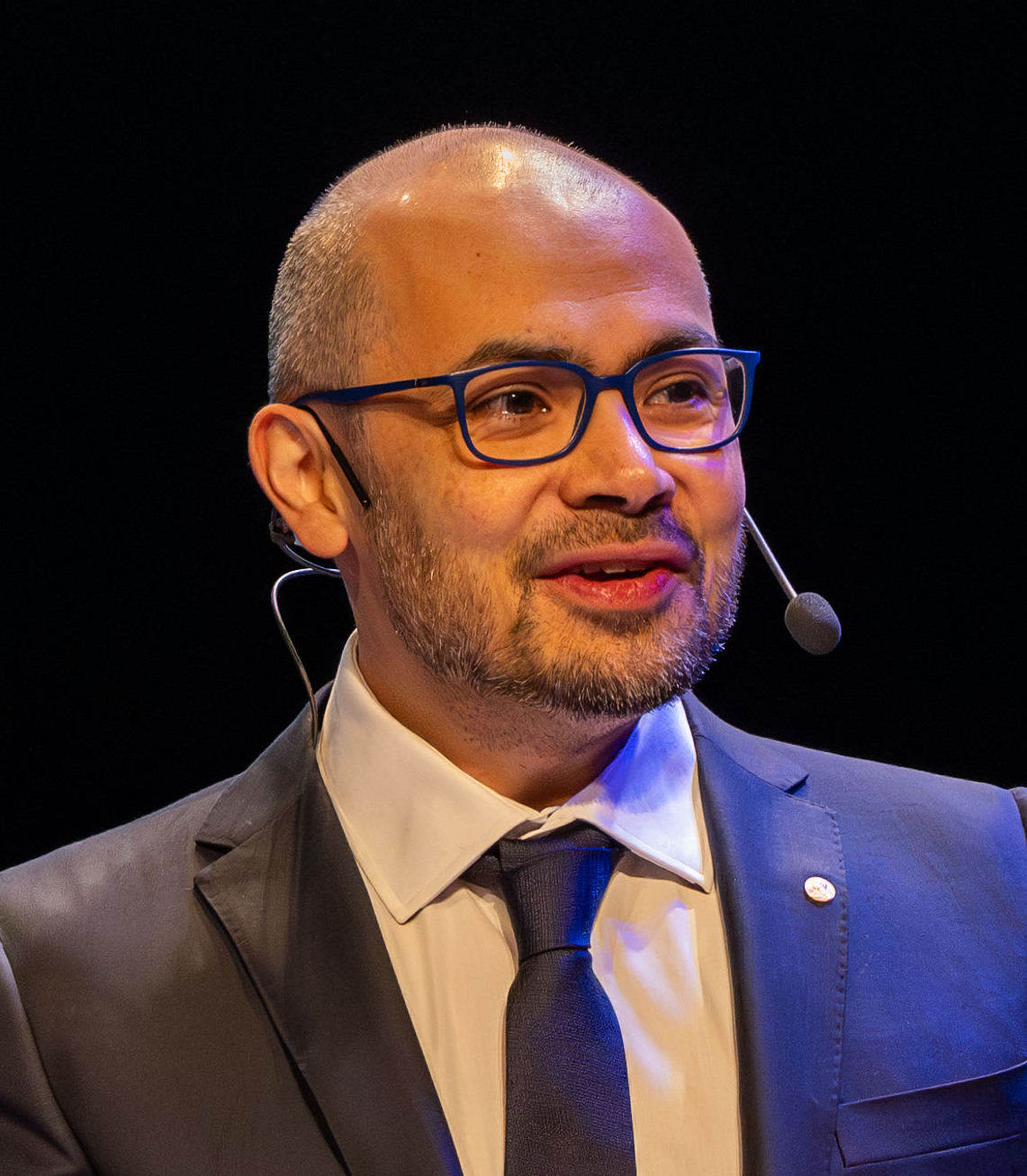
デミス・ハサビス 2025 & 2017
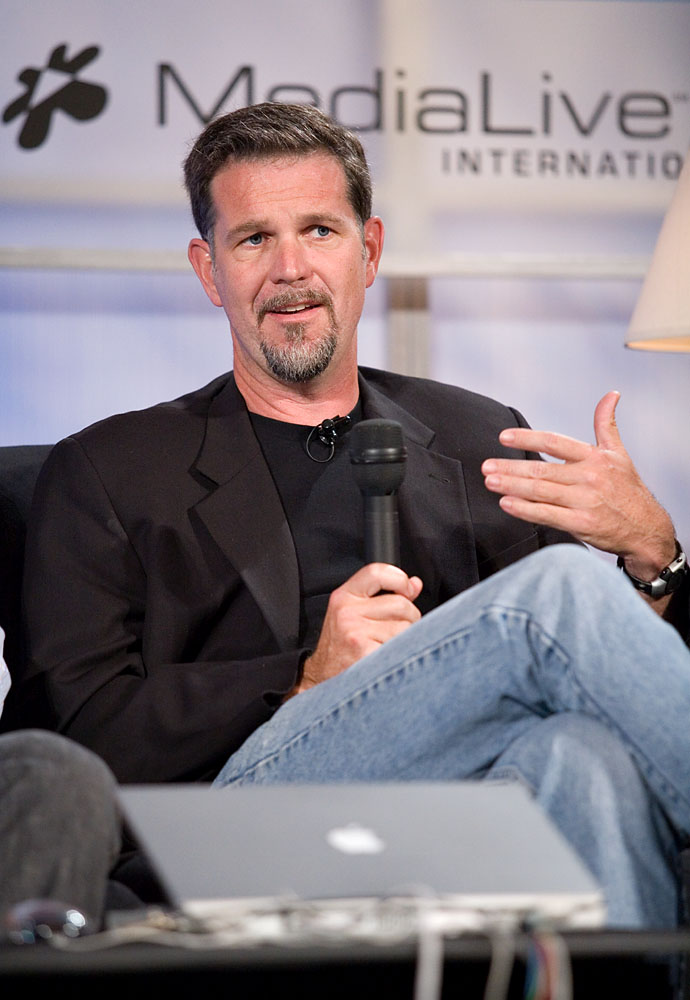
リード・ヘイスティングス（英語: Reed Hastings） 2011 & 2005 (2022, 2021, 2020, 2017, 2016, 2015, 2014, 2012は最終選考)
タラジ・P・ヘンソン 2024 & 2016 (2015は最終選考)
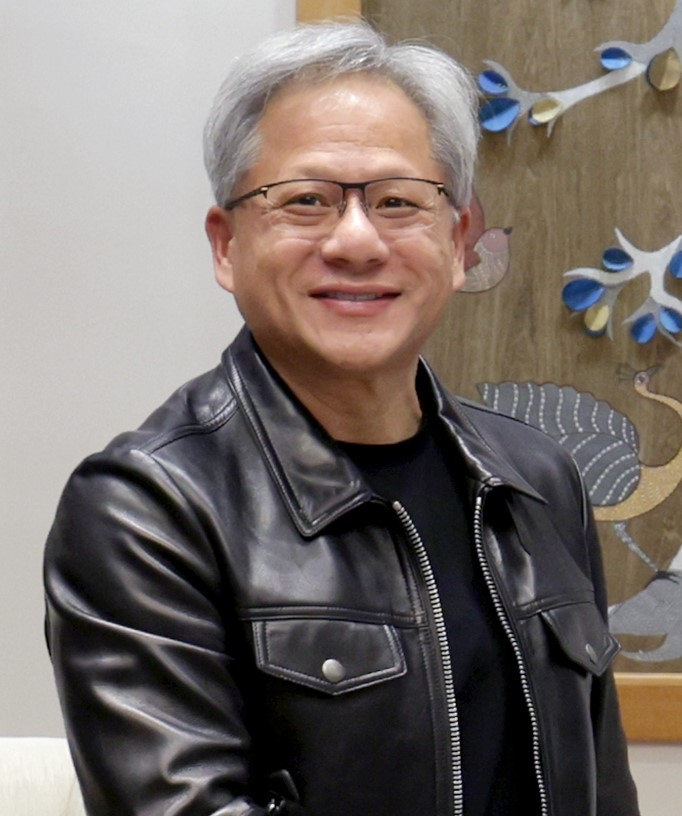
ジェンスン・フアン 2024 & 2021
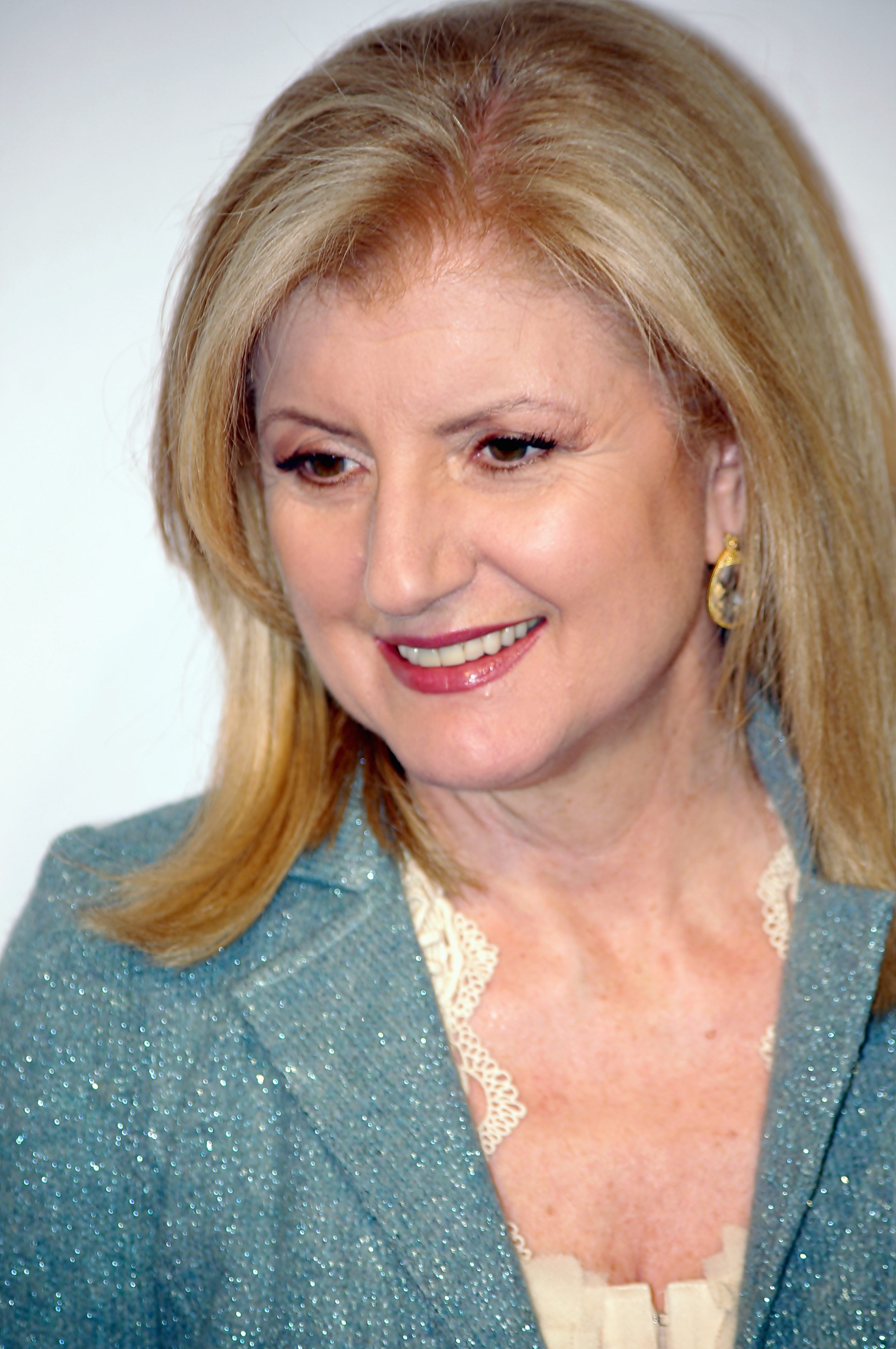
アリアナ・ハフィントン 2011 & 2006 (2009は最終選考)
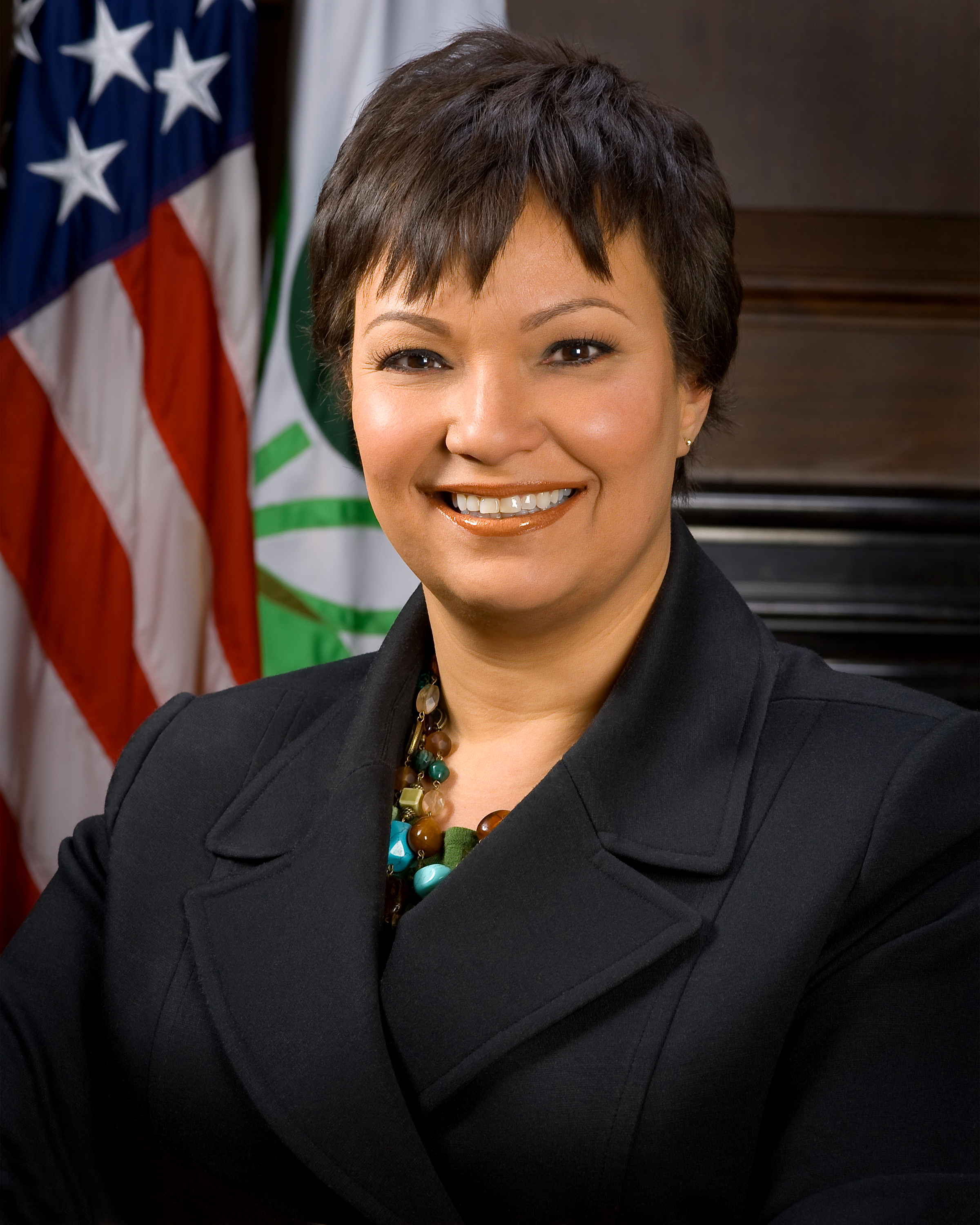
リサ・ジャクソン（英語: Lisa P. Jackson） 2011 & 2010
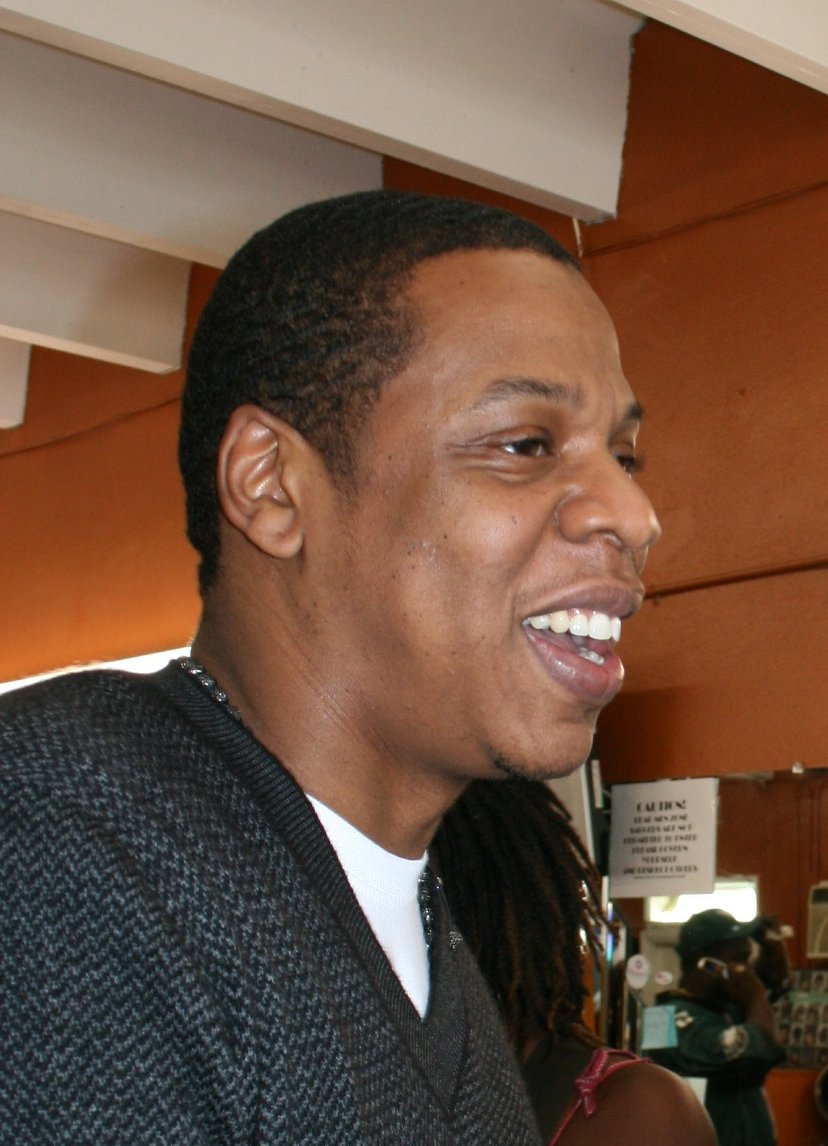
ジェイ・Z 2013 & 2005 (2014, 2011, 2008, 2007は最終選考)
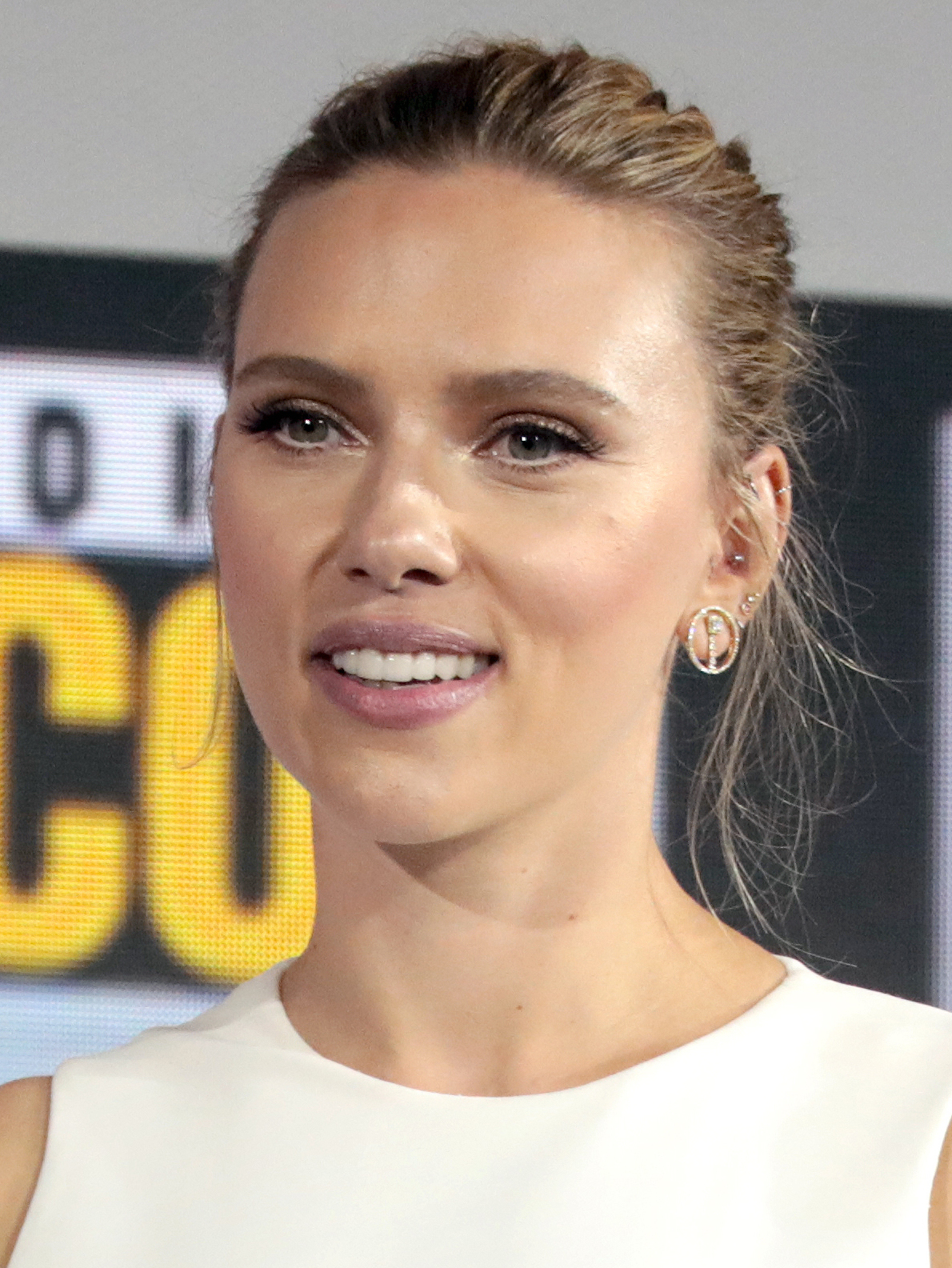
スカーレット・ヨハンソン 2025 & 2021
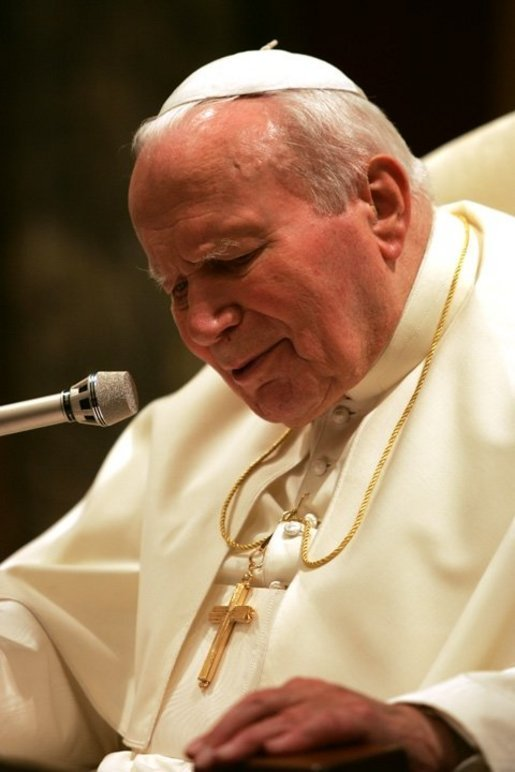
ローマ教皇ヨハネ・パウロ2世 2004 & 20世紀
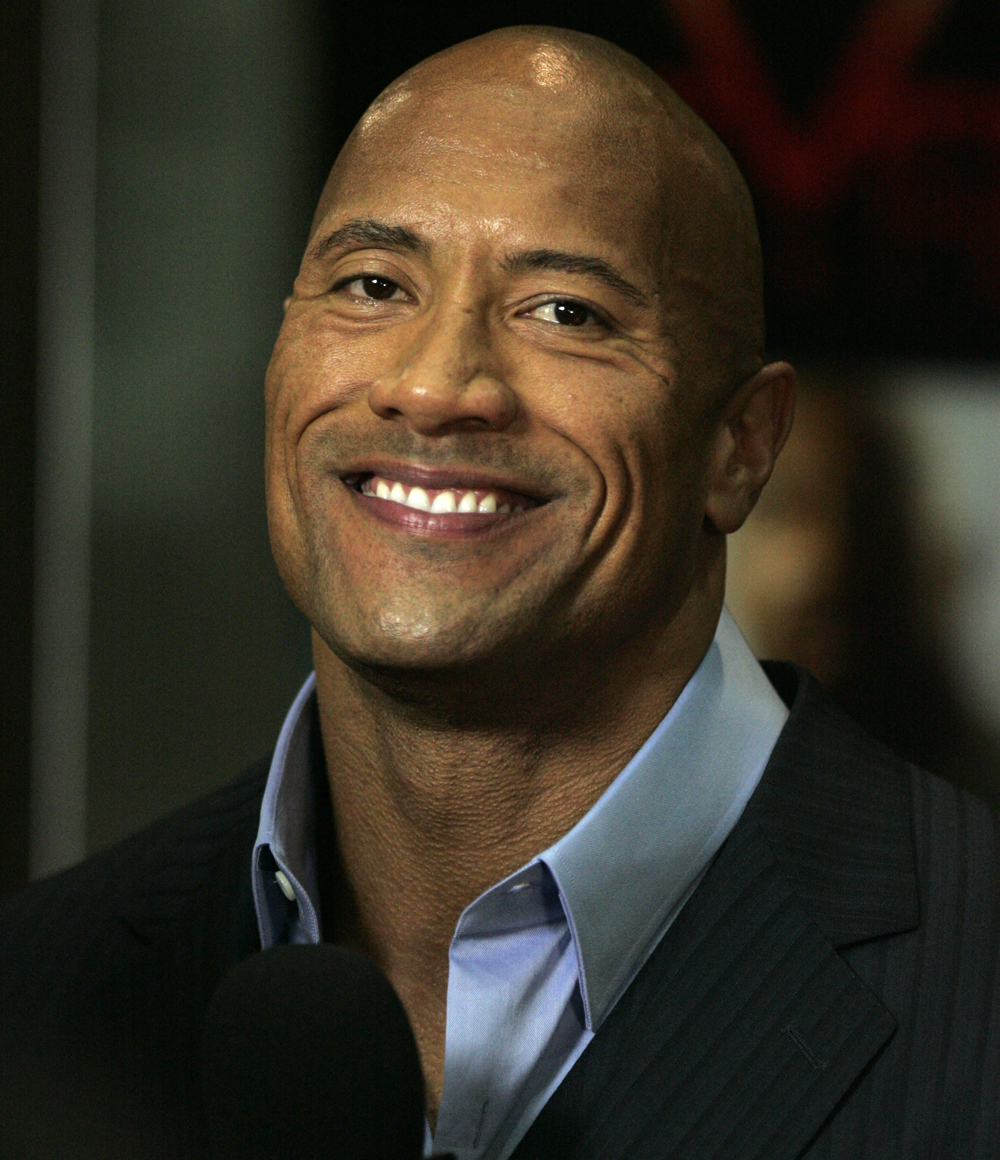
ドウェイン・ジョンソン 2019 & 2016 (2018, 2017は最終選考)
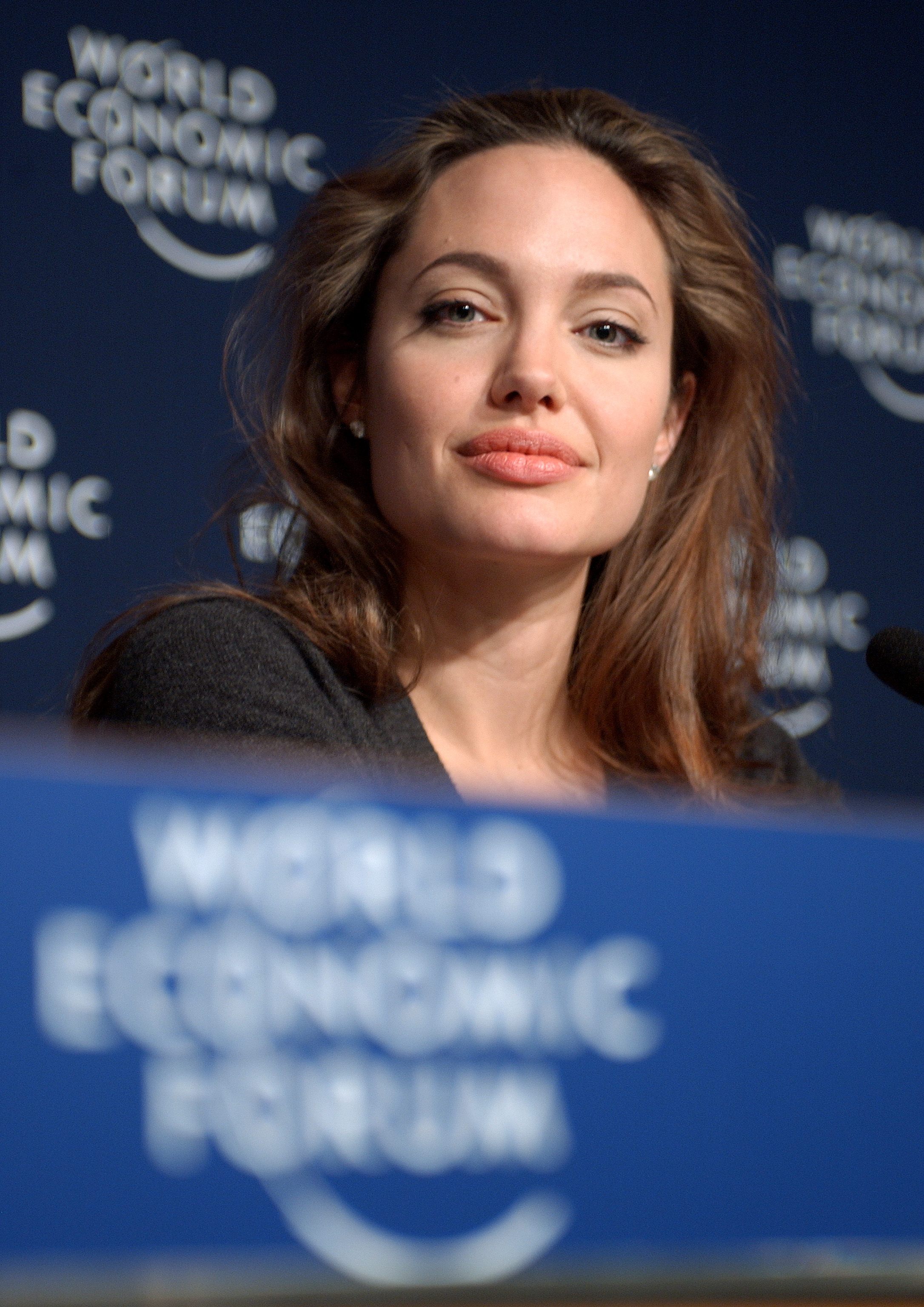
アンジェリーナ・ジョリー 2008 & 2006 (2008はブラッド・ピットと共に掲載) (2012, 2011, 2009, 2007は最終選考)
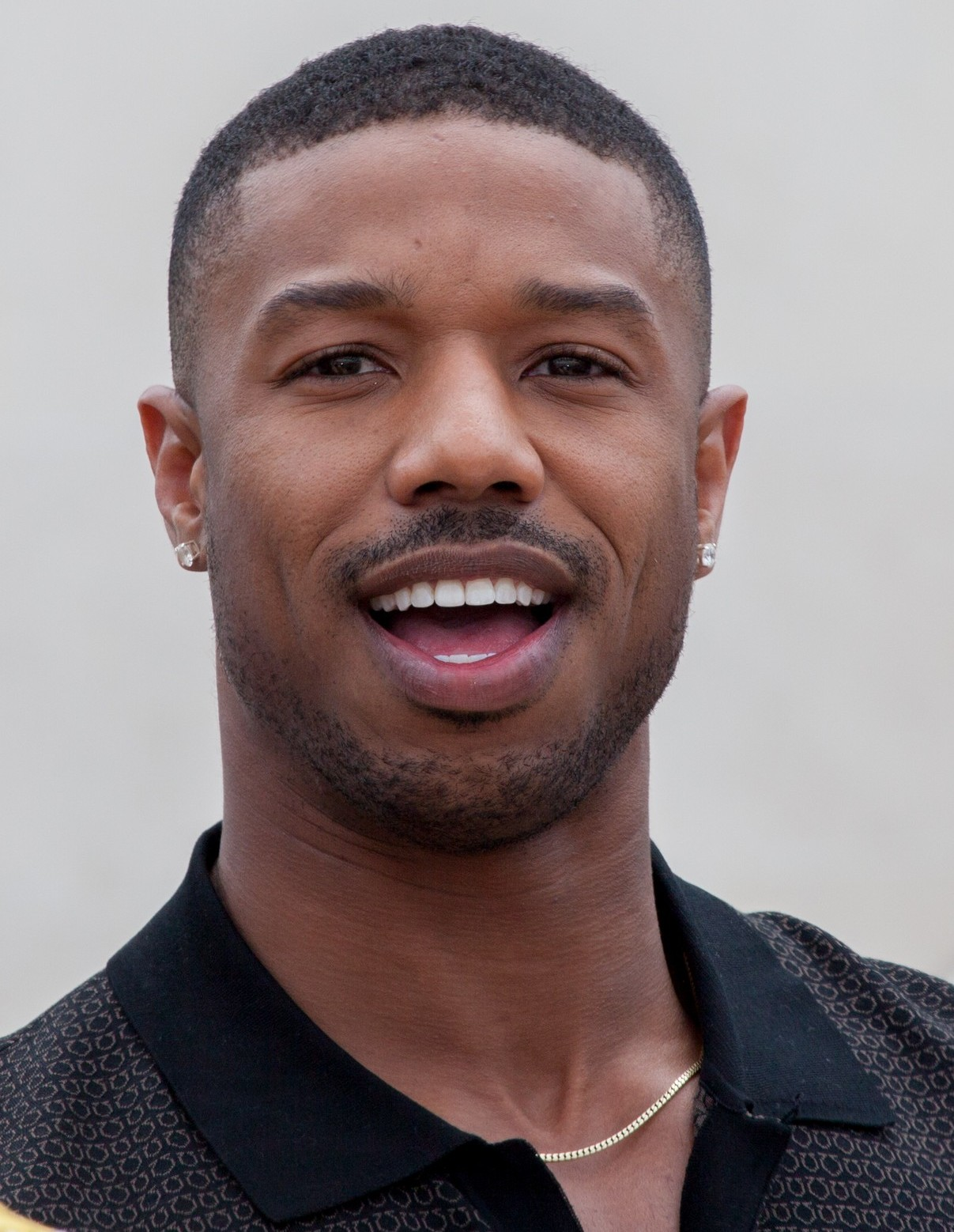
マイケル・B・ジョーダン 2023 & 2020 (2019, 2016は最終選考)
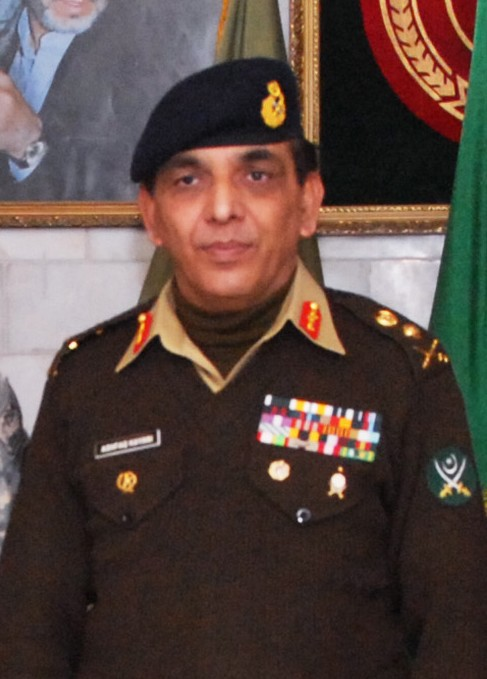
アシュファク・キアニ（英語: Ashfaq Parvez Kayani） 2009 & 2008 (2012は最終選考)
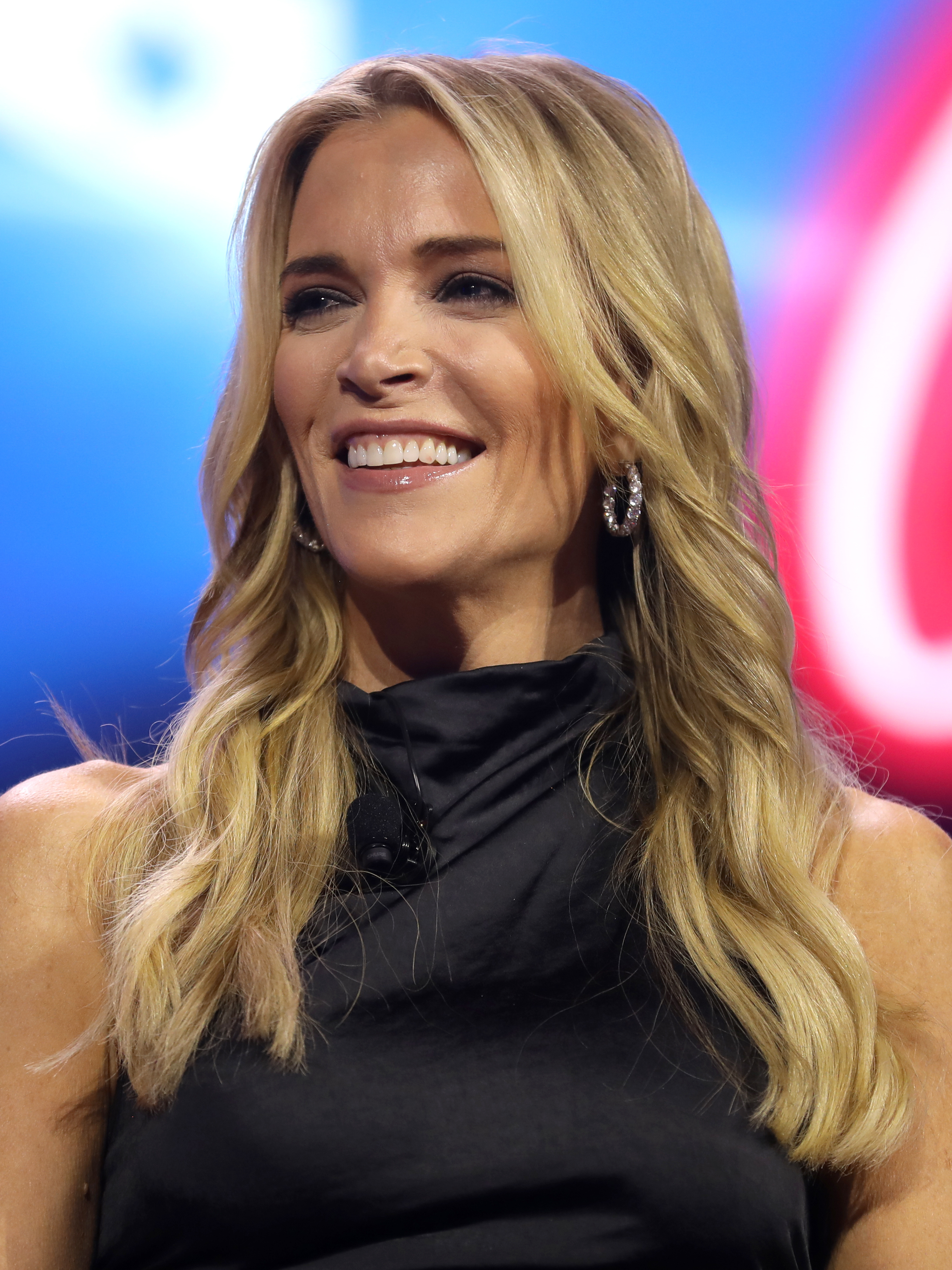
メーガン・ケリー 2025 & 2014 (2016, 2015は最終選考)
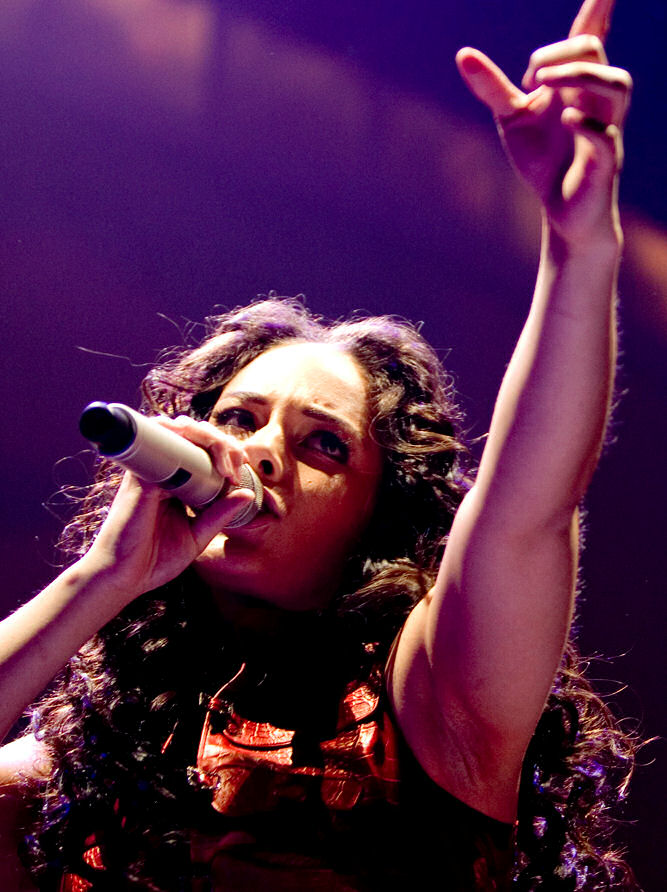
アリシア・キーズ 2017 & 2005
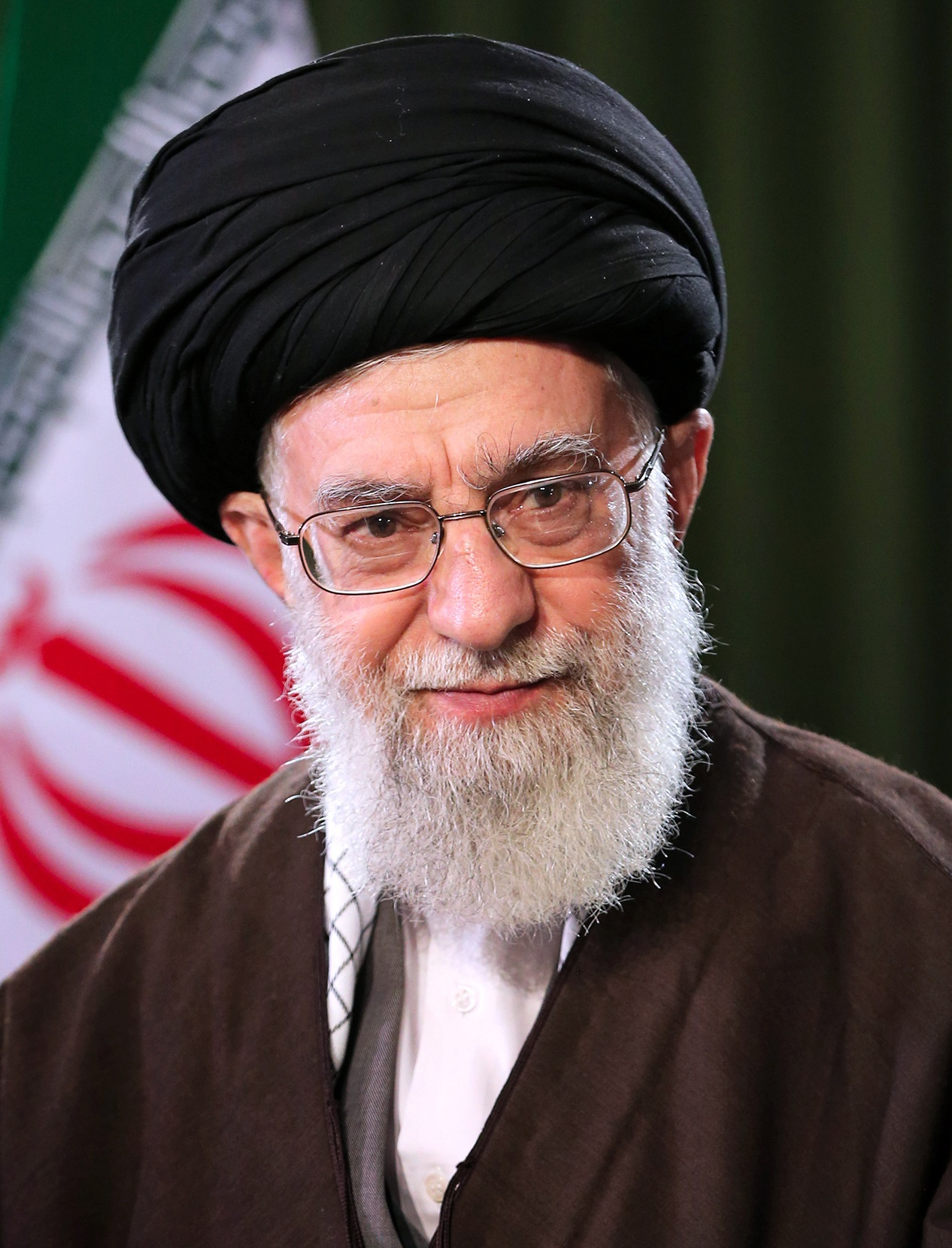
アーヤトッラー・アリー・ハーメネイー 2012 & 2007 (2023, 2022, 2021, 2020, 2019, 2018, 2017は最終選考)
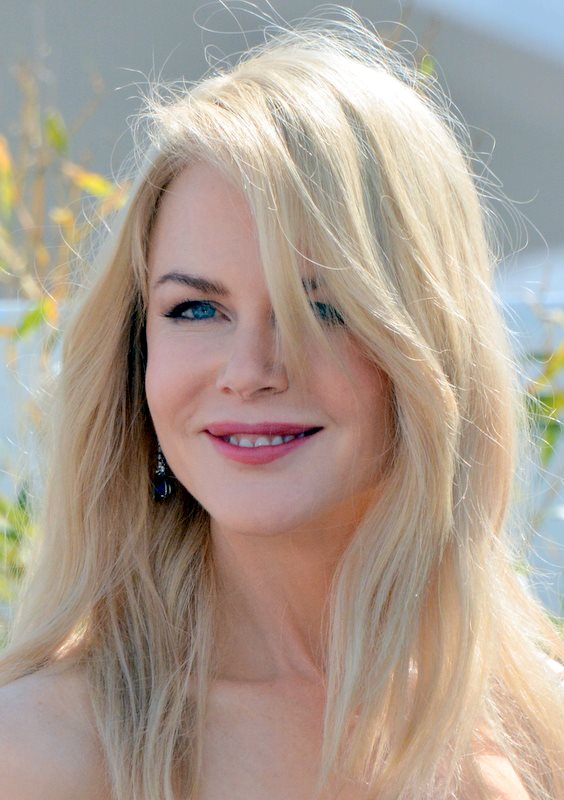
ニコール・キッドマン 2018 & 2004
金正日 2005 & 2004 (2008, 2007は最終選考)
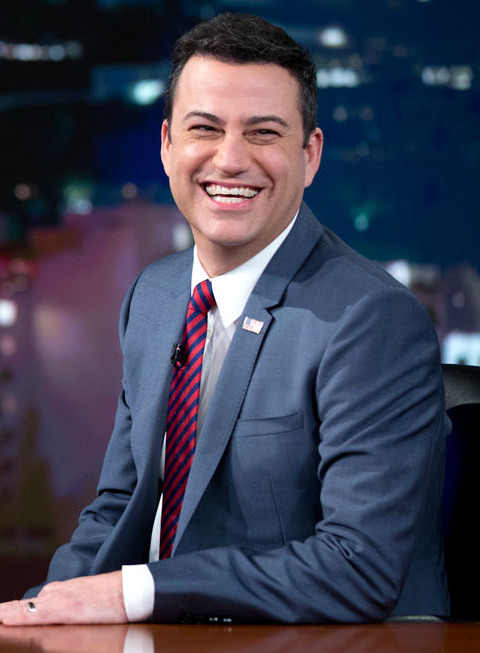
ジミー・キンメル 2018 & 2013 (2019, 2017, 2010は最終選考)
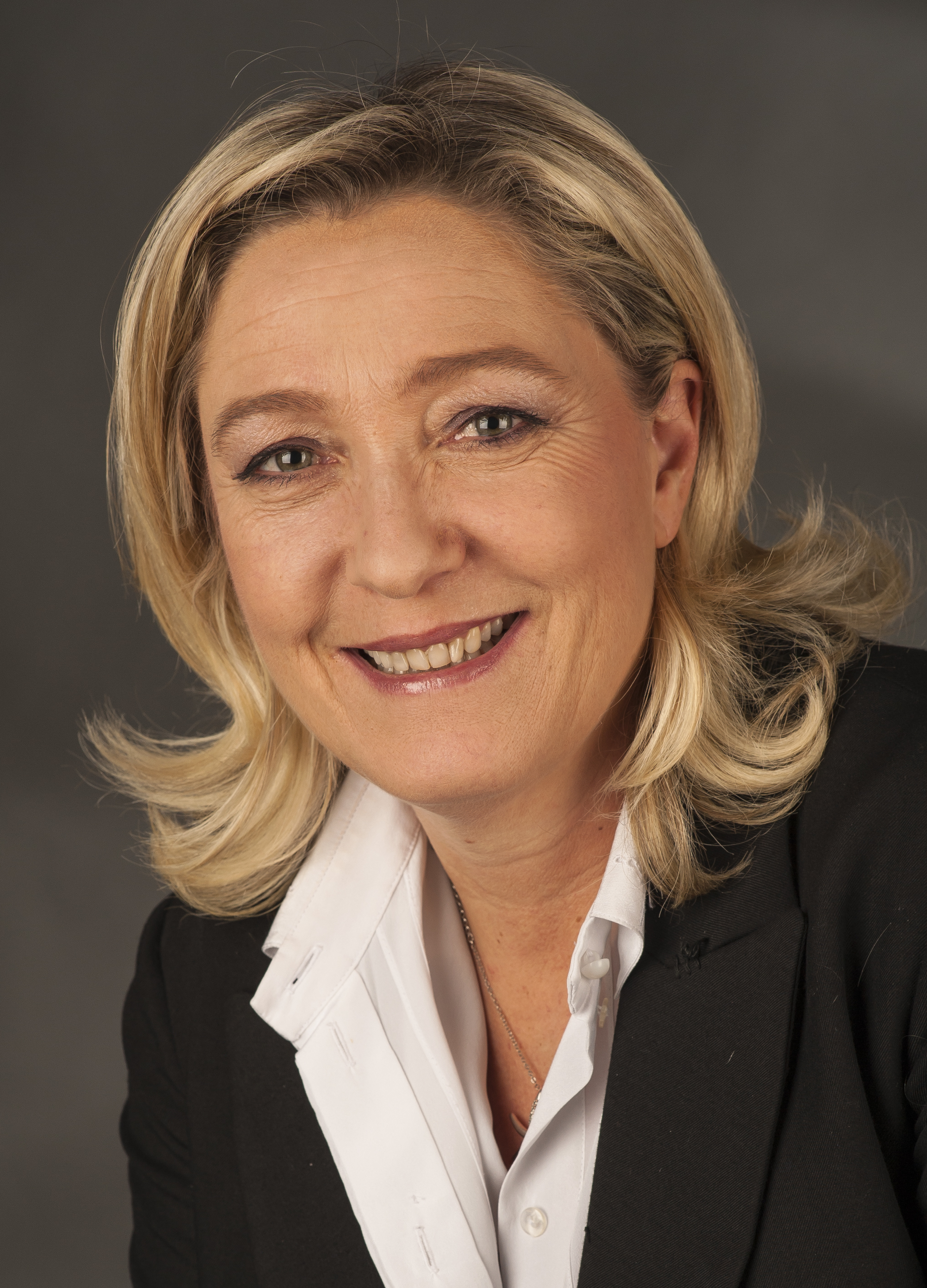
マリーヌ・ル・ペン 2015 & 2011 (2017, 2014, 2012は最終選考)
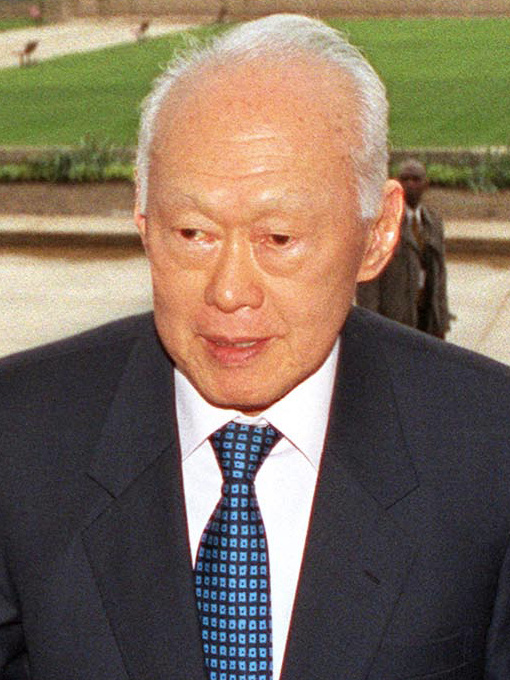
リー・クアンユー 2010 & 2005
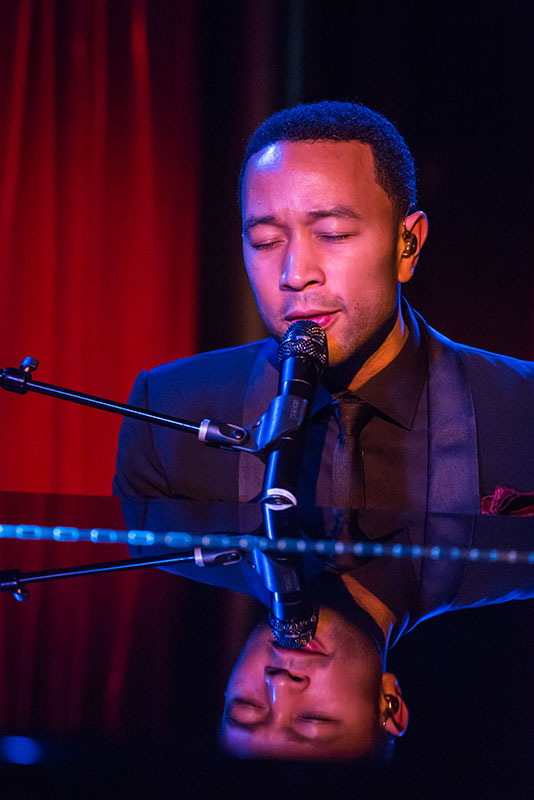
ジョン・レジェンド 2017 & 2009
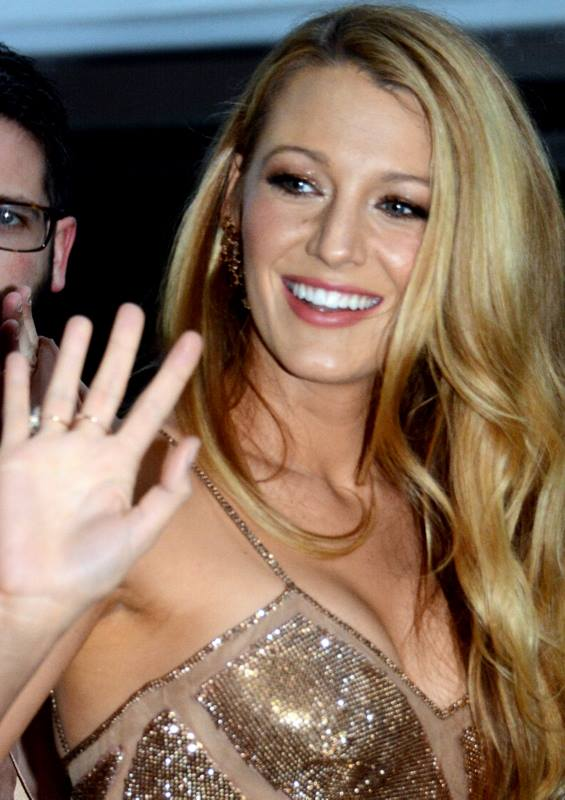
ブレイク・ライヴリー 2025 & 2011
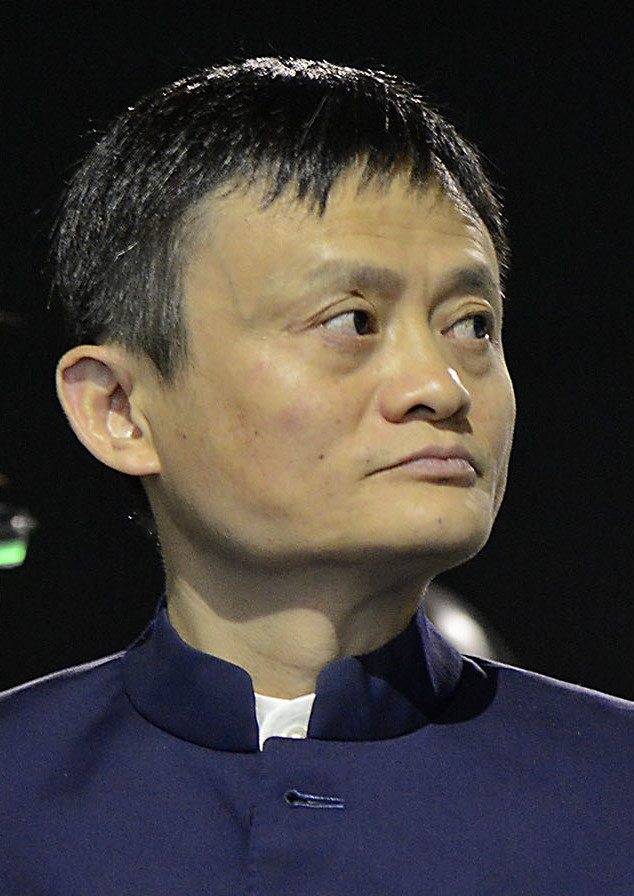
ジャック・マー 2014 & 2009 (2021, 2020, 2017, 2015は最終選考)
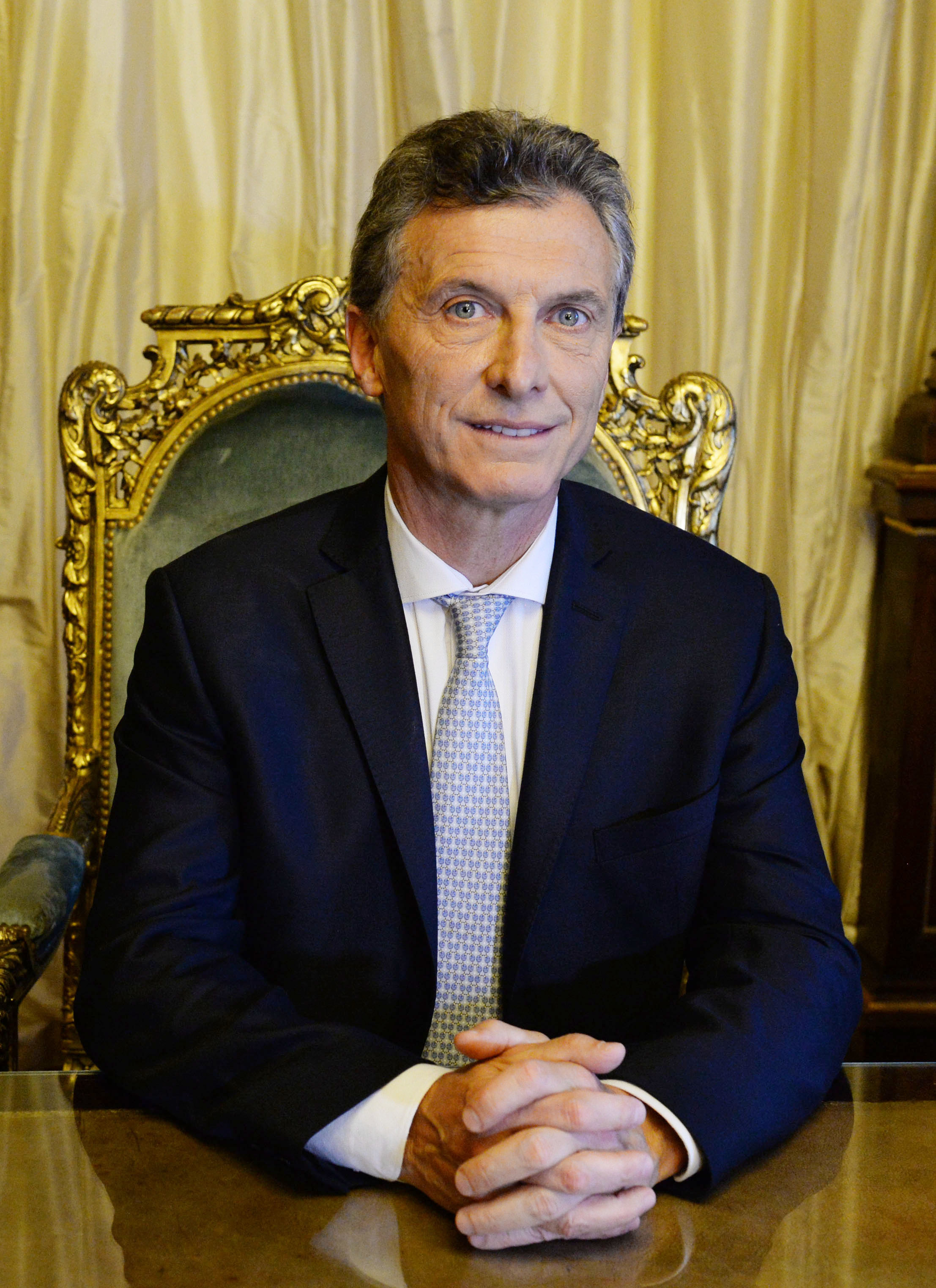
マウリシオ・マクリ 2018 & 2016
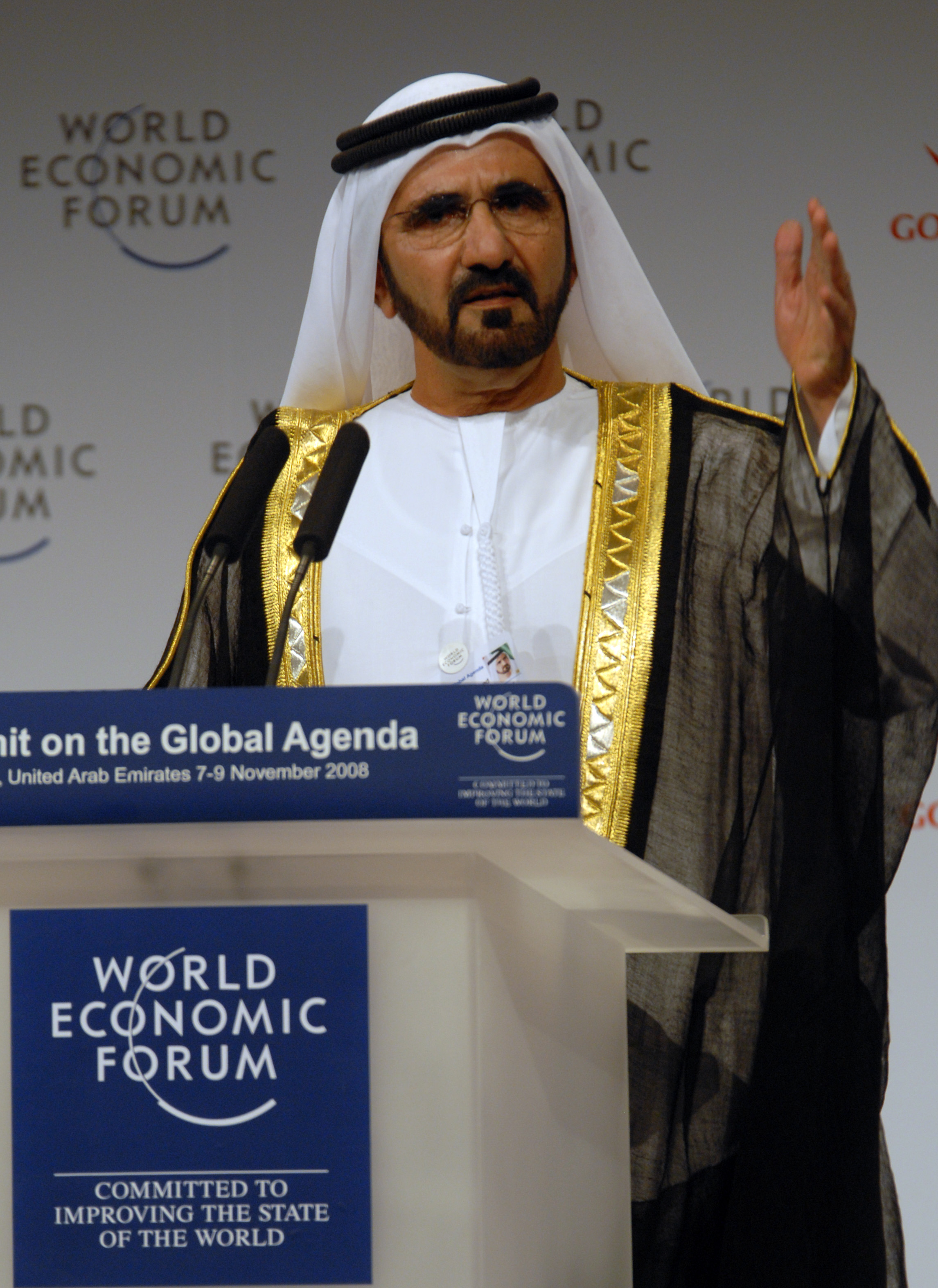
ムハンマド・ビン・ラーシド・アール・マクトゥーム 2008 & 2006 (2009は最終選考)
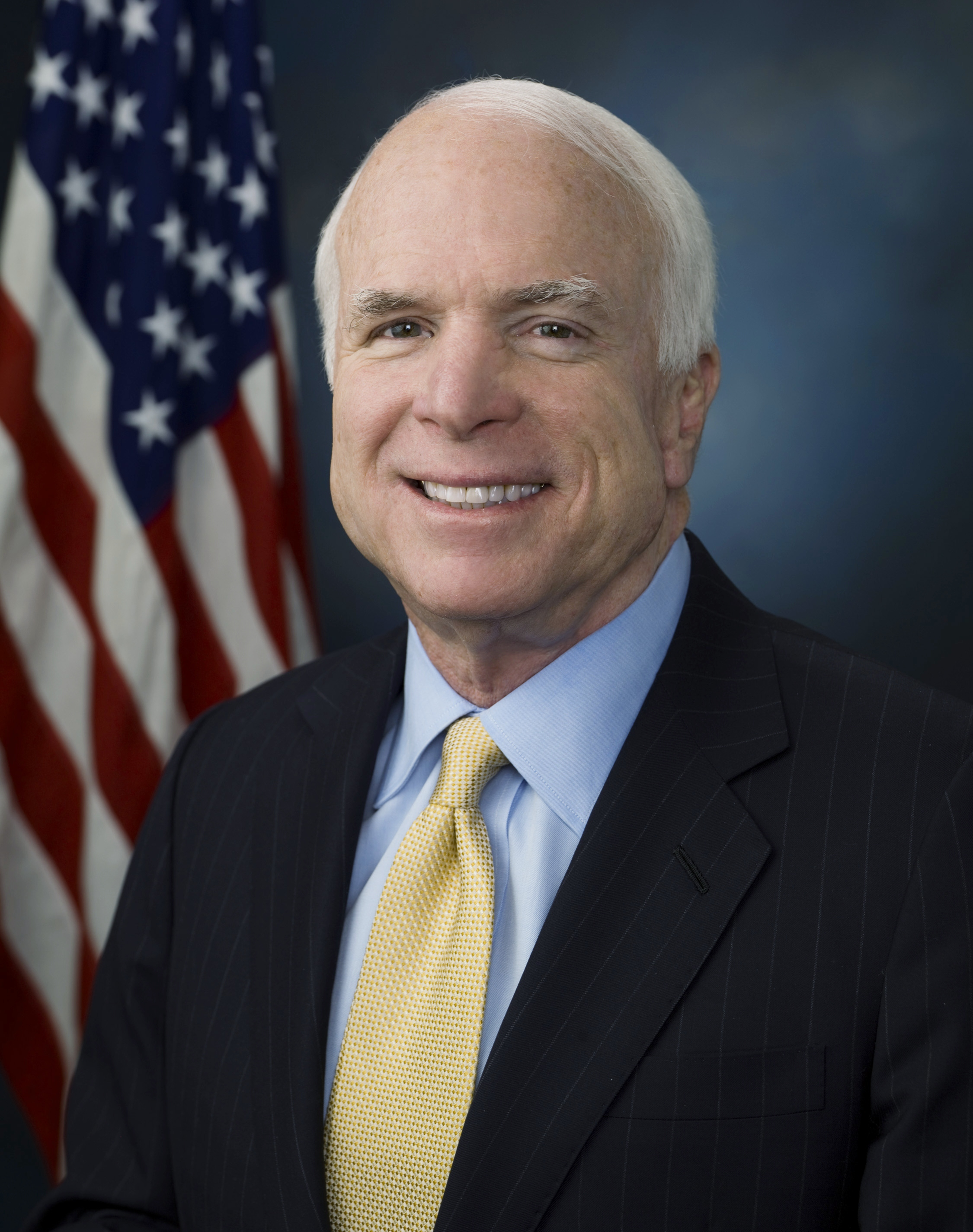
ジョン・マケイン 2008 & 2006 (2018, 2009, 2007は最終選考)
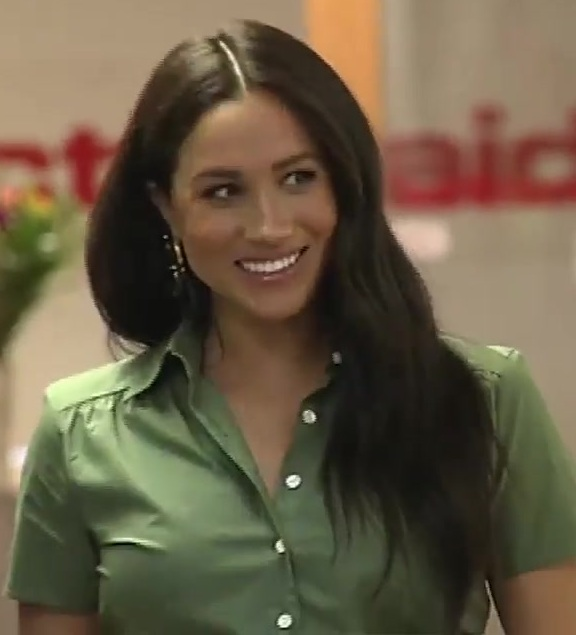
サセックス公爵夫人メーガン 2021 & 2018 (2021はヘンリー王子と共に掲載) (2023, 2022, 2020, 2019は最終選考)
ダグラス・メルトン（英語: Douglas A. Melton） 2009 & 2007
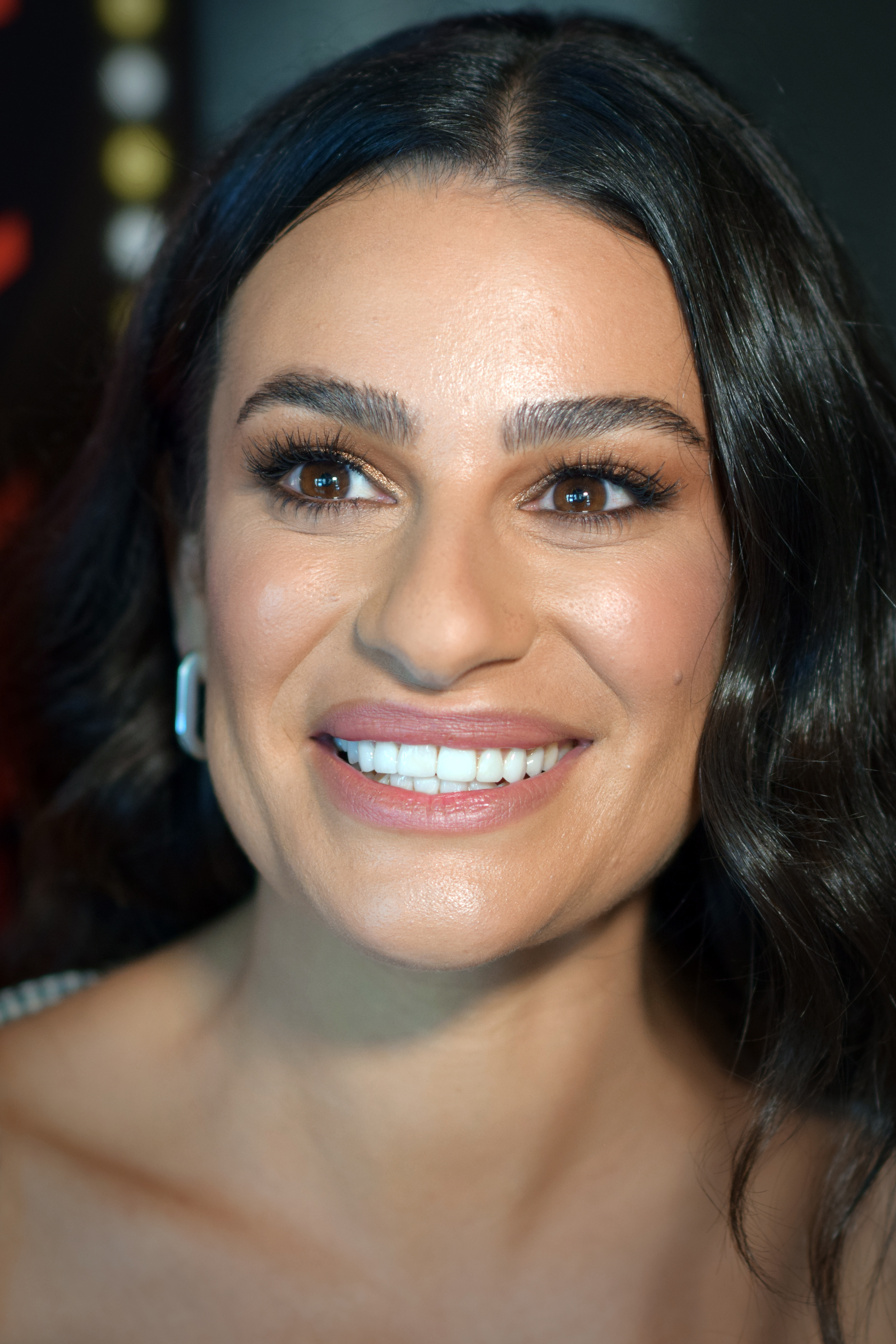
リア・ミシェル 2023 & 2010
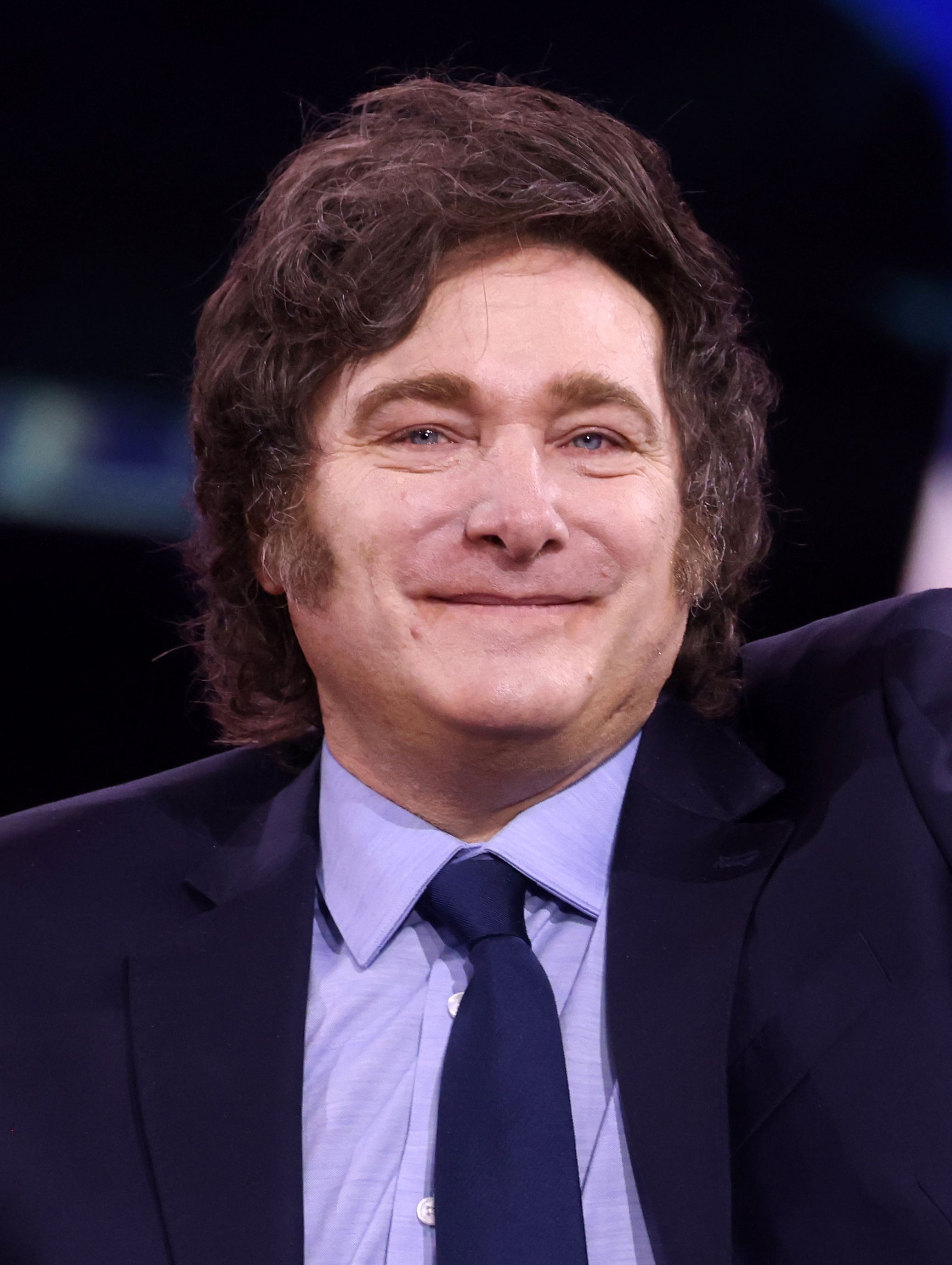
ハビエル・ミレイ 2025 & 2024
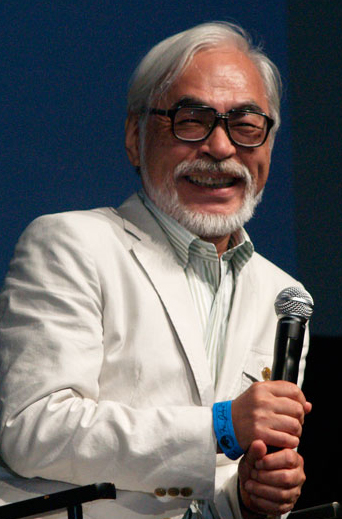
宮崎駿 2024 & 2005
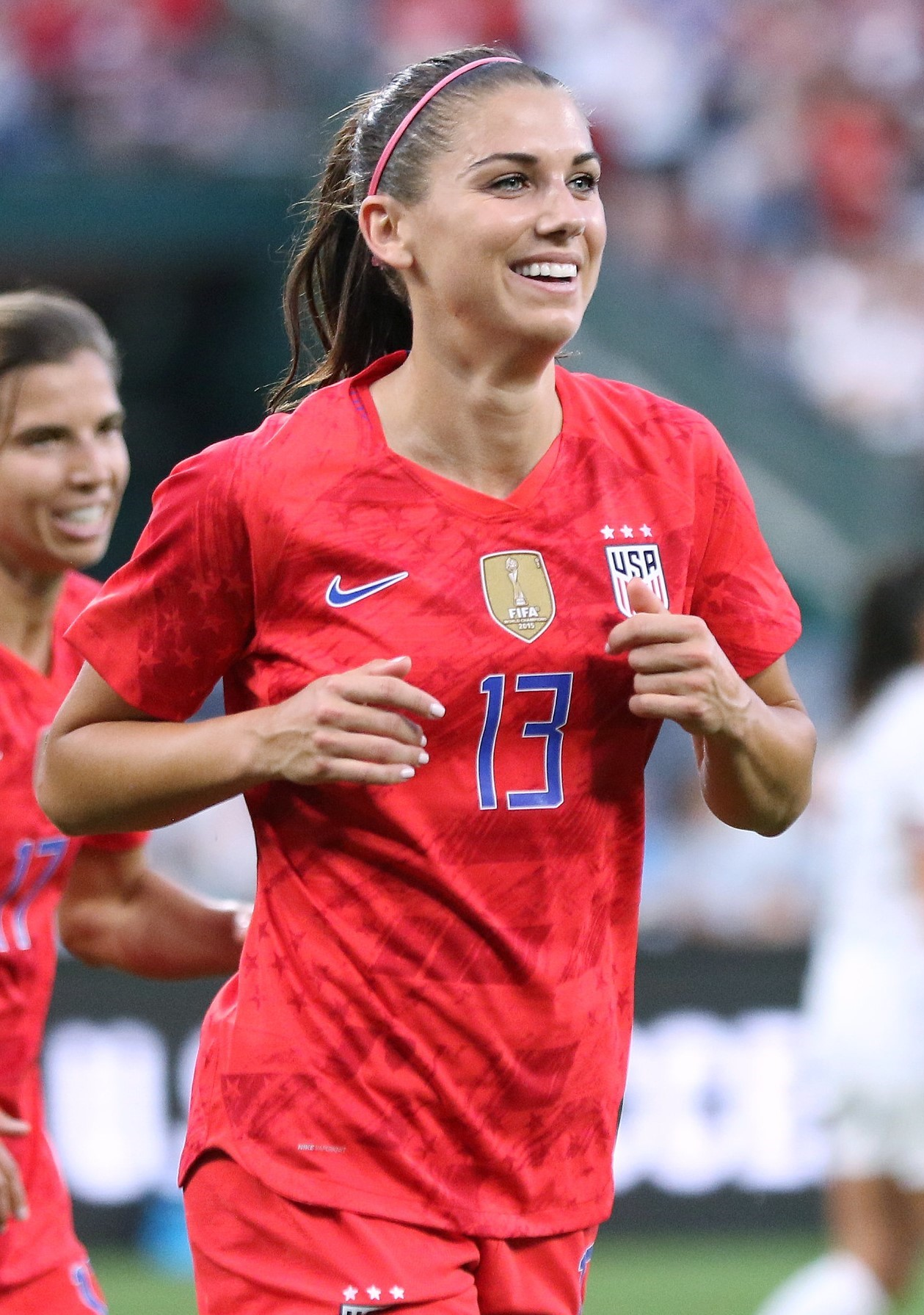
アレックス・モーガン 2022 & 2019 (2022はミーガン・ラピノー及びベッキー・サワーブラン（英語: Becky Sauerbrunn）と共に掲載) (2017は最終選考)
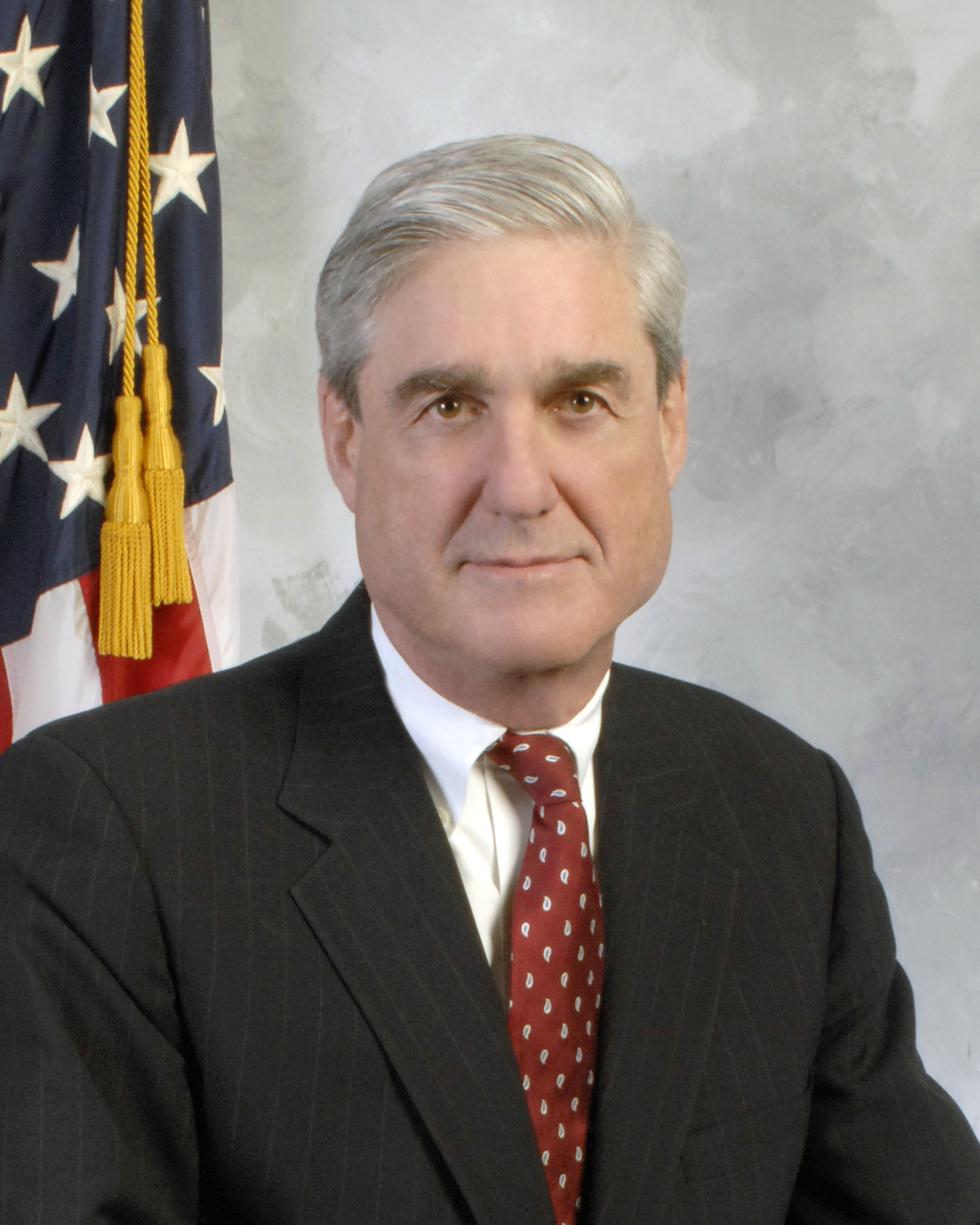
ロバート・モラー 2019 & 2018
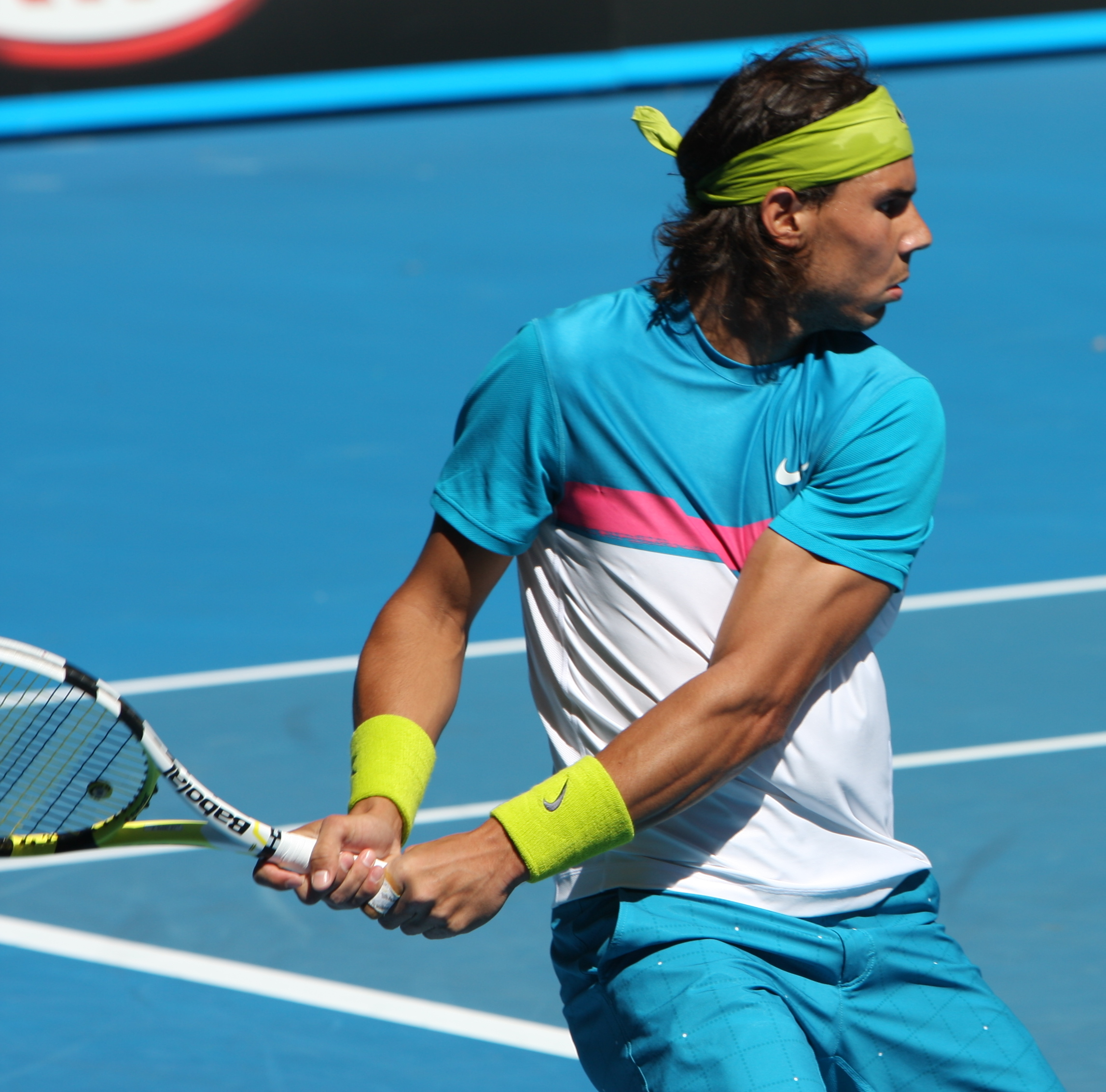
ラファエル・ナダル 2022 & 2009 (2023, 2011は最終選考)
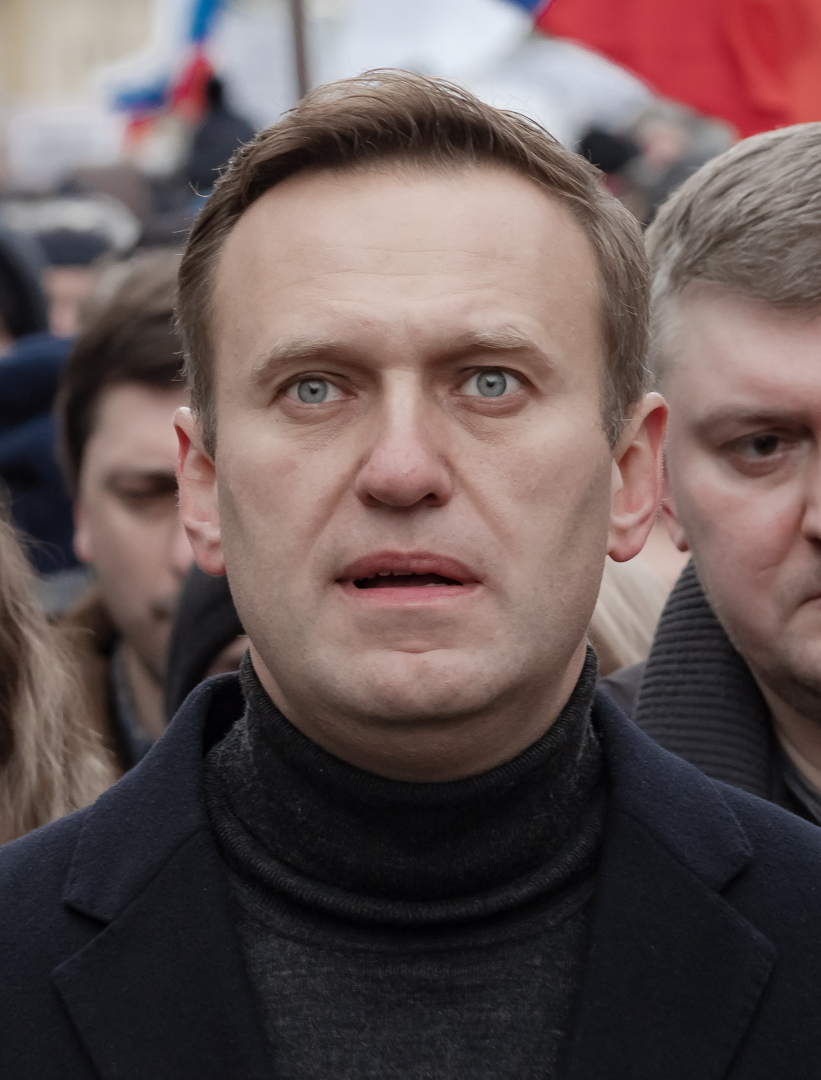
アレクセイ・ナワリヌイ 2021 & 2012
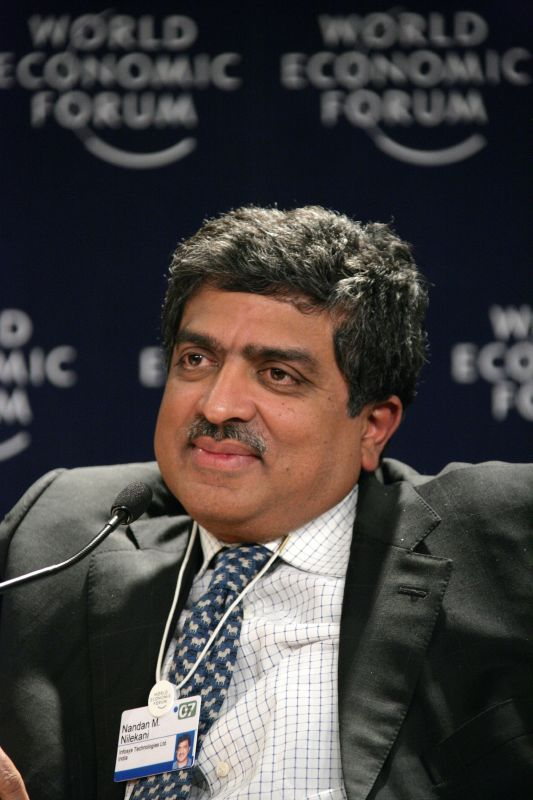
ナンダン・ニレカニ（英語: Nandan Nilekani） 2009 & 2006 (2007は最終選考)
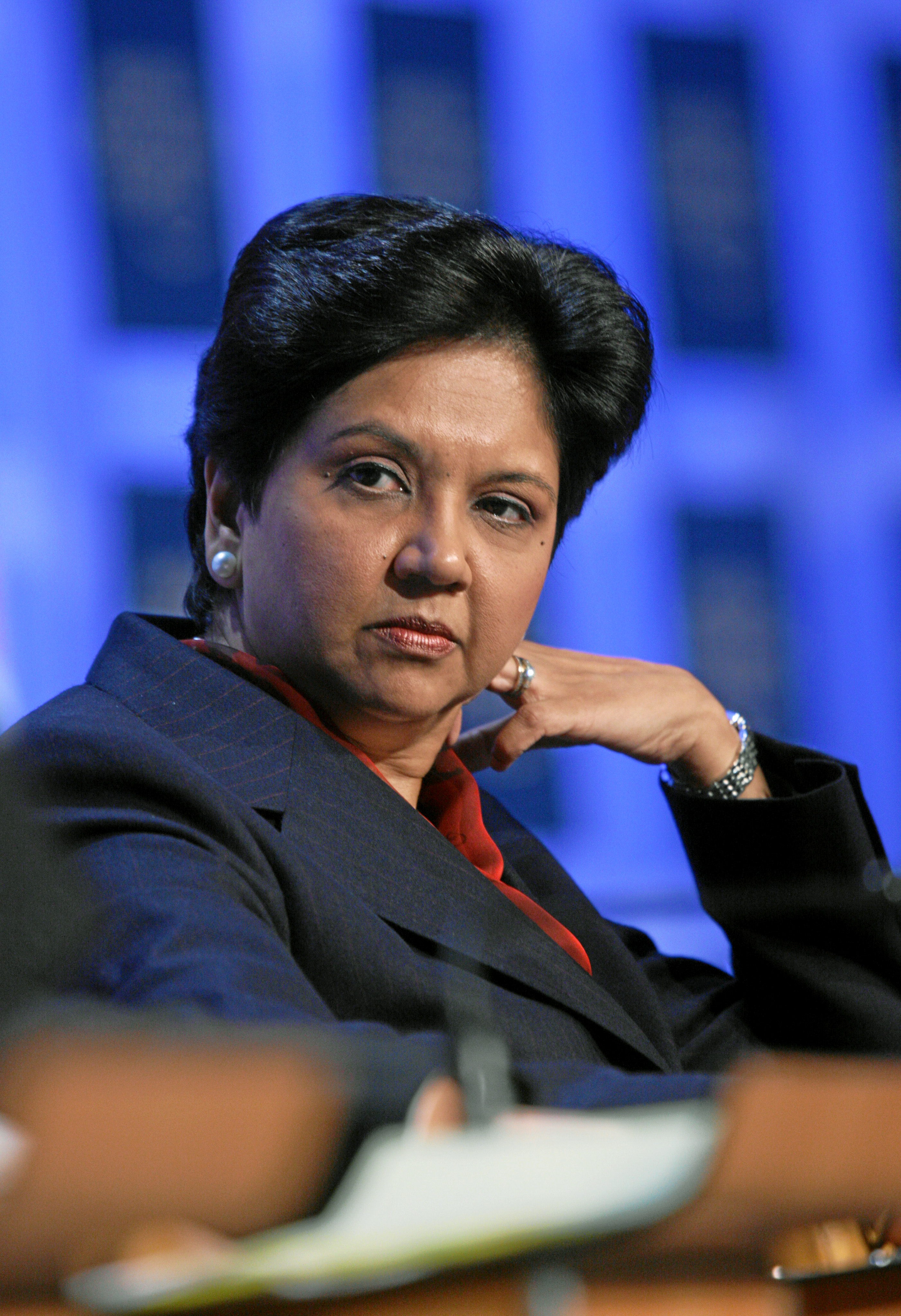
インドラ・ヌーイ（英語: Indra Nooyi） 2008 & 2007 (2009は最終選考)
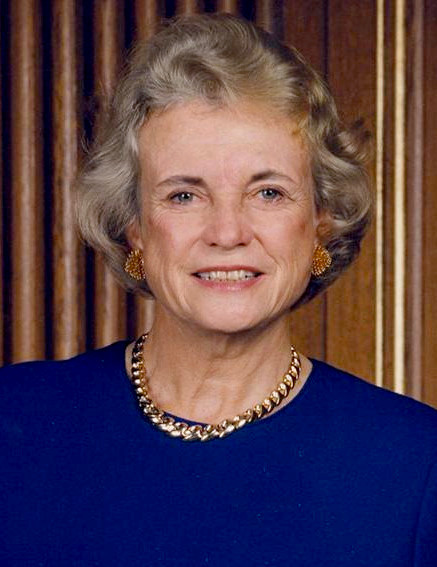
サンドラ・デイ・オコナー 2017 & 2004
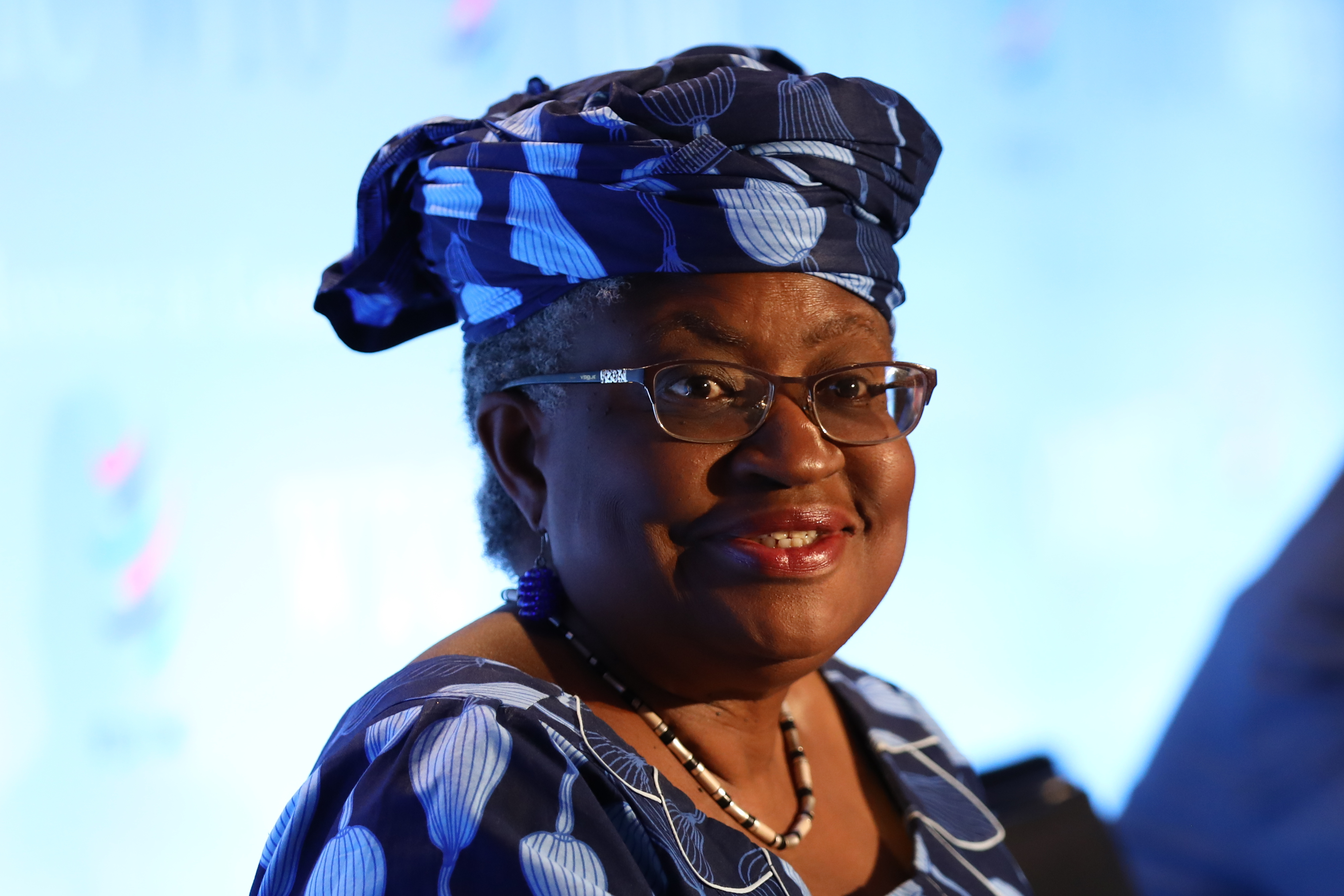
ンゴジ・オコンジョ＝イウェアラ 2021 & 2014 (2023は最終選考)
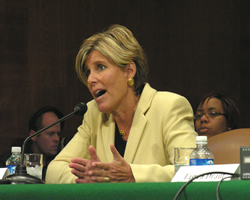
スージー・オーマン（英語: Suze Orman） 2009 & 2008
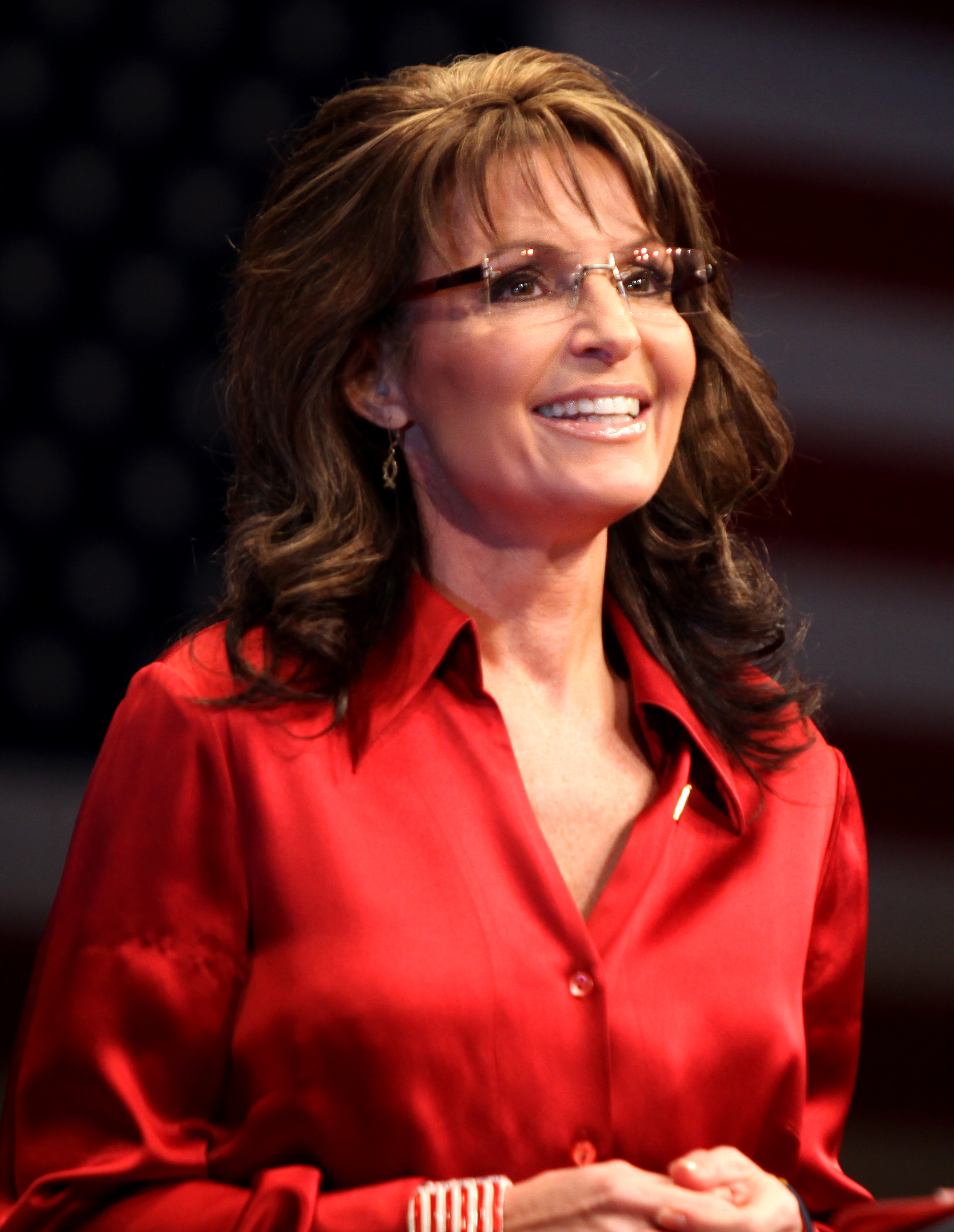
サラ・ペイリン 2010 & 2009 (2011は最終選考)
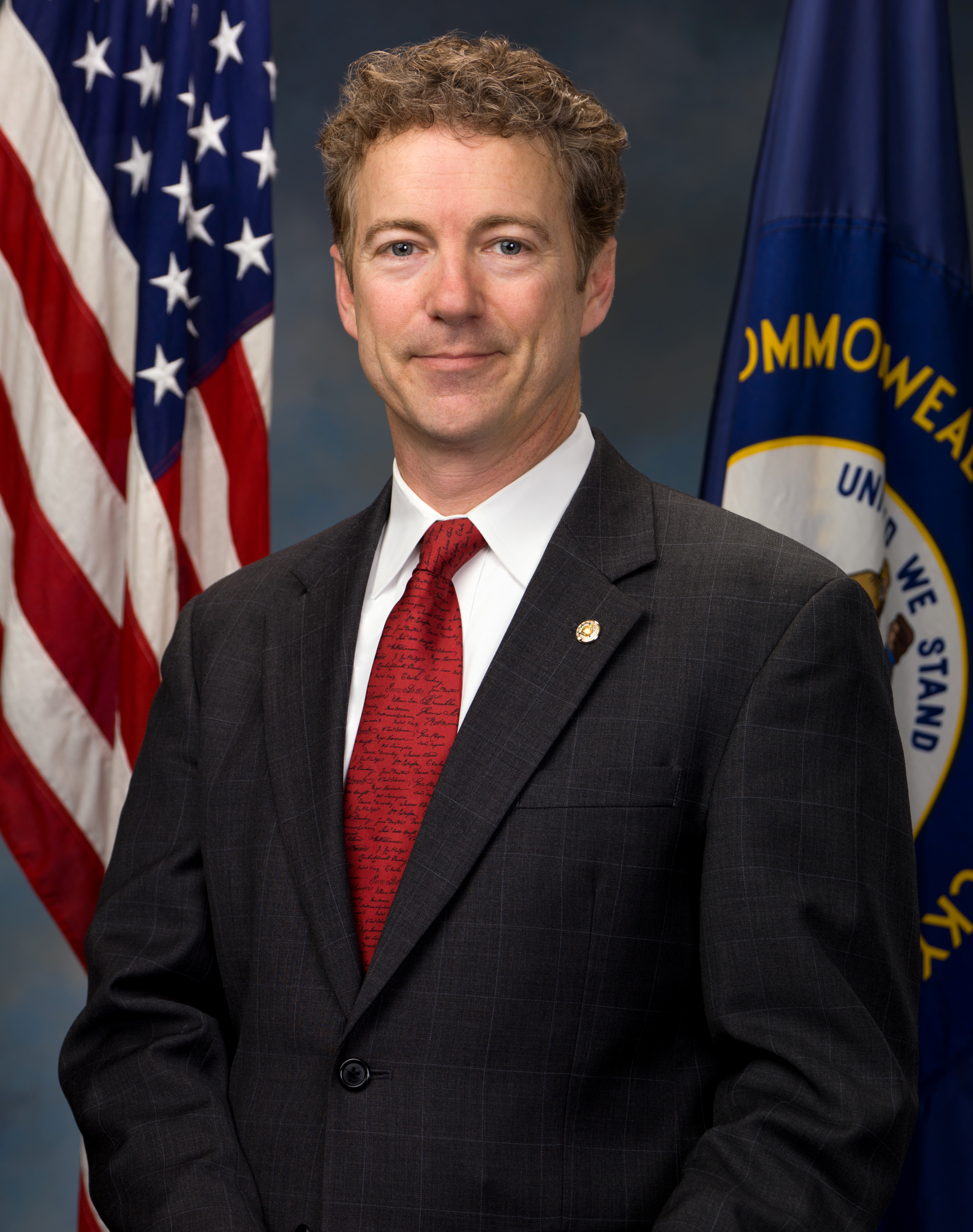
ランド・ポール 2014 & 2013 (2015は最終選考)
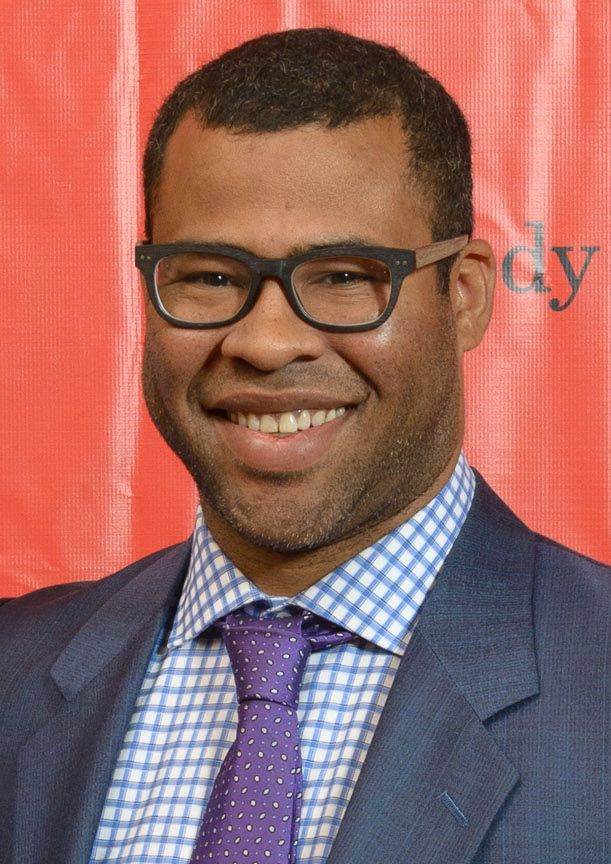
ジョーダン・ピール 2017 & 2014 (2014はキーガン＝マイケル・キーと共に掲載) (2023, 2019, 2018は最終選考)
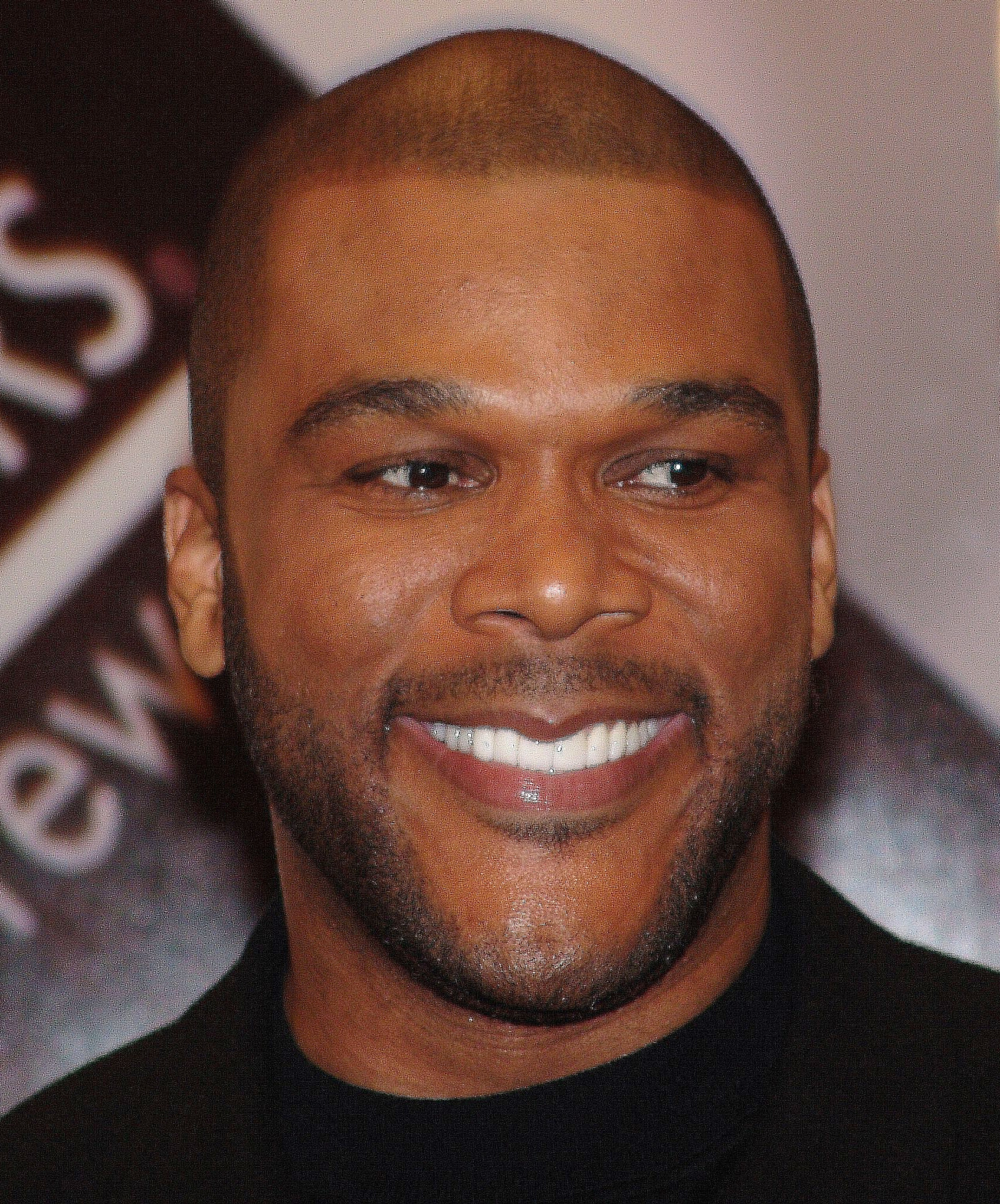
タイラー・ペリー 2020 & 2008 (2009は最終選考)
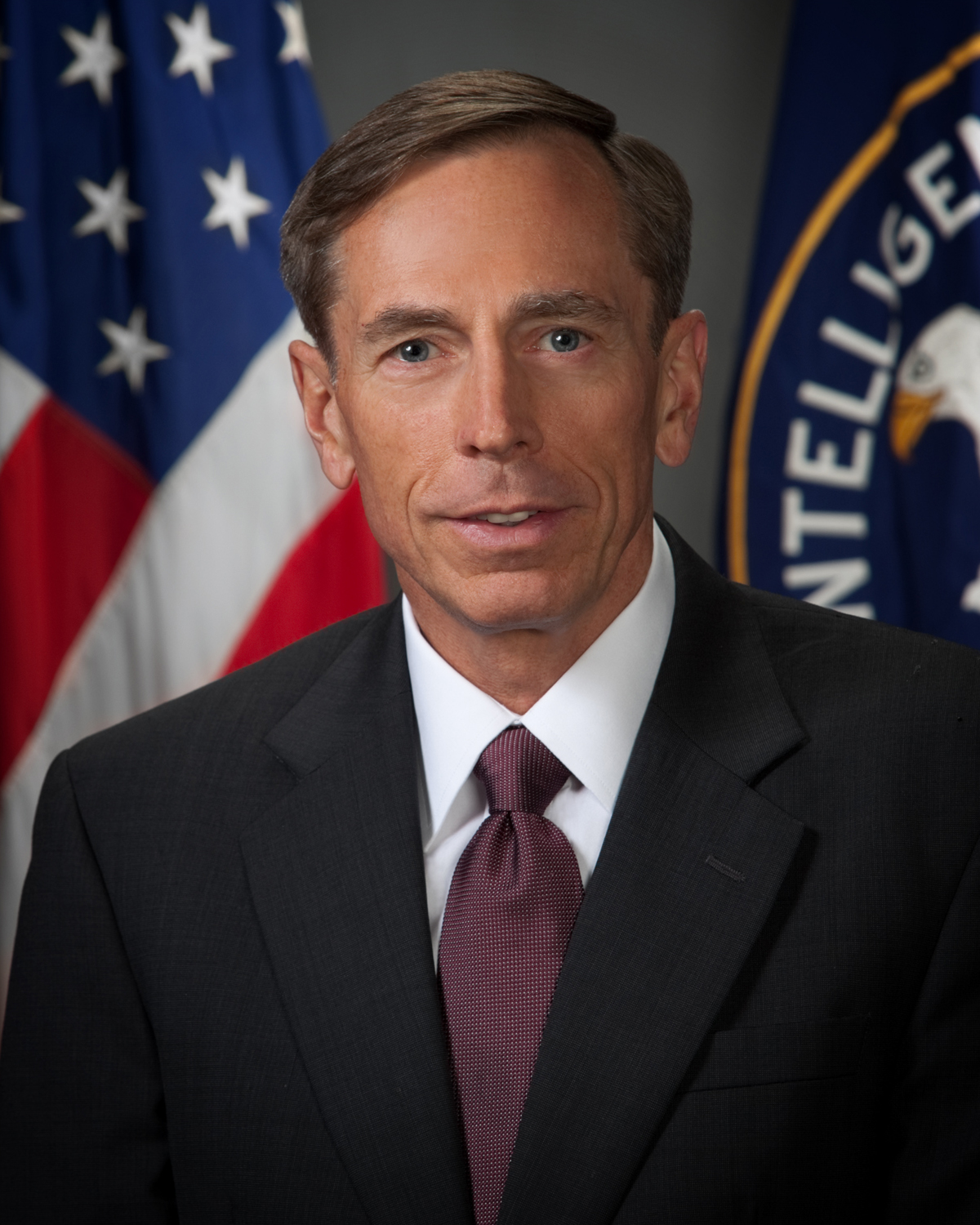
デヴィッド・ペトレイアス 2011 & 2007 (2009, 2008は最終選考)
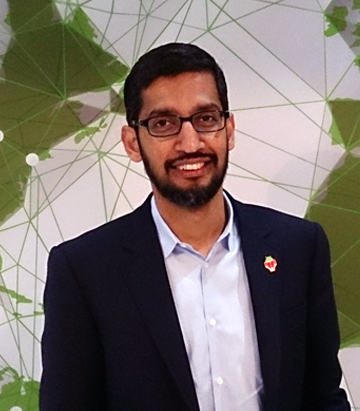
サンダー・ピチャイ 2020 & 2016 (2023, 2022, 2021は最終選考)
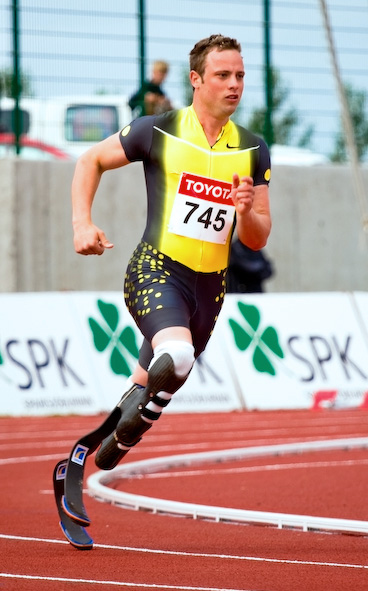
オスカー・ピストリウス 2012 & 2008
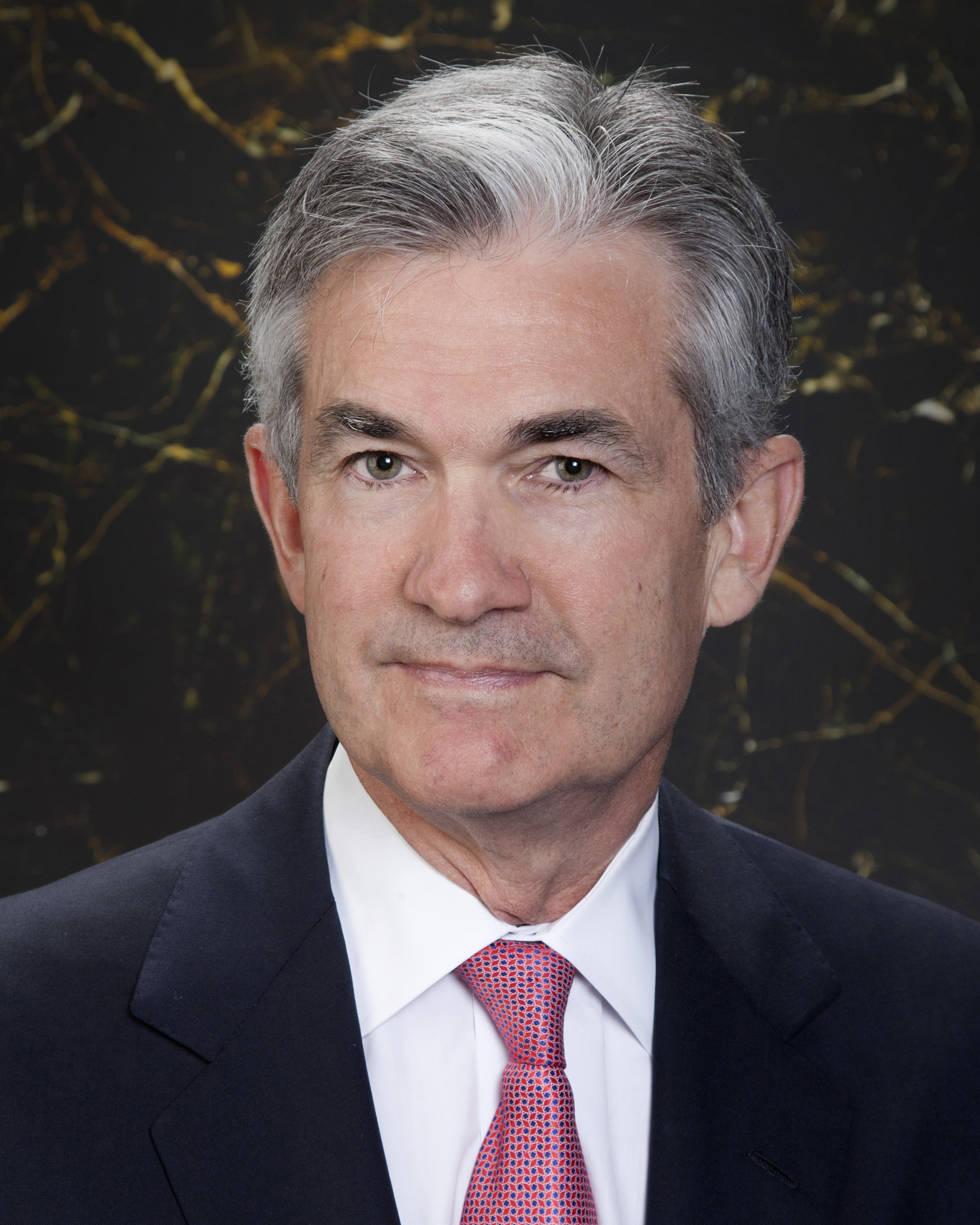
ジェローム・パウエル 2020 & 2019
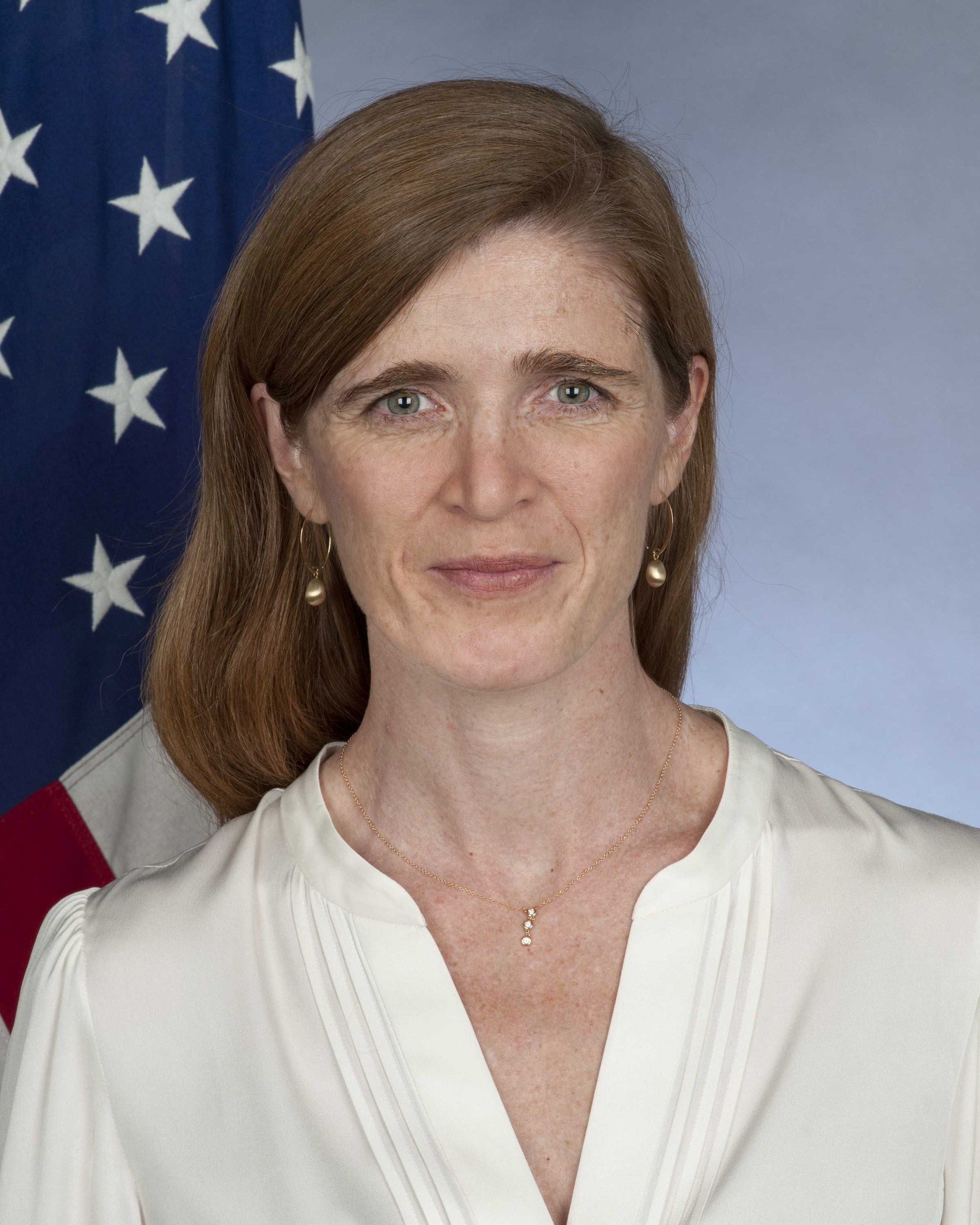
サマンサ・パワー 2015 & 2004
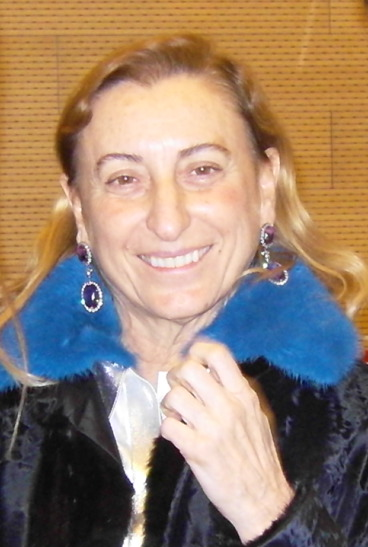
ミウッチャ・プラダ 2025 & 2005
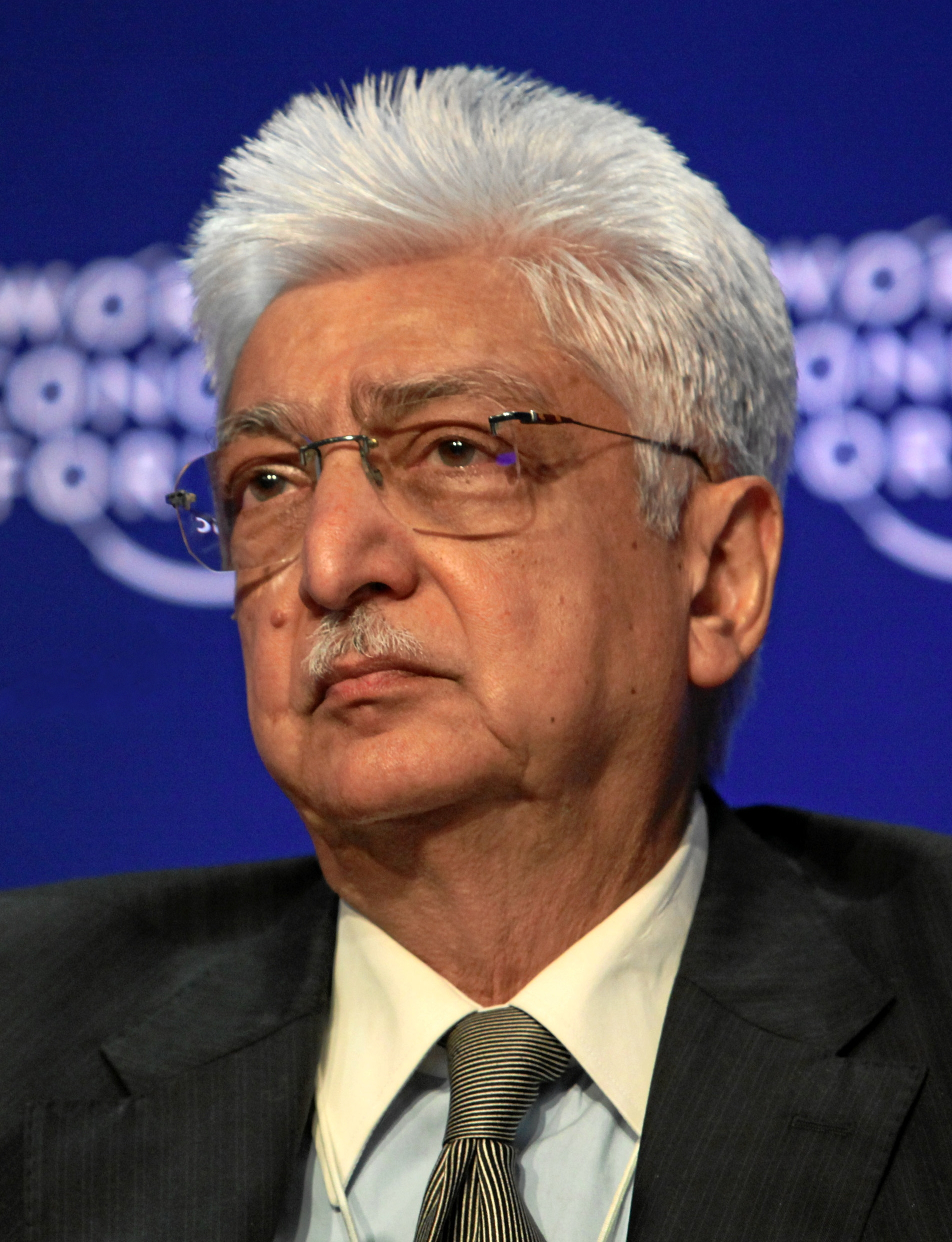
アジム・プレムジ 2011 & 2004
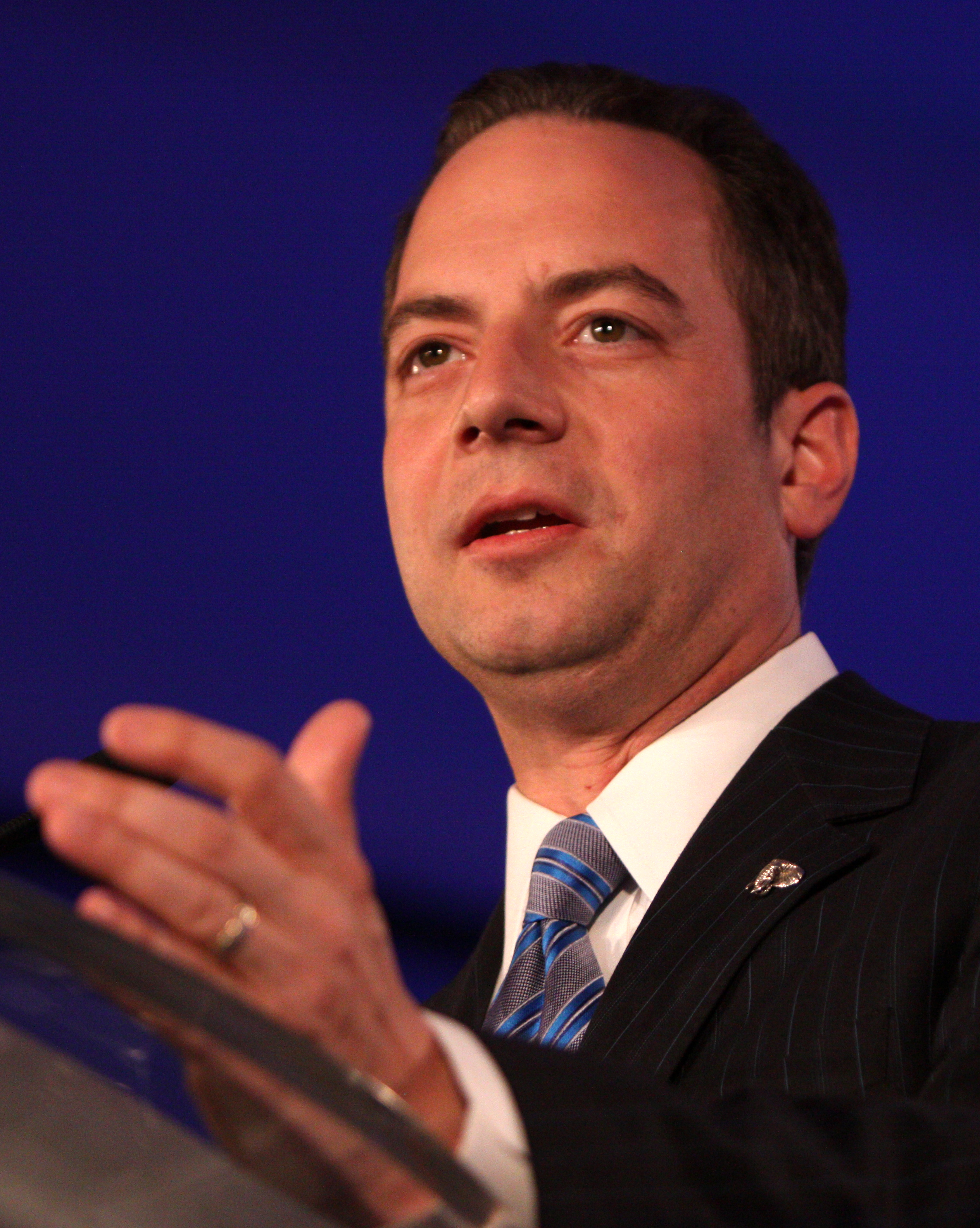
ラインス・プリーバス 2017  & 2016
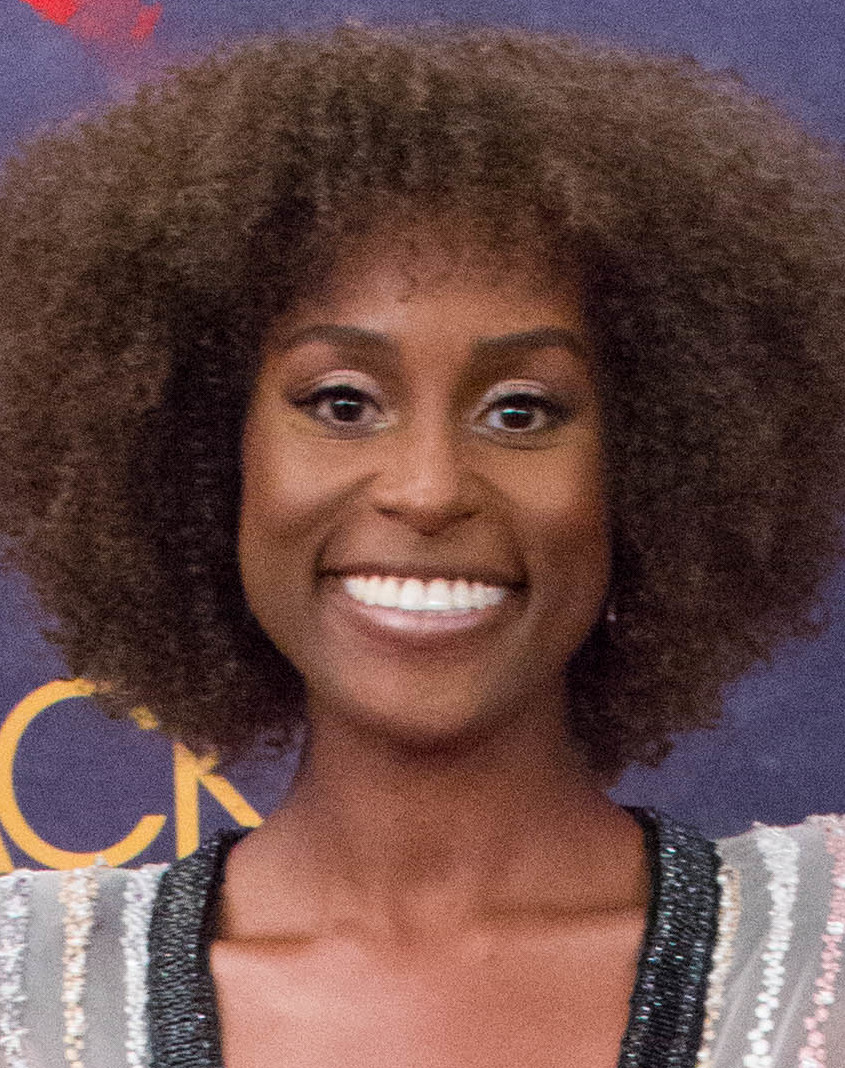
イッサ・レイ（英語: Issa Rae） 2022 & 2018 (2017は最終選考)
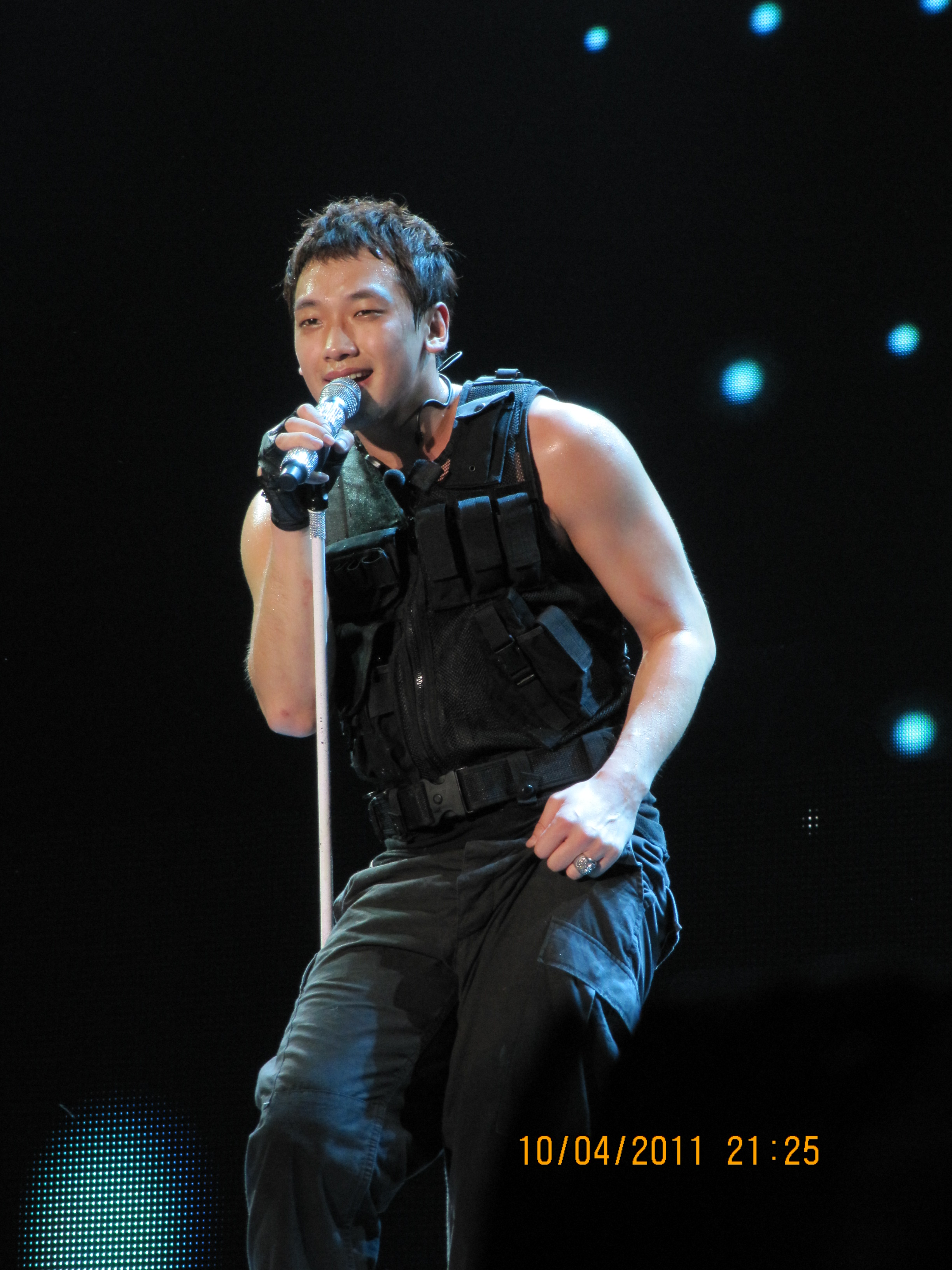
RAIN 2011 & 2006 (2010, 2009, 2008, 2007は最終選考)
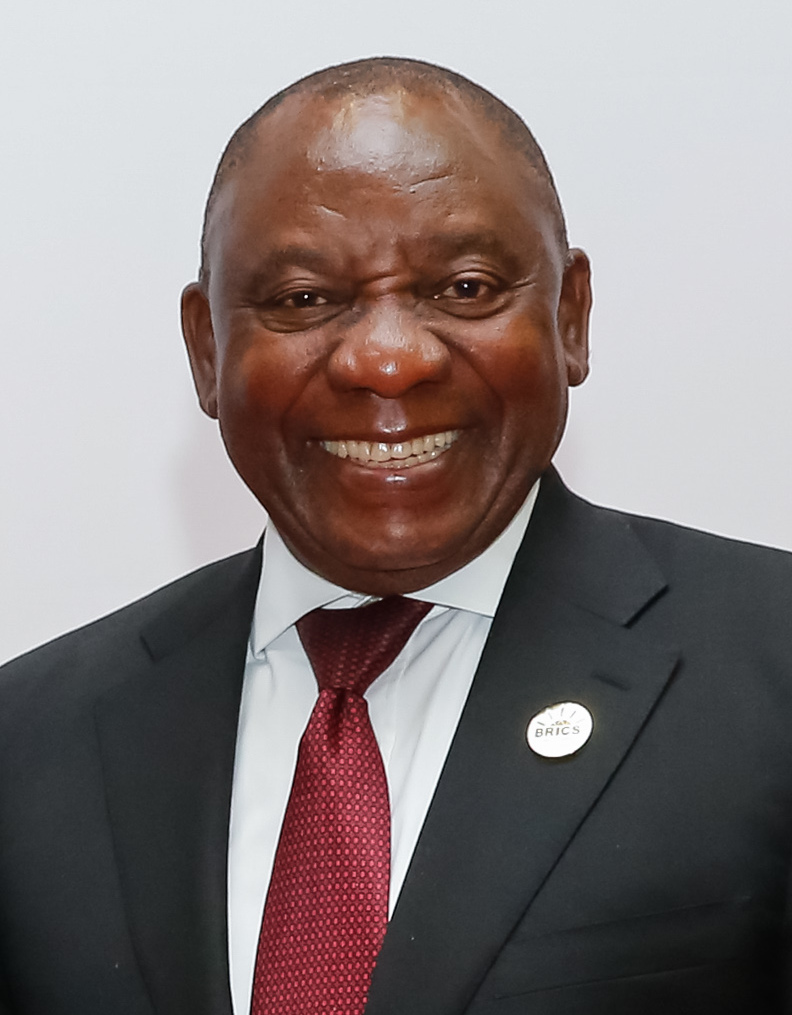
シリル・ラマポーザ 2019 & 2007 (2023, 2022, 2021, 2020は最終選考)
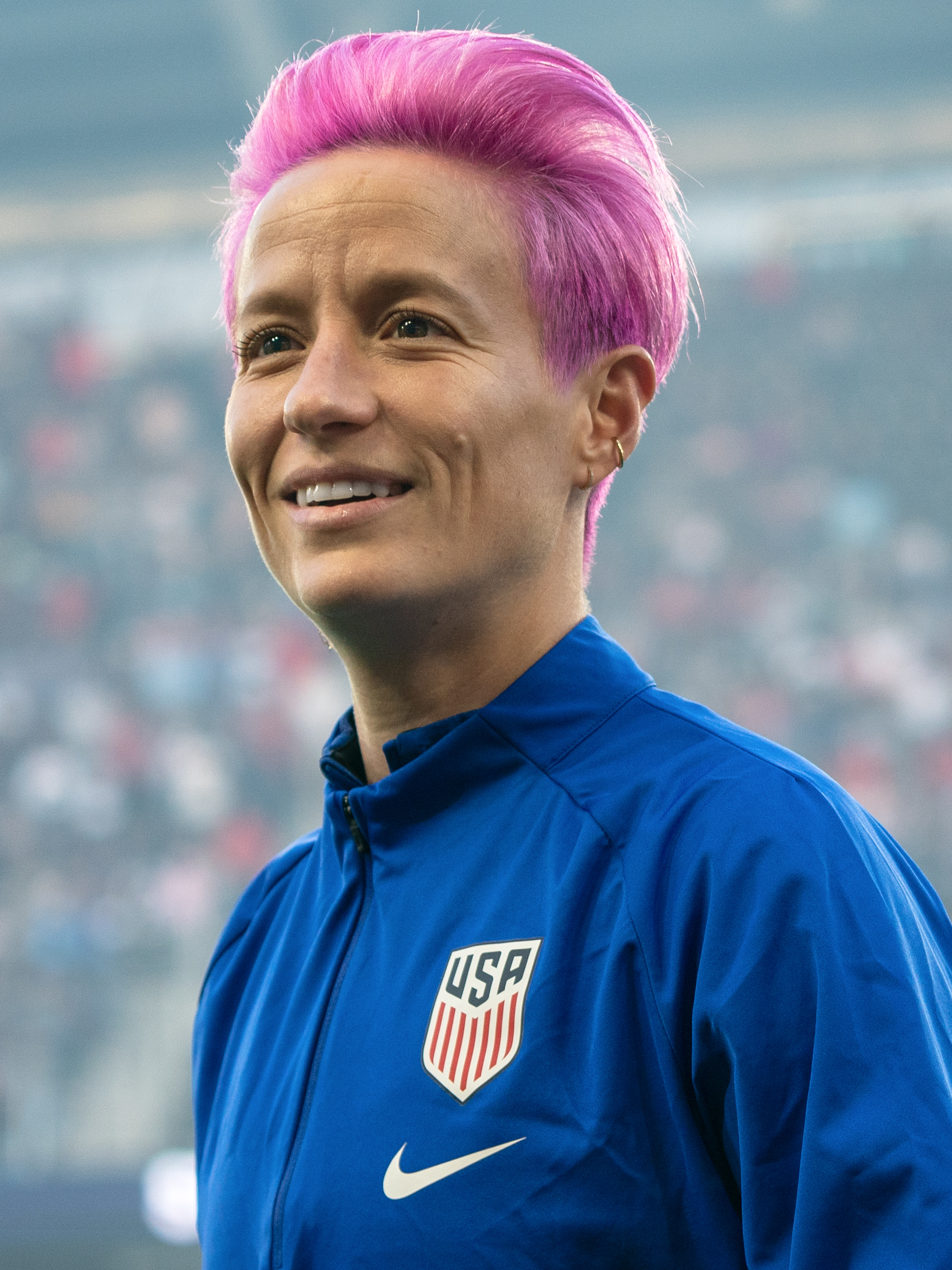
ミーガン・ラピノー 2022 & 2020 (2022はベッキー・サワーブラン（英語: Becky Sauerbrunn）及びアレックス・モーガンと共に掲載) (2023は最終選考)
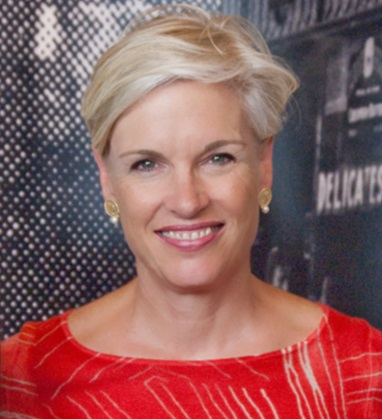
セシル・リチャーズ（英語: Cecile Richards） 2012 & 2011 (2016は最終選考)
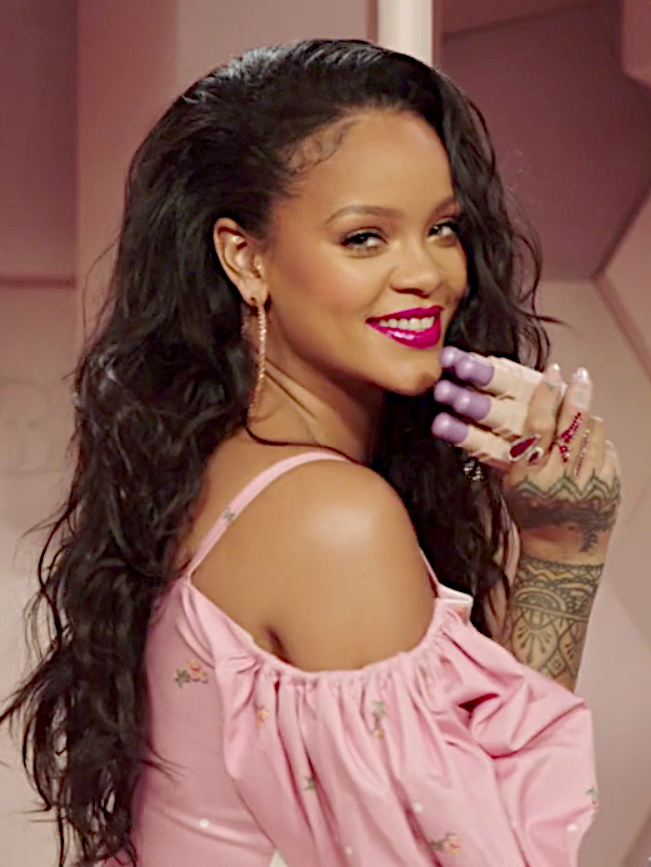
リアーナ 2018 & 2012 (2023, 2022, 2021, 2020, 2019, 2017, 2016, 2015, 2014, 2011は最終選考)
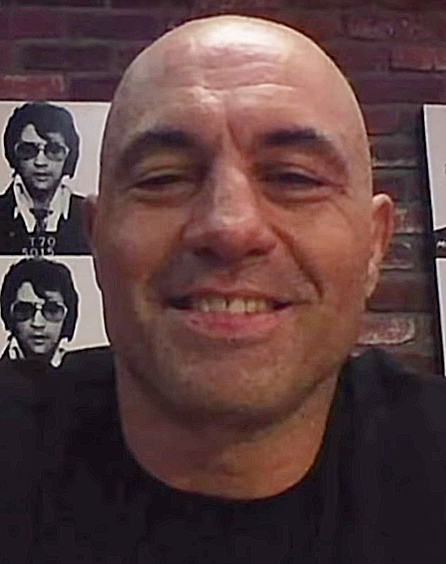
ジョー・ローガン 2025 & 2022
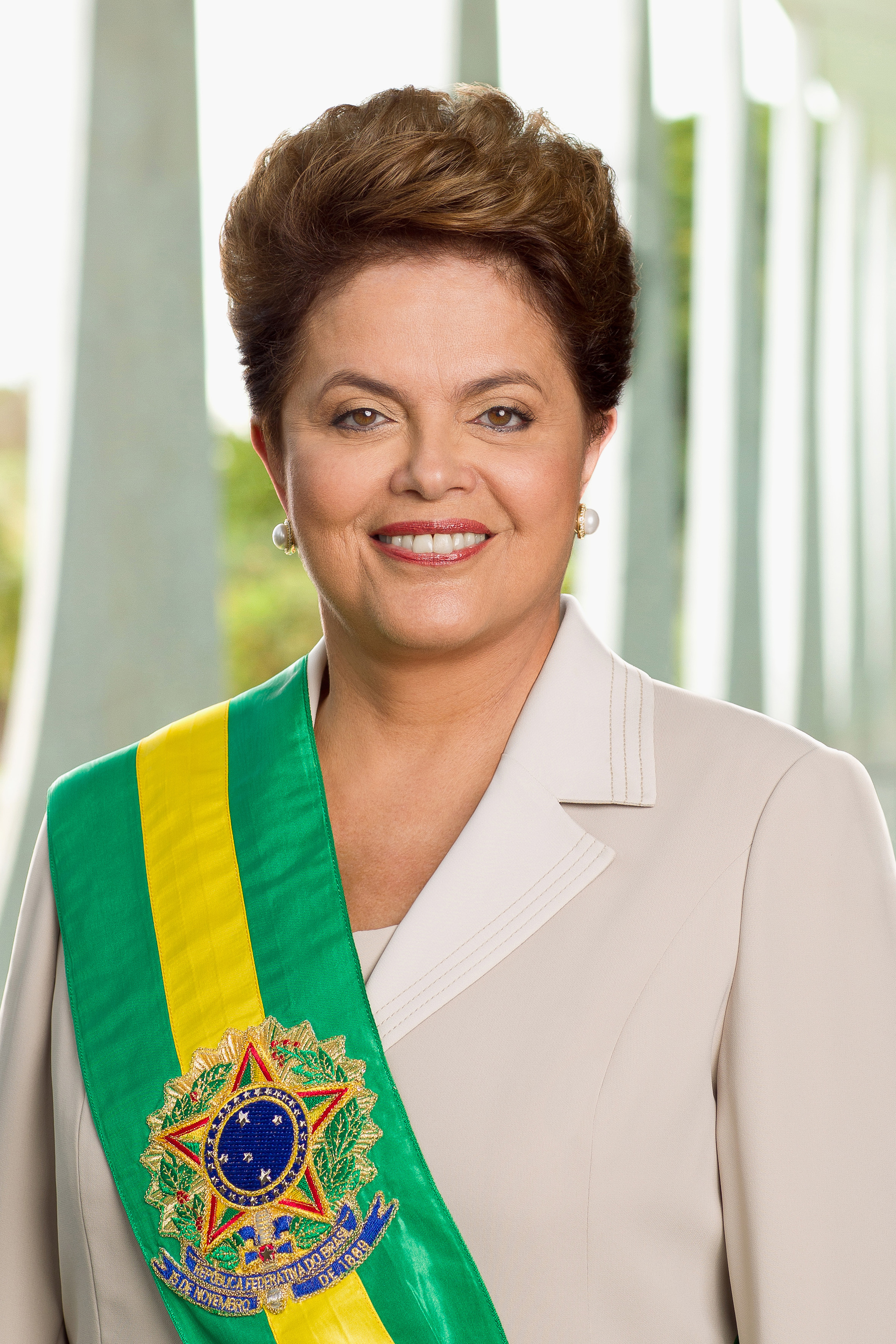
ジルマ・ルセフ 2012 & 2011 (2015, 2013は最終選考)
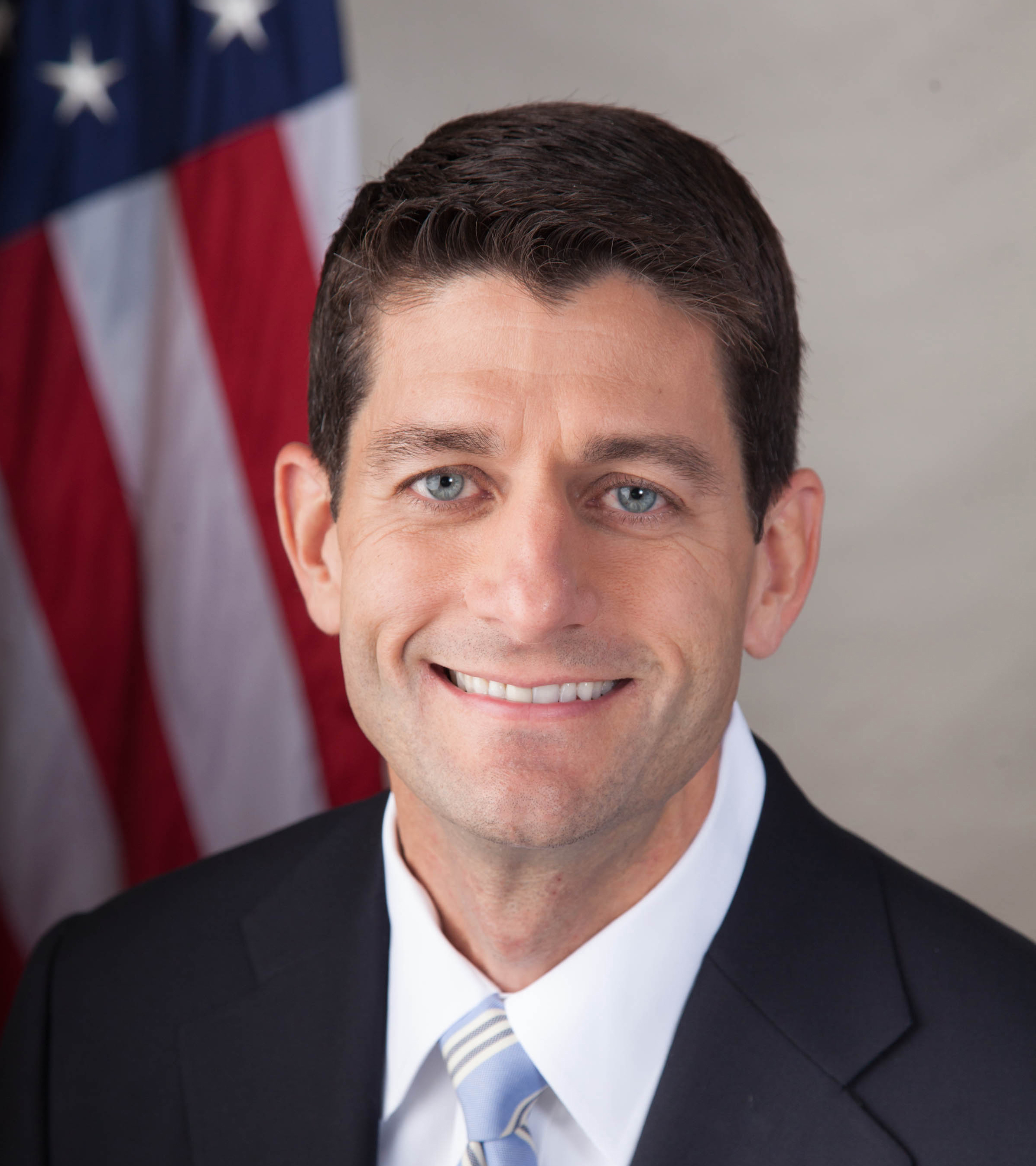
ポール・ライアン 2016 & 2011 (2018, 2017, 2012は最終選考)
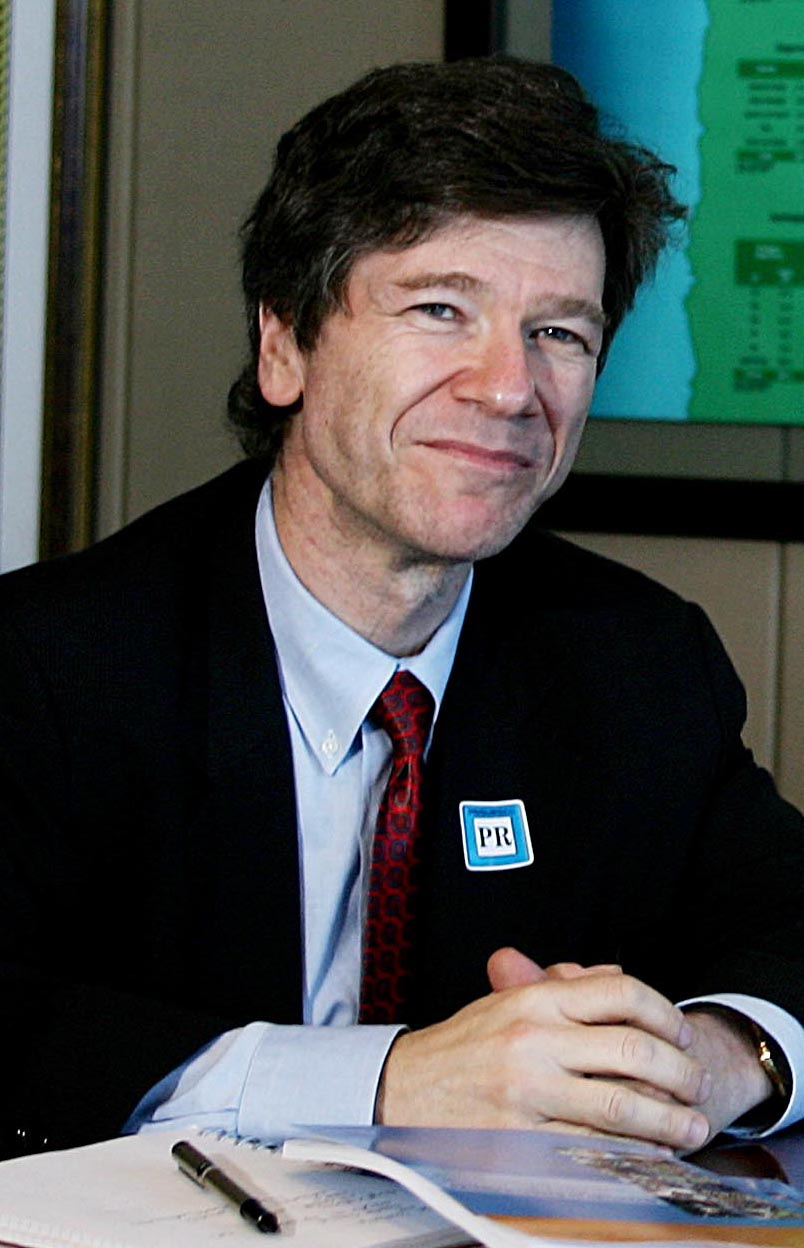
ジェフリー・サックス 2005 & 2004 (2008は最終選考)
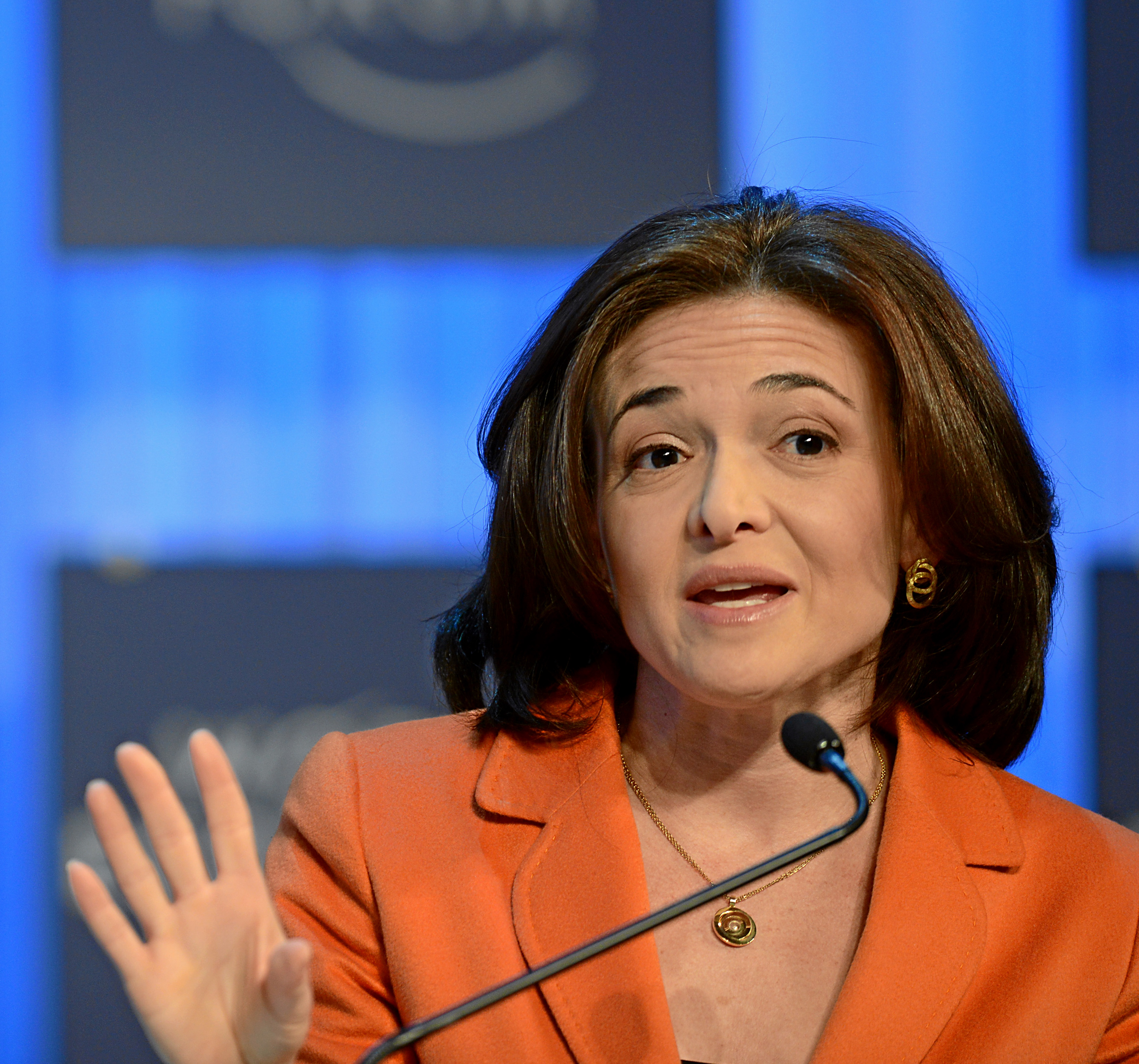
シェリル・サンドバーグ 2013 & 2012 (2019, 2018, 2017, 2016, 2015, 2014は最終選考)
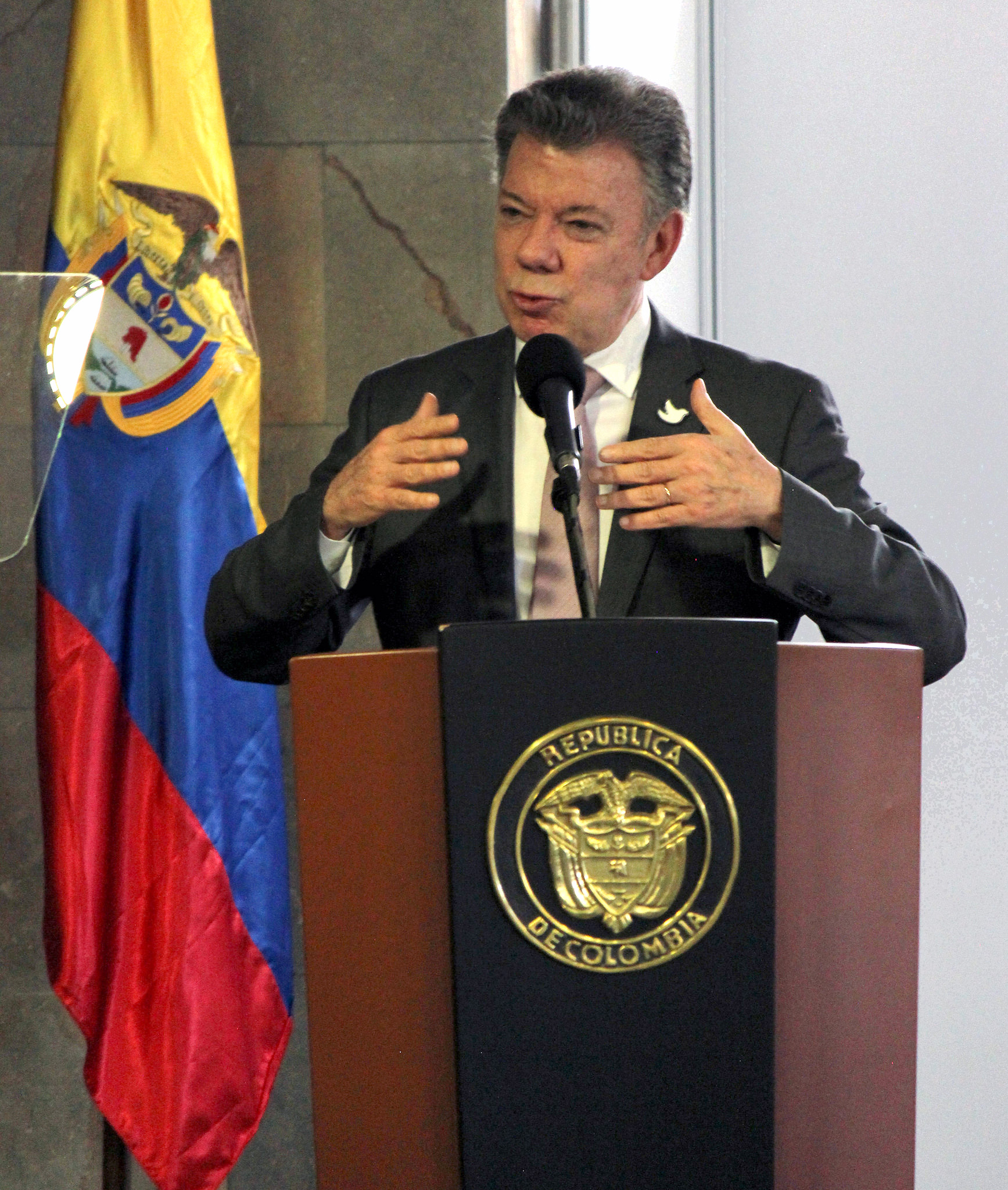
フアン・マヌエル・サントス 2017 & 2012
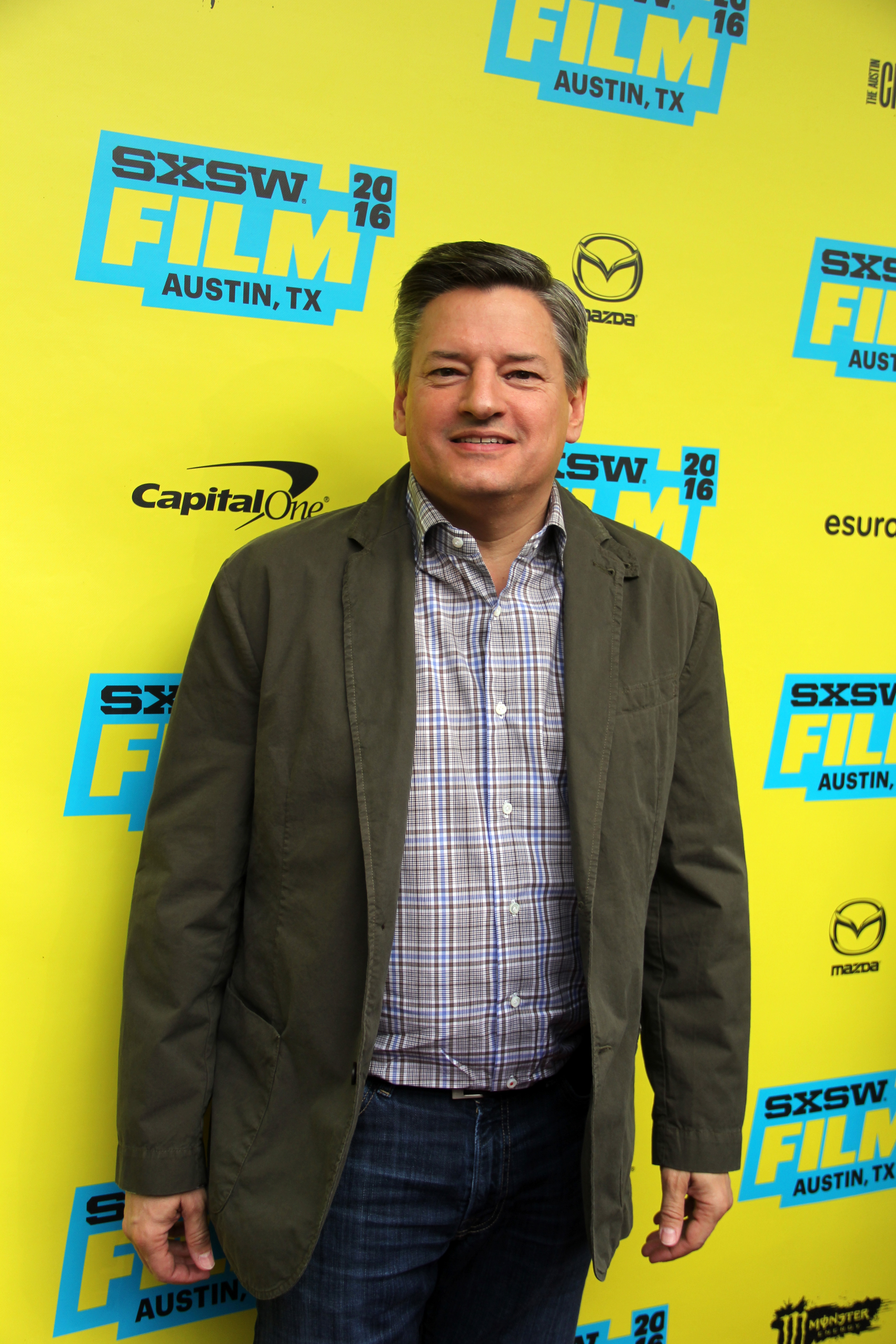
テッド・サランドス（英語: Ted Sarandos） 2025 & 2013 (2022, 2021は最終選考)
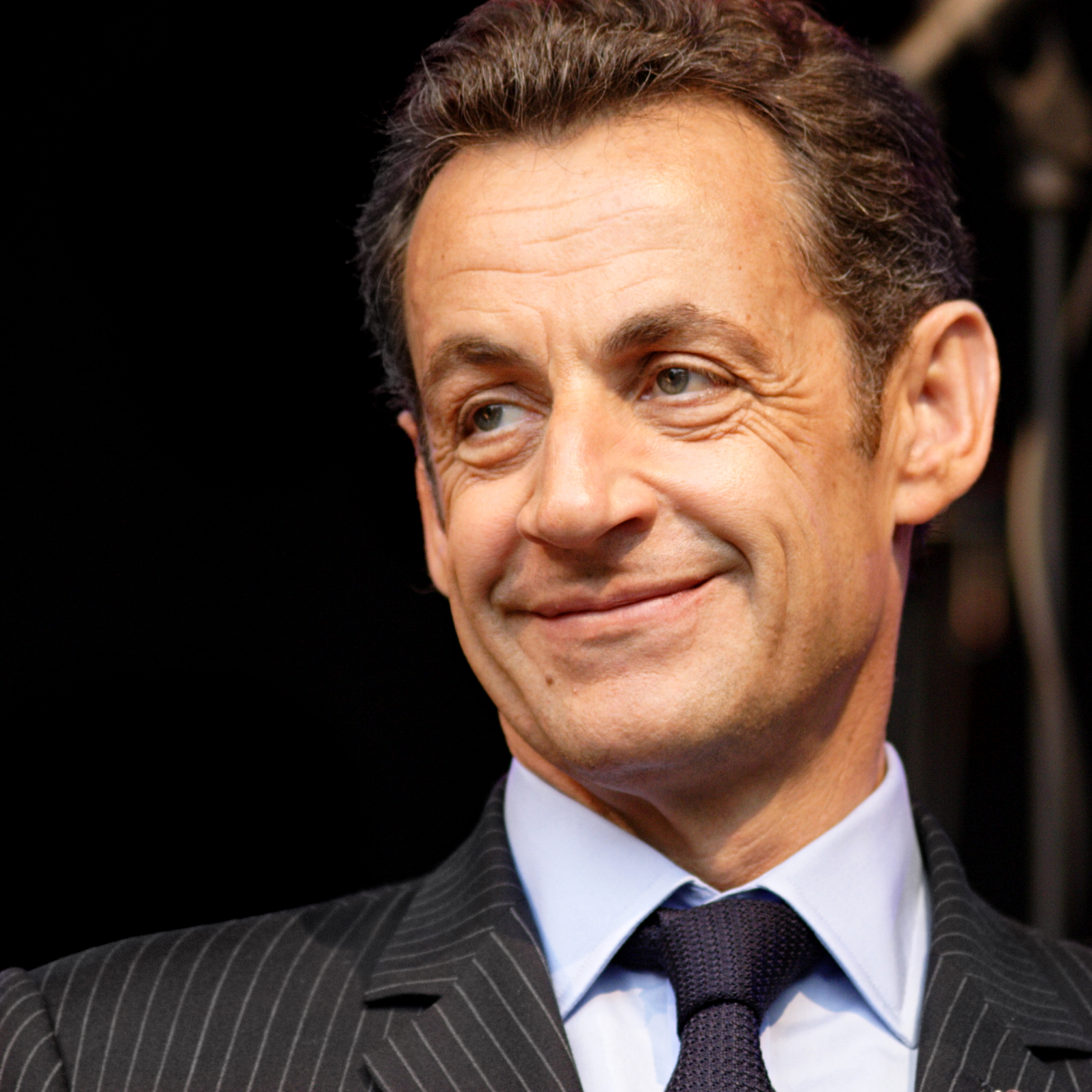
ニコラ・サルコジ 2011 & 2009 (2012, 2010, 2008は最終選考)
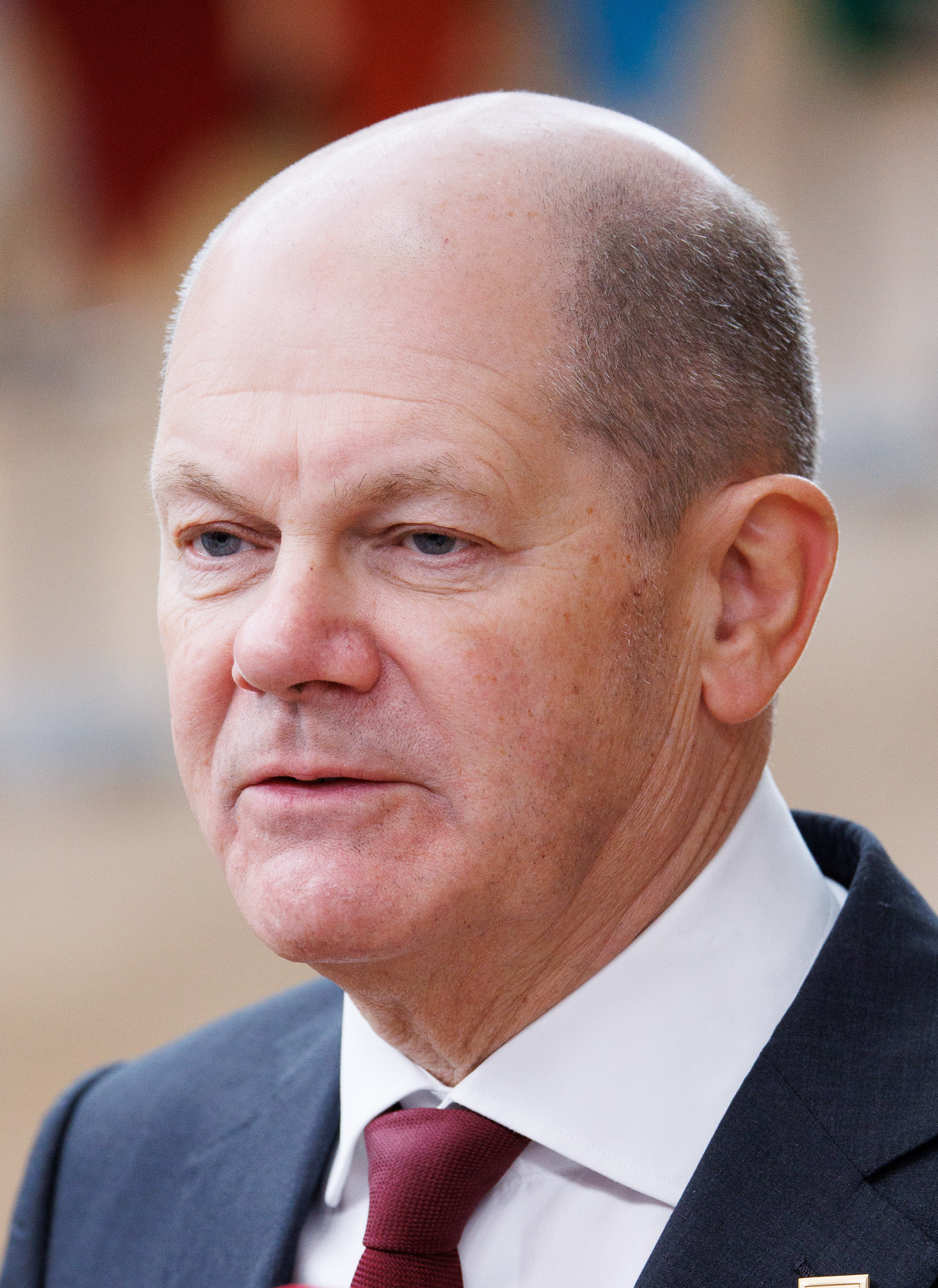
オラフ・ショルツ 2023 & 2022
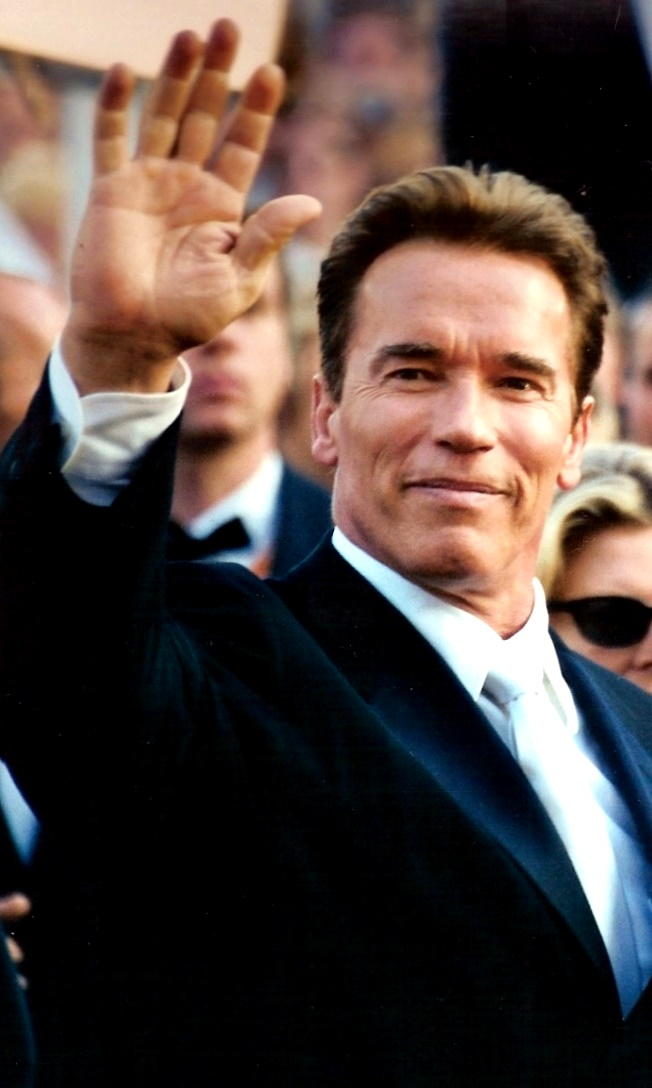
アーノルド・シュワルツェネッガー 2007 & 2004 (2010, 2009, 2008は最終選考)
リー・スコット（英語: Lee Scott） 2005 & 2004
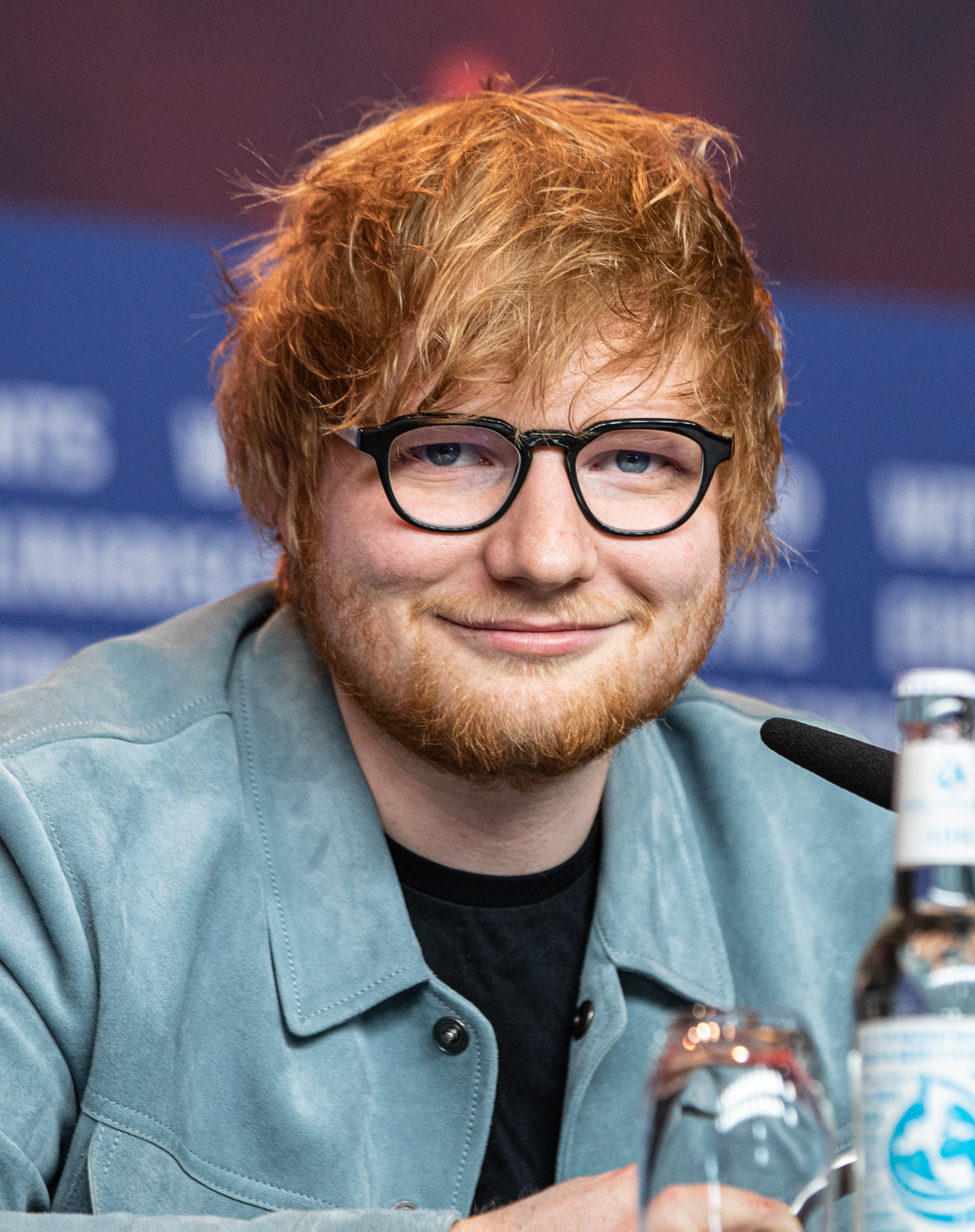
エド・シーラン 2025 & 2017
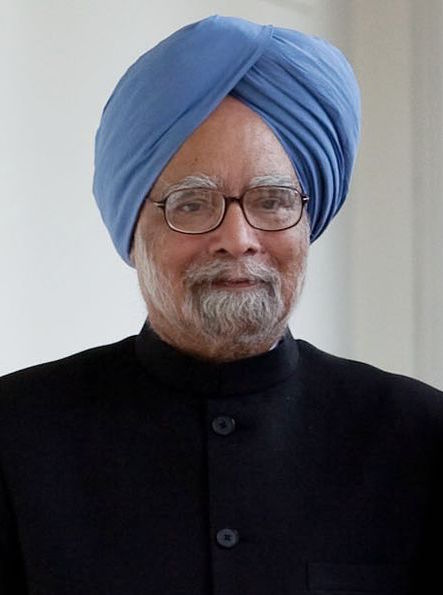
マンモハン・シン 2010 & 2005 (2007は最終選考)
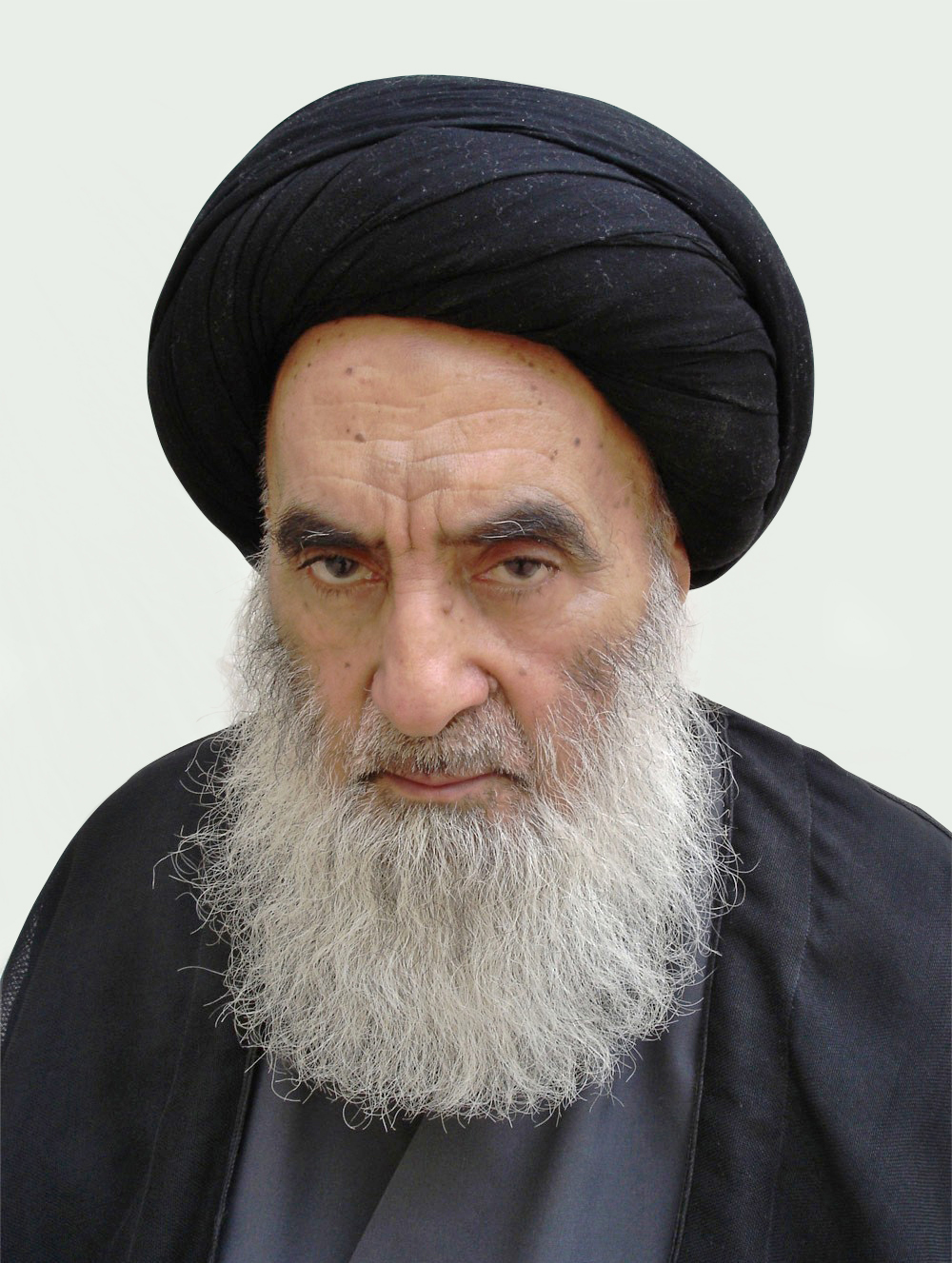
アリー・スィースターニー 2005 & 2004
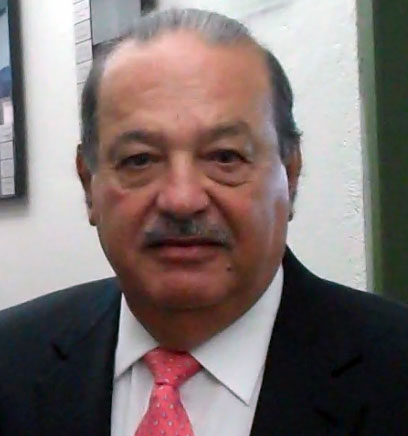
カルロス・スリム 2009 & 2008 (2010は最終選考)
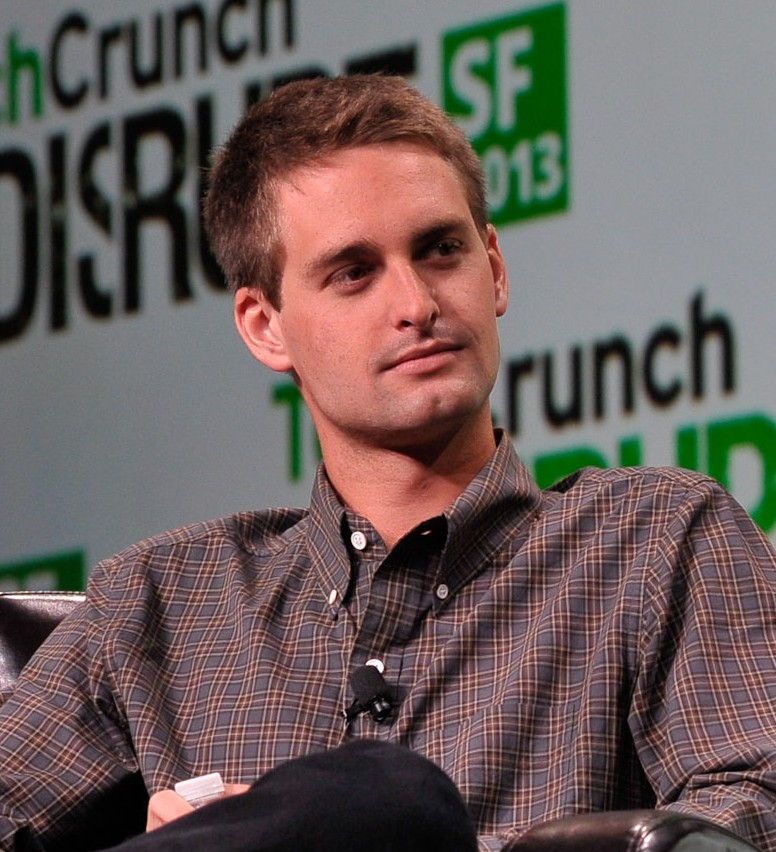
エヴァン・シュピーゲル 2017 & 2014 (2014はボビー・マーフィーと共に掲載) (2013は最終選考)
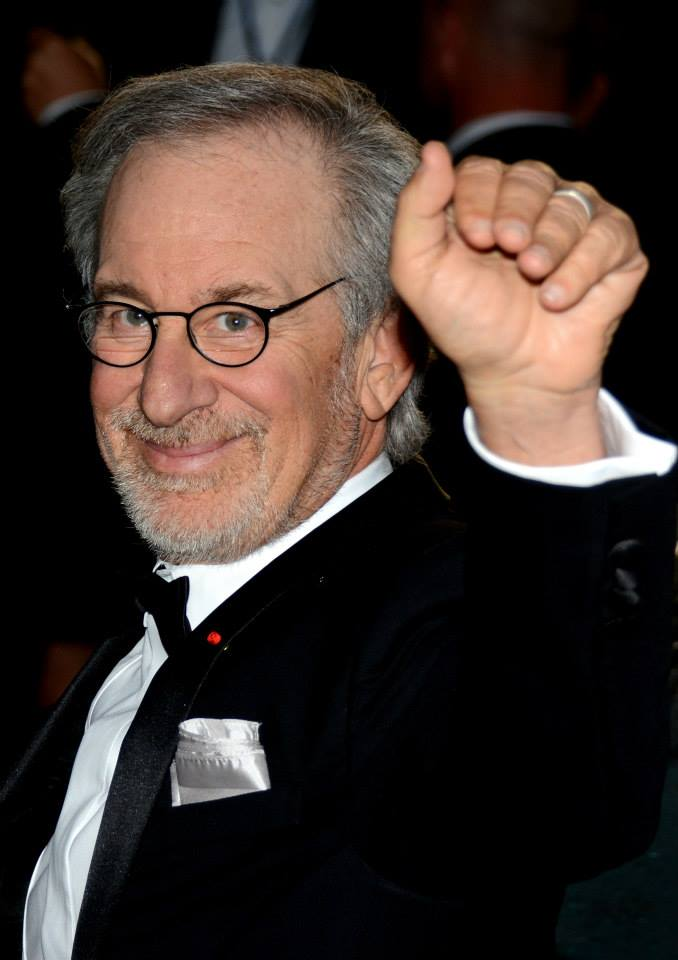
スティーヴン・スピルバーグ 2013 & 20世紀 (2023は最終選考)
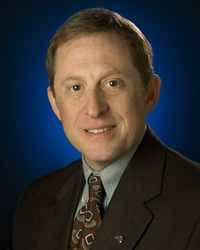
アラン・スターン（英語: Alan Stern） 2016 & 2007
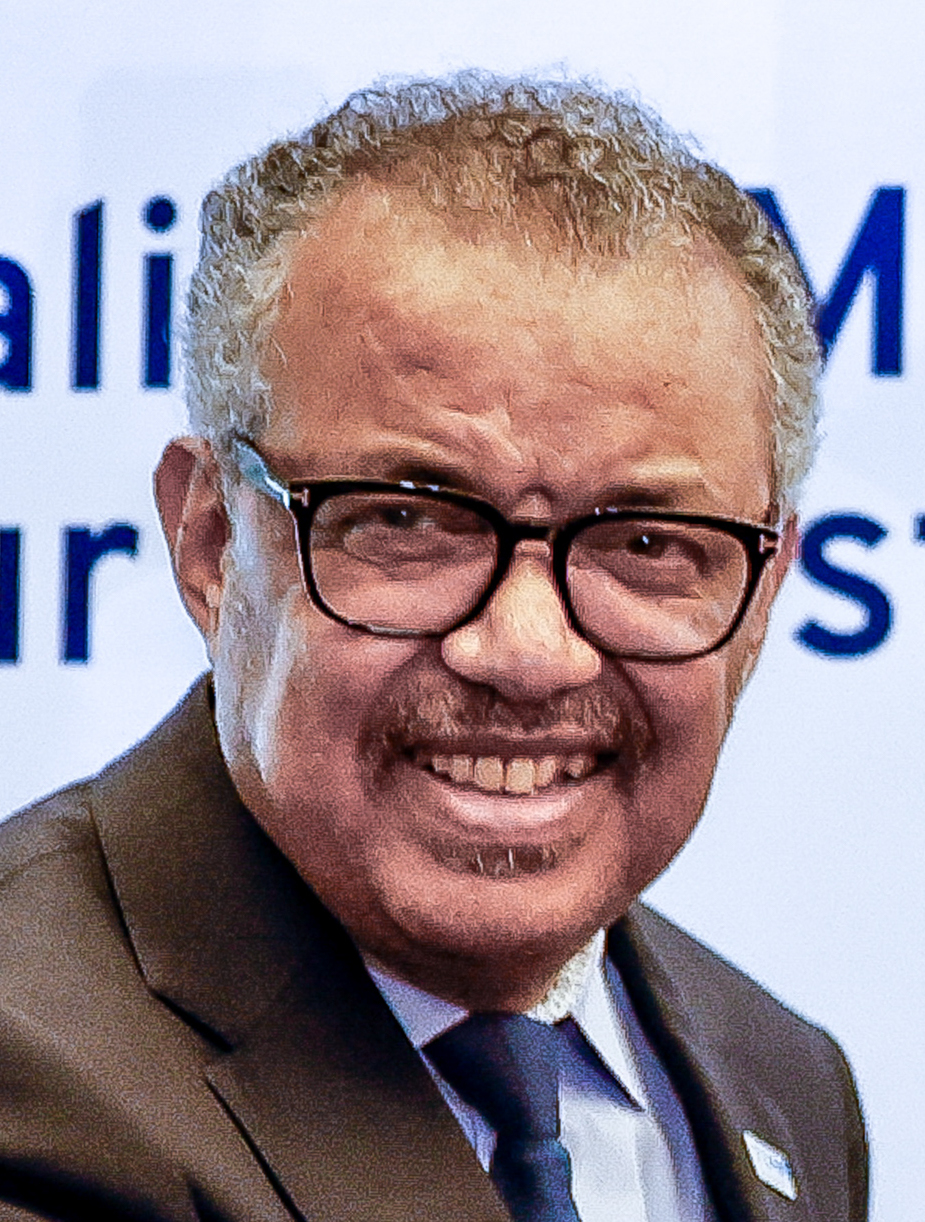
テドロス・アダノム 2025 & 2020 (2023, 2022, 2021は最終選考)
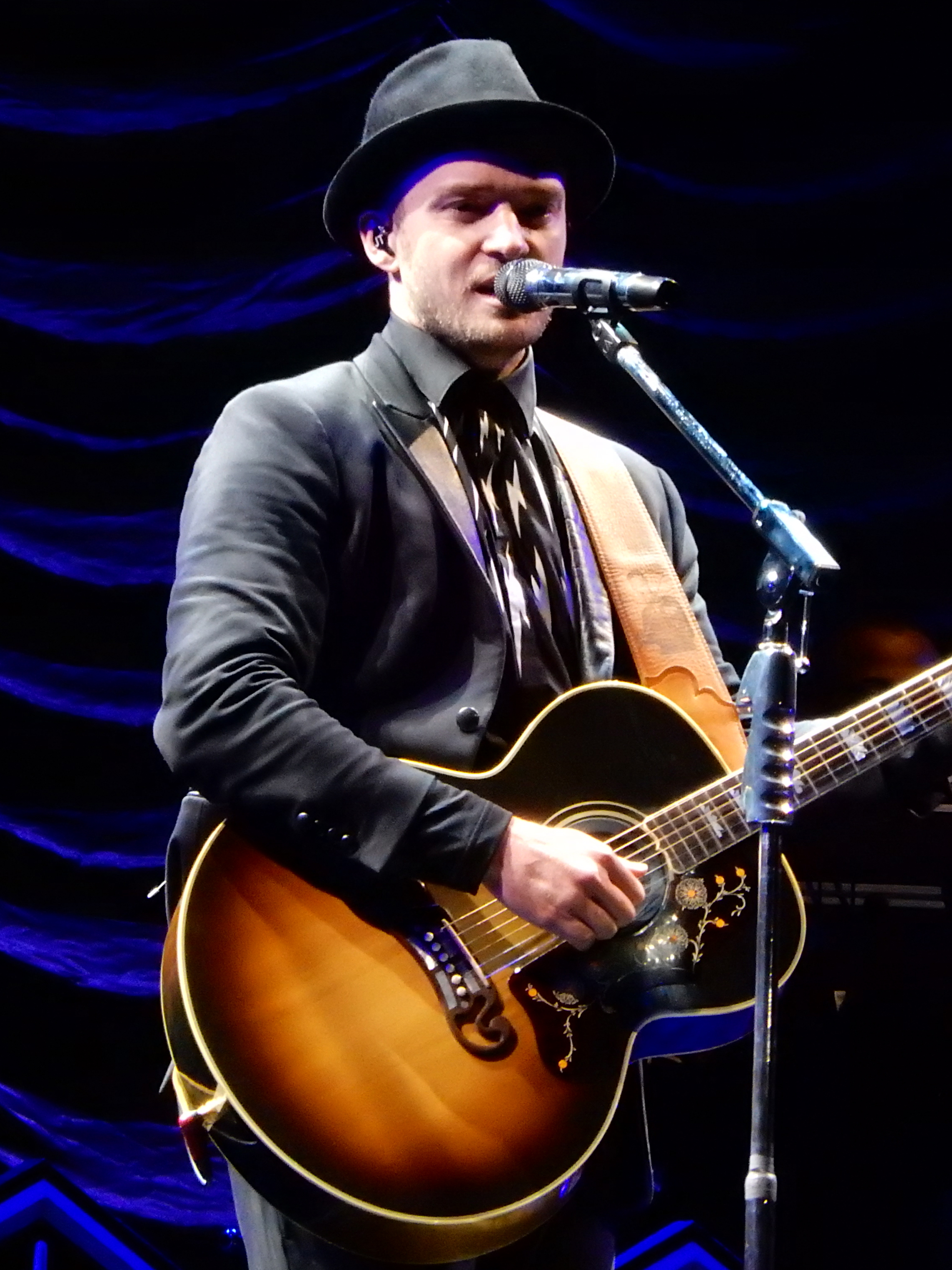
ジャスティン・ティンバーレイク 2013 & 2007
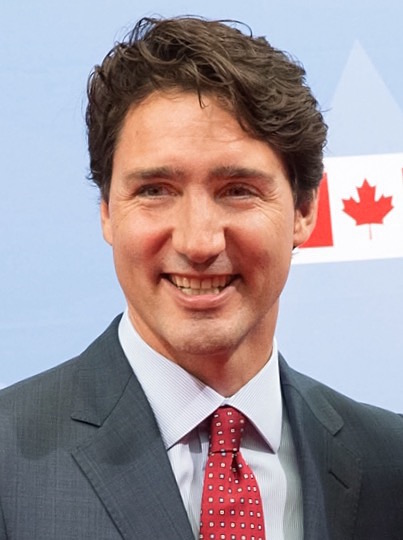
ジャスティン・トルドー 2018 & 2016 (2023, 2020, 2019, 2017は最終選考)
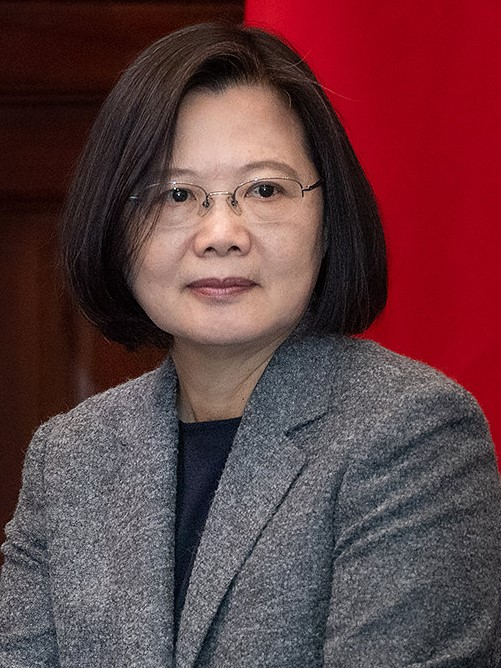
蔡英文 2020 & 2016 (2023, 2022, 2021は最終選考)
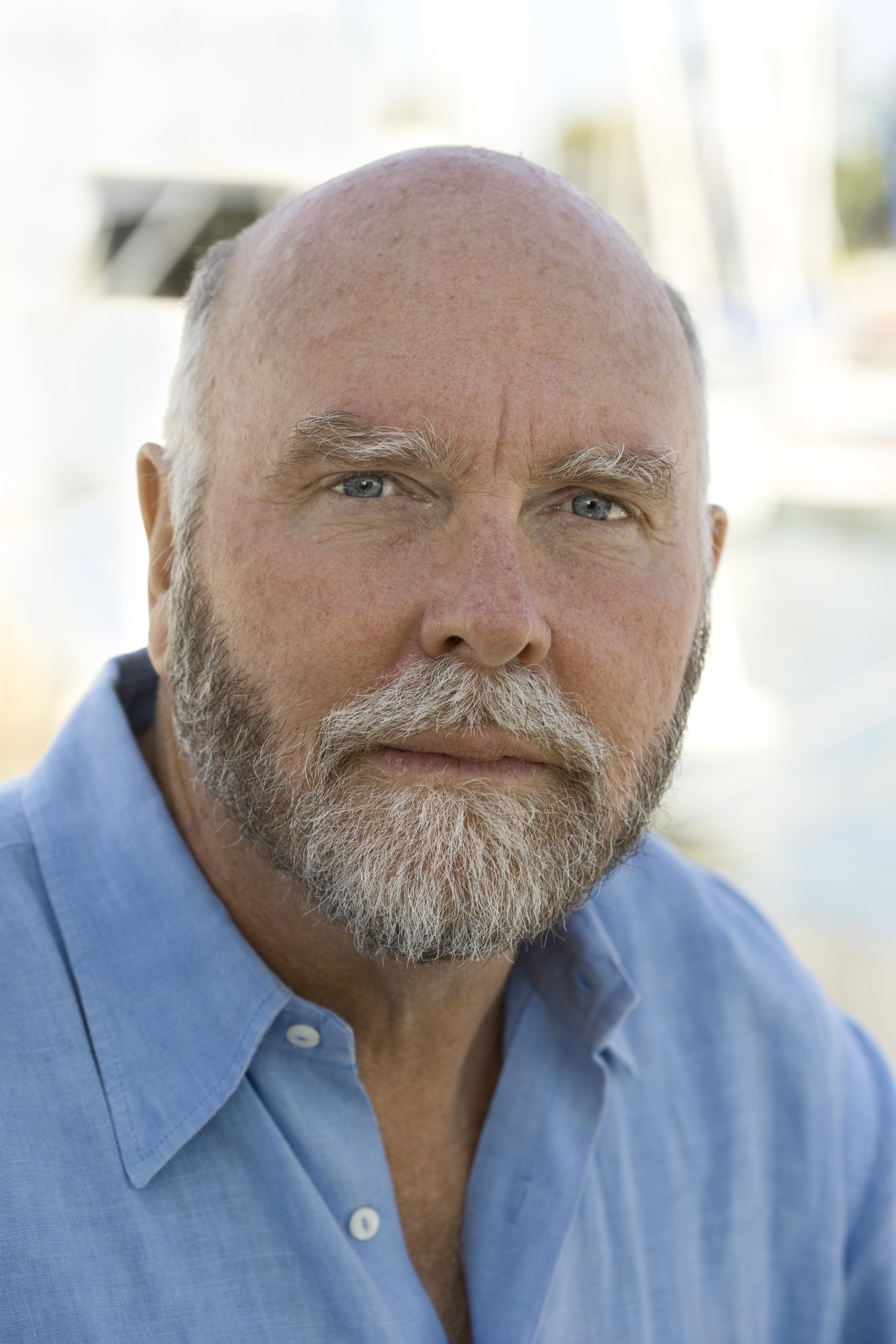
クレイグ・ヴェンター 2007 & 2008 (2011, 2009は最終選考)
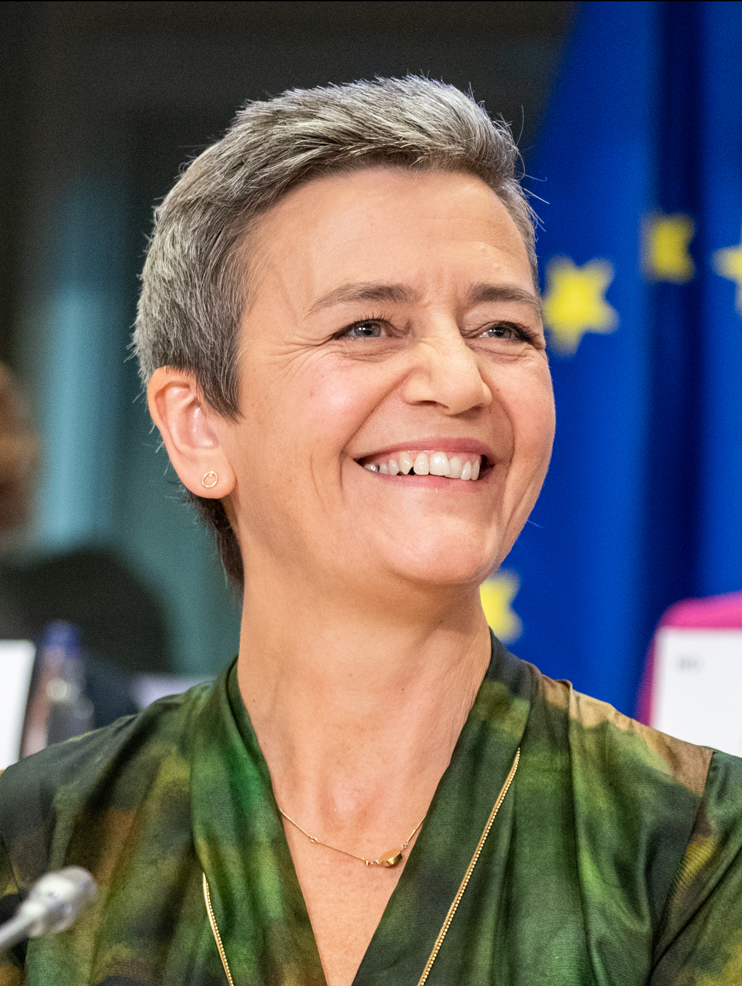
マルグレーテ・ベステアー（英語: Margrethe Vestager） 2023 & 2017 (2019は最終選考)
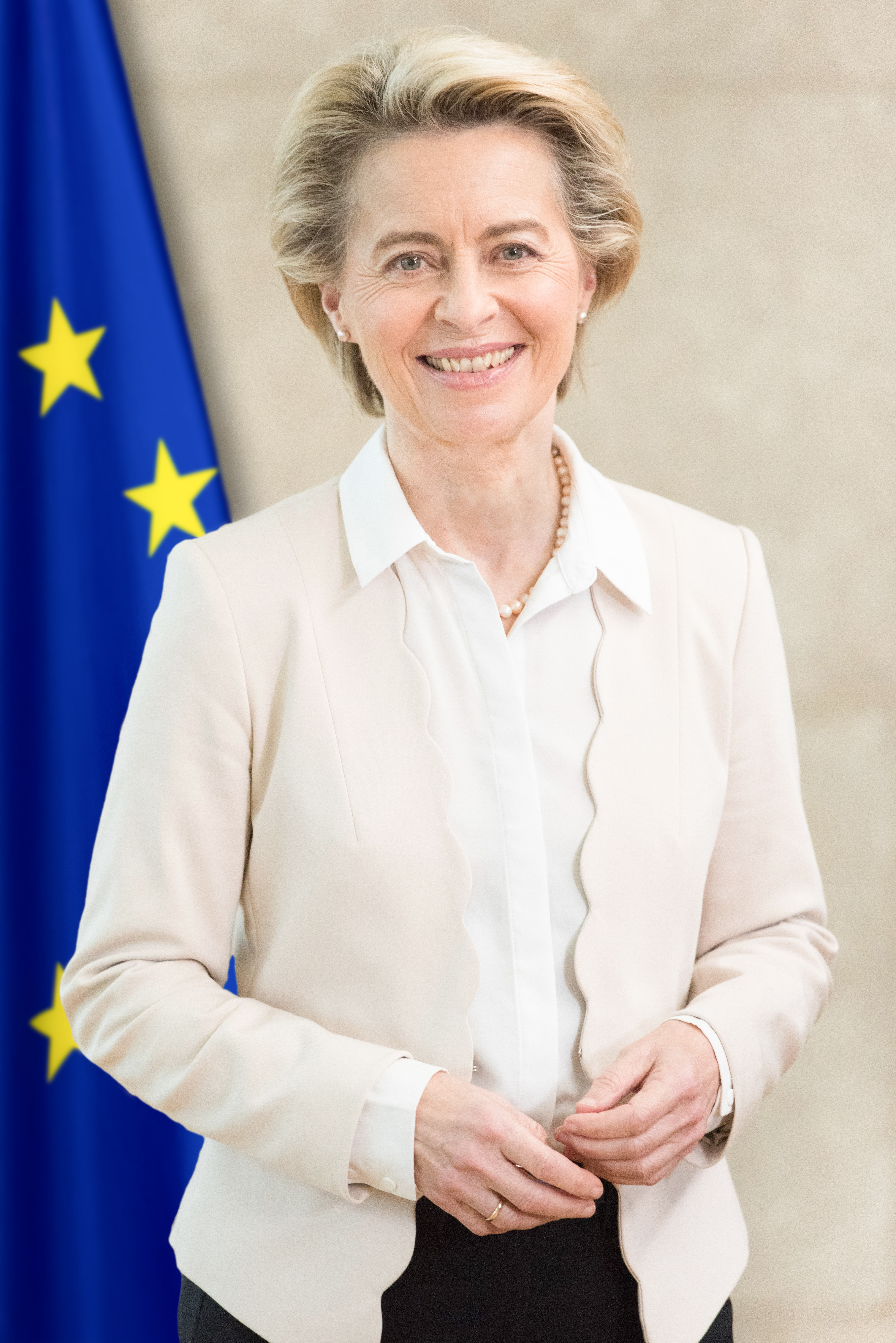
ウルズラ・フォン・デア・ライエン 2022 & 2020 (2023, 2021は最終選考)
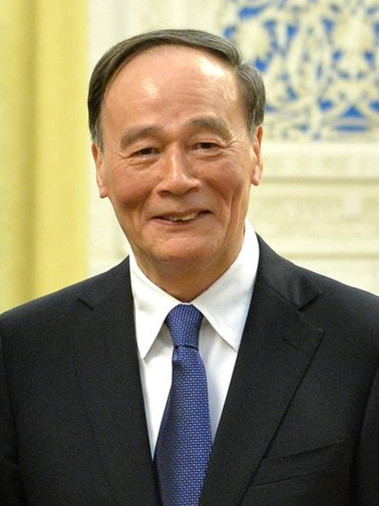
王岐山 2017 & 2009 (2010は最終選考)
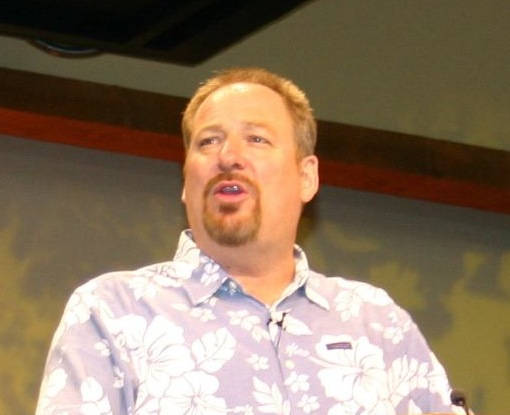
リック・ウォレン 2009 & 2005 (2007は最終選考)
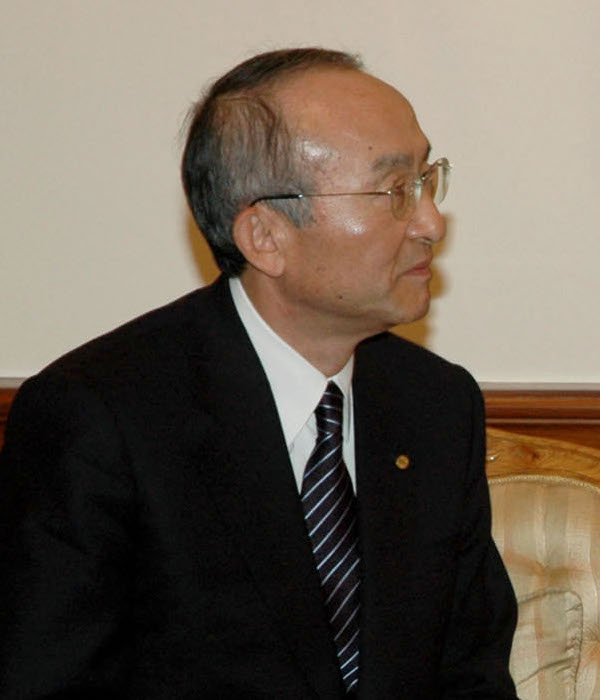
渡辺捷昭 2007 & 2005 (2008は最終選考)
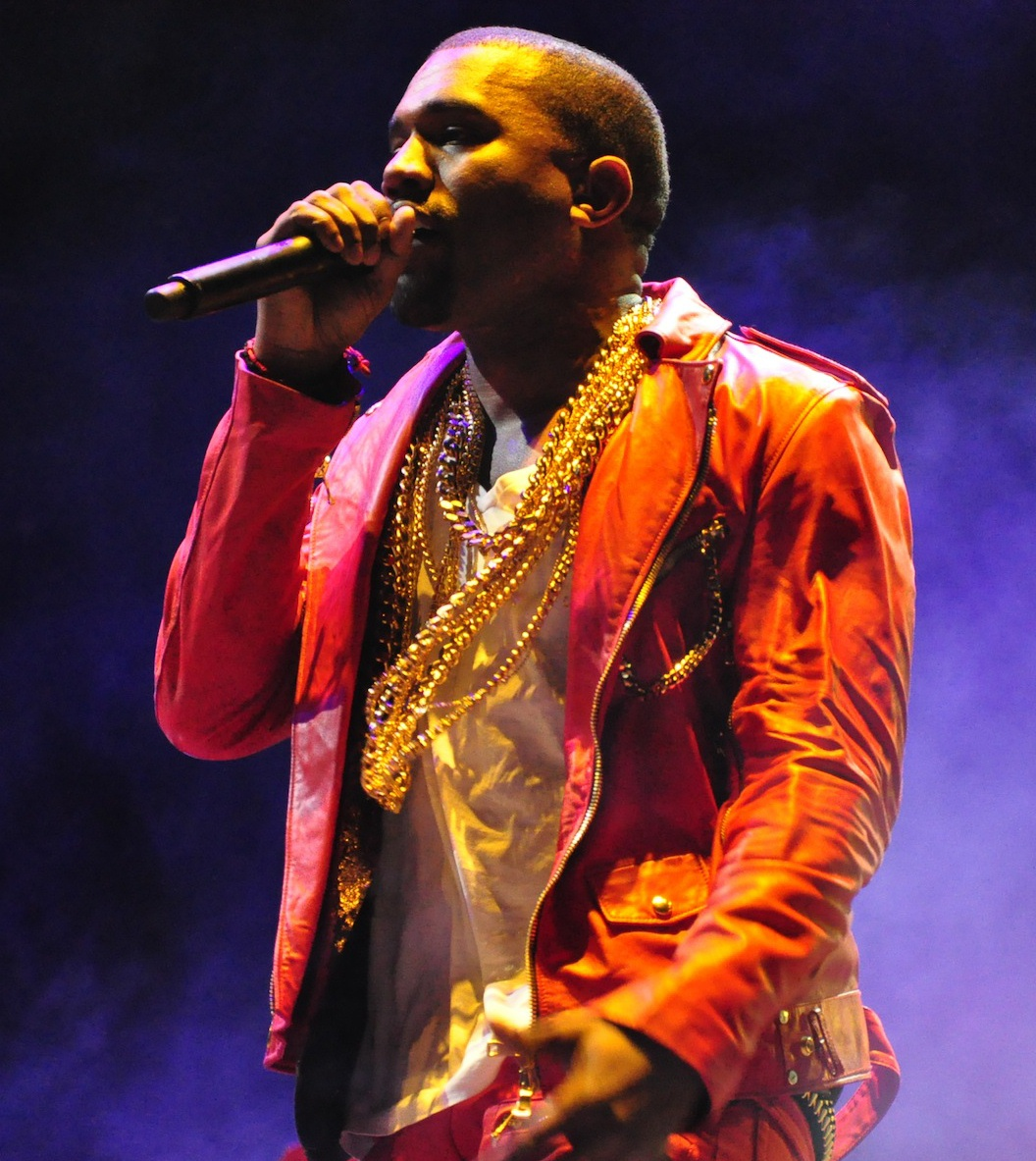
カニエ・ウェスト 2015 & 2005 (2017, 2016, 2014, 2011, 2010, 2009は最終選考)
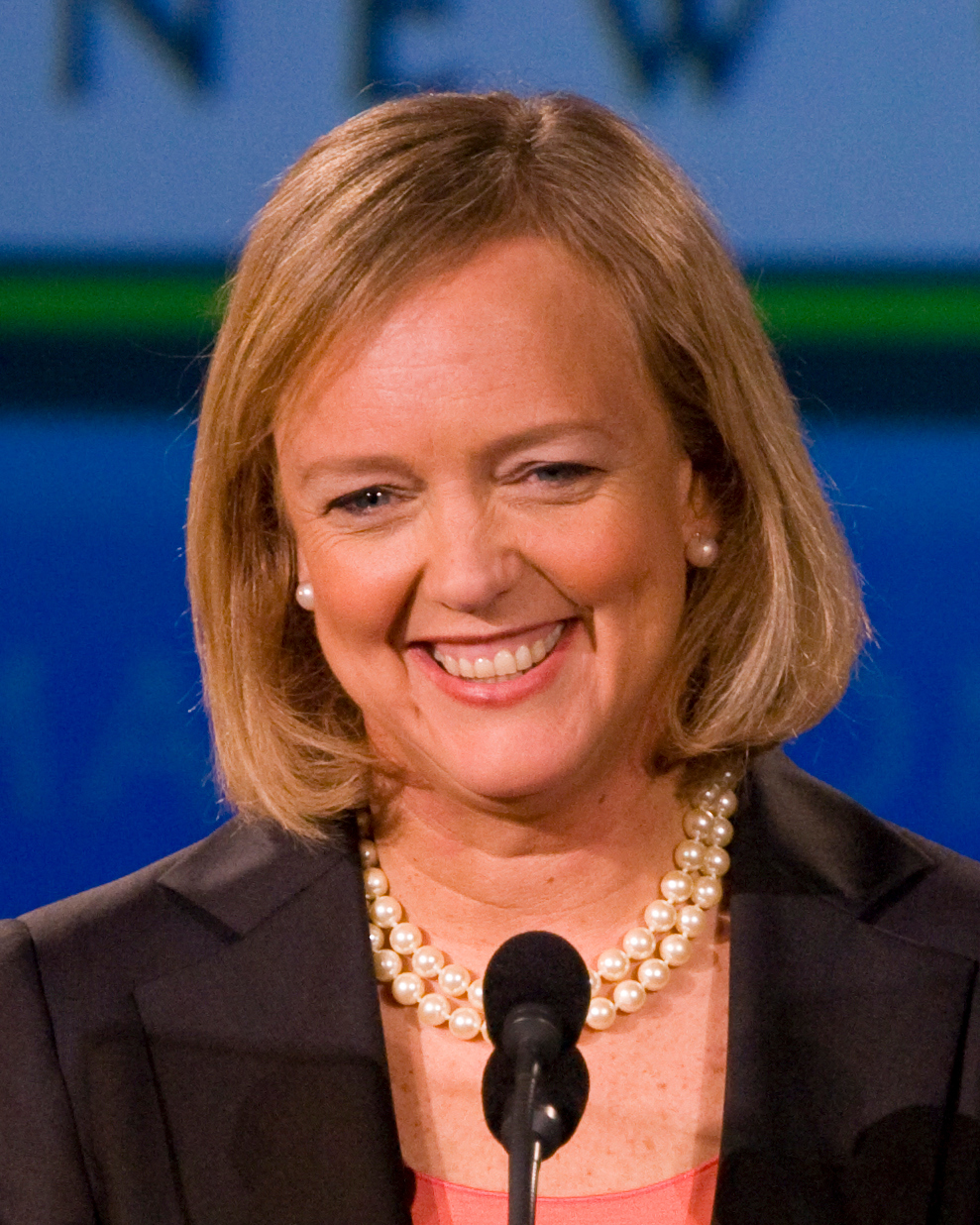
メグ・ホイットマン 2005 & 2004 (2015は最終選考)
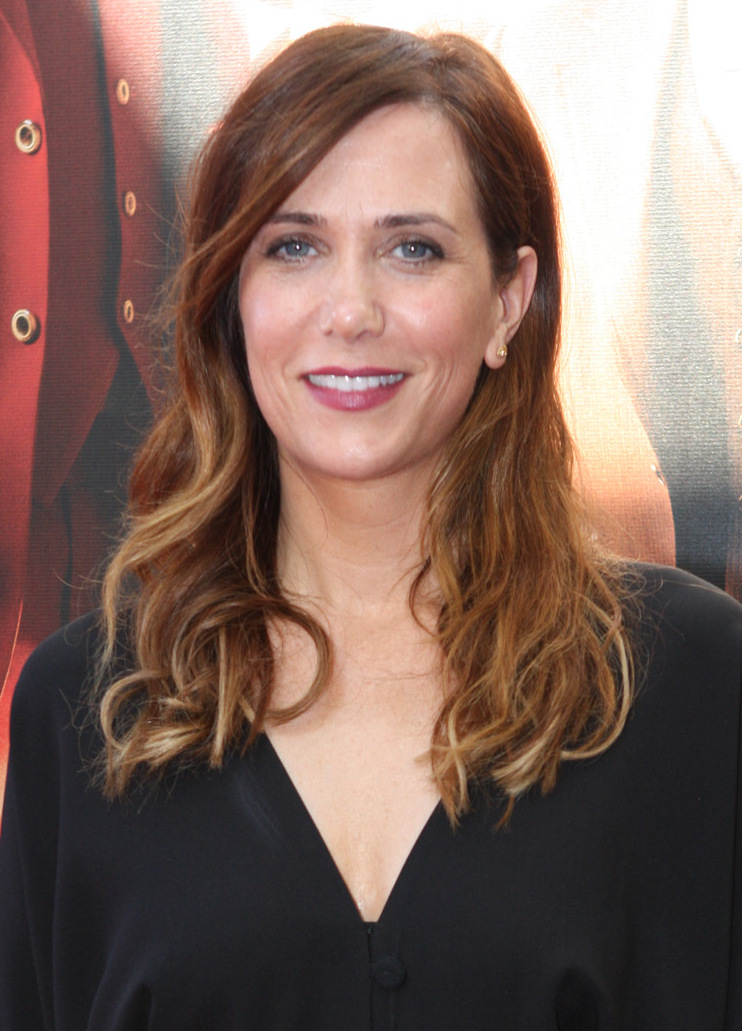
クリステン・ウィグ 2025 & 2012 (2010は最終選考)
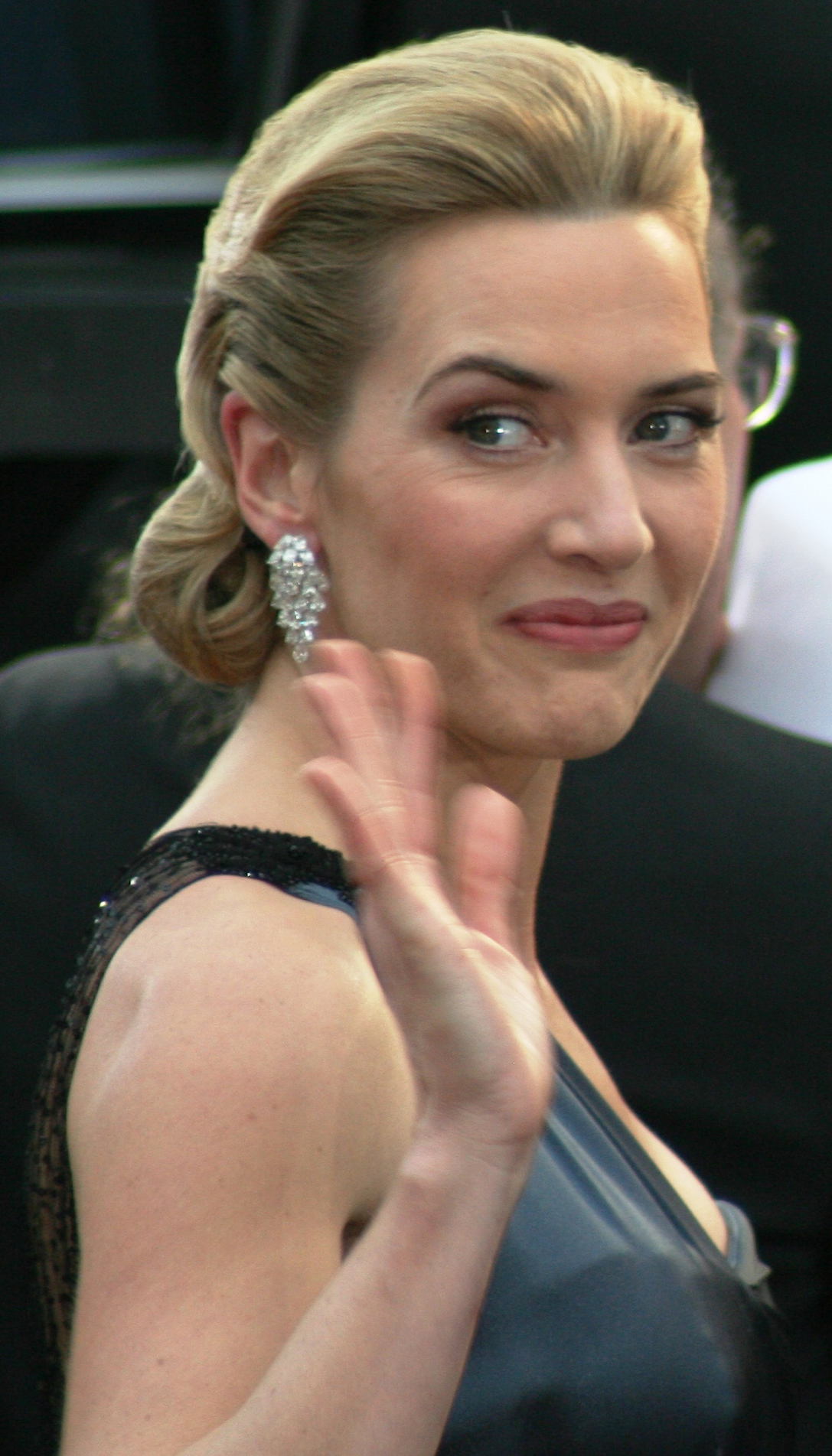
ケイト・ウィンスレット 2021 & 2009
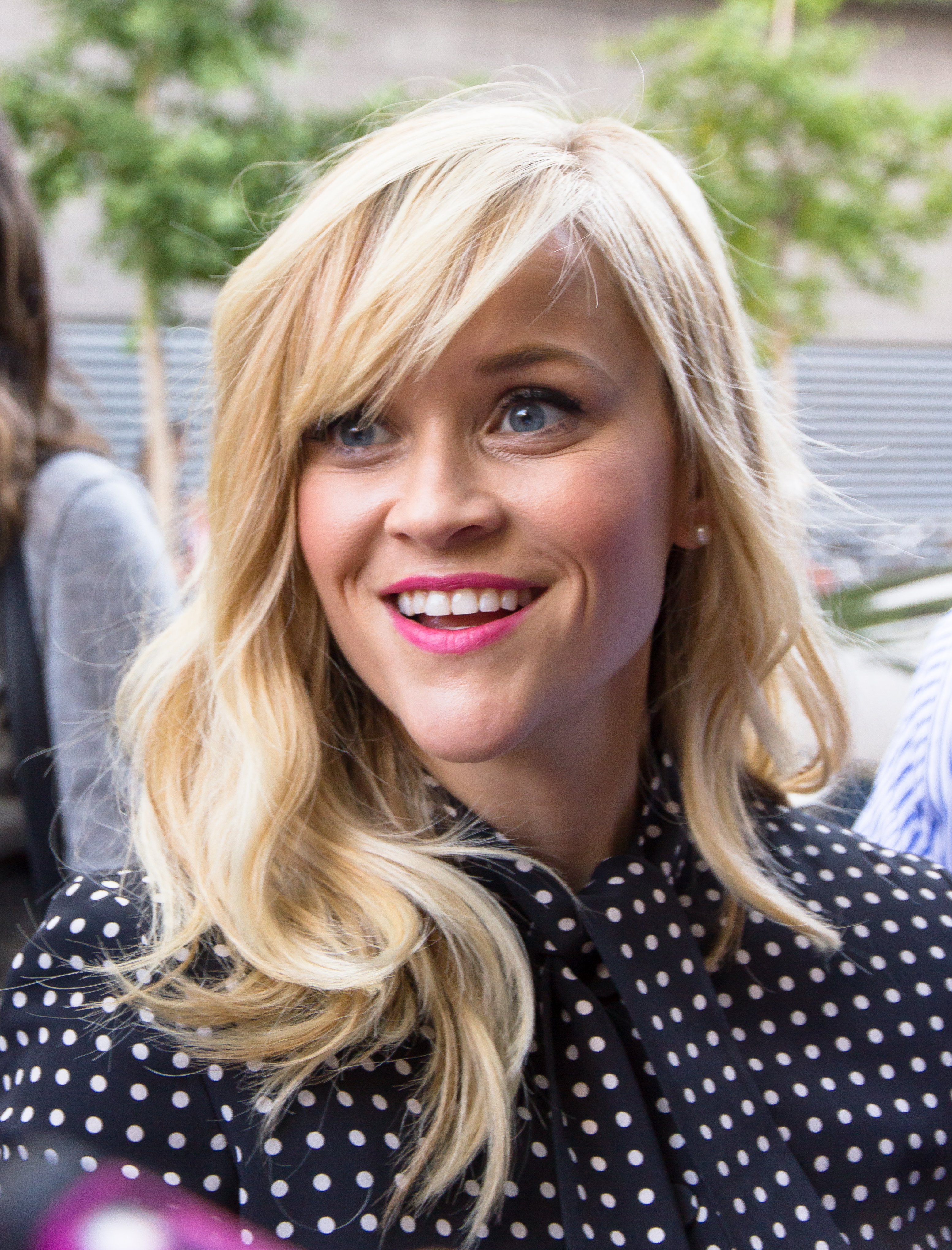
リース・ウィザースプーン 2015 & 2006 (2020, 2019, 2018は最終選考)
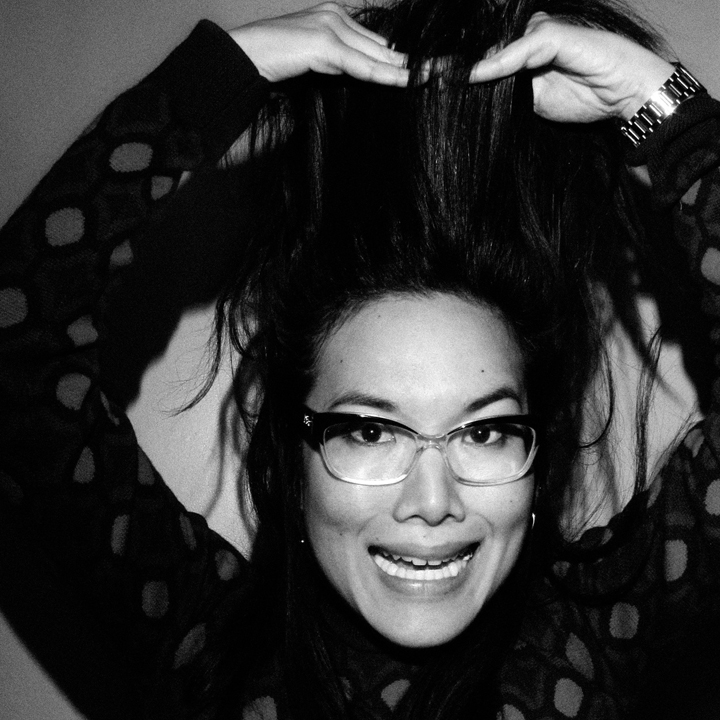
アリ・ウォン 2023 & 2020
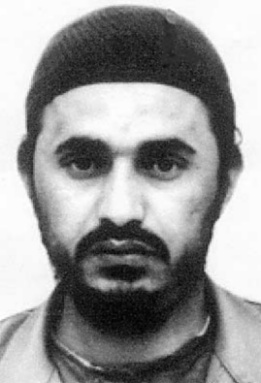
アブー・ムスアブ・アッ＝ザルカーウィー 2005 & 2004

## 選考基準
2004年、「タイム 100」の選考時、タイム誌の編集者は「（対象者を）3タイプにややはっきり区別できることに気がついた」とタイム誌のエディター・アット・ラージ（en:Editor-at-Large）を務めるミシェル・エリオットは述べている。すなわち、
まず、実に民主的な根拠に基づき権力を得ることでその地位に就いた人々がいる。ジョージ・W・ブッシュ大統領は特に典型例である。
いっぽう表舞台にこそ出てこないが、それにも関わらず現代の重要問題に対し実際に影響力を持つ人々がいる。例えばイラクのシーア派大アーヤトッラーのアリー・フサイニー・スィースターニーがそうである。国の所有者から民衆へ権力を委譲しようとする目論見があろうとも、彼らは実際それを拒絶できるのだ。…
最後に、自らの道徳性を顕示することによって、我々の生活に影響を与える人々がいる。例えばネルソン・マンデラは、かつて自分を捕縛した人々を赦し、南アフリカの大統領職を一期務めた後みずから権力の座を降りた。
2007年、「タイム 100」リストの編集長リチャード・ステンゲル（en:Richard Stengel）による説明では、「タイム 100」は最も話題性のあるリストや、最も人気のあるもしくは権力のある人物のリストではなく、最も影響力を有する人物のリストである。以下のように述べている。
影響力は測定困難であり、我々が求めるものは、その人物の理念が、模範が、才能が、発見が、我々の生活する世界を変える、そのような人物である。影響力は、武力のハード・パワーに関するもののほうが、理念と模範のソフト・パワーに関するものより小さい。
そうである、命令を通して世界を変えることが出来る最高権力者と独裁者がいる。しかし、我々がもっと興味を持っているのはモンティ・ジョーンズ（en:Monty Jones）のような革新者であり、彼はシエラレオネの科学者でアフリカの農業を救うことが可能なコメの品種を開発した。または、偉大なチェスマスターのガルリ・カスパロフのような英雄である。彼はロシアでより大きな民主主義のための孤独な闘いの先頭に立っている。または、アカデミー賞受賞俳優のジョージ・クルーニーであり、彼は名声をてこにしてダルフールの悲劇に注目を集めさせた。

## 論争
当時の英首相トニー・ブレアが2004年のリストから除外されたという事実は、軽度に論争を起こした。タイム誌のエディター・アット・ラージのミシェル・エリオットは、一貫してブレアを除外する決定を固持している。
ゲアハルト・シュレーダーとジャック・シラクは両者ともいない。当リストはワールドワイドである。西欧の政治指導者は掲載されていない。なぜならこの時代に彼らはそれほど権限もしくは影響力がないのである。

ジョージ・W・ブッシュは何回かリストに登場しているが、 2006年のアメリカ合衆国議会選挙で民主党勝利により彼が2007年のリストから外れた時、一部で論争が起きた。元上院議員リック・サントラム（R）はFOXニュースで述べている。
問題の事実は、アメリカ合衆国大統領は、誰がそのオフィスにいるかに関わらず、地上で最も権力のある人間であり、単にこの国ではなく世界中で生活の様々な面で大きな影響力を持つ。また、タイム誌にとって、それを棄却することは、あなたに対しどんなに偏見を提供するか、そしてまた私は議論するであろうが、それらは憎むべきである。
「どのアメリカ合衆国大統領も一定の影響力を内包している」と説明するのは、リストを監修したタイム副編集長アディ・イグナティアス（en:Adi Ignatius）である。「ブッシュは実際ある種のそのような内包する影響力を浪費していた。イラクに関する彼の立場は彼自身の政党の支援を彼に対して支払わせた。...ある一定の観点では、彼はレームダックの政治家にたどり着いたようだ」
別の年のリストに含まれた人物に対しても、同様に論争が起こった。2005年に保守派コメンテーターのアン・コールターがリストに入り、Salon.comが意見を述べることとなった。
先週タイム誌がその100人の「最も影響力のある人々」の中にアン・コールターの名を入れた時、そこへアリエル・シャロン、ビル・クリントン、ネルソン・マンデラ、金正日、ダライ・ラマのような錚々たる人物が並んでおり、その選択はオンライン上で大笑いになった。FOXニュースでは先週この話題を放送して、タイム誌の編集責任者プリシラ・ペイントン（en:Priscilla Painton）は、「コールターがとても影響力のあるのは、「ユーモア」を使っているおかげだ」と主張し、コールターが保守的なジョン・スチュワートであると示唆する一歩手前で止まった。 しかし、FOXのビル・オライリーでさえその話に賛同しなかった。彼はペイントンに説いて聞かせた。「あなたは人々が、アメリカ人がアン・コールターを聞いていると考えますか? あなたは彼女が世論に影響力を持つと考えますか?」
タイム誌が、コールターを「物議を醸す論評で、世界の最も強力な国家の談話にインパクトを与えるベストセラーの著者である」として取り上げる一方、彼女はリストに繰り返し登場するほどの影響力があると考えられていない。

### ハッキング
2009年、その年の「タイム 100」オンライン投票の勝者は、匿名画像掲示板・4chanの創設者mootで、16,794,368票を獲得した。タイム誌はテクニカルチームが「投票をハックしようとするいくつかの企てを検出し、除去した」と主張していた。  しかしながら、投票終了前の数週間、結果がハッカーたちによって徹底的に編集されていたということが示された。 上位21名の最初の文字は「marblecake also the game」となっていた。「Marblecake」は4chanが反サイエントロジー・キャンペーン（campaign against Scientology）を開始した場所のIRCチャンネルの名前であり、卑猥なミームでもある。「the game」は「The Game」のミームを示している。

## 学術的研究
「タイム 100」を引用した学術的分析を、メリーランド大学カレッジパーク校の経済学者クレイグ・ガースウェイトとティム・ムーアが実施している。当時「タイム 100」の最多掲載記録を保持していたオプラ・ウィンフリーの観点から研究をした。ウィンフリーがバラク・オバマを大統領に推薦したこと（endorsement of Barack Obama）のインパクトを調査して、彼女にアメリカ合衆国大統領選挙を決定するほどの影響力があったかどうか、両経済学者は計測することにした。両者は次のように記述している。
オプラ・ウィンフリーは、ほとんど匹敵する者がいない影響力のある有名人である。彼女はタイムマガジンの最も影響力のある100人のリストに6回名前が載った—ダライ・ラマ、ネルソン・マンデラ、ビル・ゲイツ、ジョージ・クルーニー、 ルパート・マードックを含めた他のどの個人よりも多く。彼女は20世紀の最も影響力のある100人の1人に名が挙がっている。アルベルト・アインシュタイン、モハンダス・カラムチャンド・（マハトマ）ガンディー、フランクリン・D・ルーズベルトと共有する栄誉である。彼女は20世紀と21世紀両方でこれらのリストに含まれる4人の中の1人である。その他の3人は、マンデラ、ゲイツ、ポープ・ヨハネ・パウロ2世である...ウィンフリーの影響力が広範囲に及ぶので、我々は政治的結果に関する推薦の影響を調査するユニークな機会を得る。
両経済学者は、ある地政学的地区（彼女のマガジン・アンド・ブック・クラブ・セレクションズの売れ行きにより推定されるような）の多くのウィンフリーファンと、2008年大統領民主党候補レース期間中にその場所でオバマが受け取った多くの票の間で、統計上有意な相関関係を発見した。彼らは、人種、性別、収入、教育、他の雑誌の売れ行きのような全ての種類の交絡変数をコントロールした時、その相関関係は更に説得力があることを発見した。彼らは更に、その相関関係はウィンフリーがオバマを推薦した後にのみ出現することを発見し、彼女の推薦の影響が原因でその相関関係が生じたことを示唆した。ウィンフリーの推挙がなかった場合オバマの投票結果がどのようであったかを予測するために、相関関係を統計的に除去すると、民主党予備選で100万票以上がオバマの総得票数から消え、クリントンがオバマよりもっと多く得票することを彼らは発見した。